# Sculpture romaine

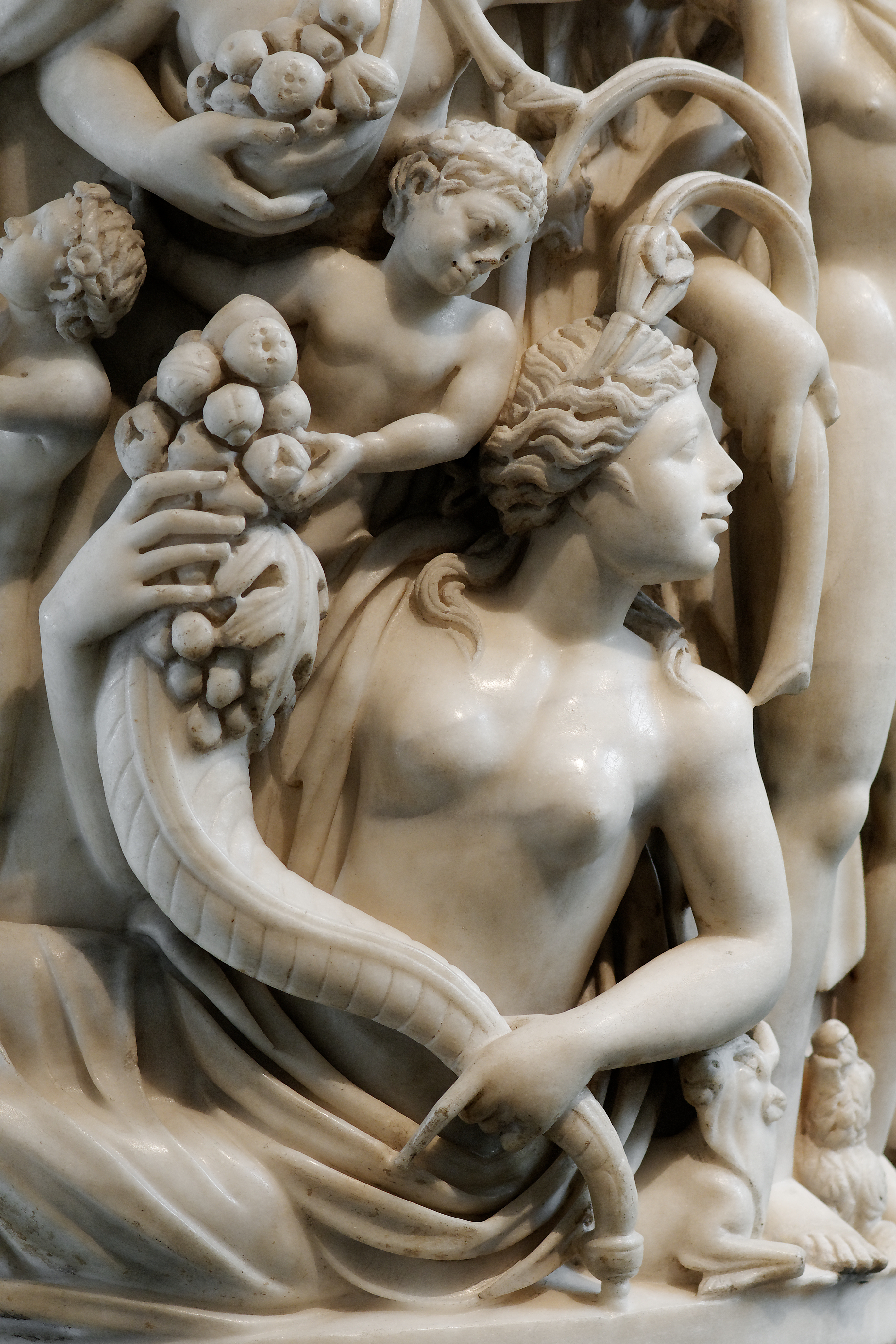
La déesse Terre, sa corne d'abondance. Époque de Gallien vers 260-270 EC, époque de crise. Sarcophage au triomphe de Dionysos, qui meurt et renaït. The Metropolitan Museum of Art.

La sculpture romaine réunit la perfection idéalisée de la sculpture grecque classique au plus grand désir de réalisme romain. Comme elle a été faite par des sculpteurs grecs pour des Romains, mais en grande partie sur des modèles grecs, on pourrait parler de « sculpture gréco-romaine ». Elle s’est répandue de l'Atlantique à l'Asie, et du IIIe siècle avant l'ère commune (AEC) — ou avant Jésus-Christ — jusqu'au cours de l'Antiquité tardive, au IVe siècle de l'ère commune (EC). Elle n’est donc pas restée sans changements. D'autre part, elle est le produit et le reflet de la société romaine où le père, pater familias, a le rôle dominant, ce qui a déterminé autant les commandes privées de portraits ou d'objets décoratifs que les commandes publiques associées à la célébration du pouvoir à Rome, aristocratique, puis militaire. Cette aristocratie ne constituait qu'une très petite partie de la société romaine, qui était un monde rural à 90 % et constitué d’esclaves pour une très grande partie.
Les riches Romains demandaient, en effet, des portraits ressemblants et des sculptures décoratives dérivées de modèles grecs renommés. De son côté, le pouvoir romain a toujours su faire exécuter des monuments à sa gloire et célébrer ses victoires. Les sculpteurs pouvaient travailler tous les matériaux disponibles autour du bassin méditerranéen et faire transporter leur réalisation sur des milliers de kilomètres pour répondre à une commande.
La sculpture romaine  a été longtemps présentée comme une répétition de la sculpture grecque antique et même comme un déclin, dès que l'on a cru y reconnaître de simples copies des sculptures grecques célébrées dans l'Antiquité,. Cependant elle est reconnue depuis le XIXe siècle comme un objet d'étude à part entière. Les études actuelles sur les « copies » mettent en valeur les nouveautés introduites au cours des premiers siècles de l'art romain. Des innovations radicales ont eu lieu par la suite, surtout aux IIIe et IVe siècles.
Comme au cours de toute l'Antiquité, la sculpture reflète bien plus la volonté de riches et puissants commanditaires que la personnalité artistique des artisans-artistes. Les sculpteurs qui ont travaillé à Rome et pour Rome n’étaient pas des Romains - la plupart étaient grecs - mais ils ont mis leur art au service des Romains, afin de donner une forme plastique aux valeurs qu’entendaient affirmer les Romains,. Beaucoup de ces sculpteurs étaient de condition modeste, esclaves ou affranchis. Quelques fragments de sculpture en bois qui se sont conservés dans l’eau sont la trace de matériaux fragiles appartenant à des sculptures romaines disparues.

## Sculpture «romaine». Vue d'ensemble

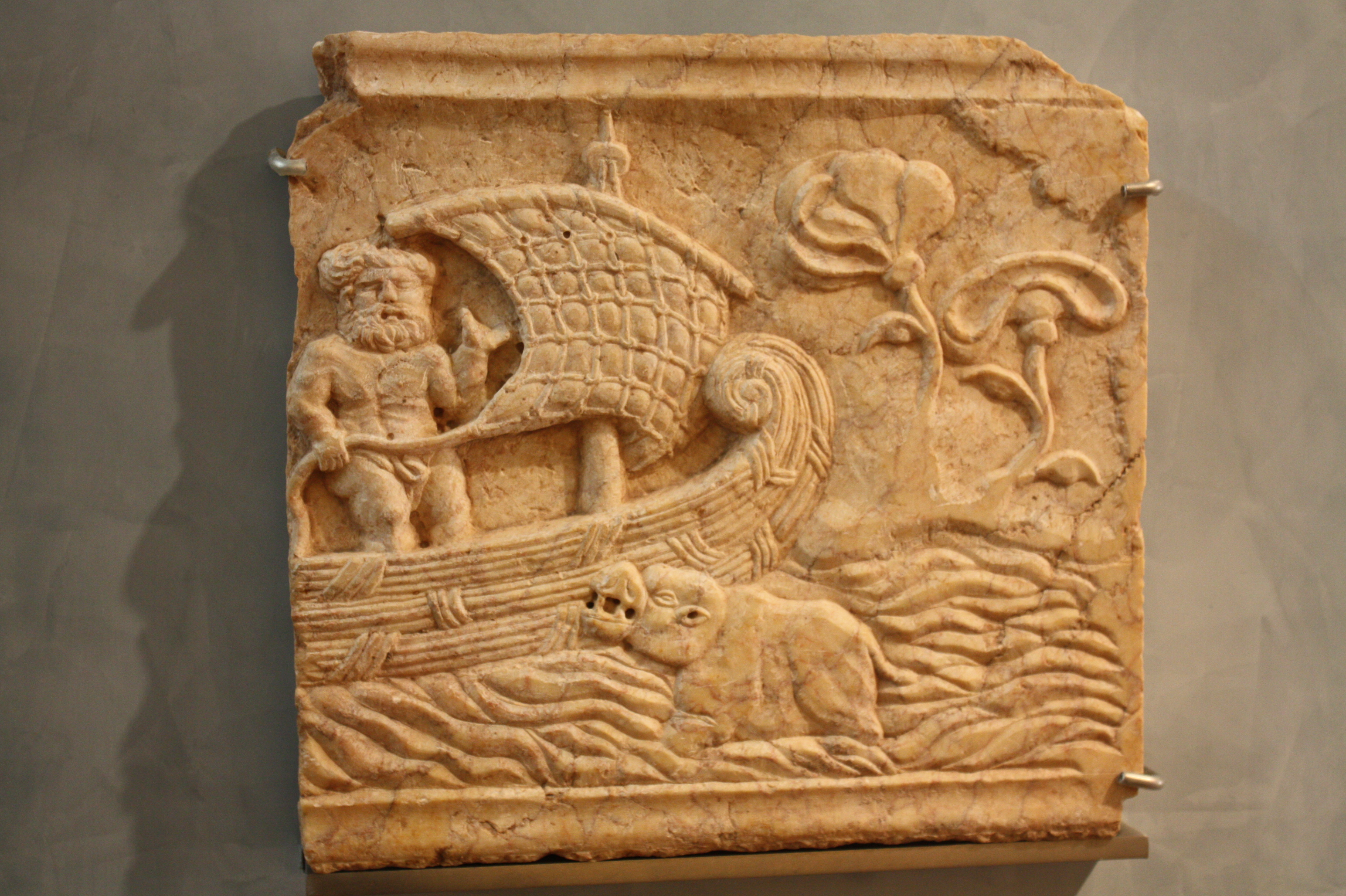
Navire en roseaux, en Égypte romaine (?). Relief, marbre.. Musée historique de Sagonte, Espagne.

Ce type de sculpture se laisse difficilement aborder : non seulement il s’agit d’art gréco-romain, composé des deux cultures, 
mais « il n'y a pas un (unique) style romain, (précisément) des tendances plus ou moins divergentes d'un siècle, voire d'une génération à l'autre, surtout durant les trois premiers siècles de notre ère ». Et, par ailleurs, il est nécessaire de détacher un art romain, sur l'étendue de l'empire, de ce qui se passe dans la ville de Rome ou dans la péninsule. Enfin, Rome, d'abord républicaine, et qui pratiquait très peu la sculpture, a intégré politiquement et culturellement, au cours des siècles, des populations qui la pratiquaient. C'est donc un art éclectique, à très forte dominante grecque. Plus généralement, la culture de la société romaine antique, dans l'espace immense de l'empire romain, s'est constituée par l’intégration, surtout au contact de la Grèce antique, de sa religion, de sa littérature et de sa sculpture. D’autres parties de l’empire ont contribué à la culture romaine, au Moyen-Orient, en Égypte et en Afrique du Nord et, ailleurs, en Occident. Les nombreux bas-reliefs qui subsistent nous renseignent sur la vie quotidienne dans l'empire. Cependant, une caractéristique de la société romaine à considérablement orienté la sculpture. En effet, initialement républicaine, l'aristocratie romaine se distinguait par la valeur accordée à ses portraits familiaux, obtenus par empreinte, garants de la lignée du patriciat ancestral. L'importance des portraits sculptés a perduré ensuite.
Par ailleurs, tout ce qui était en bronze dans l’Antiquité a été fondu, sauf exception, et réutilisé ultérieurement. Malheureusement, la majorité des statues était en bronze. Enfin, les sculptures romaines, comme les autres sculptures antiques, ont pu être en terre cuite ou en calcaire. On en a trouvé de nombreux exemplaires et leurs carrières, en Provence, par exemple.
Cet article emploie le mot « sculpture » dans un sens élargi, puisque sont abordées les monnaies et médailles, l'orfèvrerie, le travail du verre et de l'ivoire, à côté du travail du marbre, du calcaire - parmi d’autres pierres - et du bronze, ainsi que de la terre cuite. Le bois sculpté est à peine évoqué car il n'a guère subsisté.

### Sculpture «gréco-romaine»

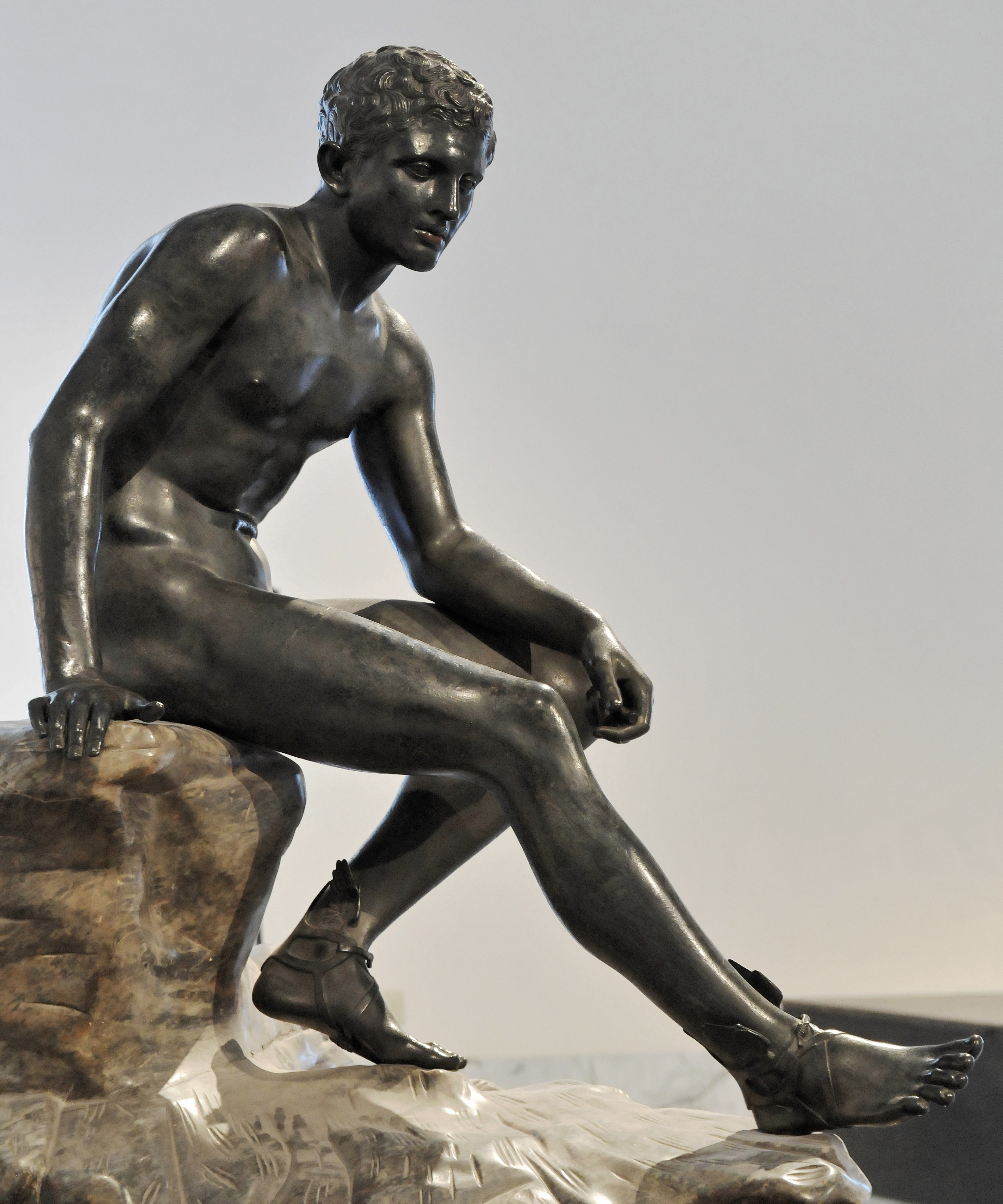
Hermès. Original réalisé (par un sculpteur grec ?) pour le propriétaire de la villa des Papyrus à Herculanum. Bronze, s. MNArch. Naples.

On peut parler d'une sculpture « gréco-romaine » car le modèle grec a servi de référence quasi unique pendant six siècles. Lorsque Rome, au IIIe siècle av. J.-C. , a pris possession de la péninsule et s'est trouvée confrontée aux colonies grecques qui y étaient implantées, elle a découvert la sculpture hellénistique de l'époque, juxtaposée à la sculpture grecque classique, mais aussi à des décors de temples ou à des statues de culte dans le style caractéristique de la sculpture grecque archaïque. Jusqu'à la fin de la République l'art grec est, en effet, bien vivant.
La plupart des sculptures, des statues, lorsqu’elles étaient en bronze, reluisaient comme de l’or. Celles en marbre ou en terre cuite étaient peintes, en partie ou en totalité, y compris les vêtements, les cheveux et les yeux. Ces derniers points ont été constatés sur des sculptures hellénistiques. Rome "hérite" de ces traditions, comme l'attestent le Laocoon et l'ensemble des statues de Sperlonga qui conservent des traces de couleurs. Les yeux des statues de bronze n'étaient pas vides, ceux d'Auguste et de Livie, au Louvre, en sont un exemple singulier. Toutes ces statues semblaient vivantes.
Par le droit de la guerre, dans l'Antiquité, beaucoup d'entre elles sont donc arrivées à Rome et ont participé à l'évolution du regard des Romains, surtout dans l'art du portrait familial et honorifique. Ces riches et puissants Romains, dès la fin du IIIe siècle AEC, ont fait travailler des sculpteurs grecs et ces commandes se sont ajoutées au butin exposé au cours des parades triomphales des vainqueurs. Toutes ces productions - originales ou copies - se sont répandues dans l'Empire romain, en particulier avec les statues des empereurs placées, par les personnalités locales, dans toutes les grandes villes à l'occasion du passage de chaque nouvel empereur dans leur ville. En raison du brassage des populations qui s'est opéré au fil du temps, des formes dérivées des styles grecs romanisés ont donné l'occasion de nouvelles solutions, surtout au cours du IVe siècle EC. C’était à la fin de l'Antiquité tardive, avec une nette séparation entre ce qui se passait, sur le plan artistique comme sur le plan politique, entre l'ancien empire romain d'Occident et l'empire d'Orient, Byzantin.

### Points spécifiques à la sculpture romaine

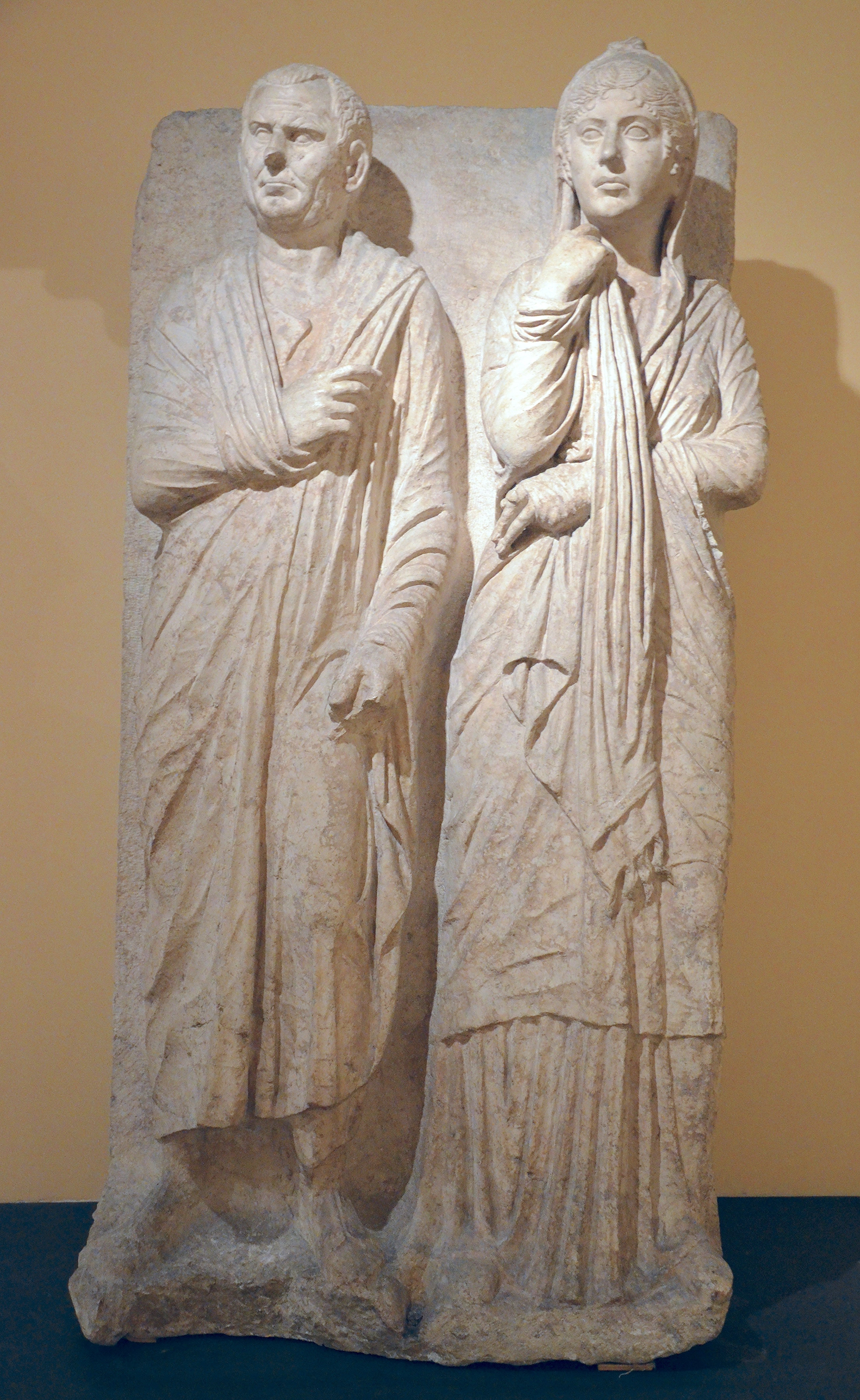
Couple marié. Relief funéraire. 25/50 EC. Centrale Montemartini

Cette sculpture possède, dans l'ensemble, certains traits caractéristiques. À la différence de la sculpture grecque qui peut avoir été conçue pour être vue sous plusieurs angles, la sculpture romaine est, bien plus souvent, frontale : « c’est la tête et le corps vus de face qui comptent avant tout. » Le portrait y tient une place bien plus considérable qu'à l'époque hellénistique, et sa valeur est renforcée par la tradition des imagines, ces masques des ancêtres qu’on exposait dans l’atrium des puissants, l'aristocratie des patriciens auxquels il faut ajouter certains notables issus de la plèbe : les Homines quasi-boni. Ces images servent d’abord à montrer leur uirtus ; leur vertu, mot qui dérive du latin vir, « l'homme » en tant que « mâle », concept révélateur de la société patriarcale romaine. Cette qualité, les statues-portraits sont censées l'inspirer à ceux qui les contemplent. L'expression sévère de ces portraits est donc supposée manifester la « force de caractère » de la personne en question, une force qui a fait ses preuves au cours de l'existence. Par ailleurs, la tradition romaine, surtout celle de la République, jugeait qu'il était indigne pour un Romain de se laisser aller à la contemplation ou à la possession d'une œuvre d'art. L'histoire de l'art n'existait pas mais les anecdotes sur des artistes, compilées par des Romains, comme Pline, ont servi de premières bases à l'élaboration de l'histoire de l'art dès la Renaissance.
Pline l'Ancien, aux tous débuts de notre ère, veut clairement poser l'existence d'un art romain indépendant de l'art grec. Il rappelle ce qui distingue l'art grec de l'art romain en portant son attention sur la nudité : si l'art grec privilégie le nu héroïque, la sculpture romaine privilégie le port de la cuirasse ou de la toge. Elle valorise ainsi les vertus militaires et civiques. C'est aussi d'un point de vue moral que Pline critique des comportements condamnables par leur immodestie : comportement des empereurs en particulier, alors que leur fonction les appelle, selon lui, à l'exemplarité et la modération. Les vertus traditionnelles romaines, mos majorum, fondées sur le travail, la fidélité, la frugalité, le refus de l'oisiveté, sont alors perverties par la profusion de matériaux luxueux entrés à Rome grâce aux conquêtes, avec l’arrivée des œuvres d'art étrangères et des objets de luxe.

## Origines et métamorphoses de la sculpture romaine

### Repères chronologiques
On ne possède pas de trace de sculpture romaine avant que les Romains n’aient colonisé l'Italie, au début du Ier siècle av. J.-C. . Auparavant, Rome s’était développée au sein des peuples Latins. Ceux-ci, sous les rois Étrusques, pratiquaient le commerce avec les Grecs et leur achetaient des objets de luxe. De leur côté, les Étrusques (voisins des Latins), qui ont donné ses derniers rois à Rome avant la République, pratiquaient la sculpture et appréciaient celle des Grecs, ainsi que leur peinture, les objets d'importation grecque et la culture grecque en général.
Peu avant la domination de Rome sur le monde grec et donc avec la fin de l’époque hellénistique, autour de 100 avant l'ère commune, Cicéron place déjà le moment où l'Italie est comme « remplie des arts et des sciences grecques ». Les sculpteurs grecs, qui circulaient dans le bassin méditerranéen, prenaient leurs modèles sur des statues et des compositions que tous pouvaient voir, copier et en tirer des moulages : toutes celles rassemblées à Pergame - actuellement en Turquie - et surtout celles du Grand Autel de cette capitale, ou bien sur des sarcophages avec scènes de batailles comme celles du sarcophage dit « d'Alexandre », qui avait encore toutes ses couleurs. Des ensembles en terre cuite peinte, comme le fronton de Civitalba, du IIIe siècle AEC, et des bronzes éventuellement dorés, comme l'Hercule du Capitole, du IIe siècle AEC, montrent que l'Italie était déjà un des centres les plus actifs du monde d'alors, avec un art grec produit pour des Romains.
Ces Romains riches avaient aussi la coutume de se faire tirer le portrait, pour diverses raisons qui seront développées ensuite. Il en existe donc une multitude tout au long de la République romaine et de l'Empire romain. On peut ainsi avoir un aperçu de l'histoire de la sculpture romaine avec seulement quelques exemples de portraits bien caractéristiques.

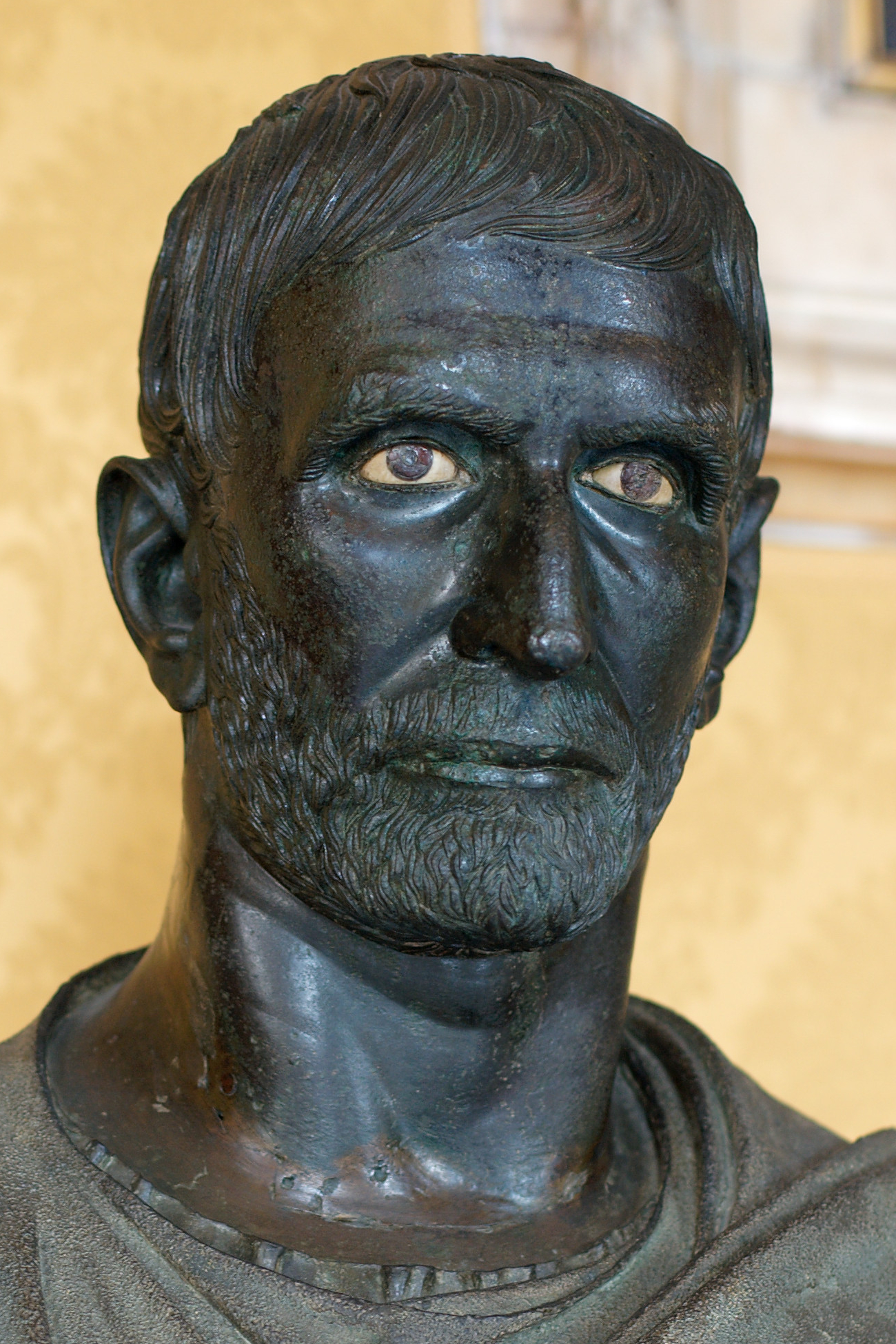
Pseudo-Brutus. Bronze
(la tête seule). Musées du Capitole. Première moitié du IIIe siècle AEC ou Ier siècle AEC (?)

1. Avec le « Pseudo-Brutus » ou « Brutus capitolin » la tradition romaine du portrait par empreinte du visage, l'imago, dans les familles de l'aristocratie romaine, rencontre la tradition grecque de la sculpture en bronze par moulage (le procédé indirect, à la cire perdue). La technique de la sculpture en bronze a été communiquée aux Romains au moment de leur colonisation de l'Italie, en particulier en Étrurie. Il pourrait, donc, s'agir d'une sculpture datant de cette période, ancienne, de la première moitié du IIIe siècle AEC : un personnage de l'aristocratie auquel les aristocrates de la cité auraient rendu hommage. Sur le plan technique, les Romains adoptent la technique étrusque de la fonte du bronze, reconnue comme la plus parfaite du monde antique. Comme de nombreuses sculptures antiques cette tête romaine a été pourvue d'un buste  recouvert d'une toge, à la Renaissance.

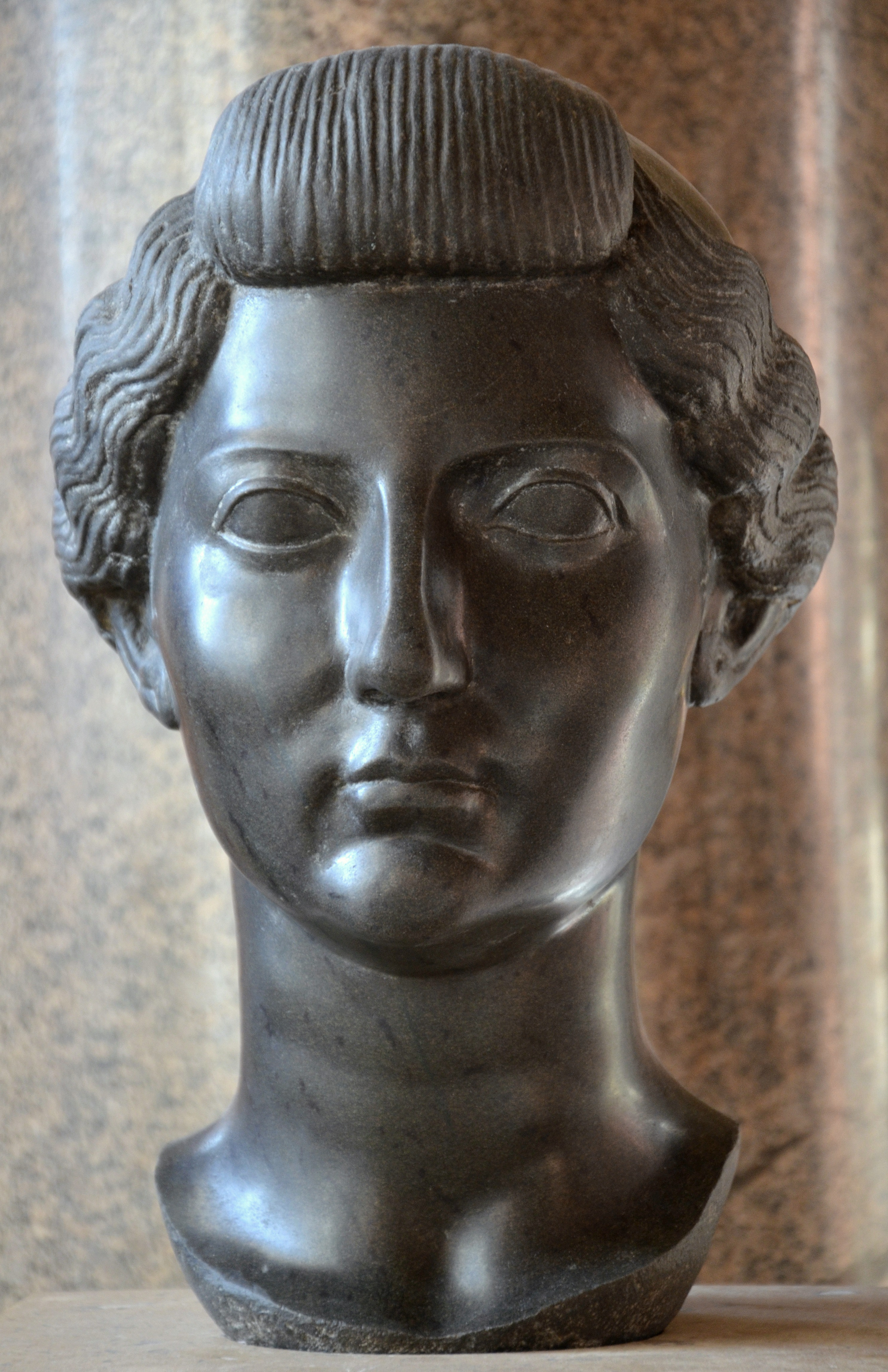
Portrait de Livie (Livia Drusilla, épouse d'Auguste). Basanite (grauwacke de Uadi Hammamat), H. 31.5 cm, taille naturelle. 25/50 EC. Musée du Louvre

2. Le portrait de Livie (Livia Drusilla, de la très haute aristocratie, épouse d'Auguste) en basanite (ou grauwacke de Uadi Hammamat) témoigne de la vogue des roches rares, chargées de prestige et importées, ici, d'Égypte. Cette roche permet le poli extrême qu'affectionnaient les Égyptiens, et sa dureté pouvait être un gage d'éternité. Elle correspondait aussi au goût romain pour les surfaces polies, à la différence des Grecs qui ne polissaient pas à ce point.

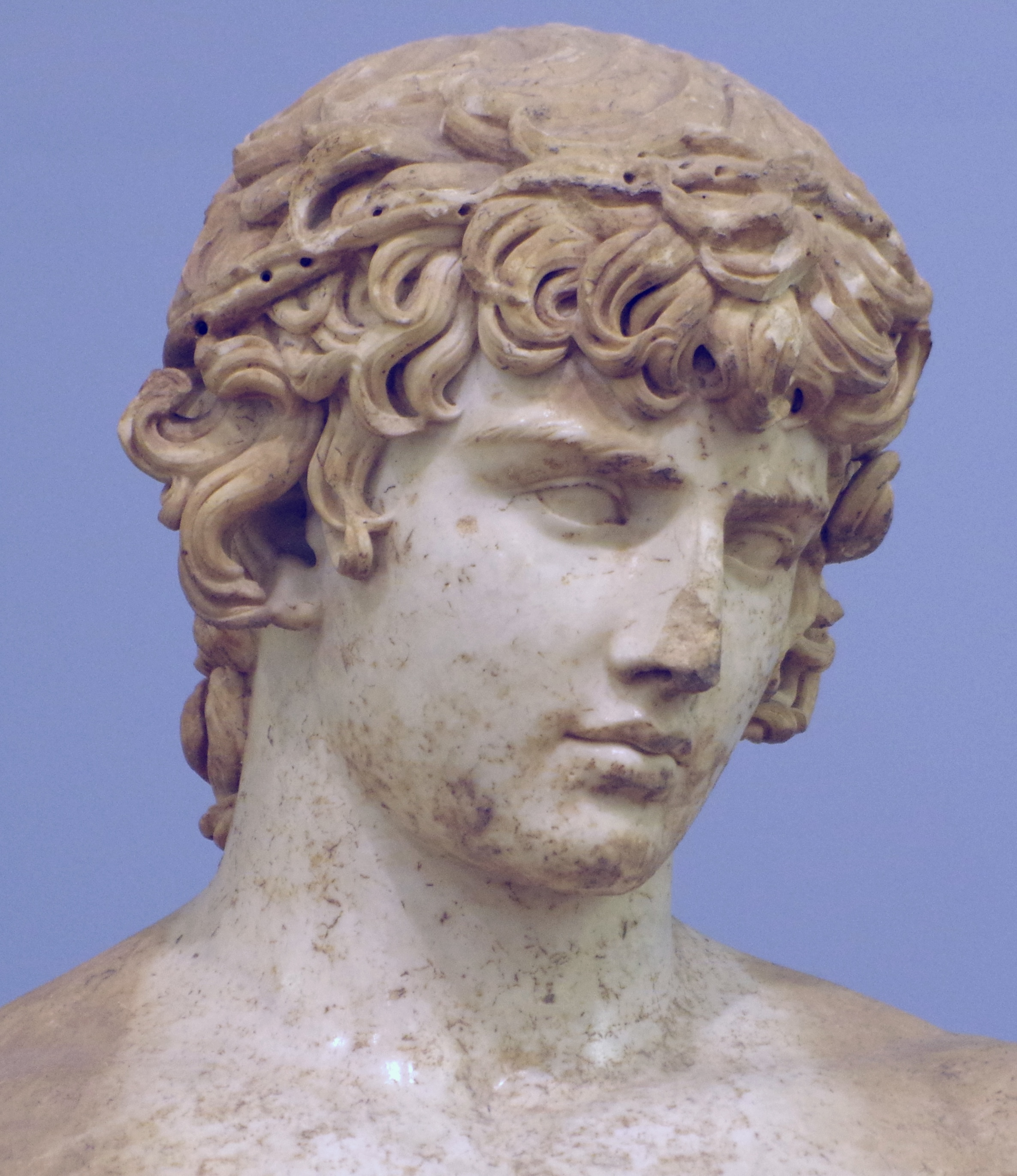
Statue d’Antinoüs divinisé, marbre, détail, taille naturelle. Musée archéologique de Delphes
Peu après 130 EC.

3. La statue d’Antinoüs héroïsé (nu comme un héros) du Musée de Delphes, est une œuvre commandée pour satisfaire au désir de l'empereur Hadrien, à la suite de la noyade de son favori dans les eaux du Nil. Une grande partie du monde romain a participé à cet effort de commémoration. À Delphes, où est exposé cet exemplaire, le corps est clairement composé dans le « style sévère » (480-450), modèle de proportions établi à l'époque classique par le célèbre canon de Polyclète. Hadrien a été l'empereur romain le plus amoureux de la culture grecque. Pour cette raison, à partir du IIe siècle EC, se développe une forme de valorisation de la blancheur du marbre, notamment sous son règne, qui associe cette blancheur à l’héritage antique grec. Le marbre étant soigneusement poli et sa brillance renforcée par une matière organique, comme la cire d'abeille ; les cheveux étant souvent rehaussés de couleur.

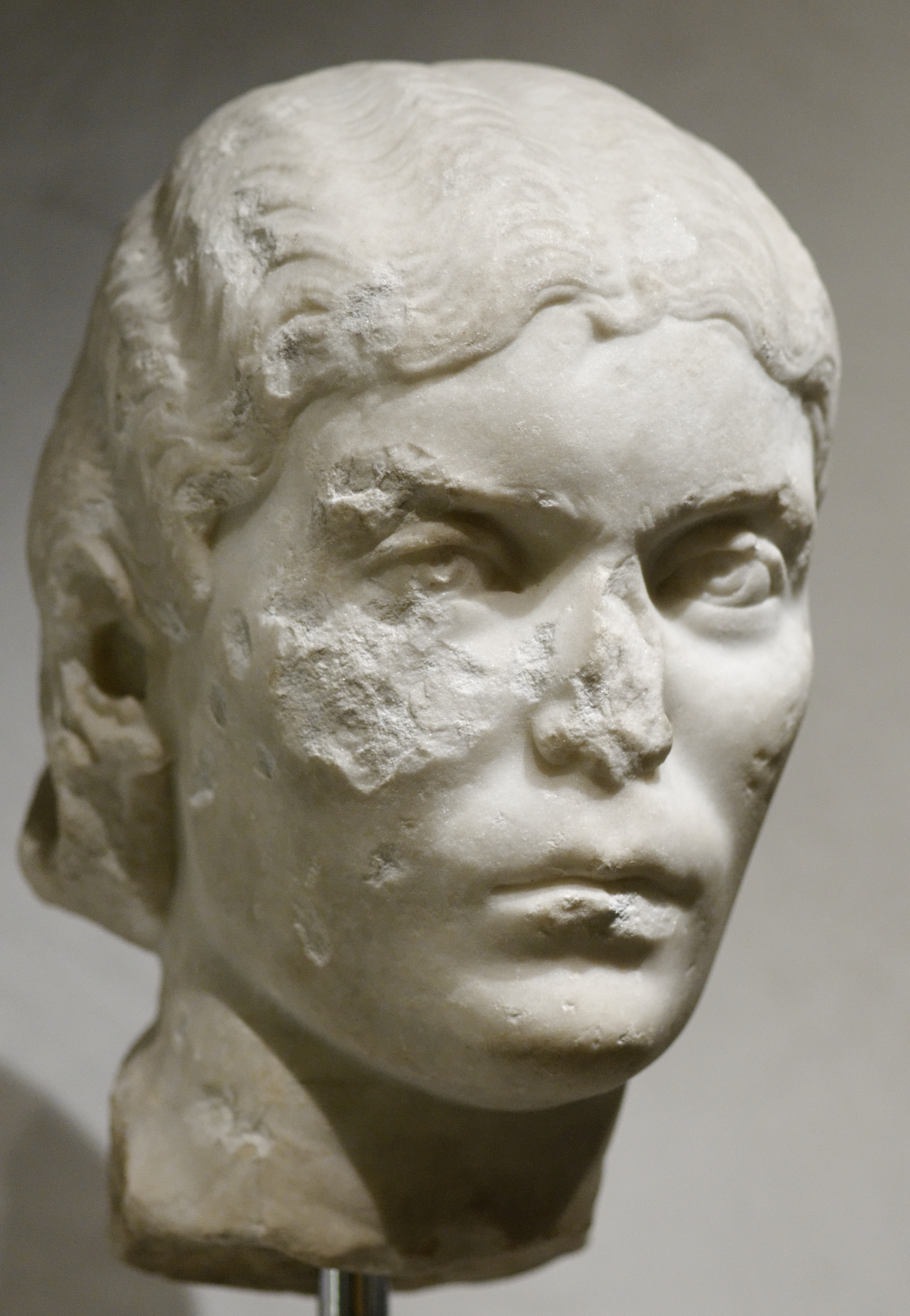
Tête de femme. Marbre
taille naturelle.
Musée des Beaux-Arts de Lyon
Milieu du IIIe siècle.

4. Le fragment d'une statue, ou d'un buste, du Musée des Beaux-Arts de Lyon offre un visage à l'expression sévère, particulièrement représentatif de l'époque extrêmement inquiétante que traversait l'Empire : après l'optimum climatique romain, une période de froid et de sécheresse, entraînant de mauvaises récoltes, des pandémies et des mouvements de population, des guerres de tous côtés, période qui se prolonge jusqu'au Ve siècle. Une variation dans les cycles du soleil, des perturbations climatiques et océaniques du type d'El Niño et des éruptions volcaniques auraient été à l'origine de tous ces fléaux.

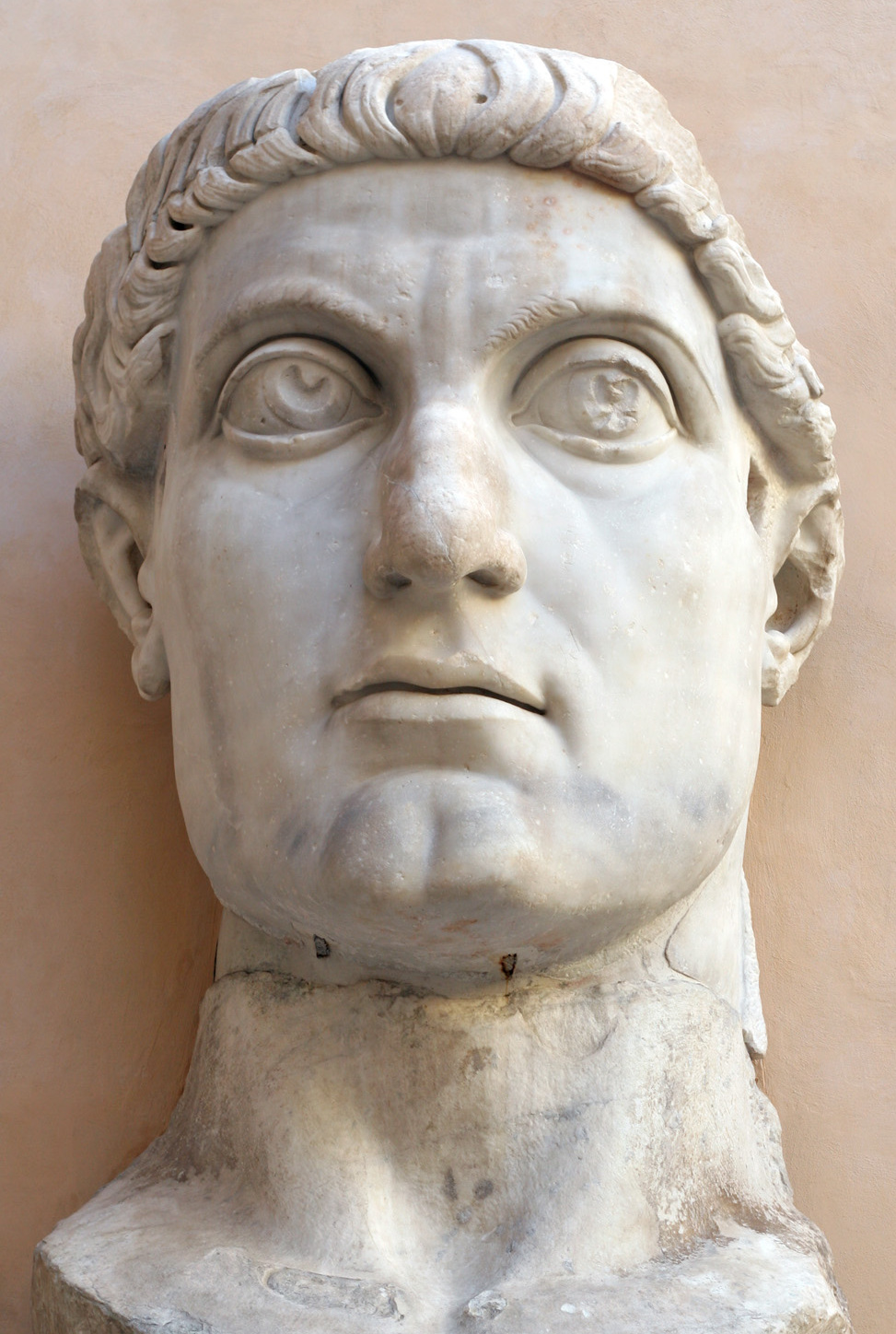
Constantin Ier. Fragment d'une statue colossale de plus de 10 m. Musées du Capitole
Vers 325.

5. La tête de l'empereur Constantin - un général, car avec les crises le pouvoir est passé des élites romaines à des soldats - , cette tête n'est qu'un fragment d'une statue colossale d'environ douze mètres de haut, alors que pour les Grecs ce format était réservé aux dieux. Le traitement de la tête s'est radicalement transformé, très nettement frontale et géométrisée. La chevelure suit donc cette régularisation qui est, ici, symétrique et rigide. Le monde romain traverse alors une très grave crise que Constantin incarne par sa conversion au christianisme, alors que son image veut délivrer un message de force et de parfaite maîtrise, non humaine.

### Héritages
La sculpture romaine hérite donc, en partie, de la sculpture étrusque, de la sculpture grecque archaïque et classique et surtout de la sculpture hellénistique qui leur est contemporaine à l'époque de la République (509 AEC - 27 AEC). Fascinés par les sculptures grecques et hellénistiques qu'ils pillent, les Romains qui commandent de nouvelles sculptures demandent des "copies", qui peuvent être des variations, assez éloignées de leurs modèles grecs. Cependant leur goût évolue au contact des originaux et de ces "copies". Ainsi , dans leurs commandes, ils adaptent ce qu'ils admirent selon les conventions sociales de leur propre culture. Et la culture romaine, plus encore que la culture hellénistique, accorde un réel intérêt à la ressemblance en ce qui concerne les portraits. À ce propos, l'étude a prouvé qu'un personnage important d'époque impériale pouvait faire appel à des sculpteurs différents pour ses portraits, par exemple, l'un pour un aspect classicisant, l'autre étant plus proche du modèle vivant.

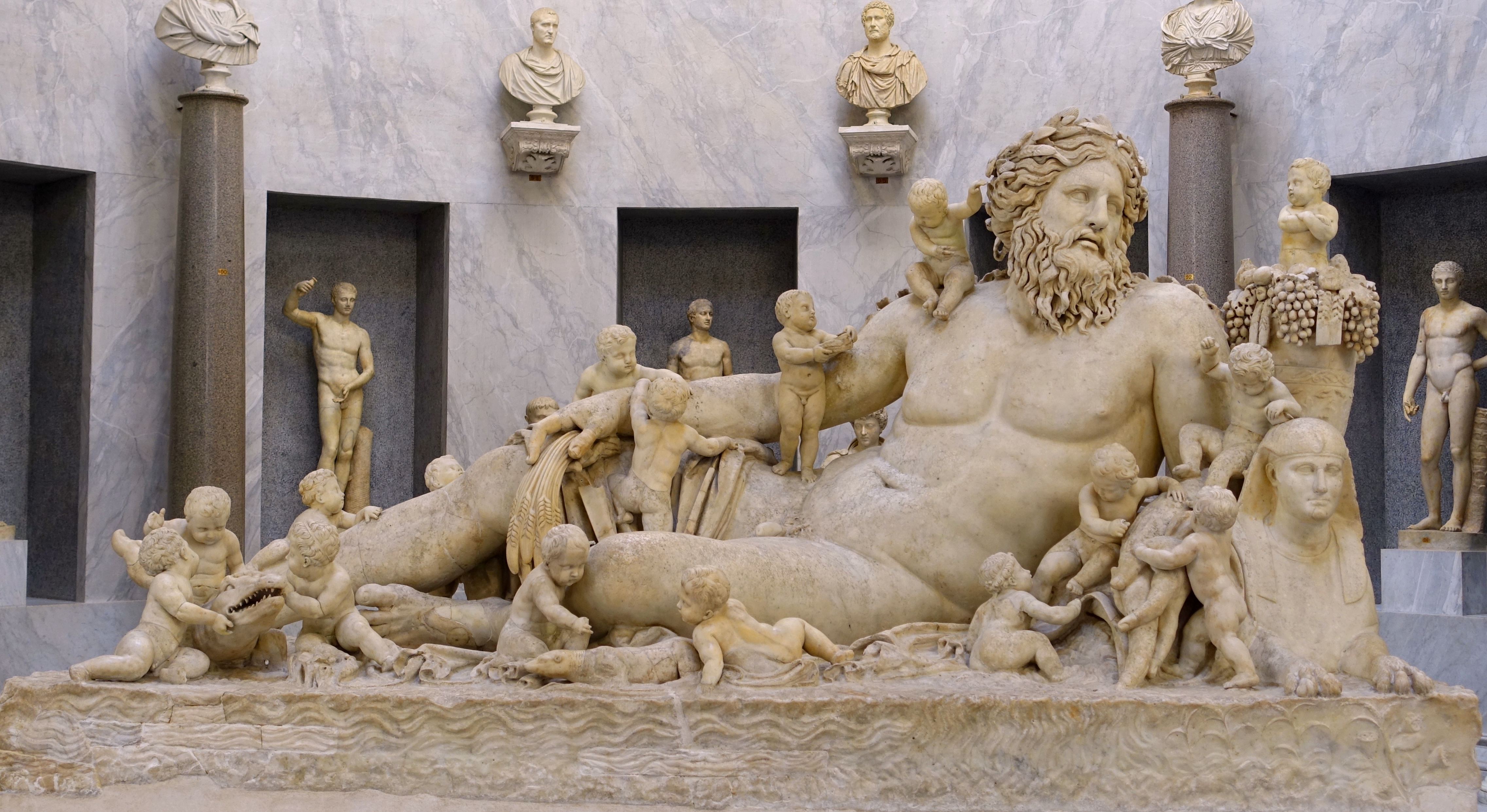
Statue du Nil avec des Pygmées, petits personnages de la mythologie grecque[N 9]. L’Égypte est symbolisée par un sphinx. Marbre, L. 3,10 m. Musée Chiaramonti
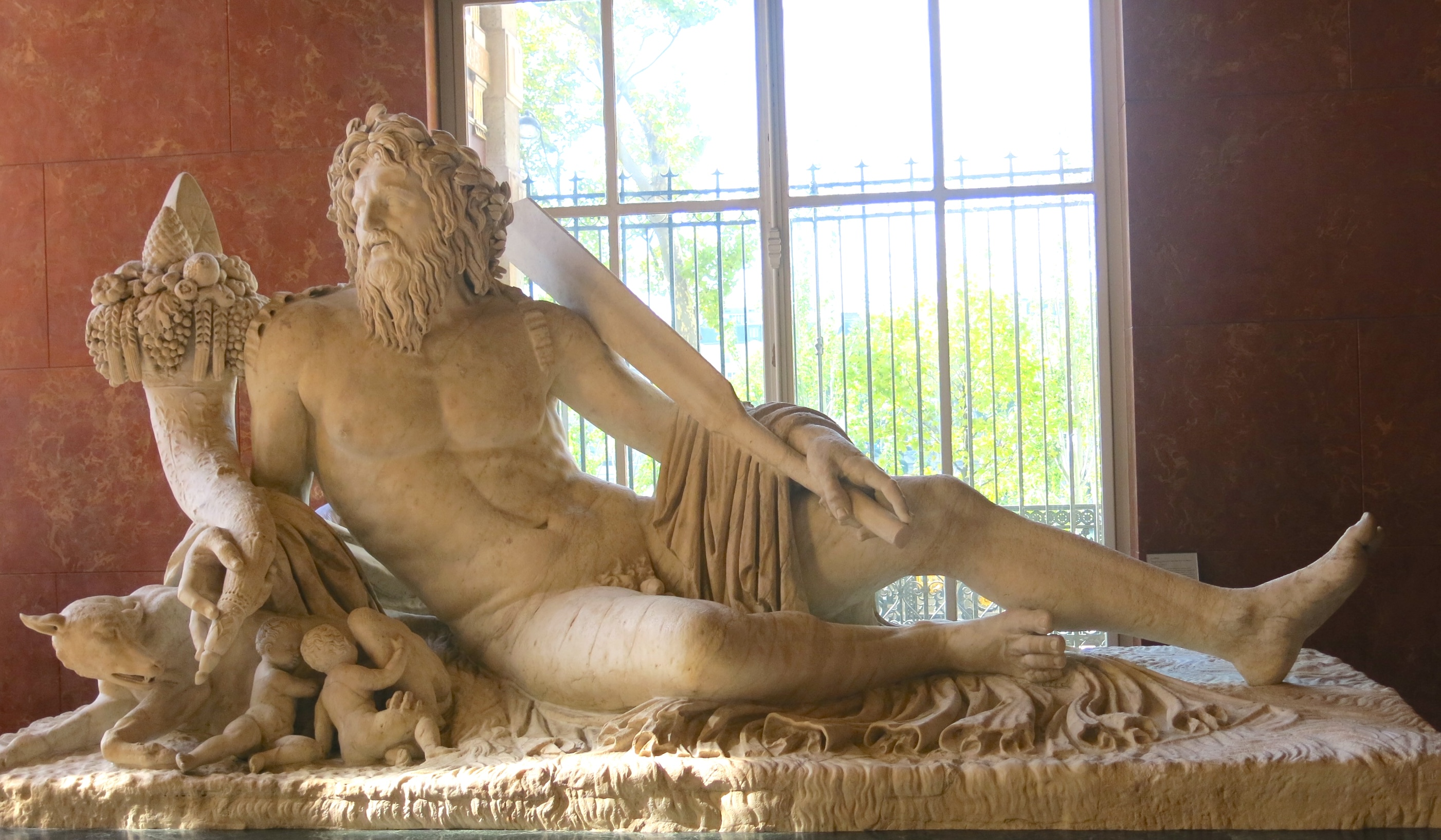
Statue du Tibre avec Romulus et Rémus. Marbre, L. 3,17 m. Date 75 / 150 EC. Louvre[N 10]

« Les artistes d'époque romaine ou traitant de sujets spécifiquement romains disposaient de l'histoire des styles grecs comme d'un répertoire de moyens d'expression adaptés à toutes sortes de sujets codifiés. ».
Pline indique la valeur qu'il attribue à l'expression d'une œuvre d'art. En cela il suit cette partie, expressionniste, de la sculpture hellénistique que l'on qualifie aussi de «baroque».
Or, cette culture romaine évolue avec le temps et l'extension des territoires soumis à Rome. Dans une première partie, lors de la période de l’« Optimum climatique romain » - qui s’étend des derniers siècles avant l'ère commune aux premiers siècles après - les visages présentent une certaine impassibilité, se conforment à des modèles hérités des temps passés. Ensuite lors de la crise du troisième siècle - qui dépend, à la fois, de la rencontre de la crise monétaire, de la guerre, de la crise constitutionnelle et du changement climatique brutal - les visages prennent des expressions variées, souvent pensives ou graves.
Plus tard, au sixième siècle, les temps deviennent très difficiles dans presque toutes les régions de l'Empire - changement climatique et maladies infectieuses, entraînant de vastes mouvements de populations. Des personnages surgissent et s'imposent, brièvement, au sommet du pouvoir. Avec leur culture, leurs usages et, plus tard, avec de nouveaux signes du luxe, plus légers et transportables (tapis, tapisseries...), de nouvelles formes artistiques remplacent les formes "classiques" par celles de l'Antiquité tardive qui passeront, elles-mêmes, sans grande rupture, à l'art du Haut Moyen Âge. Dans cette dernière période la grande sculpture est moins présente, d'autres supports, d'autres matériaux plus discrets, emploient les codes nouveaux.

### L'influence grecque
Pour l'élite romaine le modèle hellénistique s'impose comme LA modernité nouvelle à l'époque républicaine, au milieu du IIe siècle AEC, dans la Rome des Scipions (dont Scipion l'Africain et Scipion Émilien). Le signe le plus clair de cette modernité romaine ce sont les conférences données en 155 AEC par les trois chefs des grandes écoles philosophiques envoyées par Athènes : Carnéade pour l'Académie de Platon, Critolaos pour le Lycée d'Aristote et Diogène de Babylone pour le Portique des stoïciens. D'ailleurs, Pline l'Ancien date de cette époque - de cette olympiade - la renaissance de l'art. L'Hercule de Polyclès, dédié en 142 AEC par Scipion Émilien - conforme au canon de Lysippe : corps jeune, tourné vers l'action, en vainqueur - ce type correspond en effet au goût de ces romains conquérants, sortis vainqueurs de la bataille de Carthage (149-146 AEC). À partir de cette époque la sculpture hellénistique va rester le modèle dominant pour la très grande majorité de la sculpture romaine.

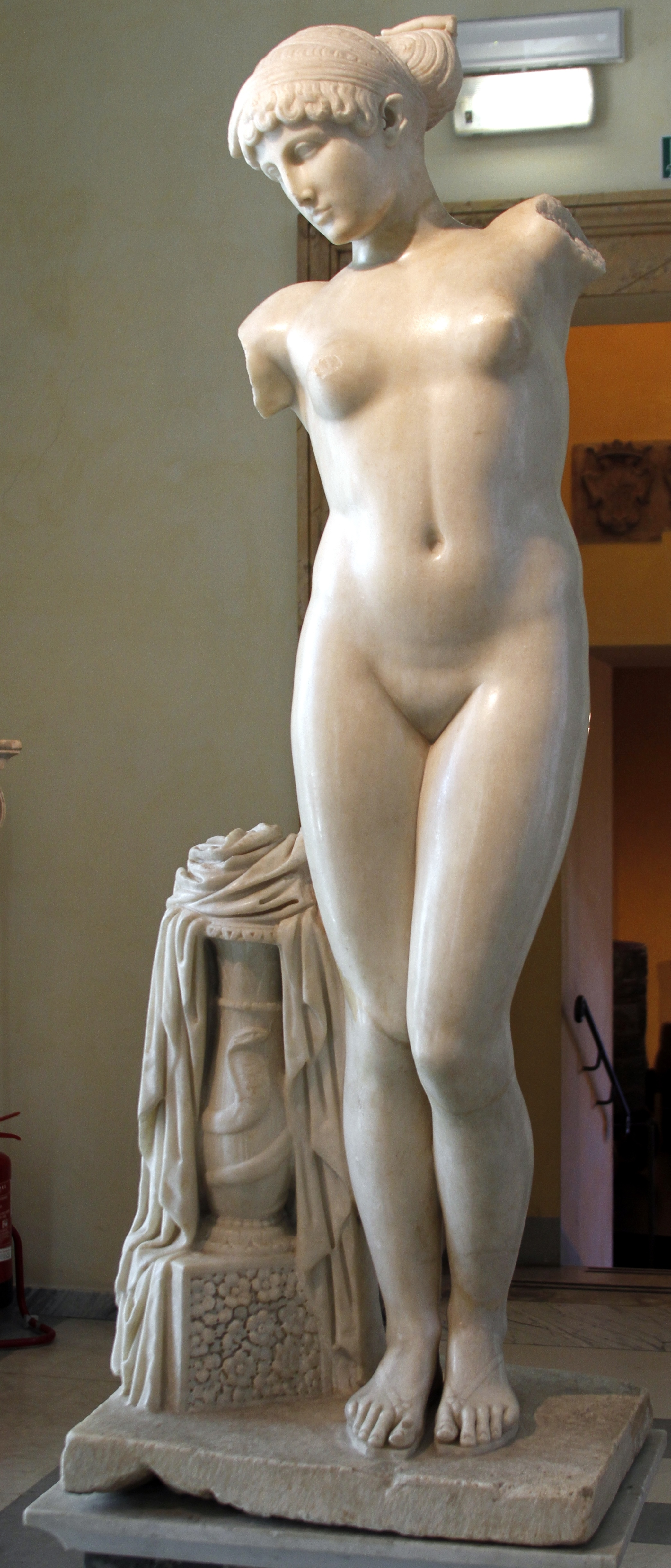
Vénus de l'Esquilin, dans un style hellénistique.
Marbre, H. 1.55 m; v. 50 EC.
Musées du Capitole

L'interprétation des statues antiques pose toujours de gros problèmes aux spécialistes actuels. La Vénus de l'Esquilin est encore en débats. Probablement découverte dans ce qui correspondait aux jardins de Lamia, sur le mont Esquilin à Rome ; elle aurait participé au décor du jardin impérial sous l'empereur Claude (qui aurait commandé cette copie datée selon son style). Il existe actuellment seulement trois copies de cette œuvre. La pose et la nudité de cette jeune femme suit la tradition grecque du nu pour représenter le corps d'Aphrodite. Son style résulte d'un assemblage éclectique inspiré de Pasitélès, de l'école néo-attique hellénistique (Ier siècle AEC), qui trouve une partie de son inspiration auprès des créations de Praxitèle (Athènes, IVe siècle AEC). La robe de la jeune femme est de style égyptien ; elle s'appuie sur un vase (alabastre) égyptien enroulé d'un cobra, symbole de la royauté égyptienne ; enfin ses cheveux sont soigneusement bouclés : toutes ces caractéristiques pourraient en faire une statue de culte de la déesse Isis sous la forme d'une souveraine égyptienne aux traits bien individualisés. En comparant ses traits à ceux des portraits sûrs de Cléopâtre, il pourrait s'agir de la statue de la reine Cléopâtre VII en tant que Vénus-Isis, élaborée à la demande de Jules César vers 45 AEC. À l'époque de Claude cette statue n'est plus qu'un ornement de jardin.
« Les artistes d'époque romaine ou traitant de sujets spécifiquement romains disposaient de l'histoire des styles grecs comme d'un répertoire de moyens d'expression adaptés à toutes sortes de sujets codifiés ».
Les sculpteurs au service de l'élite romaine se sont donc largement inspirés de modèles grecs. C'est pour cette raison qu'aujourd'hui, grâce à des copies romaines, on imagine de nombreux originaux grecs disparus depuis. Pour prendre un exemple célèbre, le type Vénus d'Arles - attesté principalement par le marbre exhumé au XVIIe siècle dans les ruines du théâtre d'Arles et conservé au Louvre - serait une copie, plus ou moins proche d'une œuvre disparue de Praxitèle (sculpteur grec du second classicisme).
Lorsqu'on parle d'un "type" cela veut dire qu'il en existe de nombreuses versions plus ou moins incomplètes et différentes. Cette pratique, de l'usage de modèles célèbres dans l'Antiquité, est aussi perceptible dans l'usage que ces sculpteurs font des anciens styles grecs, assemblés de manière hétéroclite et pour le plaisir d'une décoration commandée par des Romains ; donc sans aucun égard pour la fonction ou la signification originelle des sculptures (ou peintures) grecques. C'est encore le cas du style néo-attique romain, entre le IIe siècle AEC et le IIe siècle EC. La Gradiva en est un autre exemple, célèbre en raison du regard que Freud a eu pour ce relief typiquement néo-attique, conservé au Musée Chiaramonti. Le vase Borghèse, fait partie de ces commandes romaines, passées en Grèce même et destinées à l’ornement de leurs jardins, comme ceux d’Agrippa, de Mécène ou de Salluste.

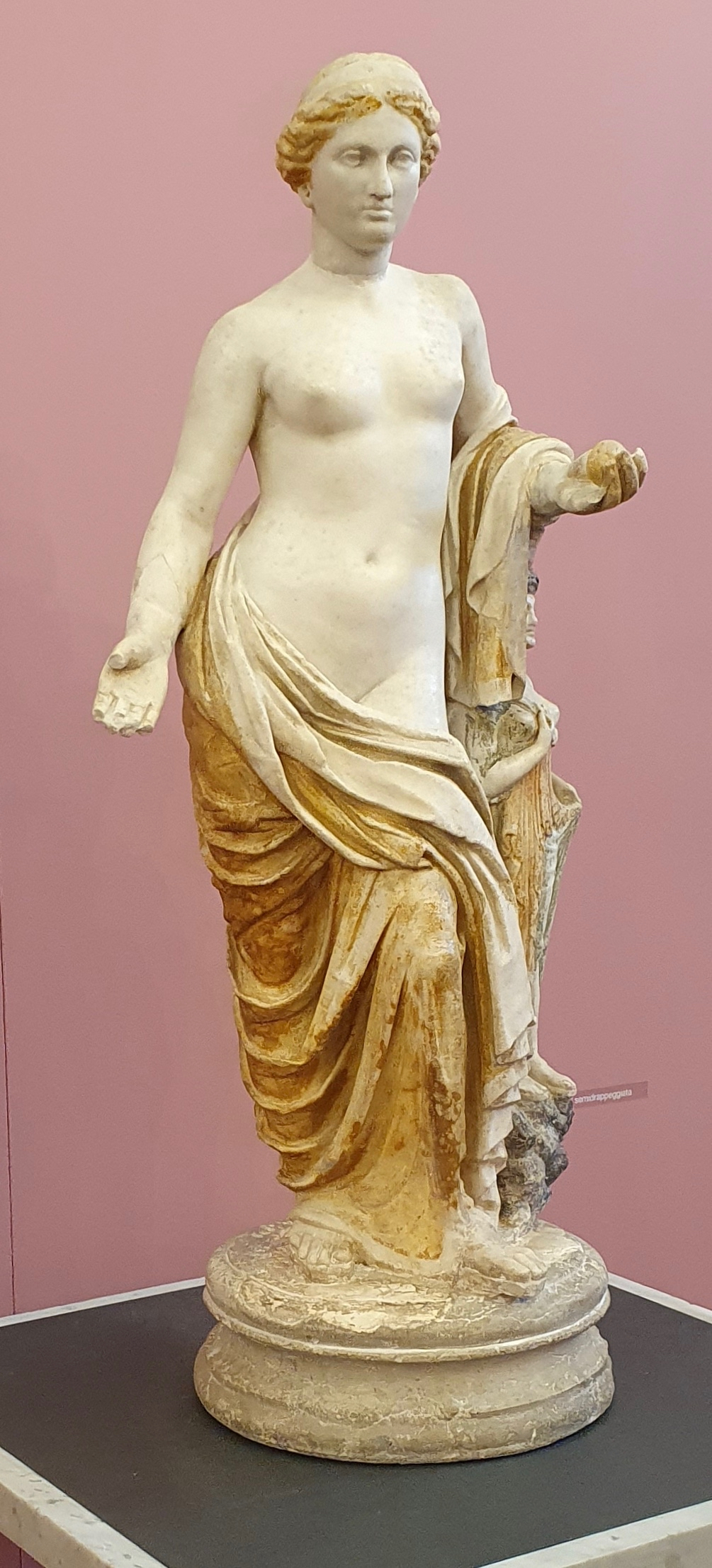
Vénus, dite Vénus Lovatelli. Pompéi, Ier siècle AEC. Marbre peint. H. 1.03 m.
Musée archéologique national de Naples

La Vénus Lovatelli, dérivée du style de Praxitèle, est ainsi adossée à une statuette de style archaïsant. Elle conserve, d'ailleurs, une partie des couleurs, ayant été peinte comme ses modèles grecs. Le manteau était peint en rouge, tandis qu'une Vénus anadyomène similaire - dont quelques fragments ont été découverts à Nîmes - retenait un manteau rose, cette fois-ci. La Vénus Lovatelli, située en extérieur, était placée dans une niche ornée d'un tissu peint en bleu, qui mettait en valeur la clarté du corps féminin de couleur chair. Ce type de sculpture faisait partie de l’apparat décoratif-type d'une riche demeure de culture romaine, et ici à Pompéi.

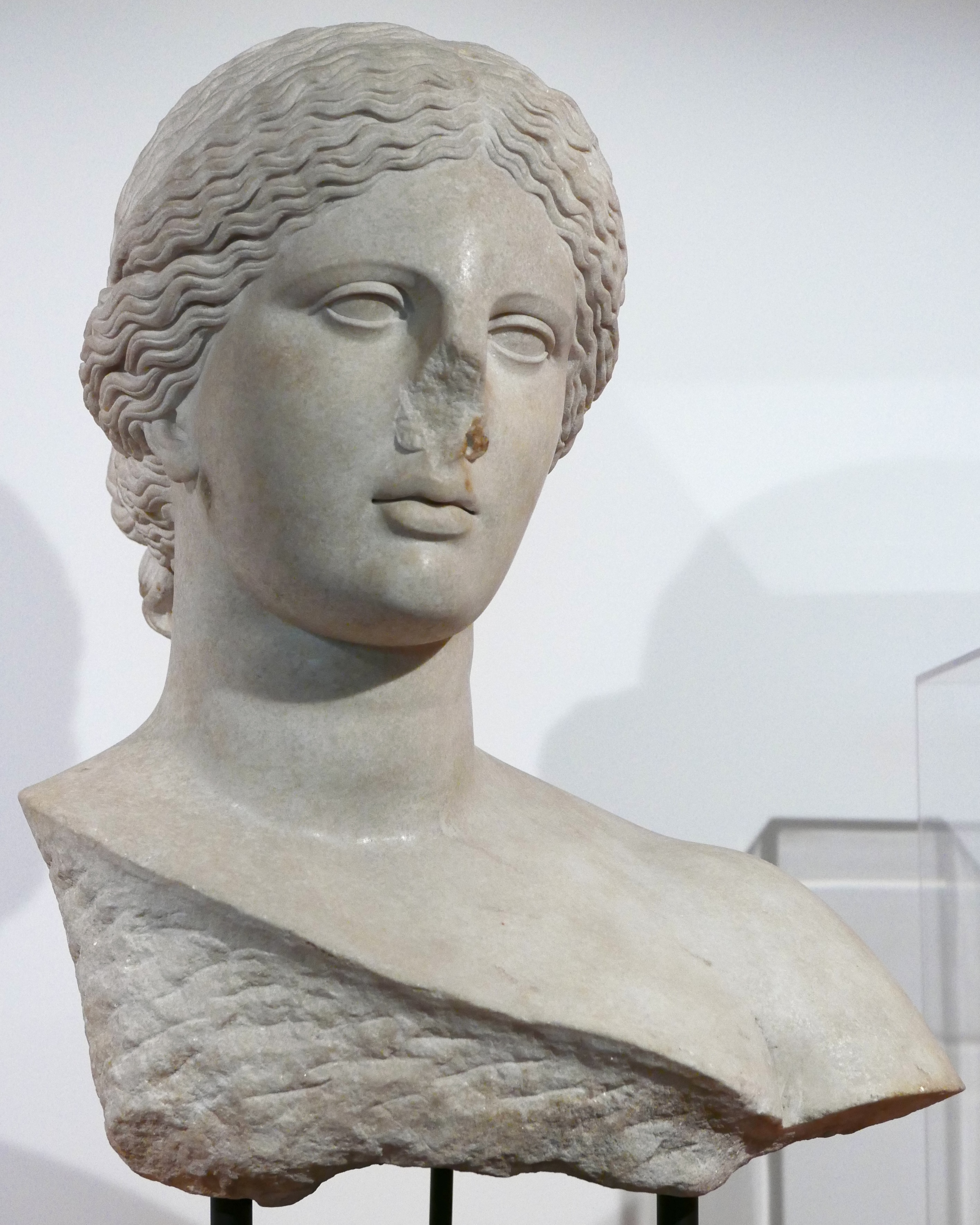
Buste de Vénus (sculpté séparément du corps). Copie romaine d’une sculpture grecque du début du IVe siècle AEC. Marbre, H. 58 cm. Fin du Ier siècle EC. Musée de l'Arles antique.
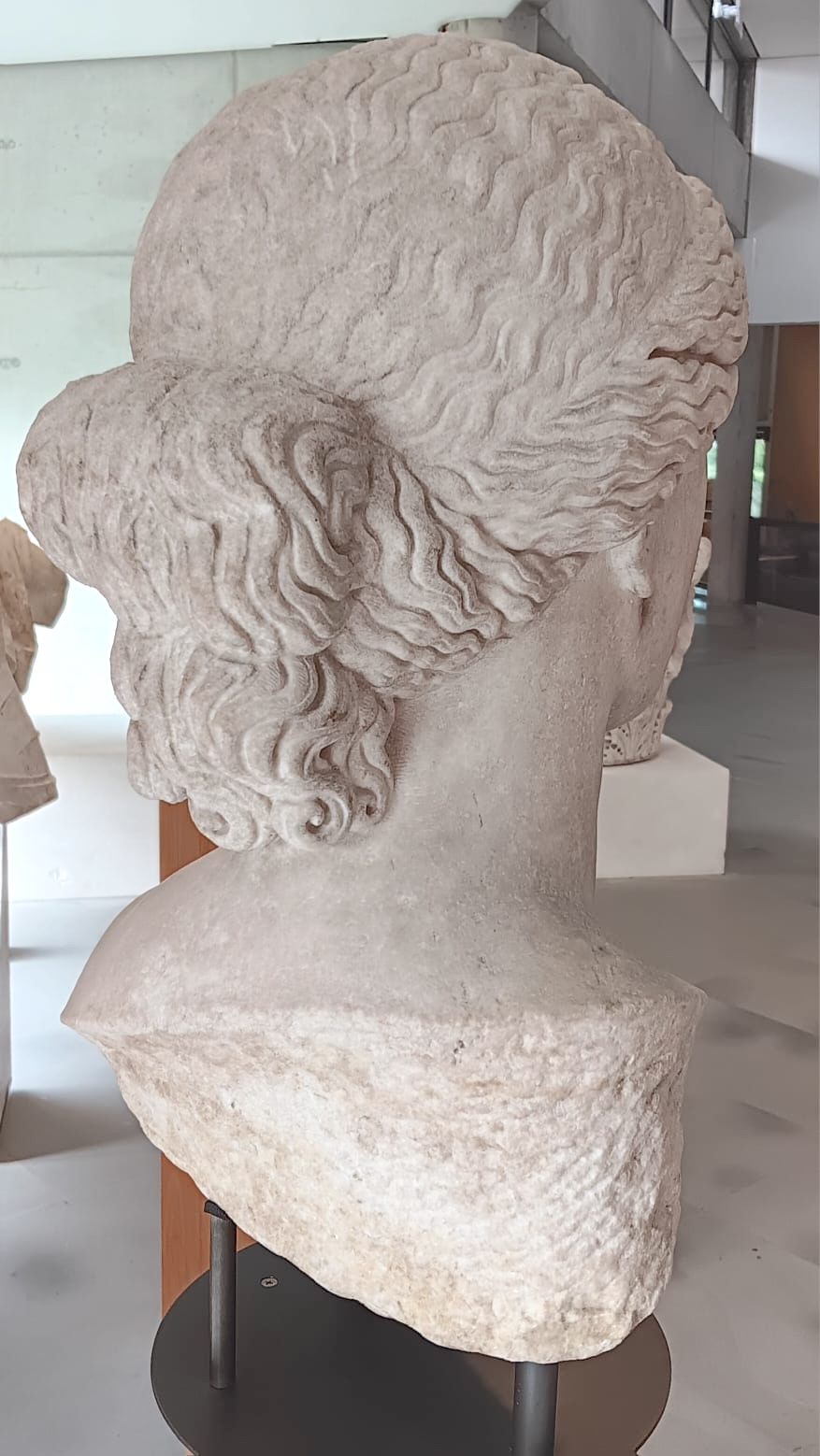
Idem, détail de la coiffure.

Le buste de Vénus, du musée d'Arles antique, détaché de son corps, présente un travail au burin qui indique que le buste a été sculpté séparément du corps. Cette méthode, avec une coupure asymétrique qui dénude une des épaules, avait été employée en Grèce antique, par exemple au fronton du Parthénon et, plus tard, pour une Aphrodite à la tortue. Ici, il s'agit d'une copie d'un original grec du début du IVe siècle AEC. La statue ornait probablement le mur de scène du théâtre antique d'Arles. Elle représente la déesse romaine en tant que fondatrice et protectrice de la dynastie à laquelle appartiennent César et Auguste, les Julio-Claudiens. Coiffure et volumes du visage étant très proches de leur modèle grec, de style classique.

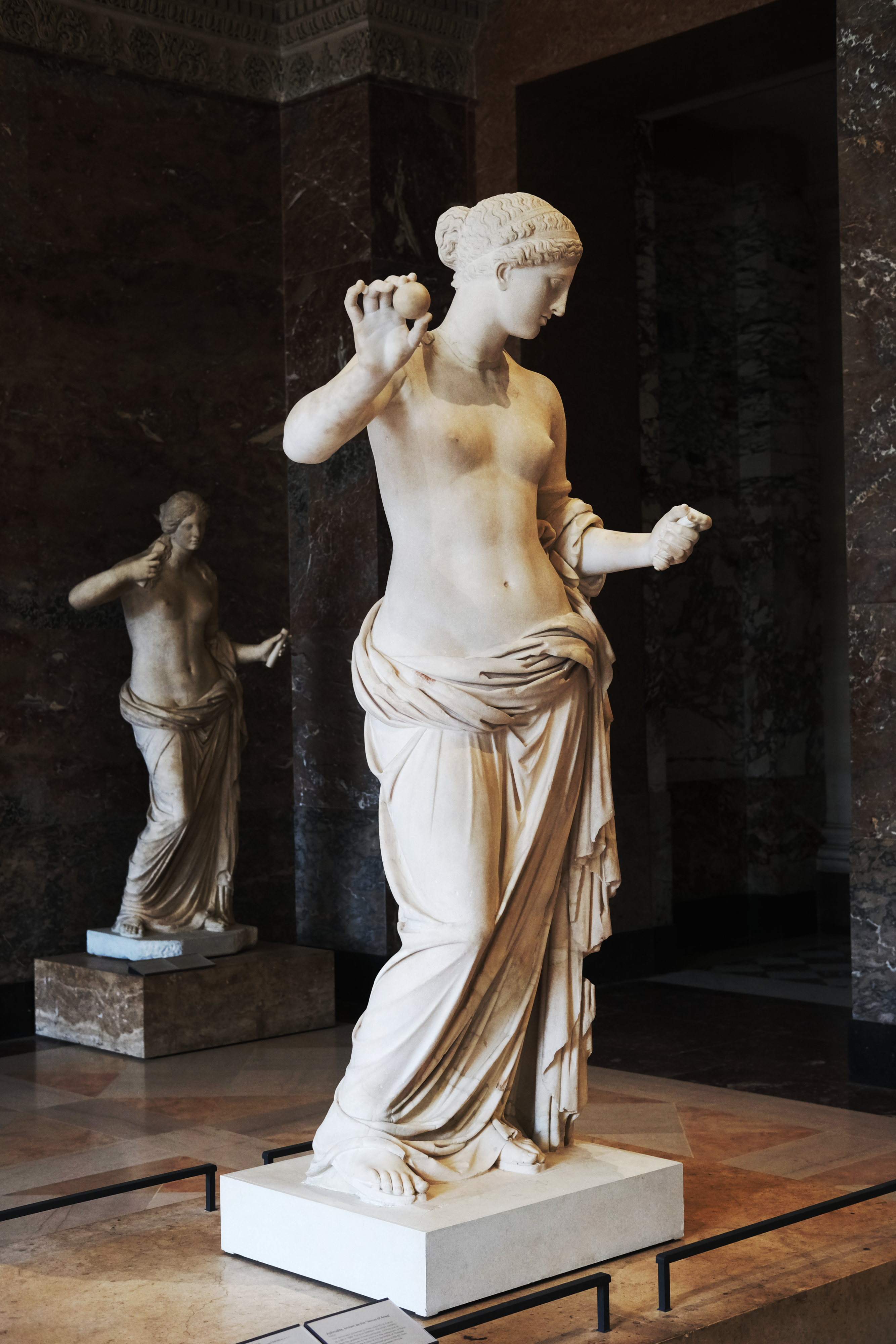
Vénus d'Arles, copie, fin Ier siècle AEC de l'Aphrodite semi-drapée de Praxitèle (IVe siècle AEC). H 194 cm. Musée du Louvre.
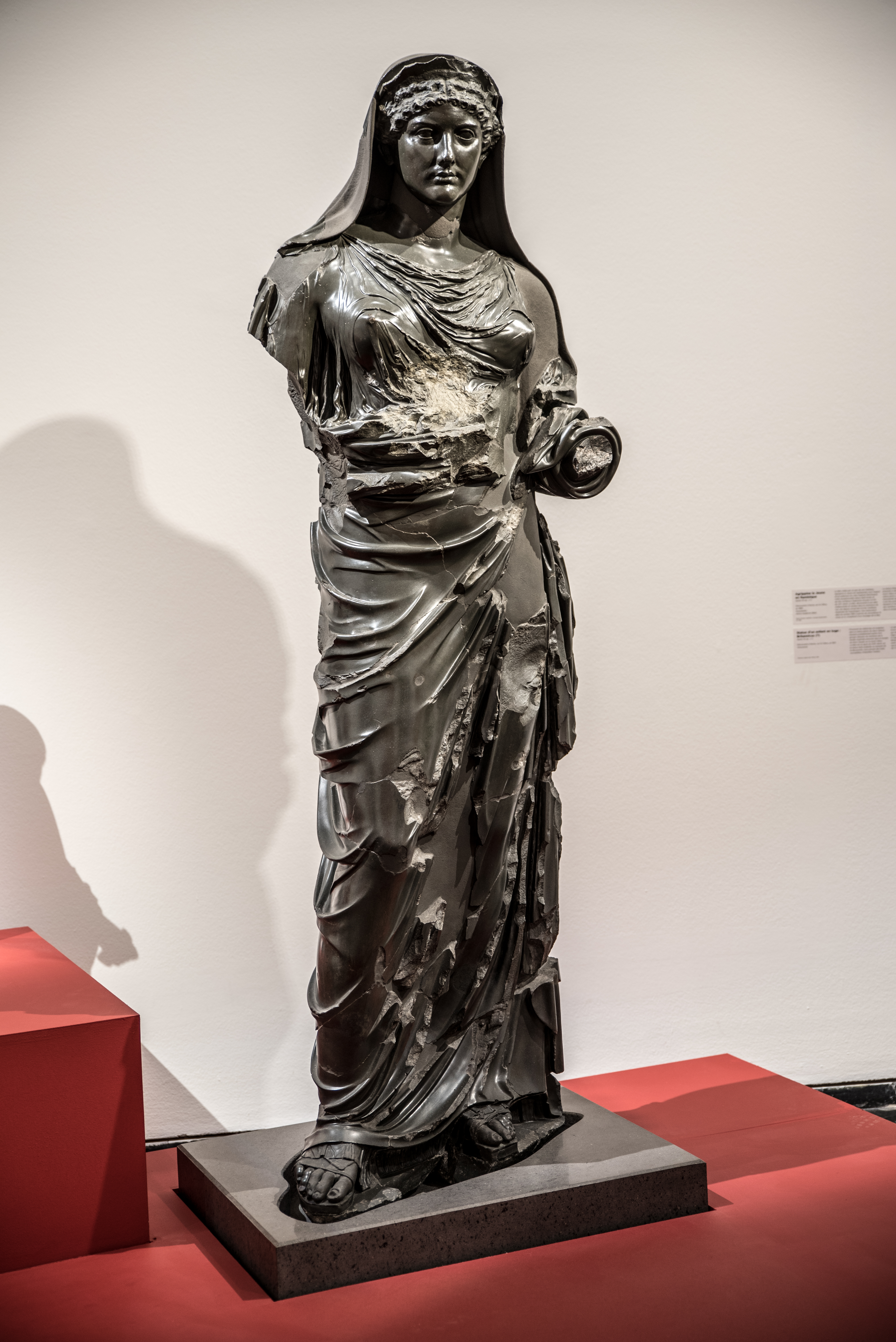
Agrippine la Jeune. Basanite, H. 180 cm. 54-59 EC. Centrale Montemartini
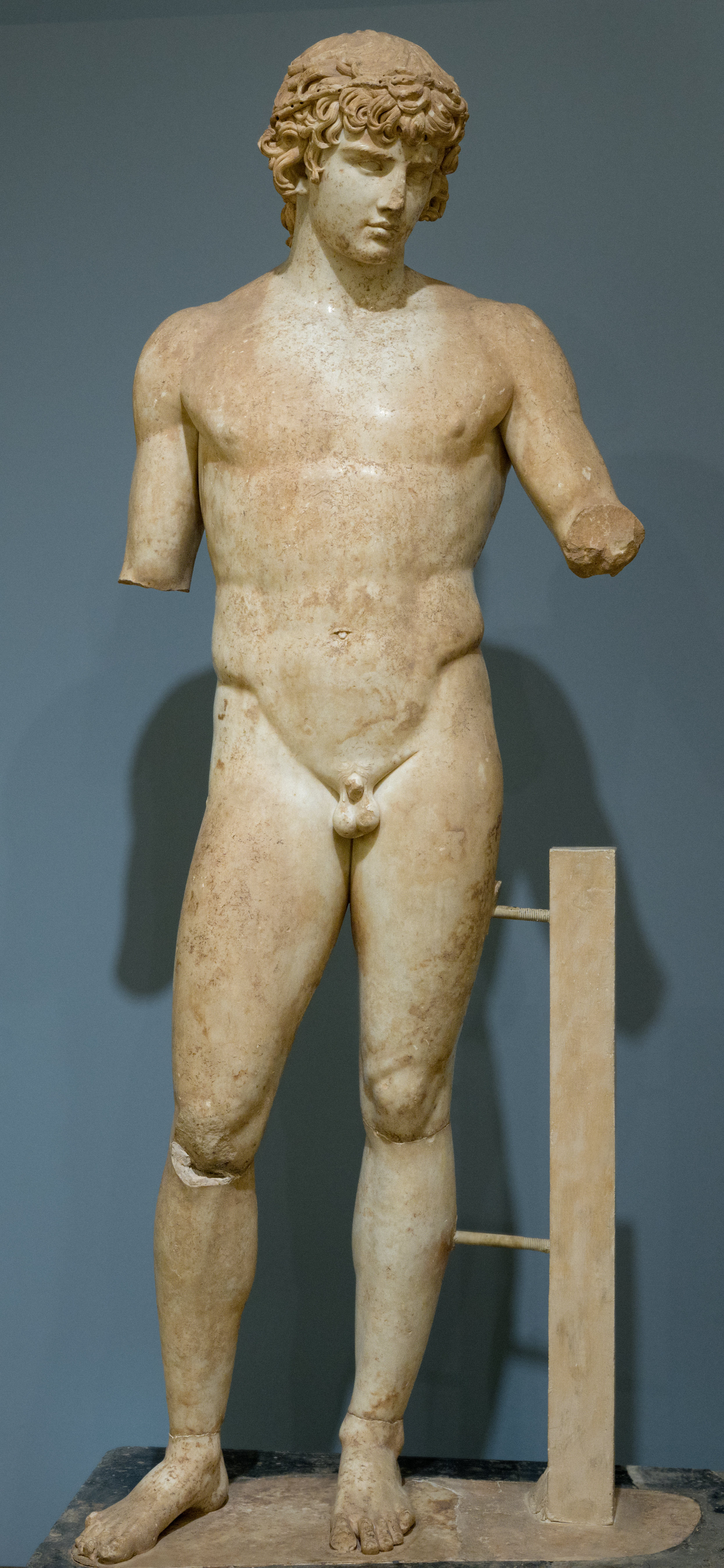
Antinoüs héroïsé (après 130 EC), sur un corps de « style sévère » du Ve siècle AEC. Marbre 1,80 m. . Musée de Delphes

Concernant le portrait d'Antinoüs, de Delphes, après sa mort par noyade dans le Nil le jeune homme, divinisé, est aussitôt assimilé à Osiris, et coiffé du némès, que ce soit à Antinoé, consacrée en 130 EC, ou dans la villa d'Hadrien où un sanctuaire lui est dédié. Son caractère divin, en Grèce, est signifié par la nudité divine et héroïque. C'est, tout autant, la sculpture grecque classique (499-323 AEC) que la sculpture hellénistique (323-27 AEC), plus contemporaine, qui ont eu une influence décisive sur les sculpteurs, souvent grecs, qui travaillaient alors pour les Romains. Tous partageaient la même admiration pour les styles plus ou moins anciens. Le modèle grec s'était d'ailleurs enrichi des expériences accumulées à l'époque hellénistique, en particulier le savoir-faire des Égyptiens, comme la sculpture sur basanite d'Égypte, à l'époque Lagide ; cette roche volcanique étant particulièrement dure, elle pouvait laisser espérer survivre éternellement le souvenir du modèle.
Concernant les procédés hérités de la Grèce hellénistique, les sculpteurs peuvent effectuer des moulages sur les originaux grecs - sachant que les sculpteurs grecs travaillaient à plusieurs, ou sur des "copies" réalisées par son atelier, voire plus récentes. Bien souvent, ces moulages partiels et l'étude de ces sculptures anciennes servent à construire des "copies" qui sont toutes plus ou moins différentes. Elles portent, chaque fois, la marque de tel sculpteur ou de son atelier d'époque romaine. Bien souvent ces sculpteurs effectuaient aussi des œuvres nouvelles par l'assemblage d'emprunts à plusieurs styles grecs. Ces productions éclectiques révèlent le goût que les Romains avaient pour les citations, littéraires en particulier.
Le groupe d'Oreste et Pylade en est un exemple parfait, et admirablement restauré, car les deux corps ont été manifestement retrouvés en morceaux, plus ou moins érodés. La lettre et la main qui la tient ont, d'ailleurs, été ajoutées à l'époque moderne après que le sujet de ce groupe ait été retrouvé. Ces deux éphèbes semblent, en effet, discuter à propos de cette lettre. On peut donc, aujourd'hui, reconnaître la scène en question. Comme les Romains appréciaient la littérature grecque les statues ont été commandées pour illustrer un texte célèbre. Il s'agit d'un passage des Argonautiques d'Apollonios de Rhodes (vers 295 – vers 215 AEC) : Oreste, fils du roi Agamemnon et de Clytemnestre, et son ami, Pylade, doivent être sacrifiés sur l'autel de la déesse Artémis, dans un sanctuaire de Tauride. Mais à cet instant, Oreste reçoit une lettre de sa sœur, Iphigénie, elle-même prêtresse de cette déesse. Dans la lettre elle leur propose de les sauver. Voilà pour l'histoire. Quant à la sculpture, elle donne au héros de gauche, Oreste, les caractéristiques d'une statue du sculpteur Stéphanos, du Ier siècle AEC, mais celui-ci reprenait des motifs du style grec sévère (480/460 AEC). À côté d'Oreste, son compagnon, Pylade, est une combinaison de références à Praxitèle (vers 395-326) pour le corps et de motifs empruntés au style sévère : les cheveux enroulés autour d'un bandeau et les tresses croisées sur la nuque. Ce groupe a été produit, parmi tant d'autres semblables, pour servir de décoration, à la fin de l'époque républicaine ou au début de l'époque impériale, dans cette forme de pastiche néoclassique qui plaisait tant aux élites romaines. Mais en comparant les sculptures similaires, qui datent de cette époque, on rencontre un « sosie » de cet Oreste : un athlète conservé dans la Villa Albani. En effet les romains apprécient des sculptures d'un type nouveau qui assemblent des éléments empruntés aux grands sculpteurs grecs, et ensuite créent des variations à partir de ces nouveaux modèles, s'ils plaisent.
Un procédé similaire est bien visible pour le corps héroïsé d'Antinoüs, au IIe siècle : le sculpteur a posé le visage du jeune homme, son portrait, sur un corps d'athlète à forte carrure, de style sévère. Tout héros étant considéré comme un dieu, il faisait l'objet d'un culte et était représenté comme un dieu, nu. Ce type d'assemblage est bien caractéristique de la sculpture romaine. Le goût romain demandait aussi de polir soigneusement les marbres, ce que les Grecs ne faisaient pas. Par contre il a été d'usage, tout au long de l'Antiquité gréco-romaine, d'enduire les statues de bronze avec de l'huile afin de donner l'aspect de l'or au bronze le plus reluisant possible. Par ailleurs, les statues de marbre possédaient souvent des éléments, comme la couronne pour cet Antinoüs, en métal, parfois doré. Enfin, la statue de Delphes appartient à un vaste groupe de statues, plus d'une centaine, dérivées - comme autant de variations - d'un seul bronze, perdu : après sa mort accidentelle dans le Nil, le jeune favori de l'empereur Hadrien fit l'objet d'un véritable culte dans la partie grecque et hellénisée de l'Empire romain. Cette multitude de sculptures d'Antinoüs dans cette région s'explique : les cités et les sanctuaires avaient tout intérêt à manifester leur soutien à cet empereur qui était particulièrement généreux pour toute cette partie de l'Empire.
La sculpture grecque classique et la sculpture hellénistique offraient alors une innombrable réserve de sculptures, dont certaines étaient admirées par tous, y compris les voyageurs comme Pausanias le Périégète (115-180). Un grand nombre avait été déplacé à Rome après avoir été pillé ou acheté. On en fit aussi des répliques, comme celle - du « Buste de Ptolémée II Philadelphe (?) » - de la Villa des Papyrus, à Herculanum. Mais les sculpteurs ont longtemps continué de produire dans les styles anciens, sur commande de l'élite romaine. Les ateliers de sculpture ont trouvé, d'ailleurs, dans les pratiques grecques certains procédés bien utiles, comme l'assemblage par tenon (mâle) et mortaise (femelle) de plusieurs parties - une invention de l'époque hellénistique.
Donc, bien souvent, la sculpture romaine s'inspire des sculptures les plus célèbres à cette époque : des sculptures qui ont déjà plusieurs siècles. Pour autant, elle n'est pas qu'une simple répétition : elle décline ces modèles en d'infinies variétés, créant des œuvres originales à partir de l'ancien (ce sont des re-créations, et même des variations qui peuvent assembler des références diverses, ou des moulages pris sur plusieurs sculptures). Ce qui permet de tels assemblages, c'est qu'en dehors des statuettes et des représentations divines de taille hors normes, les figures de héros et d'humains sont, en général, de taille naturelle, ou à l'échelle un. Les moulages relevés sur des statues différentes peuvent ainsi s'assembler grâce à un travail de professionnels habiles, qui savent compléter les parties manquantes.
De plus, les références de la sculpture romaine ne se limitent pas à l'époque grecque classique. Dès le Ier siècle AEC, de nombreuses œuvres, classiques ou hellénistiques, dites "archaïsantes" s'inspirent de la sculpture grecque archaïque (VIe siècle AEC).

### L'originalité de la sculpture romaine
Au-delà de l'influence de la sculpture grecque et étrusque, la sculpture romaine a ses particularités distinctives : l'individualisation du portrait : en effet, à l'origine, les grandes familles faisaient relever l'empreinte du visage par des spécialistes du moulage à la cire. « Cette effigie, obtenue par contact avec le corps même du modèle, nous révèle l’inconscient animiste et donc l’inquiétante étrangeté de tout portrait », en particulier romain. Cette pratique sociale romaine est au fondement du réalisme dans le portrait romain, allant jusqu'à conserver des traits peu flatteurs. D'autre part les Romains ont privilégié l'usage du portrait en buste, alors que les Grecs ne pratiquaient que la statue en pied. De plus, cette sculpture de commande romaine a su prolonger, au-delà des royaumes hellénistiques, un métissage des styles, dans les régions soumises au pouvoir impérial, qui avaient déjà acquis leur manière propre, comme l'Égypte ou les provinces orientales.
Les effigies d'Hadrien (règne de 117 à 138 EC), d'un réalisme caractéristique de la tradition romaine, suivent l'effet du temps sur le visage de l'empereur. Celui-ci, réputé pour son amour de la culture grecque, apparaît dès les premiers temps avec la barbe courte et sobrement soignée d'un philosophe. Soucieux de cet empire disparate et fragile aux frontières, il partage la vie de ses soldats et en laisse des témoins dans l'empire, en tenue militaire romaine. Il assume aussi la nudité héroïque, étant considéré comme un dieu — les héros grecs ayant un statut quasi divin. Hadrien aurait été vénéré à Athènes en association avec Zeus Eleuthérios, dans le même temple. Ces portraits d'empereurs sont plus grands que la nature humaine, comme on se représentait les dieux dans le monde gréco-romain. Ce sont des statues honorifiques, disposées sur les places des villes ou dans leurs sanctuaires, qu’ils pouvaient partager avec un autre dieu. Elles pouvaient être commandées et réalisées après la mort de l'empereur, pour diverses raisons : afin que le commanditaire puisse se présenter comme son héritier ou pour se mettre sous sa protection, car, en tant que dieu, l’empereur pouvait avoir ce pouvoir de protection au-delà de la mort.

Hadrien, grand amateur de la culture grecque.
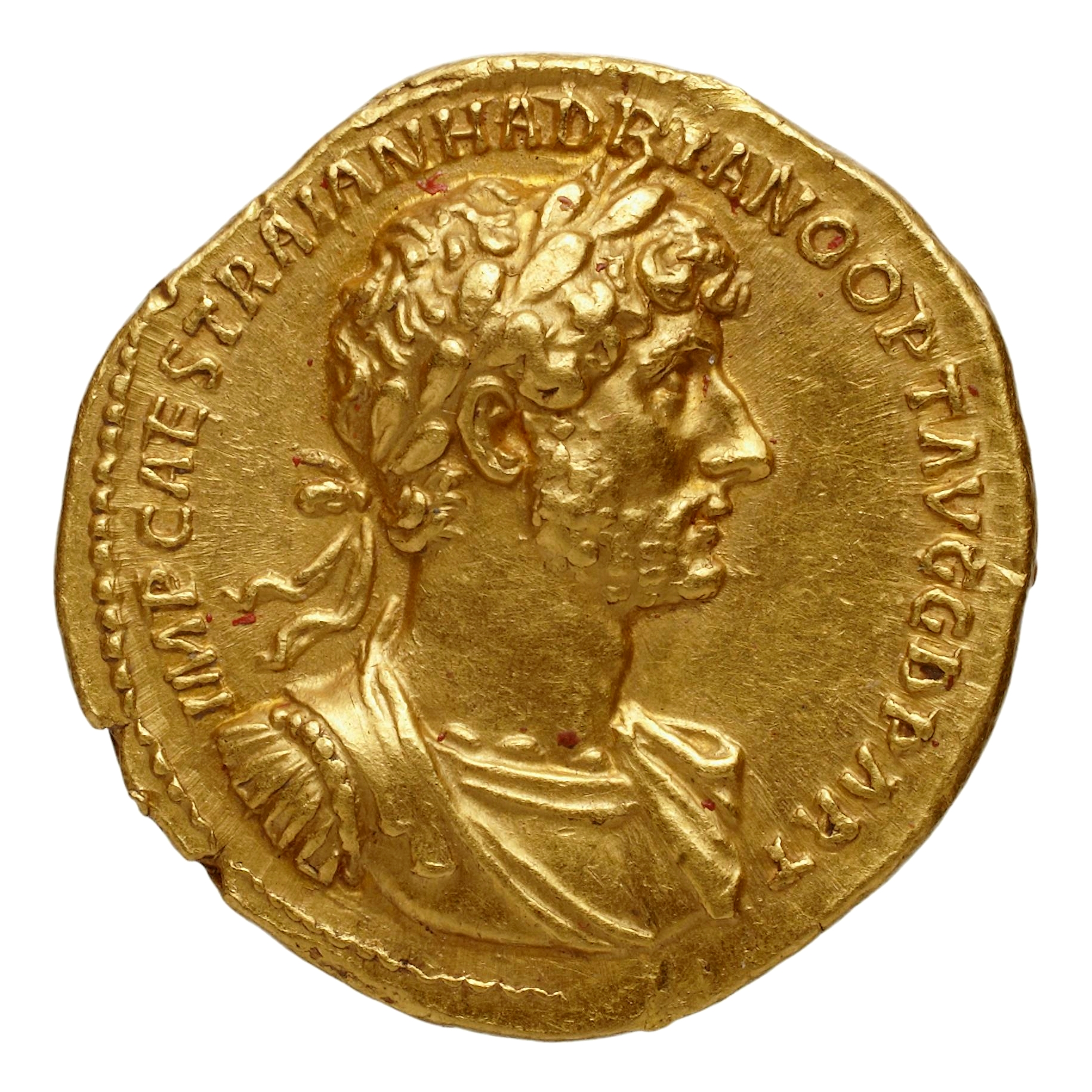
Aureus d'Hadrien. Frappé à Rome en 117-118 EC. BnF, département Monnaies, médailles et antiques
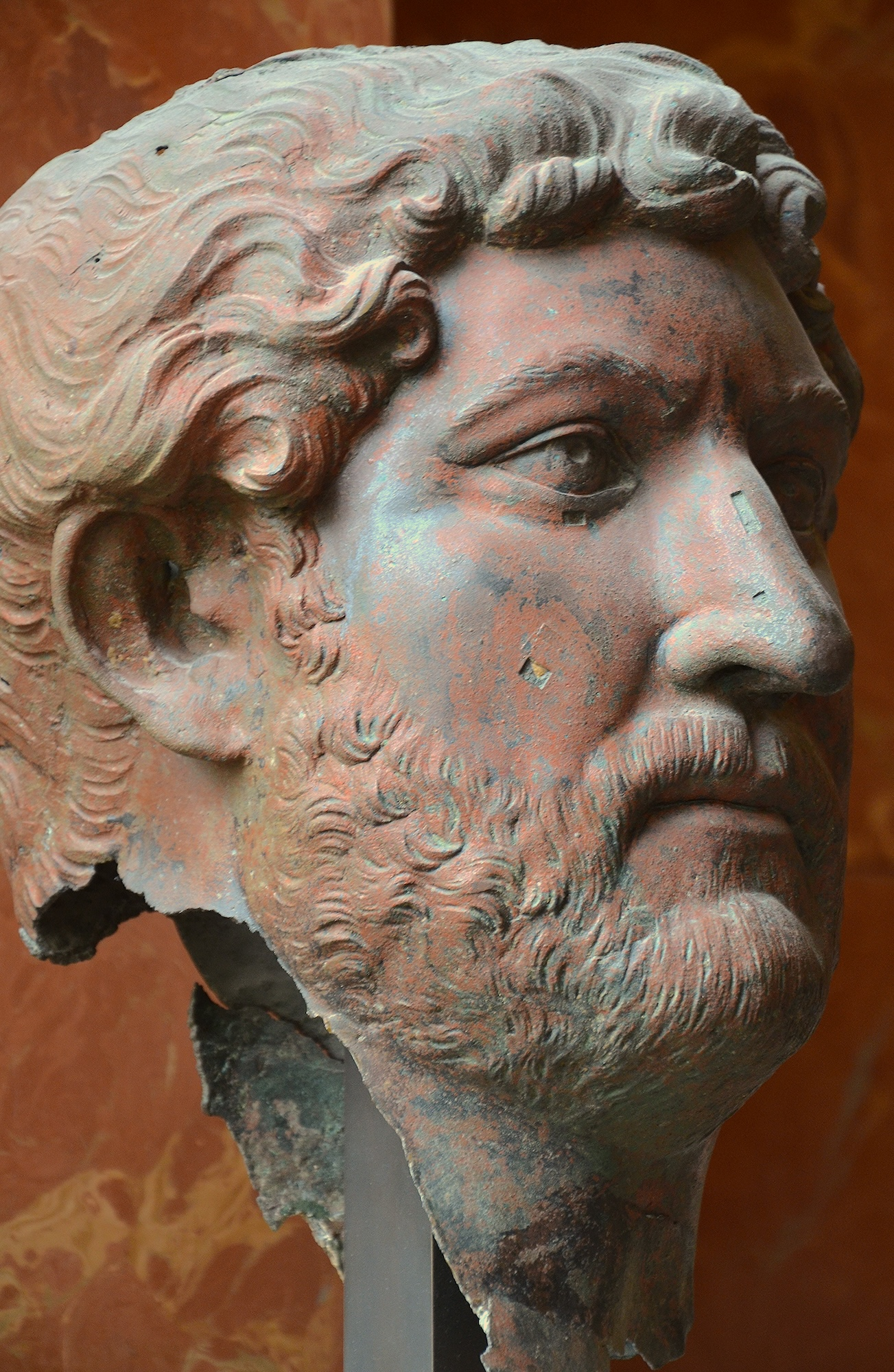
Hadrien. Bronze. H. 42 cm. Poids 13,5 kg. Fonte en creux et gravure. Proche-Orient (?). 118/121 EC ou posthume (?). Louvre
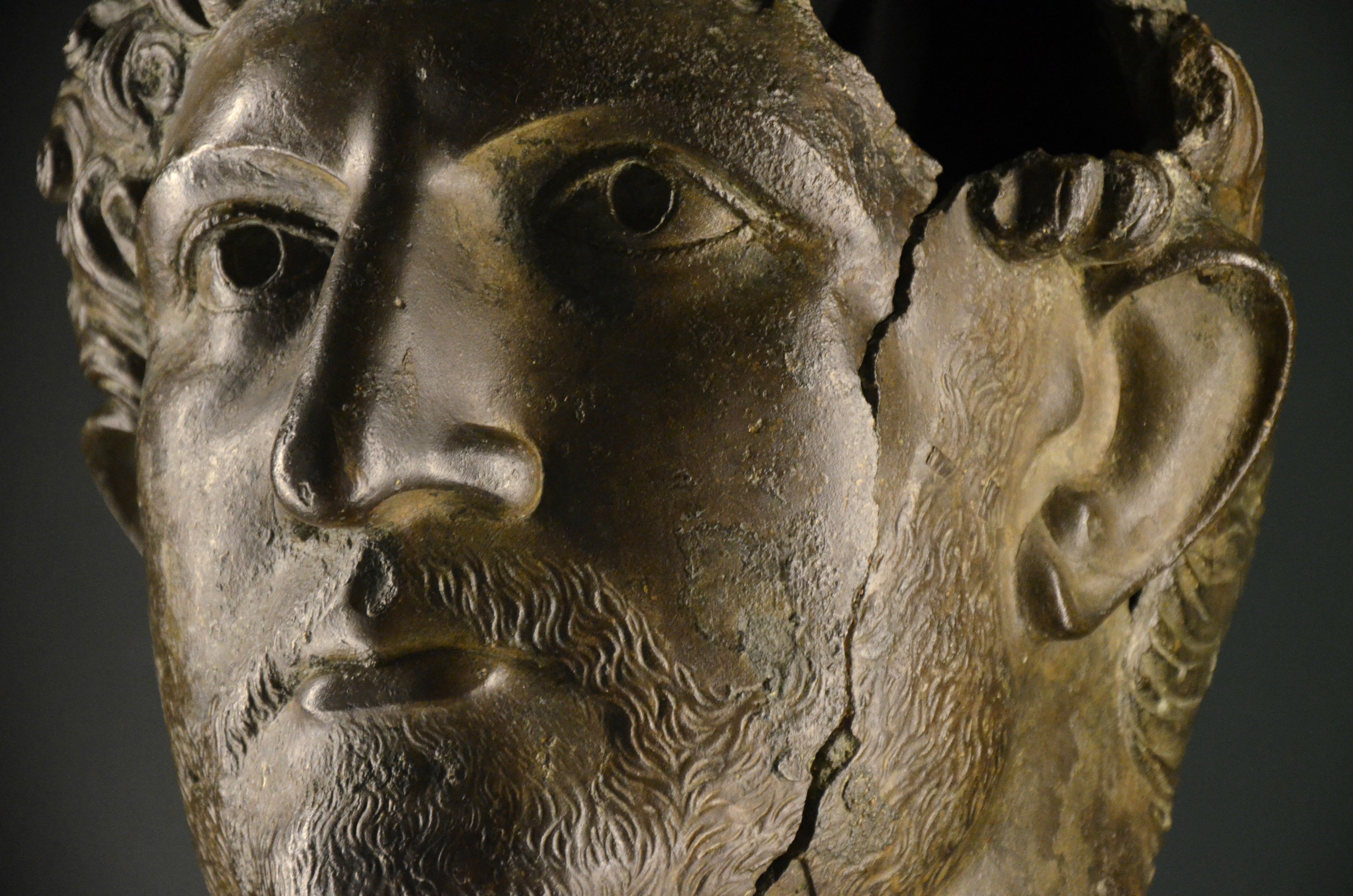
Portrait de l'empereur Hadrien. Bronze, détail d'un fragment de la statue qui était plus grande que nature. Vers 122 EC ? Bronze découvert dans la Tamise. British Museum[63].
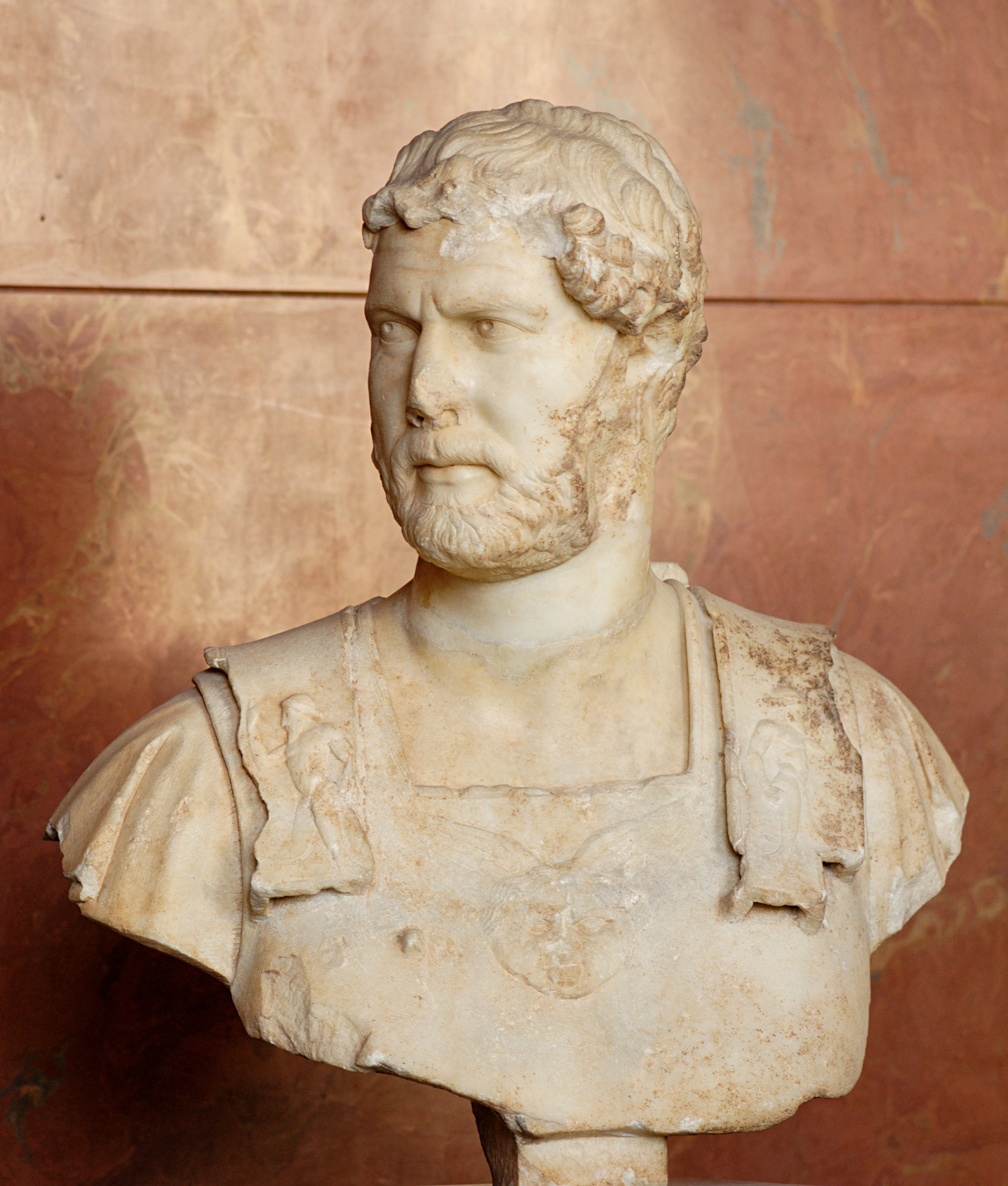
Portrait de l'empereur Hadrien cuirassé, portant le gorgonéion. Marbre, H. 64 cm, vers 127-128 EC ? Provenance : Héraklion, Crète. Musée du Louvre[64].
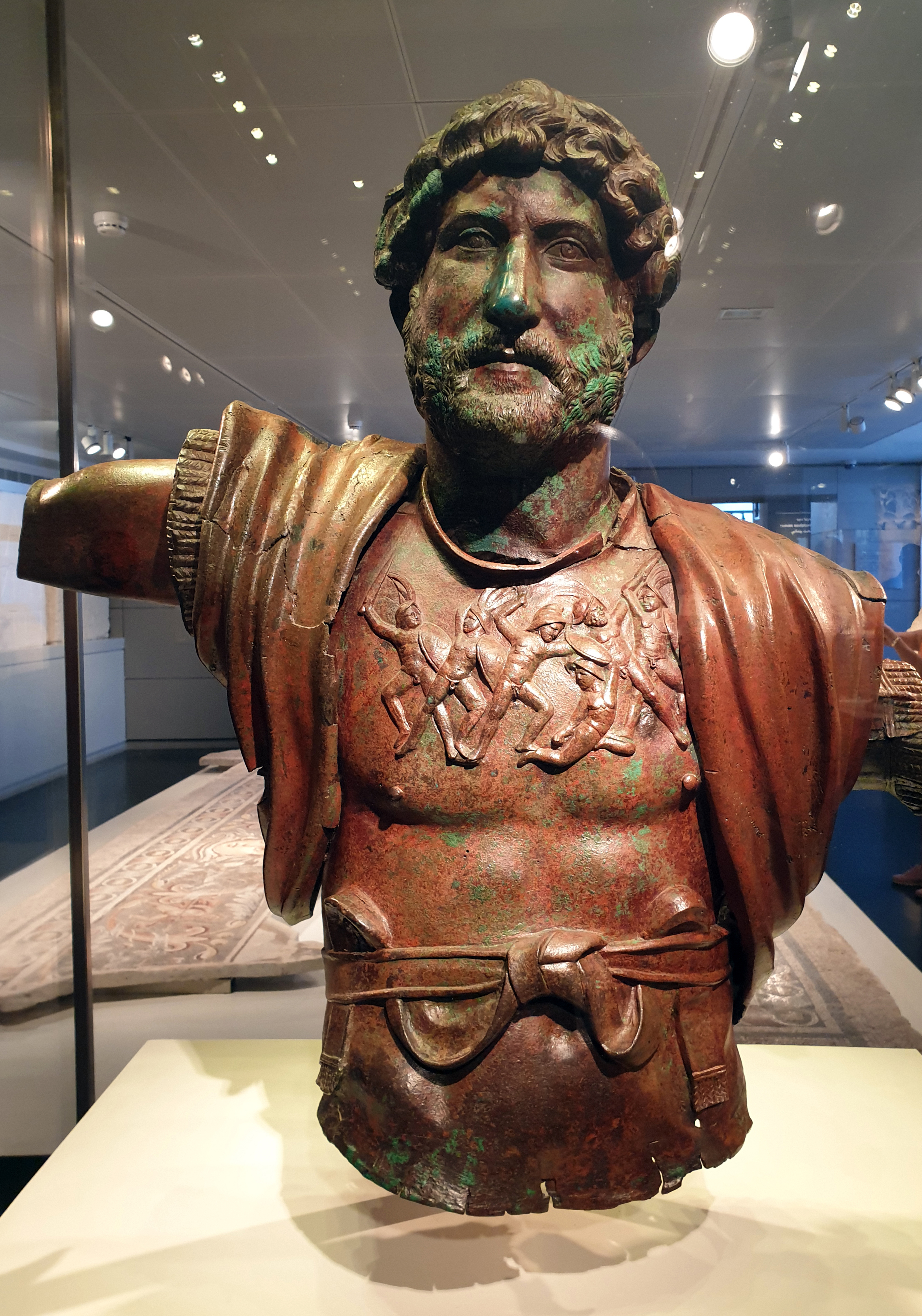
Portrait de l'empereur Hadrien. Bronze, détail. Trouvé au camp de la sixième légion romaine à Tel Shalem, 117-138 EC. Musée d'Israël[65].

Tout en reprenant les formes et les savoir-faire de la sculpture grecque, la sculpture romaine s'en distingue par de nombreux aspects. Alors que les mœurs de la République romaine assimilaient la nudité représentée dans la sculpture grecque comme une impudicitia déshonorante, cette culture de l'ancienne Rome privilégiait initialement un type d'homme qui représente les valeurs républicaines : l'autorité, le sérieux et la dignité du citoyen. Assez rapidement, néanmoins, la nudité héroïque, empruntée aux valeurs de la Grèce, a su s'imposer aussi bien dans des portraits de bourgeois comme à des dignitaires de l'armée romaine, heureux d'exposer leur portrait en héros. Ainsi le portrait d'un général, découvert à Tivoli, montre l'usage qu'il pouvait en être fait dans le contexte culturel romain, à la fin de la République romaine. La cuirasse, de type hellénistique, disposée à ses pieds, avec le choix du portrait héroïsé, est l'indice de son appartenance à une aristocratie romaine profondément hellénisée.. La statue en bronze, traditionnellement dénommée « Prince hellénistique » et découverte  sur un versant du Quirinal en 1885, pourrait être, elle aussi, le portrait héroïsé et nu d'un général romain du IIe siècle AEC. Malgré cet usage peu commun, les Romains, à la différence des Grecs, ont privilégié le corps vêtu, en particulier pour l'armée ou les empereurs en tenue militaire. Par contre les "copies"  d'Antiques, comme l'Apollon de Piombino, étaient appréciées comme pièces de décor. Sous l'empire, la nudité divine pour un empereur signifiait que l'empereur avait le pouvoir d'un dieu et méritait la vie hors du commun qui devait être celle des dieux.
Quant aux vêtements - comme le manteau, grec : le pallium, la chlamyde, ou romain : la toge - ils permettent aux portraiturés de nuancer leur image, un choix identitaire qui fluctue selon les contextes, en particulier lorsqu'on est soit Romain soit Grec, en Grèce à l'époque impériale. D'ailleurs, un Romain d'ascendance grecque, à cette époque, pourra préférer porter le chiton et l'himation.

Références directes à la sculpture grecque, archaïque, classique et hellénistique.
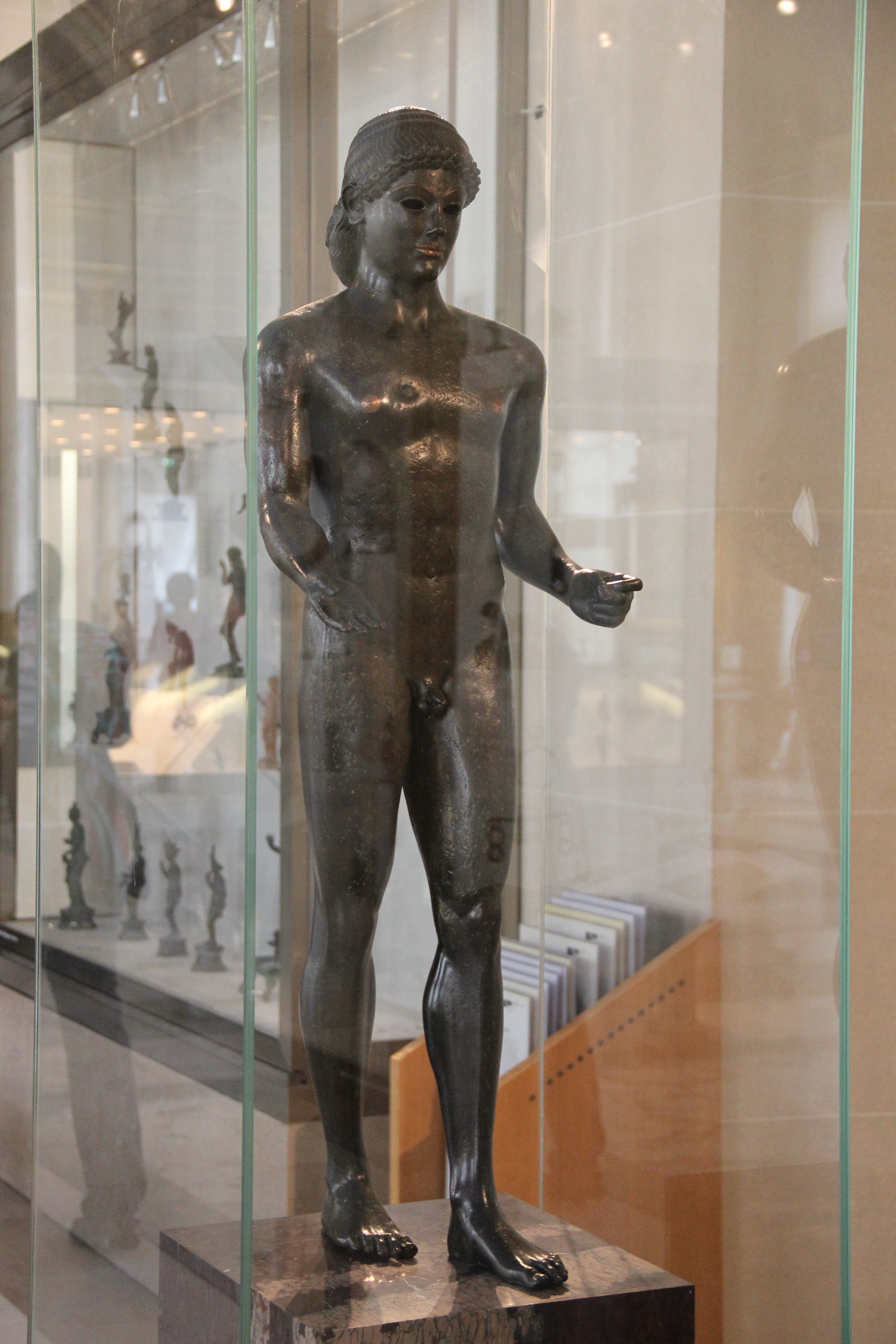
Apollon de Piombino. Bronze, cuivre, H. 1,15 m. Vers 130-120 AEC. Louvre.
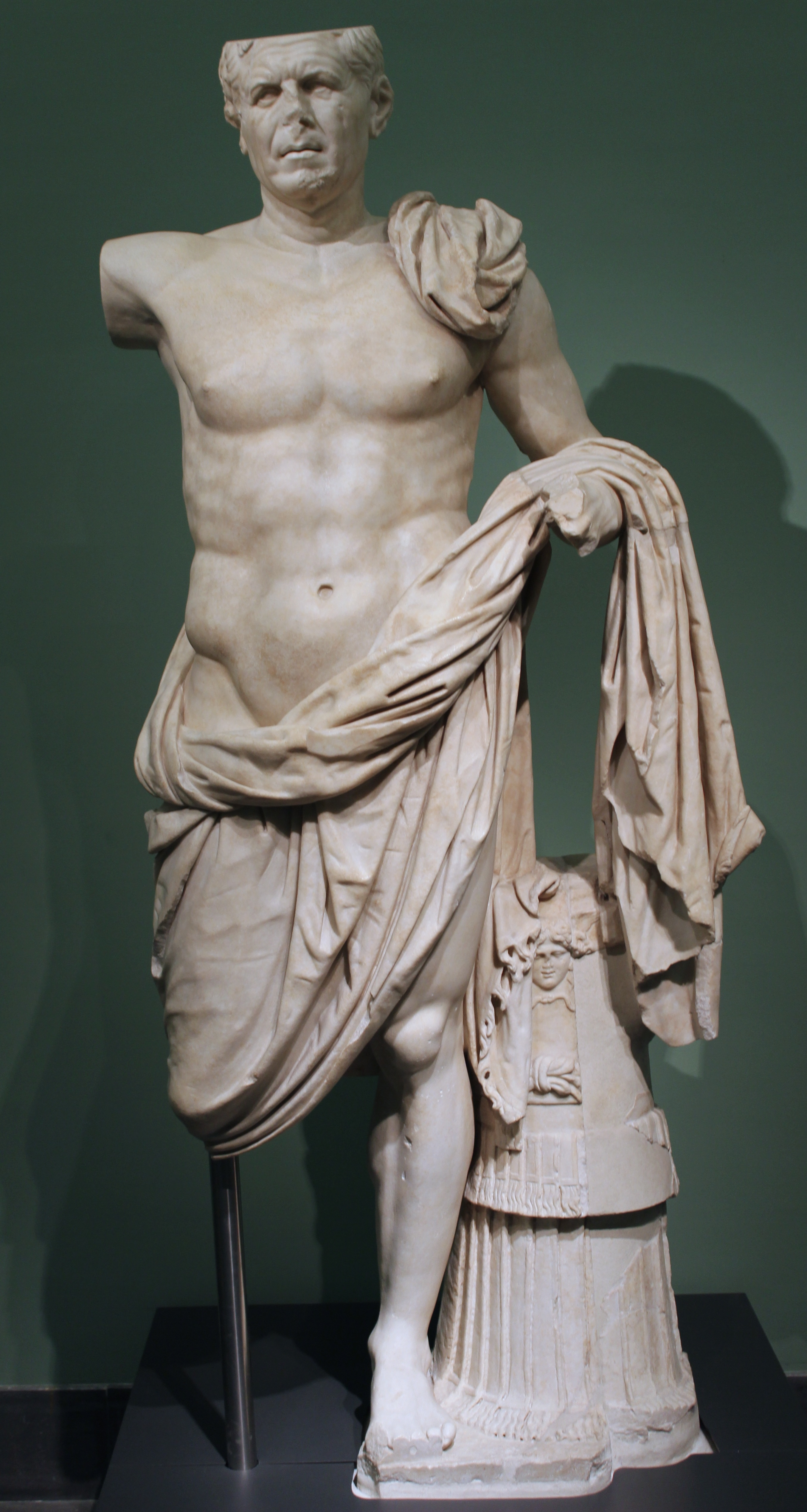
Portrait d'un général dans la nudité héroïque, atténuée par le vêtement militaire. Tivoli. Marbre, H. 1,88 m. Vers 100-75 AEC.
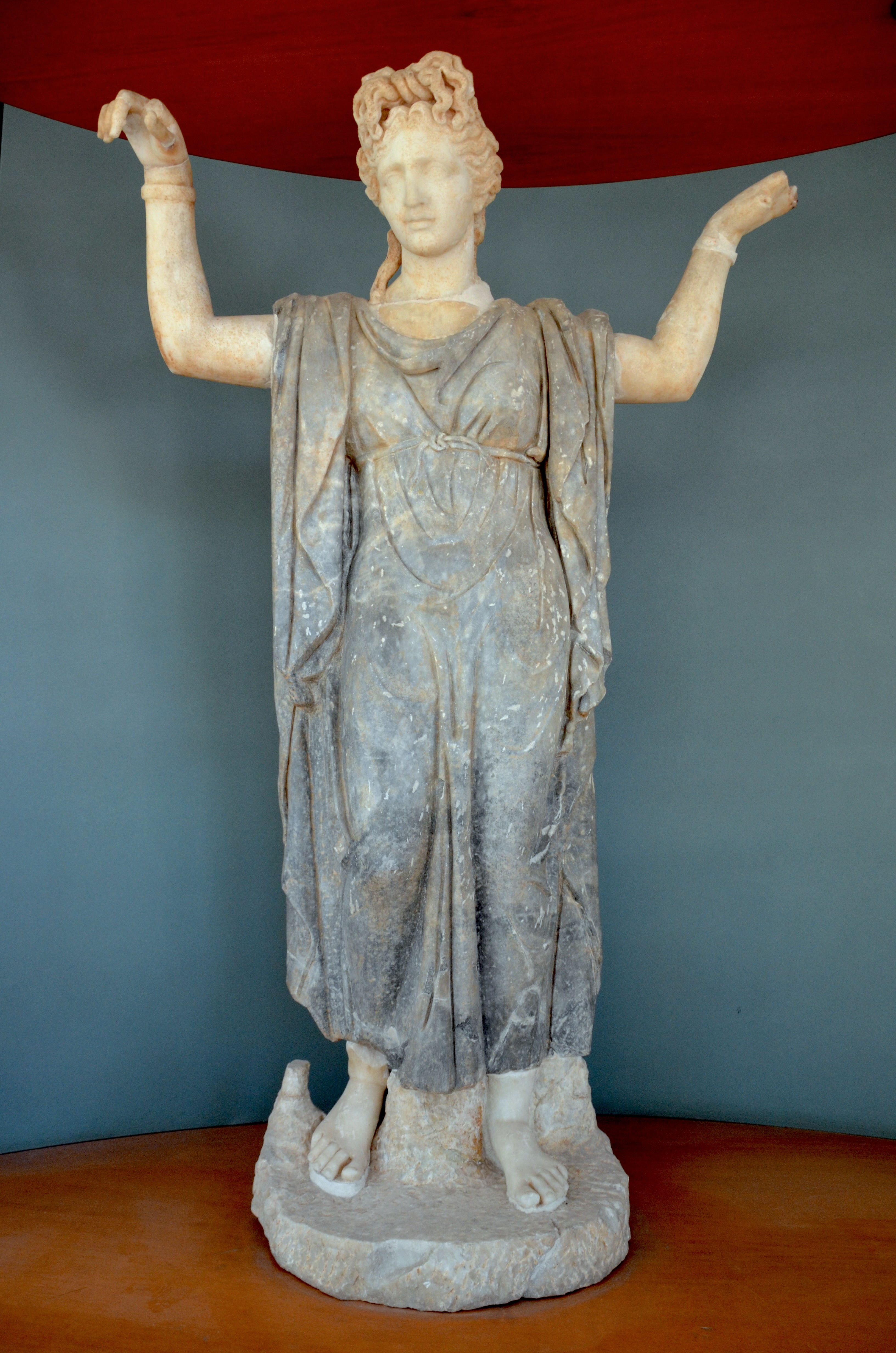
Andromède (attachée au rocher). Marbre blanc et marbre gris. H. 1,70 m. Villa de Tibère, vers 20 EC. Musée de Sperlonga[70].
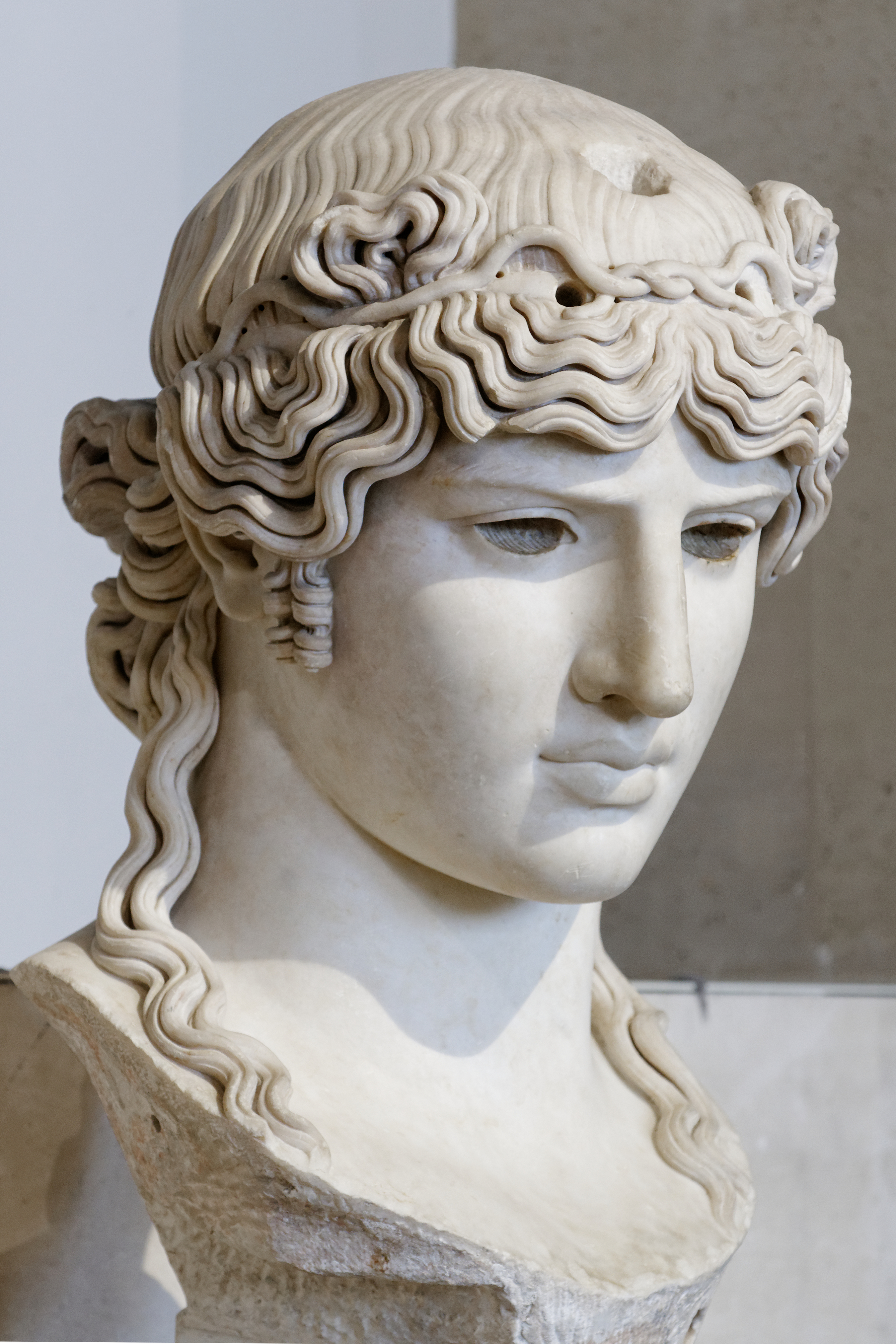
Tête colossale d'Antinoüs (Antinous Mondragone), cette statue était un objet de culte. Marbre poli. H. 95 cm ; Poids 392 kg. 130 - 138 EC. Louvre[N 15]

Le commerce de l'art destiné aux Romains a favorisé un certain "retour à l'Antique", à l'époque de la République ; goût qui reprenait une tendance bien vivante à l'époque hellénistique. L'Apollon de Piombino a été découvert dans la mer près de Piombino, en Italie ; le naufrage serait survenu après une période d'exposition dans l'Antiquité, puisqu'il avait été restauré avant son voyage. Réalisé, vers 130-100 AEC, par un atelier de Rhodes, c'est une imitation du kouros archaïque (au VIe siècle AEC). Cependant il n'a pas été conçu pour tromper un acquéreur romain, car autant les Grecs de la fin de l'époque hellénistique que les Romains au début de l'époque impériale ont eu ce goût pour les formes très anciennes, déjà à leur époque. Bien des statues découvertes dans les villas d'Herculanum et Pompéi en sont aussi la preuve.
La sculpture a été étroitement associée au pouvoir romain, non seulement par des monuments publics mais aussi dans les espaces de réception des demeures impériales, comme l'une des trois villas de Tibère. La villa de Tibère à Sperlonga disposait d'une vaste grotte, faisant office de salle de banquets avec un bassin circulaire, lequel devait produire un bel effet de miroir. Plusieurs groupes (retrouvés en une multitude de fragments) étaient disposés autour et à l'intérieur de ce bassin. Ils montraient le rôle salvateur d'Ulysse dans les textes d'Homère. « Le message politique étant d'illustrer la prédestination de Tibère à la charge de souverain. ». Une statue d'Andromède était attachée à un rocher du promontoire près de la grotte, elle était destinée à être vue d'en bas.

## Portraits d'époque
De nombreux exemples démontrent, dans certains portraits, des effets de mode propres aux romains.

### César
À l'automne 2007 un buste en marbre d'excellente qualité était découvert dans le Rhône par une équipe du Département des recherches archéologiques subaquatiques et sous-marines (DRASSM) sous la direction de l'archéologue Luc Long. Ce buste d'Arles a été très rapidement interprété comme un portrait de César. Depuis cette date la recherche a beaucoup progressé. Il s'agit d'un type de buste diffusé au cours de la première moitié du Ier siècle EC. Après des études savantes et contradictoires, « s'il ne représente pas César, il pourrait s'inspirer des portraits de César qui ont été réalisés par centaines de son vivant et que nous ne savons pas identifier ». Les portraits de César étaient en effet innombrables, autant à Rome que dans les pays soumis. Pour Jean-Charles Balty, les portraits de César et des empereurs sont soumis à des types précis. Et pour de nombreux portraits romains, en particulier en Gaule il s’agit de contemporains dont le portrait  imite celui de quelques hommes politiques célèbres de la fin de l’époque républicaine et, plus tard, celui de l’empereur. L'interprétation première, dans l'émotion de la découverte, est révélatrice d'une appréciation de l'art romain orientée par le désir de spectaculaire, lié à la découverte. La recherche est plus lente mais apporte bien plus d'informations sur une culture qui nous reste, en partie, étrangère,.

Buste d'Arles. Portraits de César
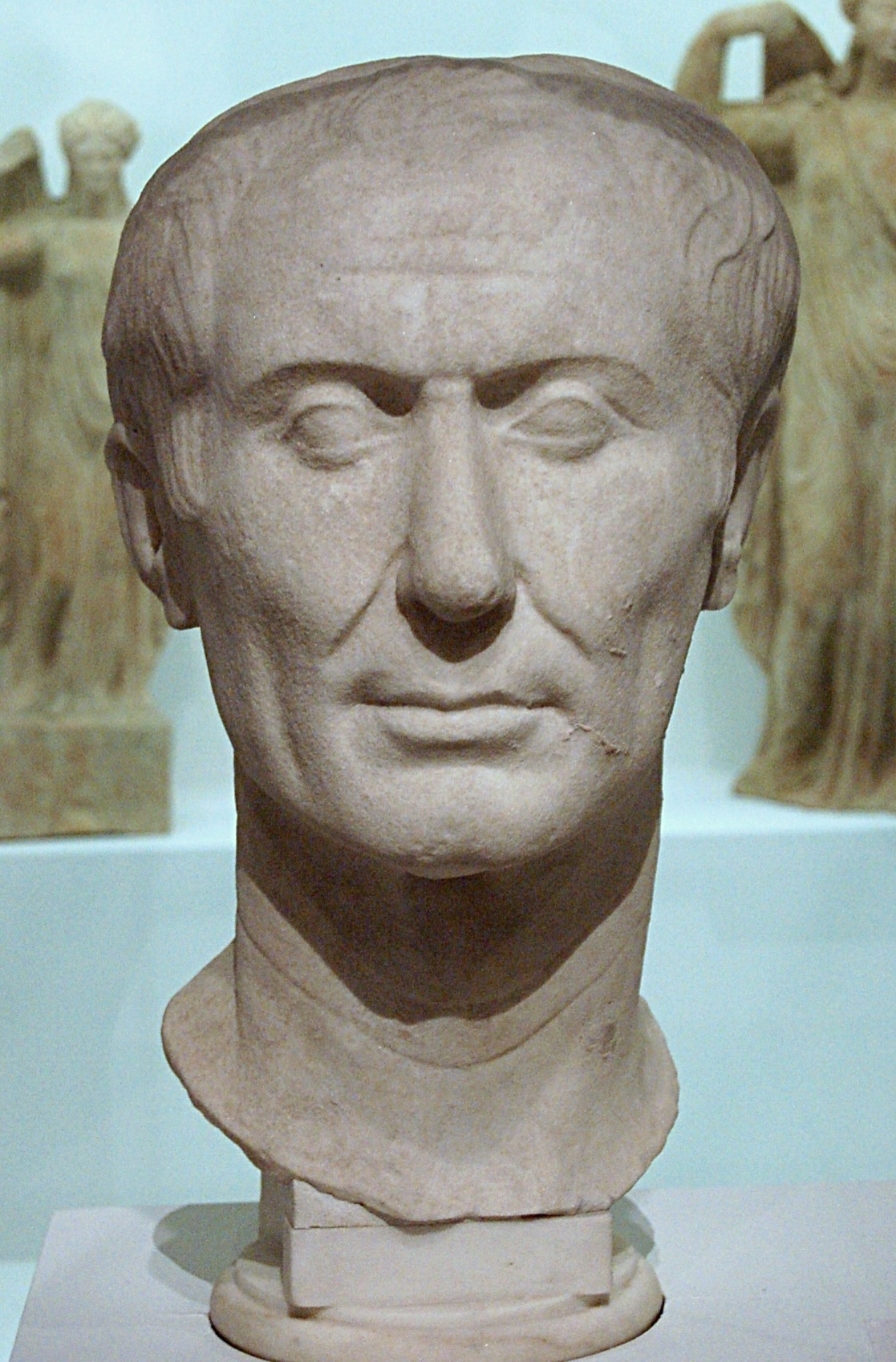
César « Type Tusculum ». Museo di Antichità (Turin)
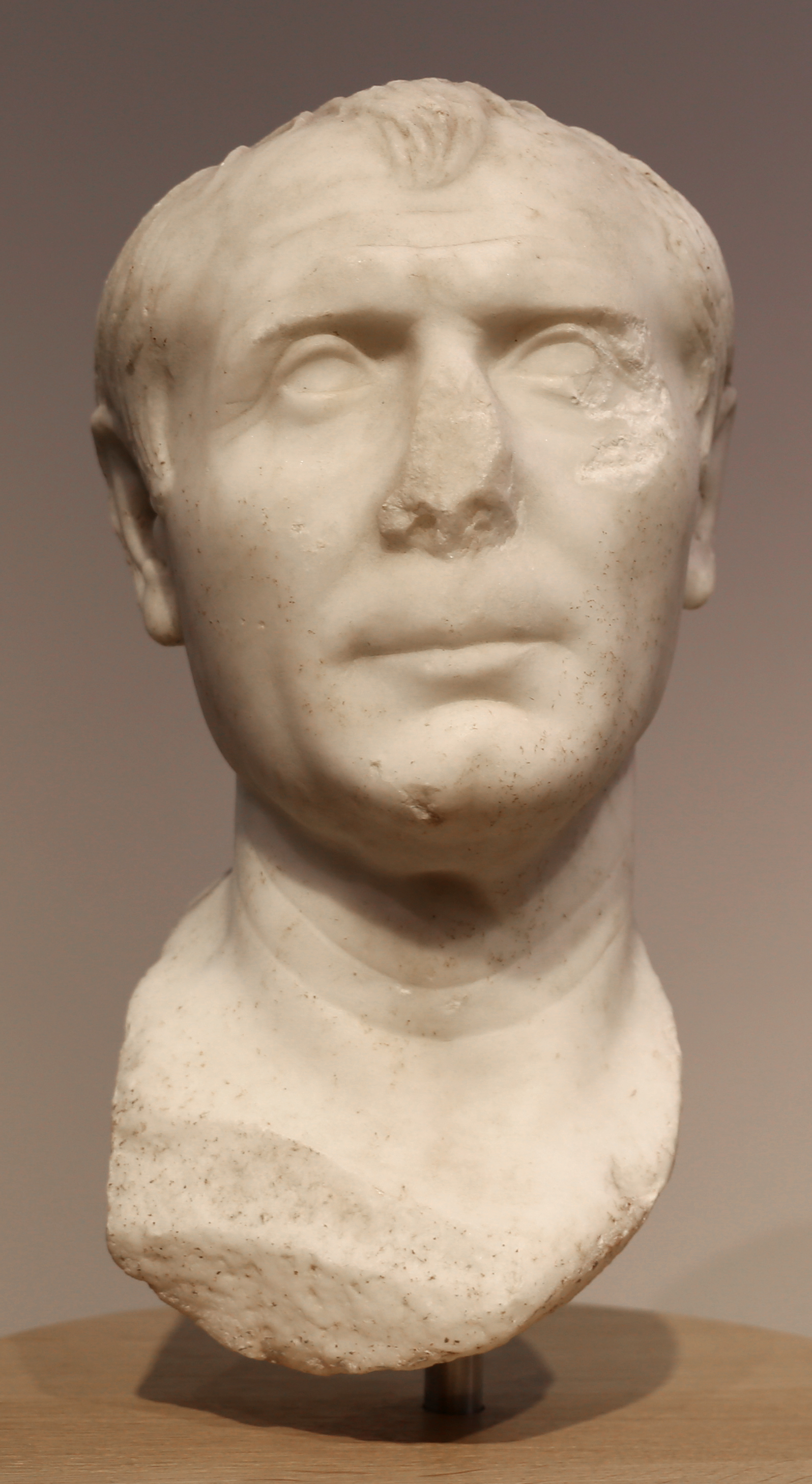
César. Rijksmuseum van Oudheden (Leyde)
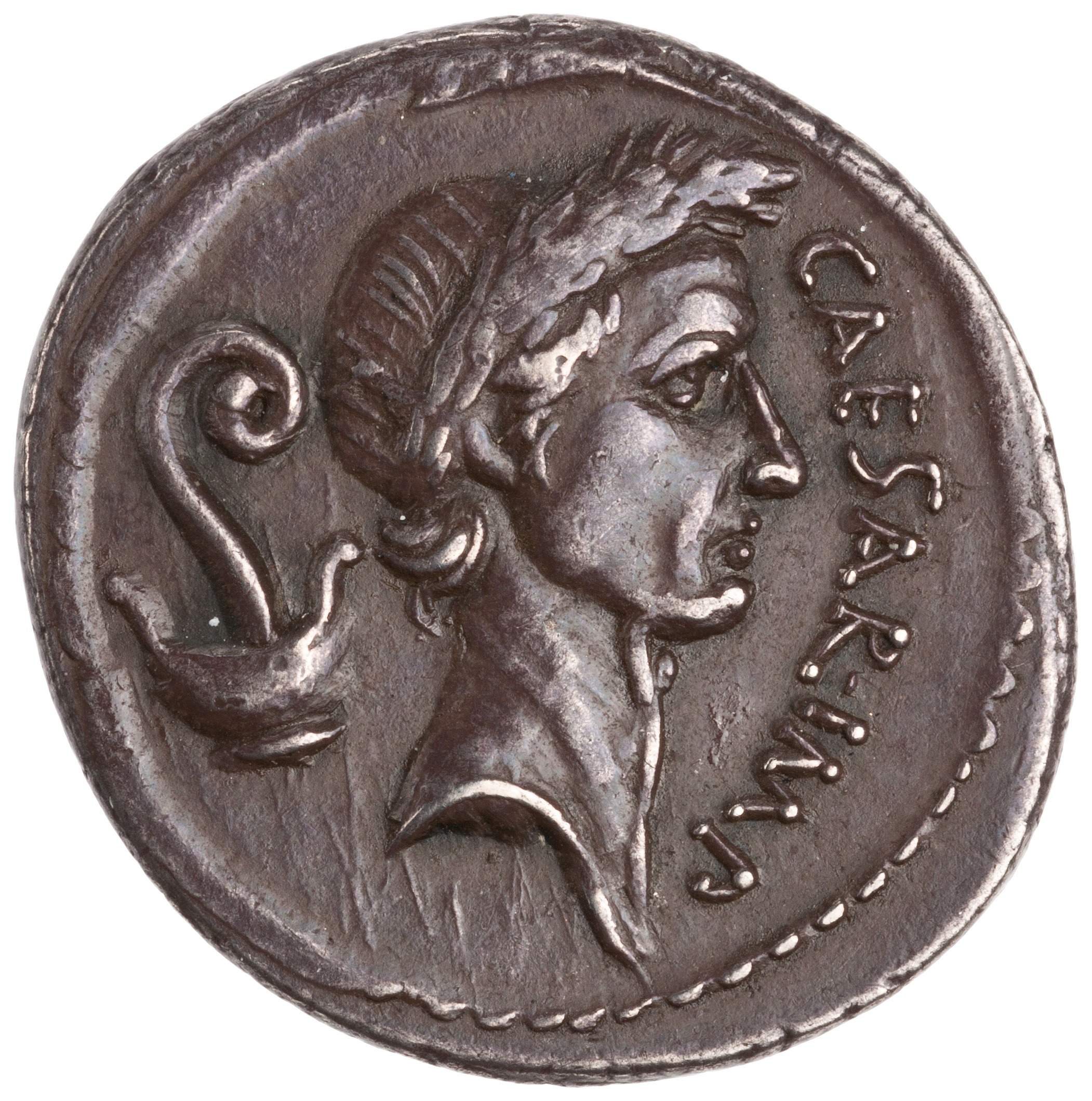
Denier de César. 44 AEC. American Numismatic Society
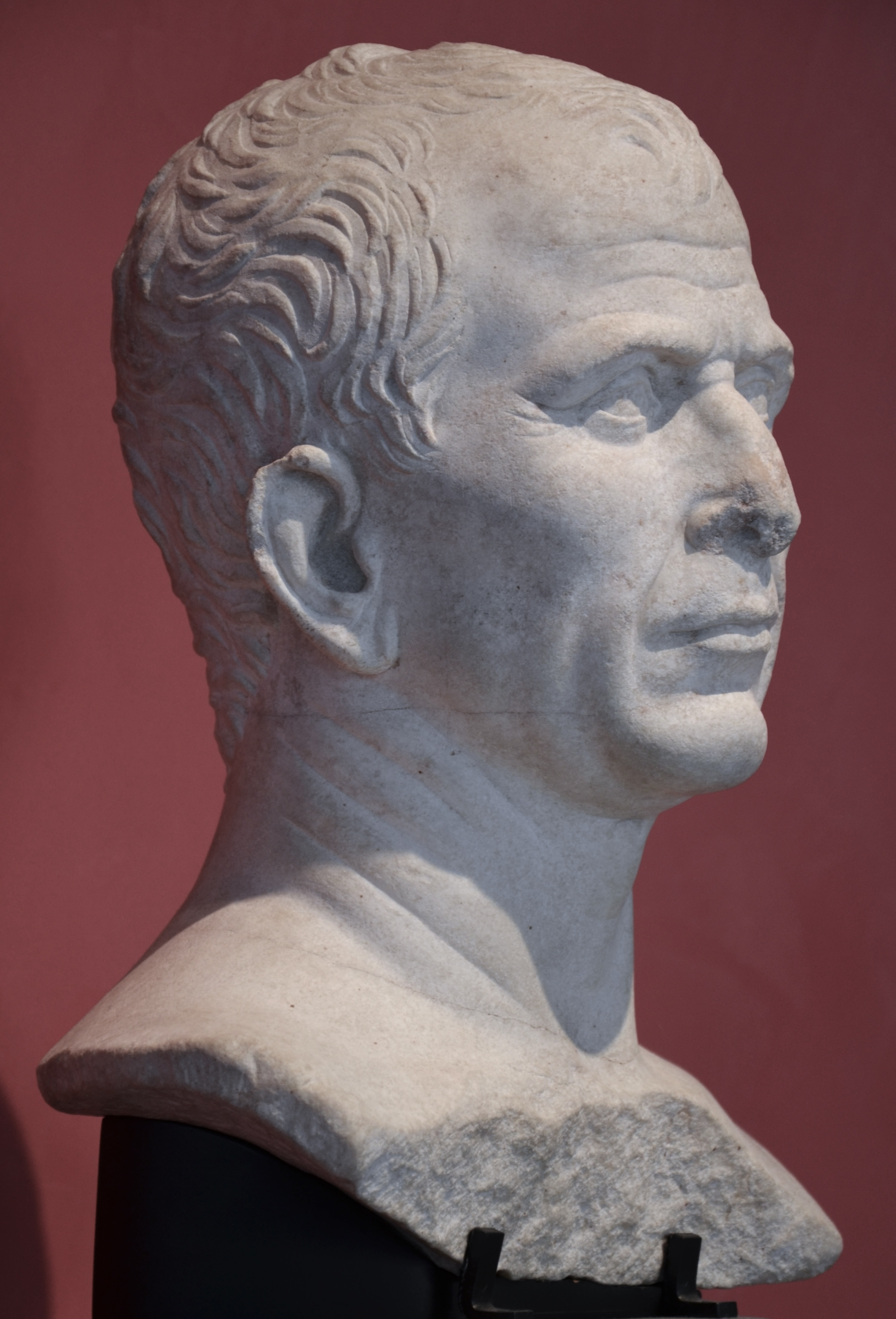
Buste d'Arles. Marbre, grandeur nature, H. 29,8 cm. Musée départemental Arles antique[80].
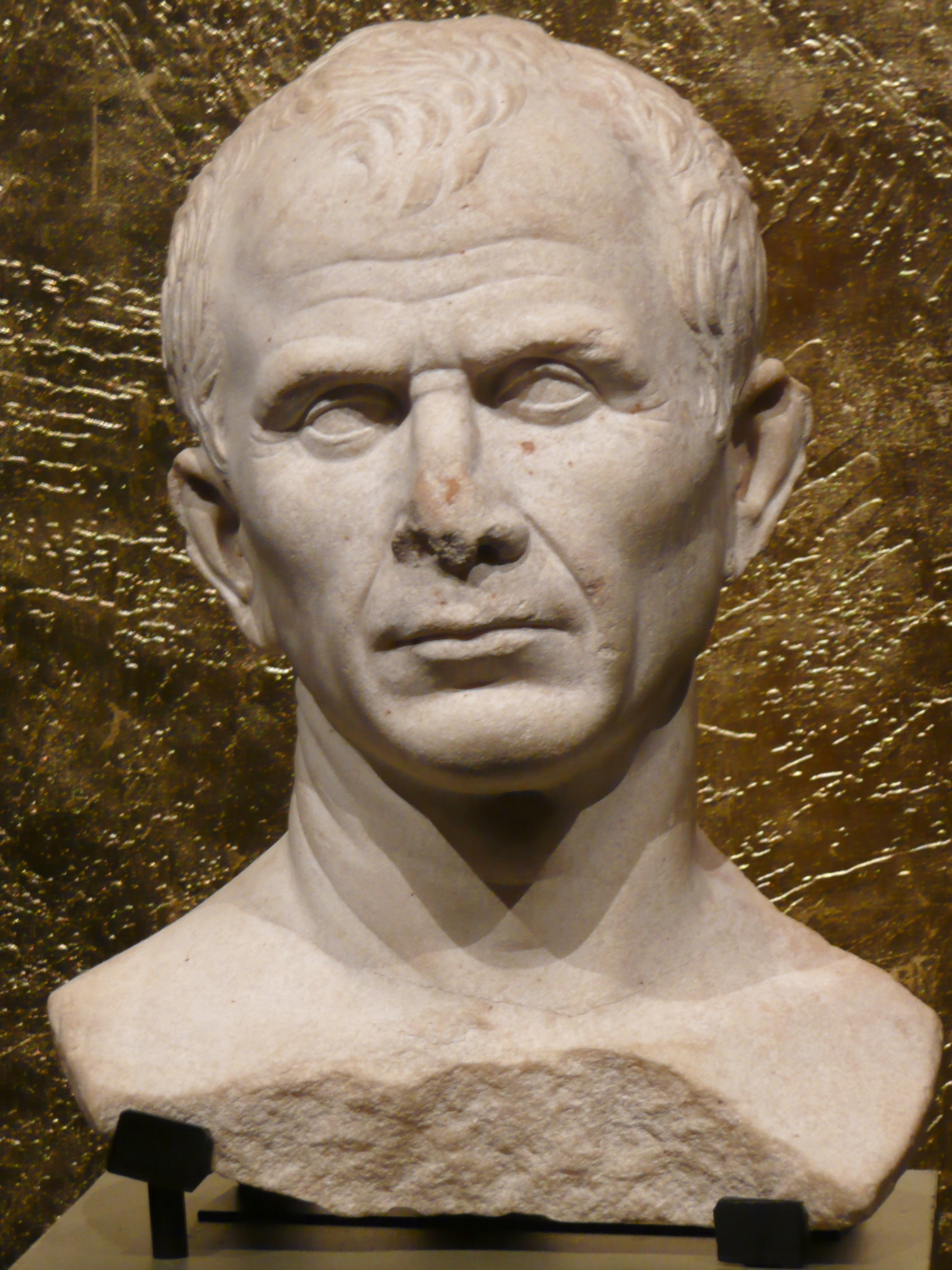
Buste d'Arles.
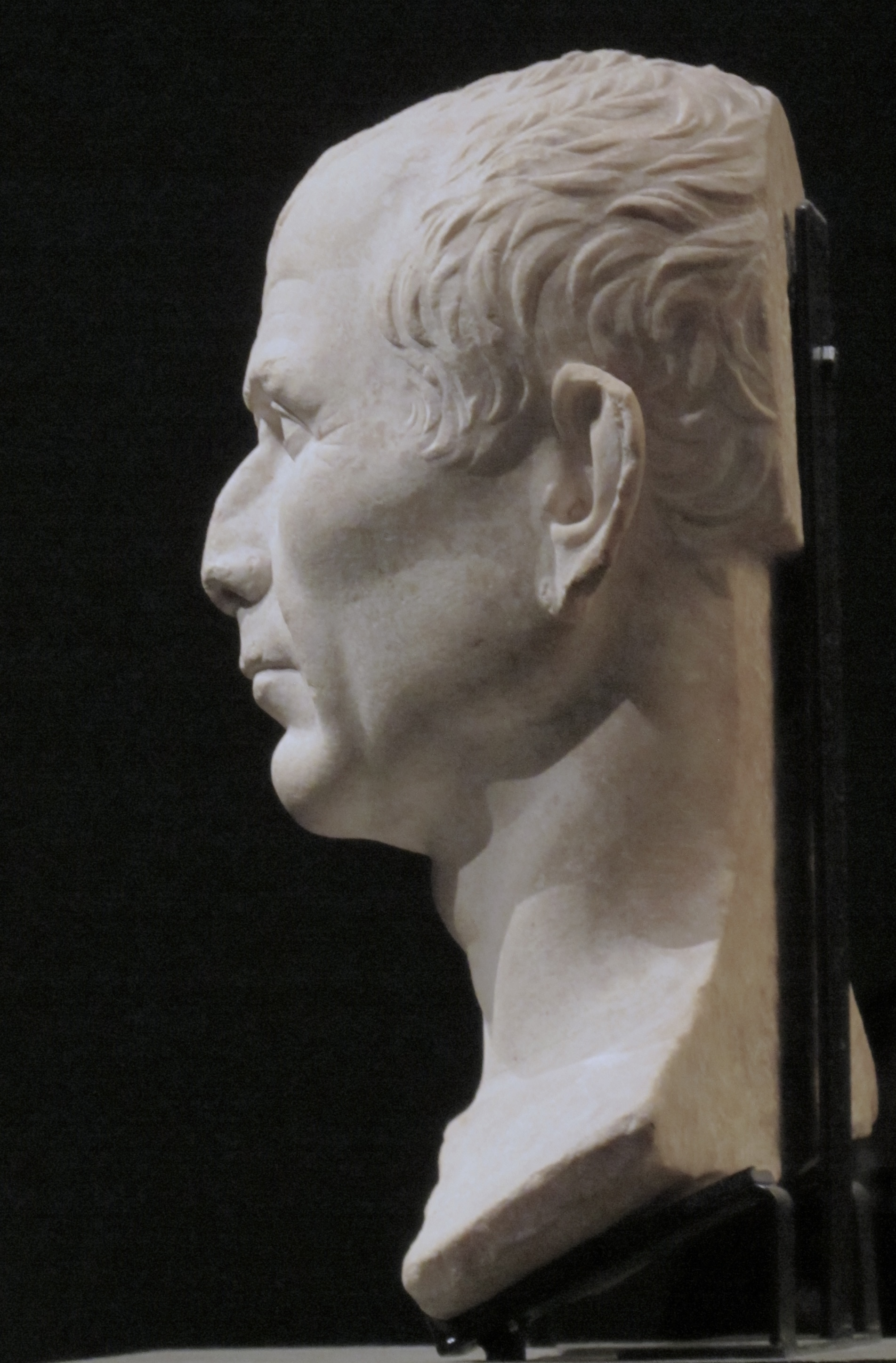
Buste d'Arles.
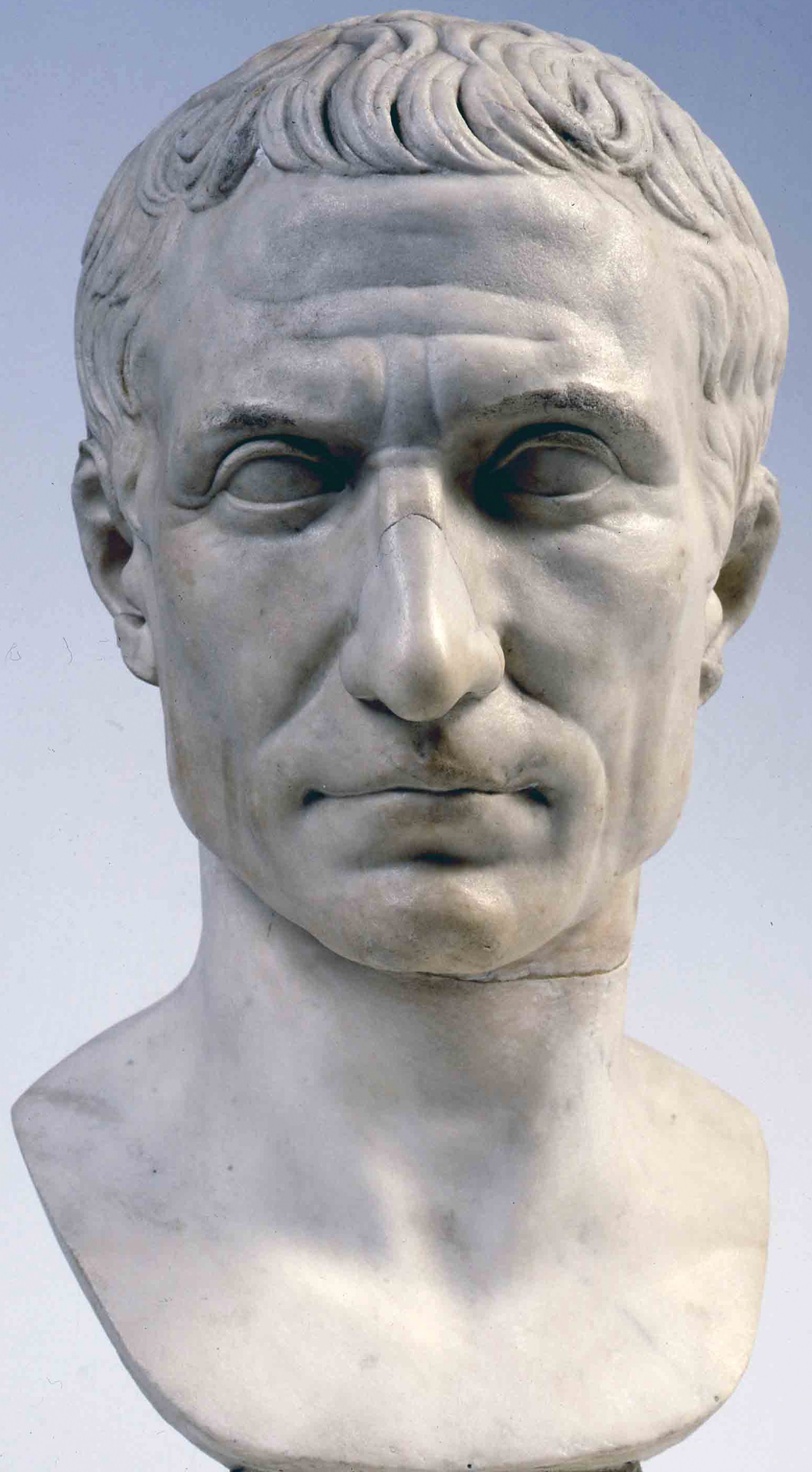
César « Chiaramonti ». Musée Chiaramonti[81].

Le buste d'Arles semble être un portrait d'époque parce qu'il porte les marques « aristocratiques » de son temps. Il a aussi une expression qui est courante depuis l'époque hellénistique : il incline la tête, tord le cou et ses rides sur le front pourraient exprimer une vague préoccupation.
Auparavant, à la fin du IIe et au Ier siècle AEC, la tradition du portrait « aristocratique », surtout dans les villes d'Italie, hors de Rome, fait se multiplier des visages d'hommes qui portent les marques de l'âge, et même des défauts physiques, avec presque toujours une expression dure et froide. Ceux-ci ont les cheveux très courts, ou rares. Il s'agit de donner une image conforme à l'idéal aristocratique, au moment, d'ailleurs, où cet idéal n'est plus d'actualité. La tradition du cheveux court, du visage rasé, était un fait culturel qui opposait l'homme mâle, romain de culture, aux autres populations et aux femmes qui portaient toutes des cheveux plus ou moins longs, mais peignés et séparés en deux par une raie centrale. Les populations non romaines, ont été toujours représentées avec des cheveux abondants, plus ou moins non peignés, avec de longues barbes pour les hommes. Cependant l'élite sénatoriale pouvait demander une solution mixte où les qualités précédentes se trouvaient associées à des effets venus des portraits de rois hellénistiques, afin d'évoquer la valeur militaire du personnage.

### Portraits privés: l'aristocratie féminine
Cette convention capillaire ne va pas durer avec l'empire, d'abord pour les femmes de l'élite : un savant travail transforma leurs longs cheveux, voire les perruques composées de chevelures de populations étrangères, en un ornement de grand luxe. Et pour les empereurs, surtout à partir de Marc Aurèle (r. 161-180), l'usage se répandit d'une barbe peignée et de cheveux aux mèches bouclées en spirale, bien ordonnées.

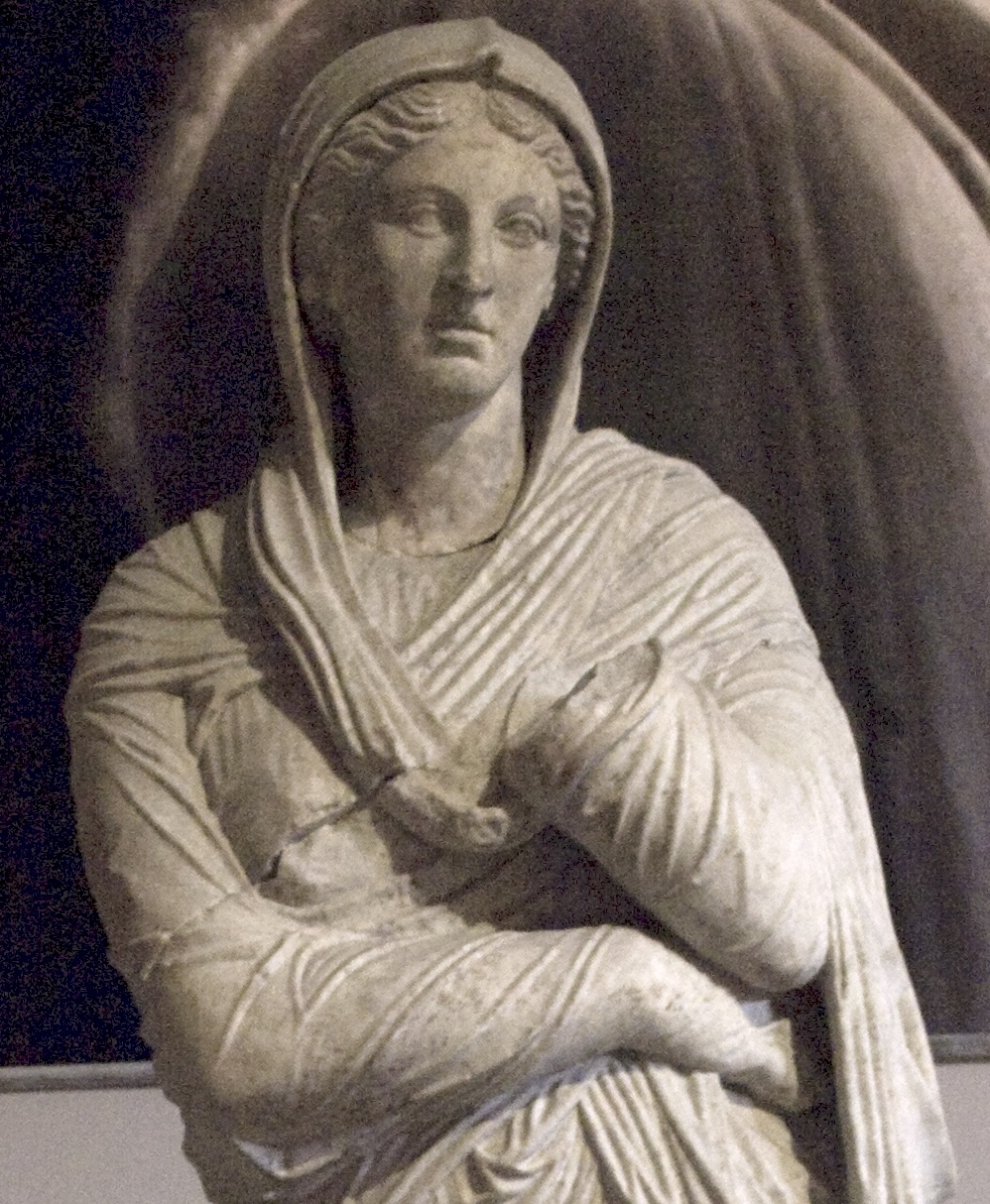
Remploi d'un portrait hellénistique du IIe siècle AEC, pour une romaine, v. 62 EC. Magnésie du Méandre.
Marbre, H. 2.15 m. MArch Istambul

À cette époque, les statues-portraits et certains reliefs publics ont été, souvent, remployés dans un tout autre projet lorsque leur actualité était passée. Dans certains portraits en marbre la tête était sculptée séparément du corps, et ensuite assemblée par tenon et mortaise. Il était donc possible, dans l'Antiquité, de remplacer la tête d'une statue par une autre. Cette tradition semble apparaître avec la présence romaine, dans un contexte hellénistique où les statues-portraits étaient très nombreuses.

Portraits féminins
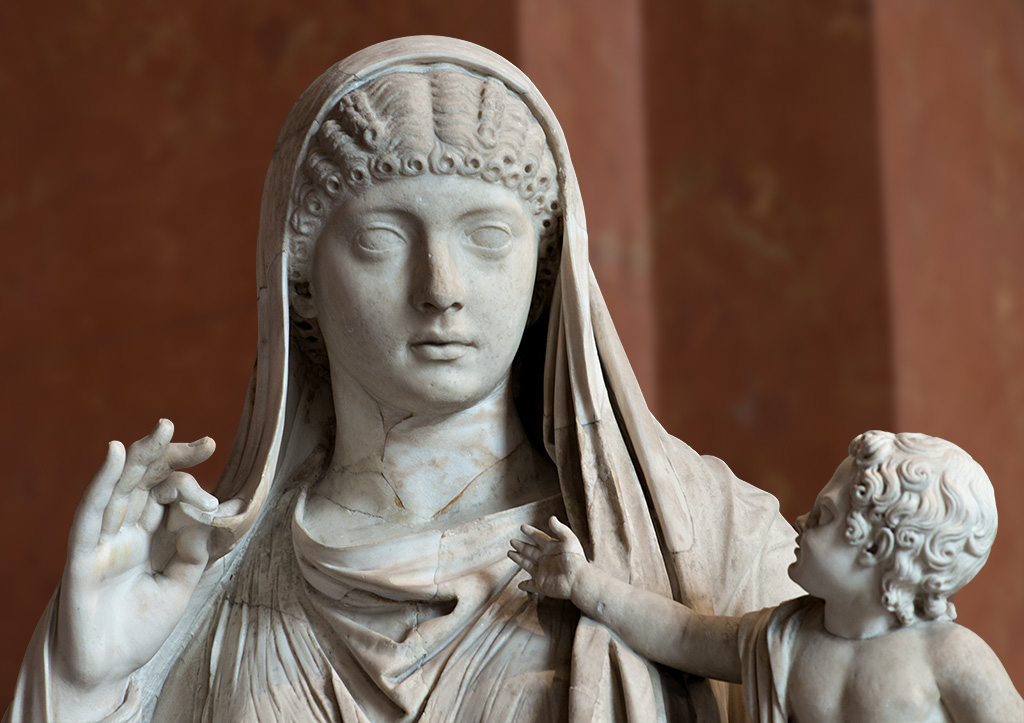
Messaline portant Britannicus enfant. 25-50 EC. Statue intensément restaurée au XVIIIe siècle. Louvre
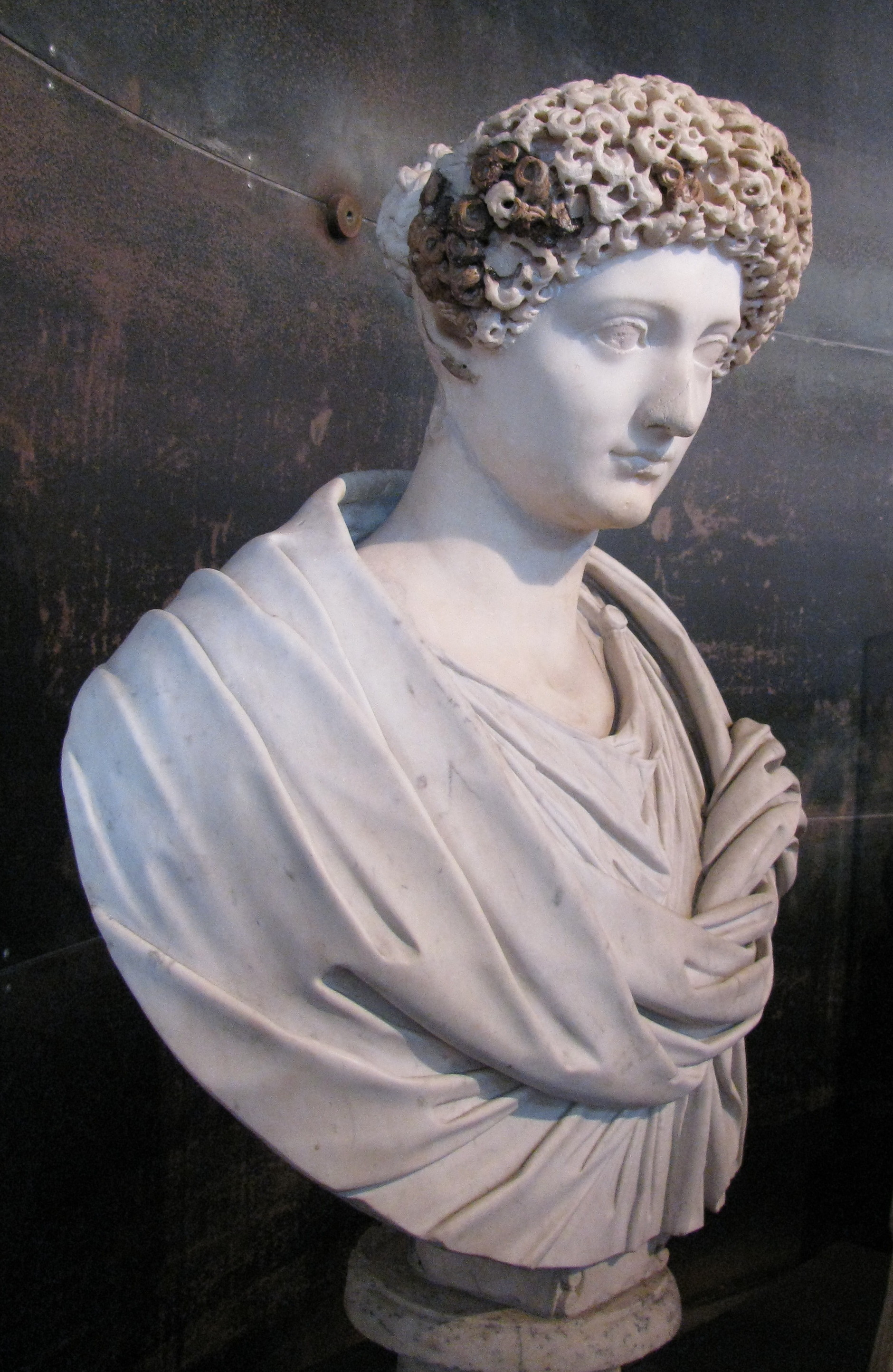
Portrait de Julia Titi, v. 80. Palais Altemps
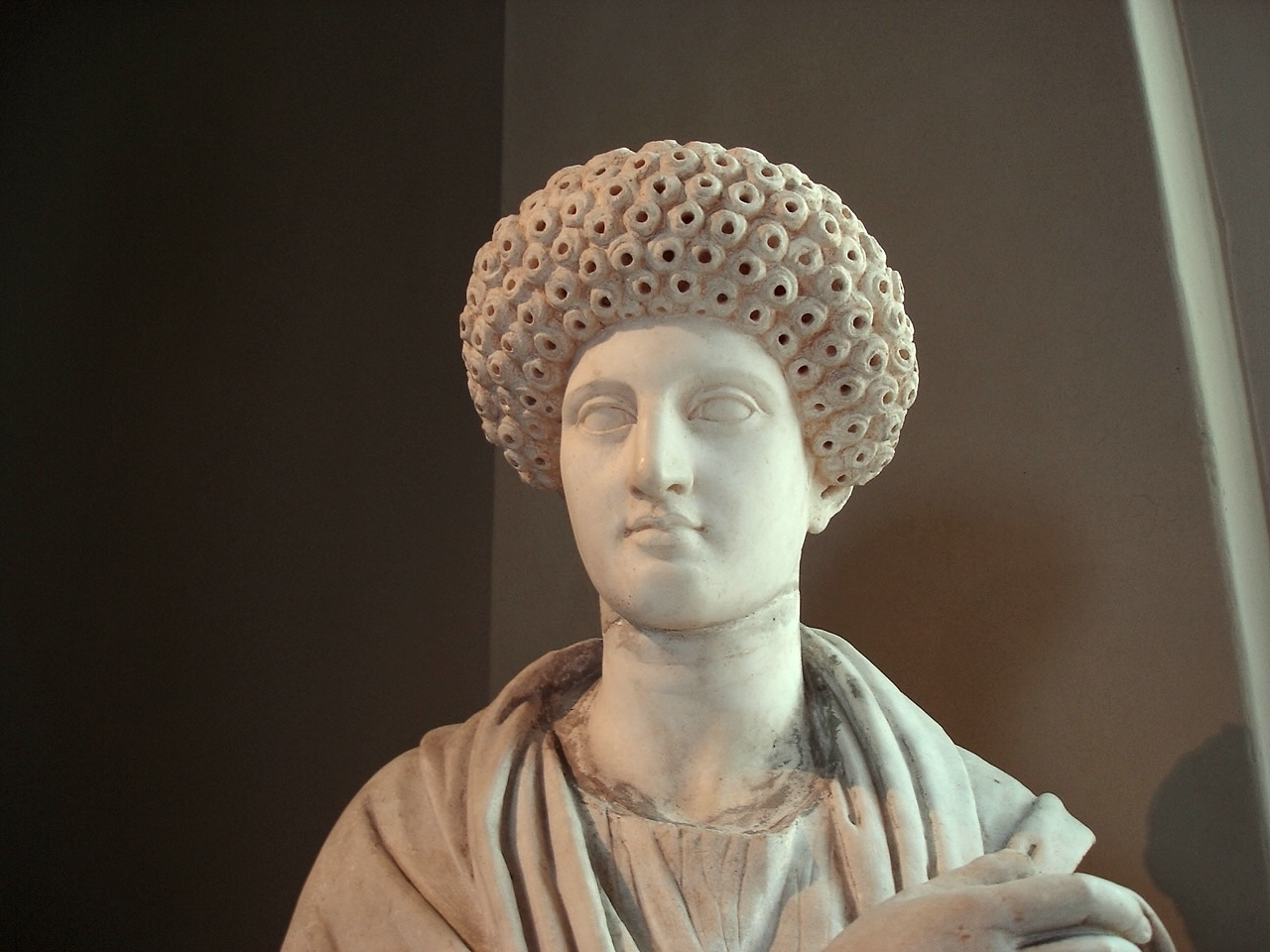
Coiffure typique de l'époque des Flaviens, 69-96 EC. Aptera, Crête. MArch Istambul
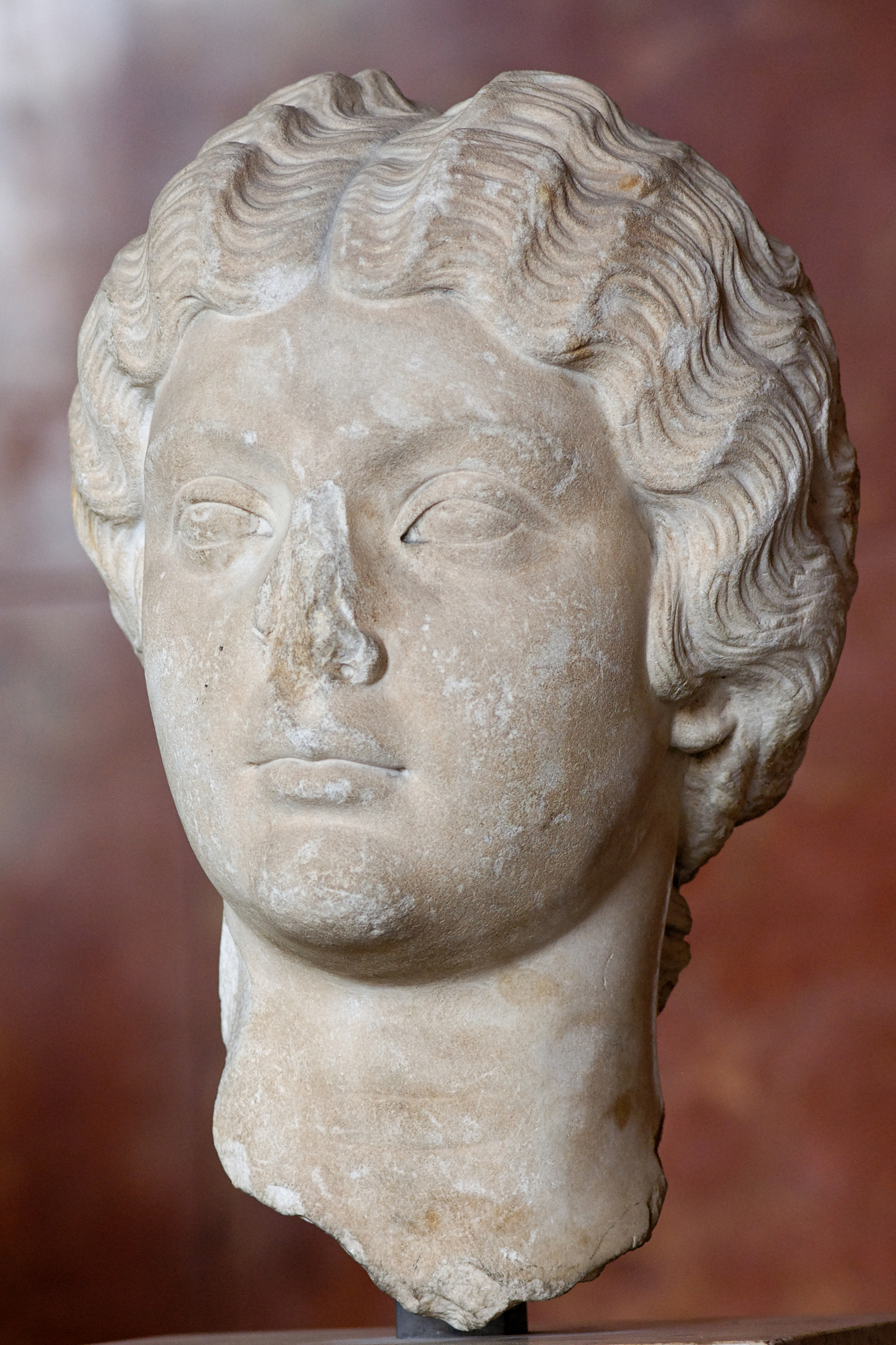
Portrait de Faustine la Jeune, 161-169. Découvert à Tazoult (Algérie). Marbre de Thasos. H. 45 cm. Louvre
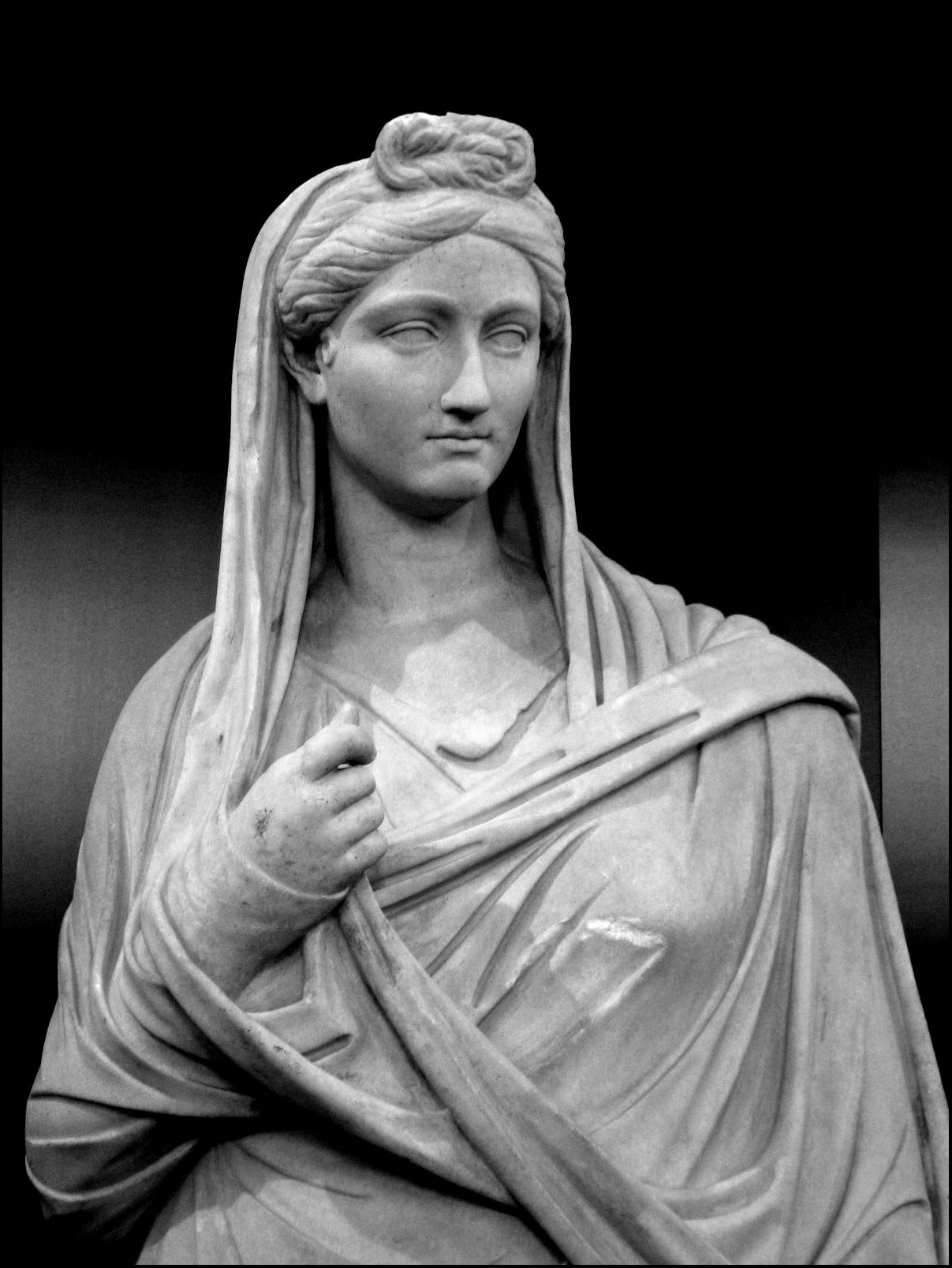
Statue posthume de l'impératrice divinisée Vibia Sabina, épouse d'Hadrien. Vers 137-138 EC. Villa d'Hadrien

La coiffure féminine romaine (en), sous la République, se distinguait peu de à celle des Grecques. Sous l'empire elle devient un signe de distinction. Selon l'époque et les personnes, cela pouvait demander du temps, le savoir-faire de professionnels et des accessoires, et même des perruques de natures et couleurs variées. Ces coiffures introduisent, pour le sculpteur d'origine grecque, des motifs propres au monde romain. La diversité des coiffures, en fonction du statut et de la période, aide, aujourd'hui, à la datation.

La coiffure de Messaline (seconde épouse de l'empereur Claude) se distingue par une frange de bouclettes au-dessus du front et par sa chevelure coiffée « en côtes de melon ». Les coiffures féminines de l'époque des Flaviens sont encore plus spectaculaires. Julia Titi lance la mode de la coiffure en « diadème » : frisottis et grosses boucles sont rassemblées sur le haut de la tête, tandis que le reste des cheveux est noué en chignon sur la nuque. Un excellent exemple, bien conservé, d'une jeune inconnue présentant une variante de cette coiffure, conservé au Musée Archéologique d'Istambul, illustre bien la circulation de cette mode et de ses variantes dans le bassin méditerranéen. L'effet enveloppant de la coiffure est redoublé par l'ample manteau aux plis profonds et par la tunique, plus fine, qui vient s'agrafer sur les épaules. La statue posthume de l'impératrice divinisée Vibia Sabina porte deux grandes nattes qui viennent se nouer au-dessus du front, comme une déesse.

### Portraits privés: l'aristocratie
Pline l’Ancien, dans son Histoire Naturelle, suit la description des traditions romaines : « [...] chez nos ancêtres : dans les atriums on exposait un genre d’effigies destinées à être contemplées : non pas des statues dues à des artistes étrangers ni des bronzes ou des marbres, mais des masques moulés en cire, qui étaient rangés chacun dans une niche : on avait ainsi des portraits pour faire cortège aux convois de famille (gentilicia funera) ».
À Rome, le jus imaginum « droit aux images », permet aux aristocrates, qu'ils soient de l'époque républicaine ou sous l'Empire, de regrouper, dans les armoires de leur atrium, les portraits de leurs ancêtres. Ce sont des images en trois dimensions, en cire peinte (voire en plâtre ou en terre cuite) qui permettent de représenter la généalogie de l'aristocratie. À l'occasion de grands événements, comme des enterrements ou des triomphes, le maître de maison sortait sur le pas de sa porte pour y exposer, à la vue de tous, ces portraits,. Ces portraits ont pu être disposés à l'intérieur de pseudo-boucliers, les imagines clipeata. Aux masques de cire on substitua ensuite, des bustes en marbre ou en bronze. Une nouvelle épouse apportait les portraits de ses ancêtres illustres qui allaient donner de la valeur à la maison de son époux.
Ces effigies sont donc d'un usage politique, une manière de revendiquer, pour l'aristocratie sénatoriale uniquement, leur place très élevée. Sur le plan artistique, elles ont joué un rôle essentiel dans l'histoire de l'art romain en valorisant le portrait réaliste. De même, des statues honorifiques étaient placées dans l'espace public, sur le Capitole et au forum, dans la partie réservée aux activités politiques. La réalisation de ces monuments, éventuellement équestres, pouvaient être décidés par le Sénat. Certaines pouvaient associer le portrait ressemblant à un corps nu, héroïque ou divin.
Ces effigies, dans leur diversité, avaient donc plusieurs fonctions. On vient de voir le signe d'un statut social pour l'aristocratie, elles participaient alors de la mémoire familiale (ce qui pouvait rejoindre la mémoire civique du fait des services rendus par le défunt à la collectivité ). Elles servaient aussi à garder le souvenir du visage de la personne, tout simplement. La commande de masque mortuaire n'était pas dénuée d'affection et pouvait accompagner cette personne dans sa tombe. Ainsi, le masque d’une petite fille, retrouvé dans une tombe (Lyon début du IIe siècle EC) : sur sa stèle en forme d’autel on peut lire cette dédicace : « Aux dieux Mânes et à la mémoire de Claudia Victoria, qui a vécu 10 ans 1 mois et 11 jours. Claudia Severina sa mère a fait (ce tombeau) à sa fille très douce de son vivant, pour elle–même, et l’a dédié sous l’ascia » ,

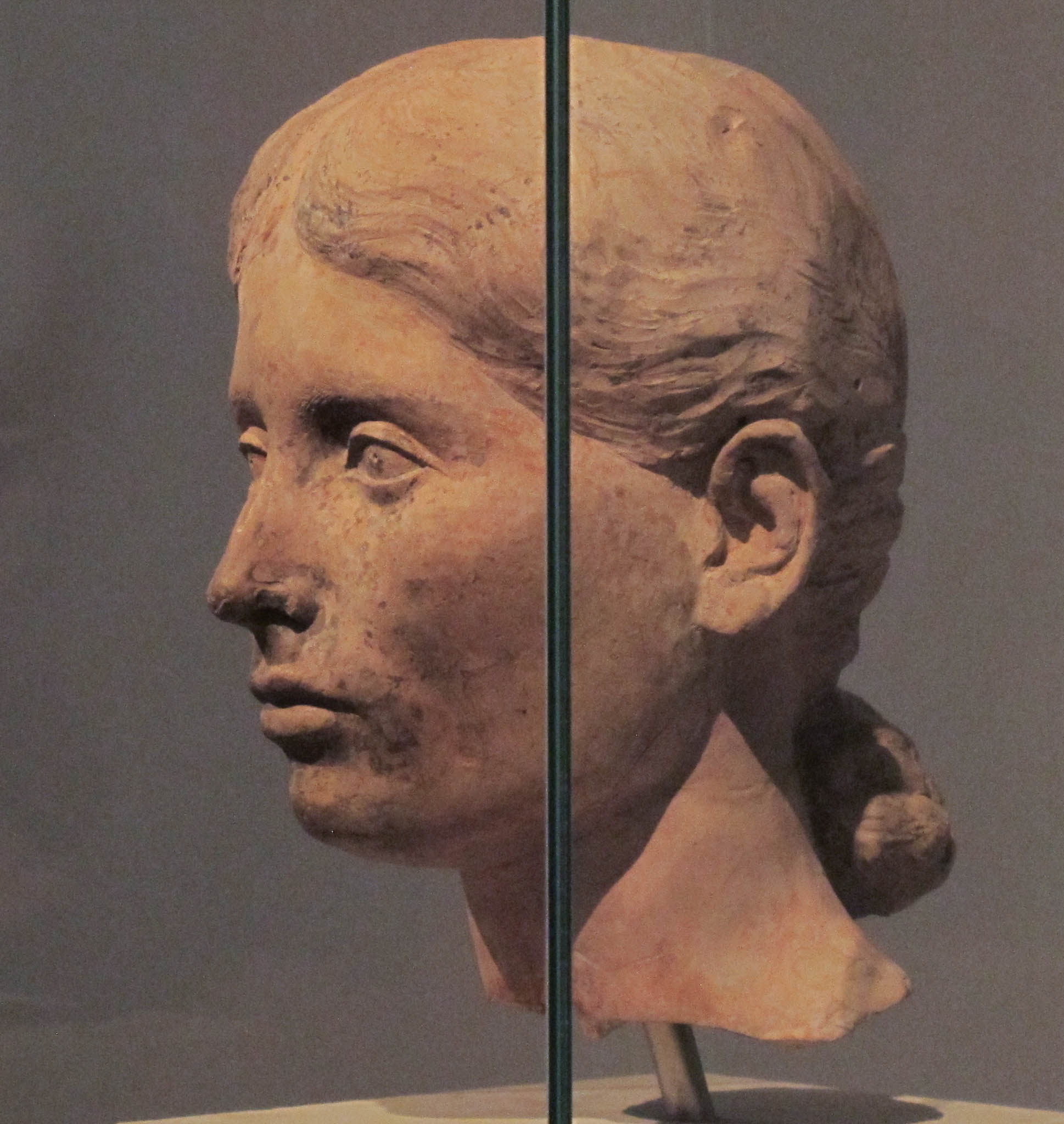
Portrait de jeune fille. Terre cuite, anciennement peinte, grandeur nature. Italie centrale (?), 30-1 AEC. Altes Museum, Berlin
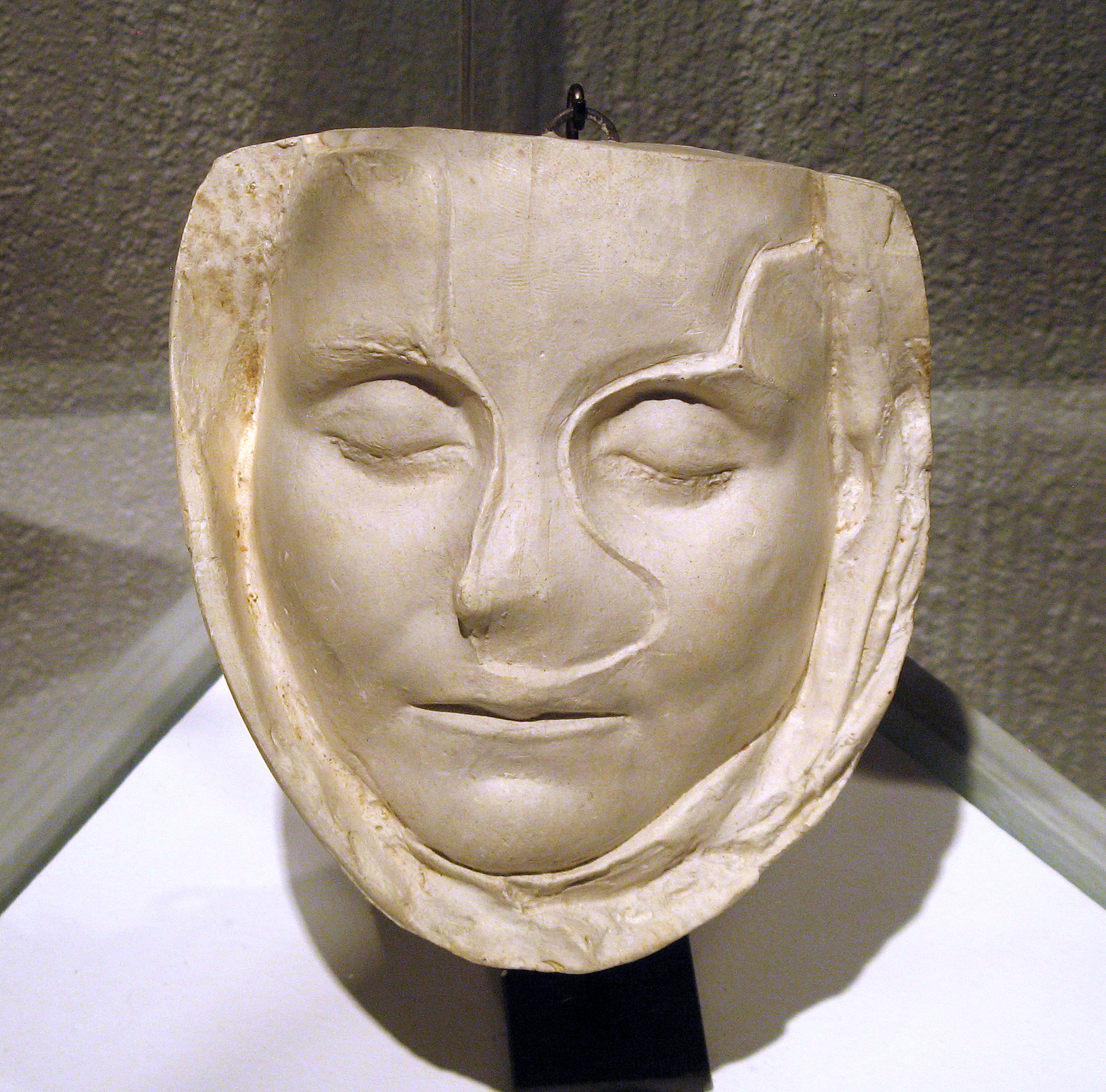
Masque de la petite Claudia Victoria, 10 ans. Déposé dans sa tombe par sa mère. Lyon début du IIe siècle EC. Plâtre. Lugdunum (musée)
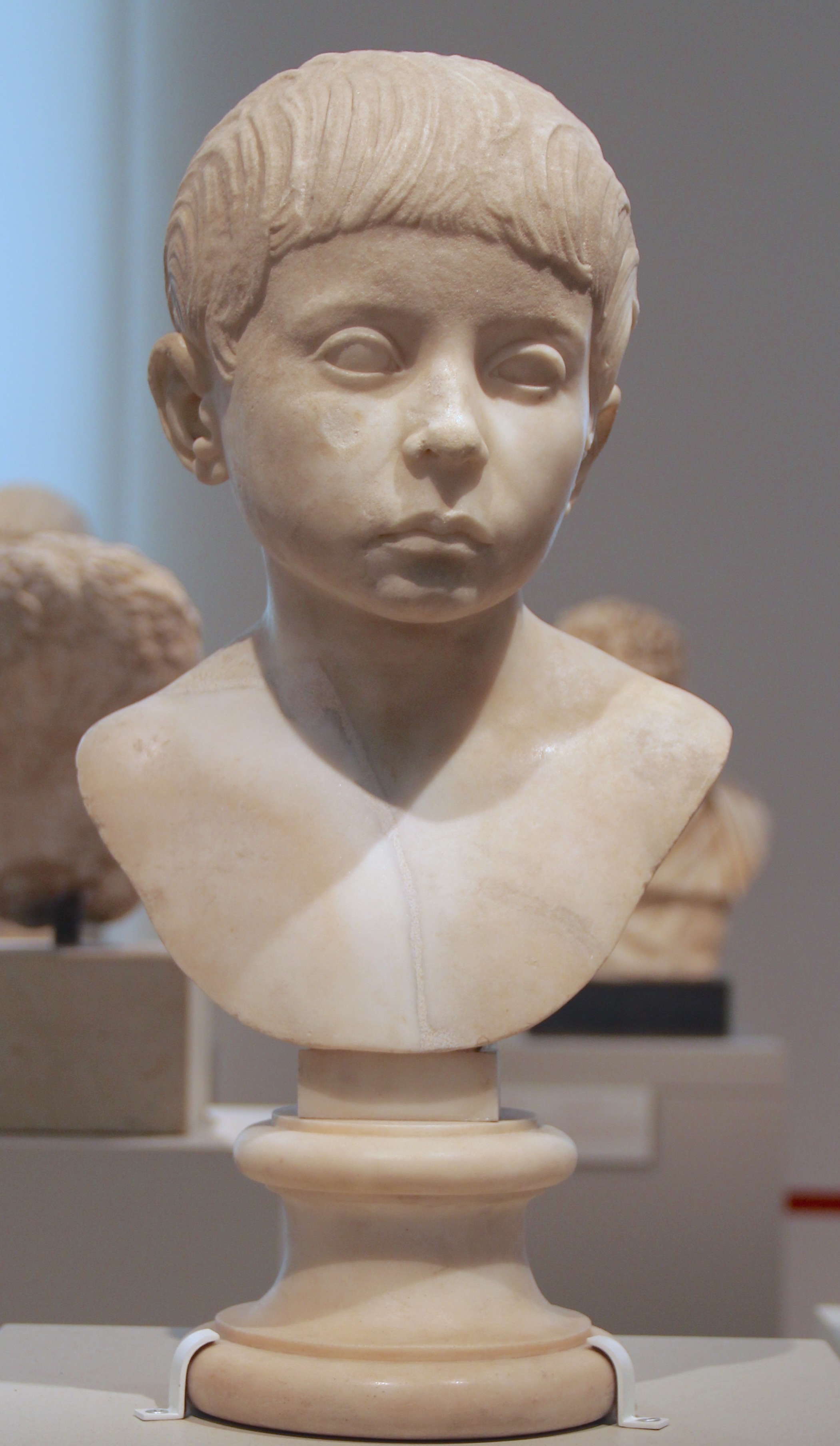
Portrait de garçon. Marbre de Carrare. H. 33 cm. Vers 100 EC. Altes Museum

Concernant le portrait du petit garçon de Berlin, même si le visage semble exprimer du chagrin, ce type de psychologisation va totalement à l’encontre de la conception antique du portrait. Le sculpteur a peut-être travaillé à partir d’un masque mortuaire moulé dans la cire du visage de l’enfant décédé. L'effet original du portrait aurait été très différent de son état actuel en raison de l'absence de couleur aujourd'hui : les yeux en particulier étaient autrefois peints avec des pupilles et des cils qui auraient donné vie et énergie au portrait.

Pline l'Ancien, Histoire naturelle : « Celui qui, le premier, fit un portrait d'homme avec du plâtre, en prenant un moulage sur le visage même, puis imagina de verser de la cire dans ce moule en plâtre, cire sur laquelle il procédait à des retouches, fut Lysistratus de Sicyone, frère de Lysippe [...] (il) instaura la pratique de rendre la ressemblance ; avant lui on s'appliquait à faire des visages aussi beaux que possible ».
De nombreux portraits, dont les plus nombreux sont, aujourd'hui, en marbre, témoignent de l'exigence à respecter les traits spécifiques de chaque personne. Le portrait de l'orateur Cicéron est bien connu, la bouche très légèrement ouverte, prêt à parler. C'est avec le même respect pour le portrait naturel, non idéalisé, qu'a été taillé le portrait d'une jeune fille de Vulci, datant de cette époque républicaine ou des premières années du principat d'Auguste. Le visage de la jeune fille, aux traits délicats et gracieux, est coiffé sobrement, mais le marbre était autrefois enrichi d'inserts d'or et de pierres précieuses. Cet attachement à représenter le visage du personnage tel qu'il est, conduit aussi parfois, à placer la tête sur un corps différent, idéalement athlétique. C'est ce qui est arrivé à ce portrait d'un romain trouvé à Délos, plus grand que nature, et dont la tête a les oreilles décollées, mais le corps d'un héros, un colosse même. Ce type de commande, comme cette statue équestre d'un habitant d'Herculanum, indique clairement qu'une partie de la bourgeoisie romaine ou italienne utilisait l'art comme un moyen de valoriser leur famille. Le portrait nu, sous la forme de dieux et de héros, de tradition hellénistique, a été une mode à la fin de la République, comme Varron en Neptune, inspiré du Poséidon de Lysippe, ou la statue d'Agrippa qui reprend le type dit "Diomèdes" attribué à Crésilas (v. 440 AEC). On éleva ainsi des portraits de cette oligarchie sénatoriale en héros homériques, la comparaison était d'ailleurs courante, et les textes de Cicéron, Suétone, Valère Maxime montrent bien que c'était un phénomène culturel largement partagé au sein de ce groupe.

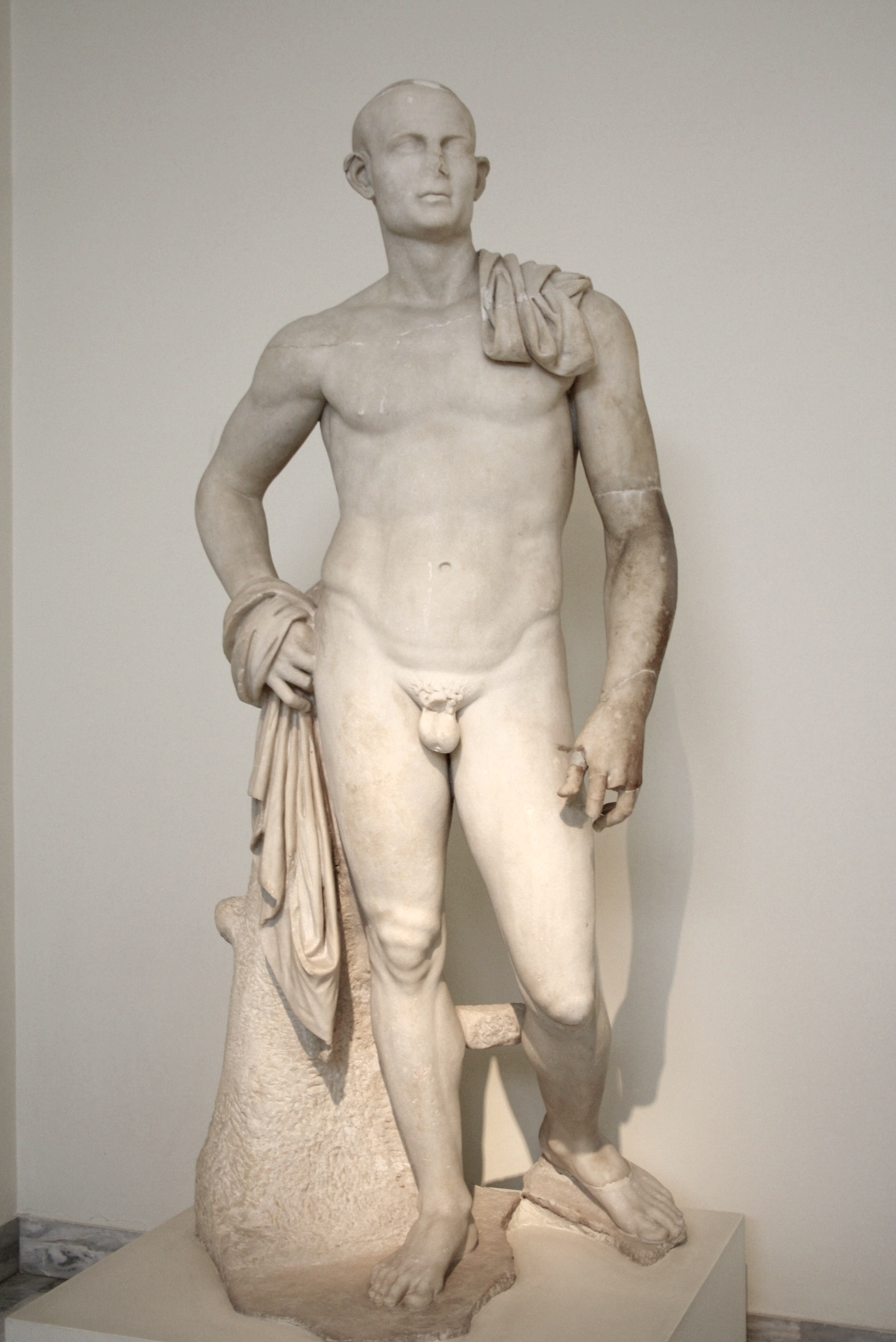
Statue masculine d'un romain. Délos. marbre, H. 2,10 m. Début du Ier siècle AEC. MNArch Athènes
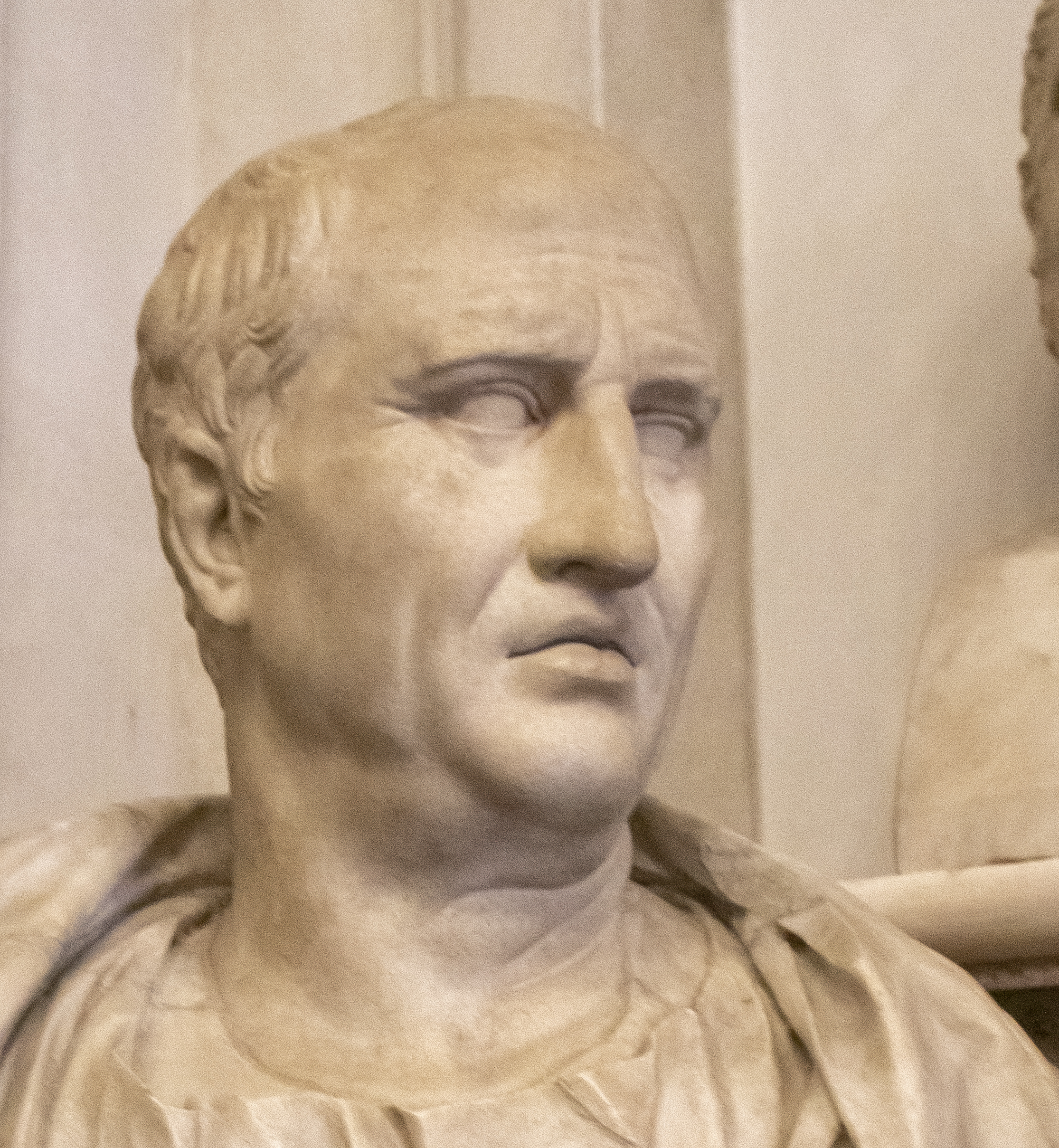
Portrait de Cicéron, v. 50-43 AEC. Musées du Capitole
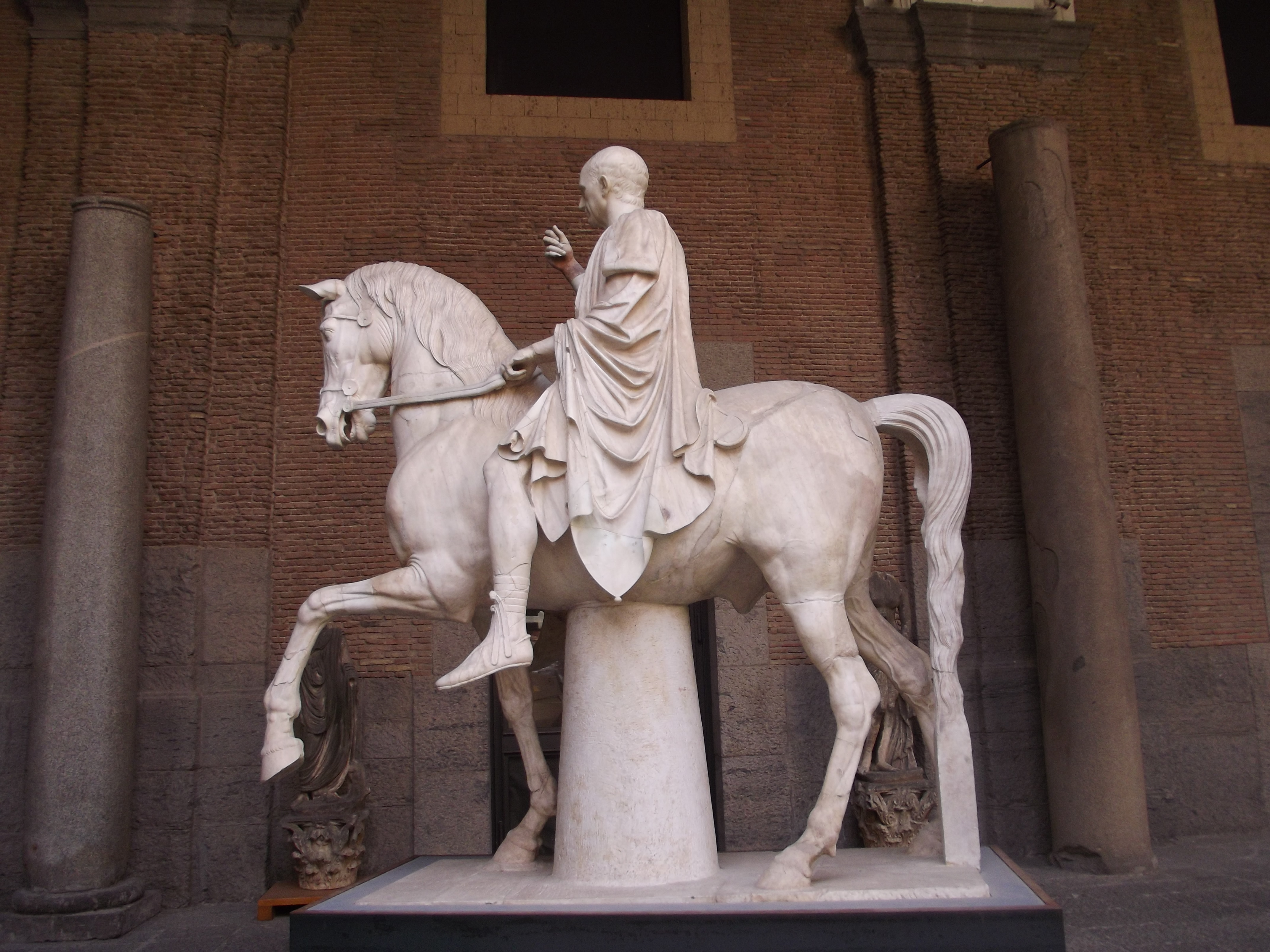
Statue équestre de Marcus Nonius Balbus. Forum d'Herculanum. Vers 30 AEC. Marbre, H. 2,52 m. MNArch Naples

De tels portraits ont été retrouvés dans tout l'empire. Le buste  d'un très jeune homme - découvert à Reims et daté du début du IIIe siècle EC - porte le vêtement romain, mais sa chevelure est coiffée en longues mèches profondément séparées, et tombant jusqu'à la nuque, ce qui pourrait en faire un jeune gaulois,.

### Portraits privés d'inspiration hellénistique et classique
En réaction à l'appropriation par les esclaves affranchis des codes du portrait aristocratique, l'aristocratie romaine s'inspire alors des portraits hellénistiques. Si on retrouve des caractéristiques du portrait aristocratique, on retrouve, entre autres caractéristiques du portrait hellénistique, la recherche d'expression de la souffrance ou de l’inspiration : avec la tête légèrement de côté, la chevelure très vivante, les yeux levés au ciel, et parfois, la bouche un peu entrouverte.
Le portrait d'homme supposé provenir d'Antinoé (ville fondée par Hadrien) est daté, avec réserves, du premier quart du IIe siècle en raison de son style qui semble imiter la physionomie de l'empereur Hadrien. Cette pratique qui s'éloigne du portrait individualisé de l'époque républicaine, tend à porter ainsi un signe de la loyauté de l'individu envers son empereur.
Le portrait d'homme du musée d'Athènes - au regard tourné vers le ciel, barbe courte et chevelure longue et broussailleuse - présente une telle qualité, un travail très raffiné, une forme de classicisme, que les archéologues ont la plus grande difficulté à le dater, peut-être vers 200 alors qu'une telle qualité semblait avoir disparu.

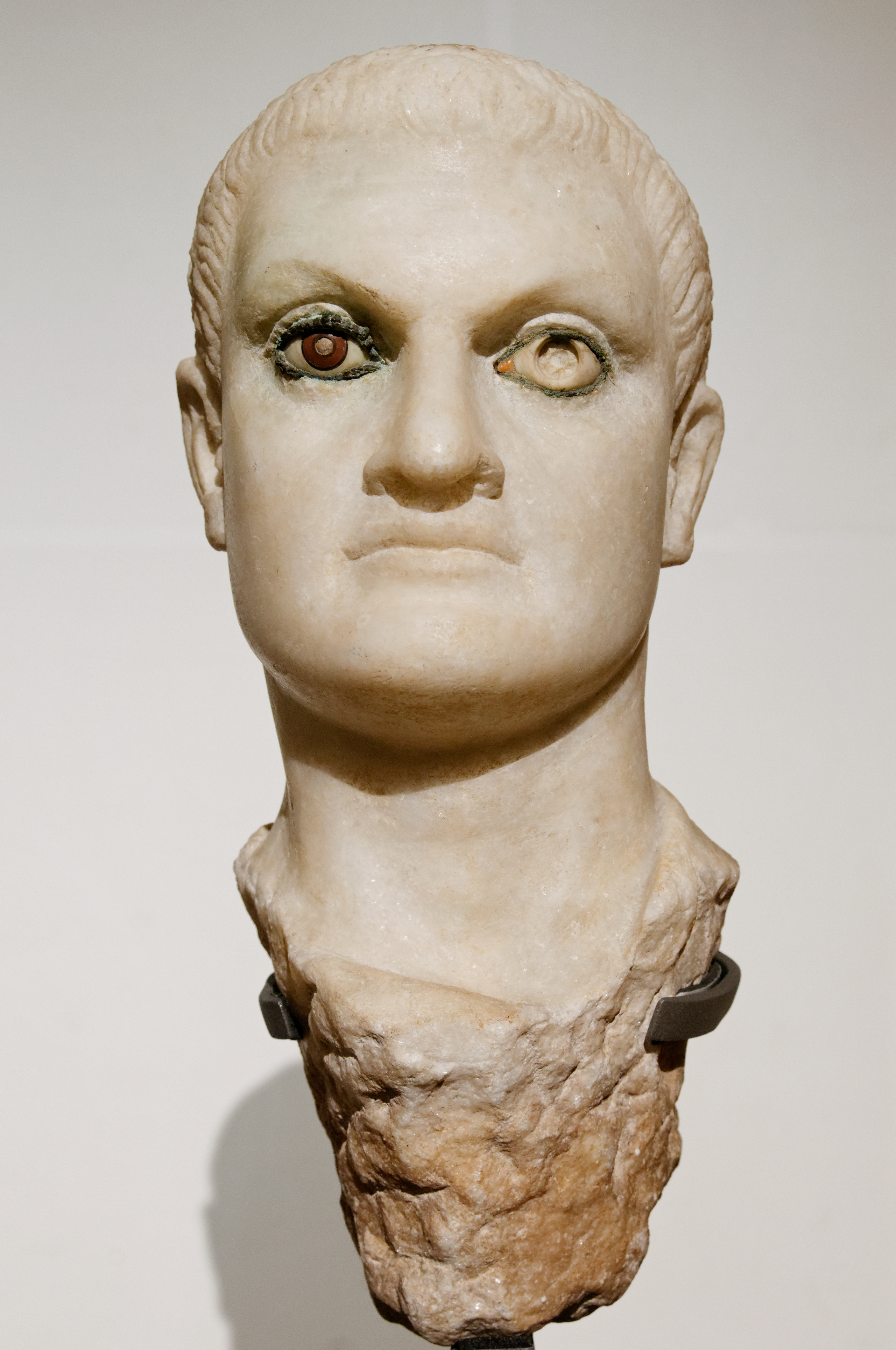
Portrait d'homme. Antinoé ? Après 130 EC ? Marbre incrusté de cuivre et pierres dures. Louvre
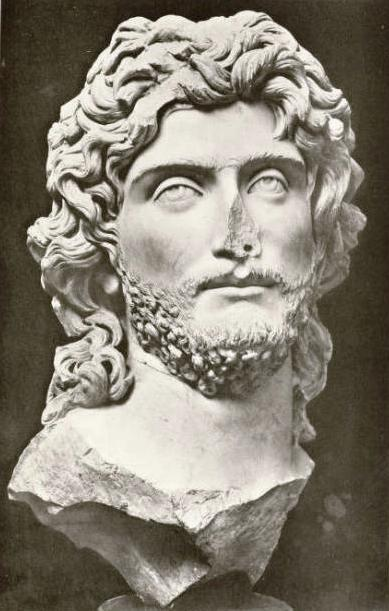
Portrait d'homme. Athènes, découvert dans le théâtre de Dionysos. 200-210 EC

Des portraits de "grands hommes", totalement imaginaires et souvent de petite taille, ont été placés dans les bibliothèques dès l'époque de Pline l'Ancien - comme le portrait d'Épicure de la bibliothèque de la Villa des Papyrus . Mais la réalisation de tels portraits d'imagination remonte à l'époque classique, au début du Ve siècle grec.

## Portraits impériaux
Les effigies impériales étaient réalisées à Rome, en général, ou à Constantinople au Bas-Empire. Cependant la propagande impériale reposait en partie sur la présence, dans les provinces romaines, de portraits des empereurs et de leur famille. Ceux-ci étaient commandés par les notables locaux, pour montrer leur adhésion au pouvoir du moment.
Grâce aux monnaies où le nom de l’empereur figure, de nombreux portraits ont pu être identifiés par la ressemblance entre les profils. Mais il faut tenir compte des difficultés rencontrées par le format et la technique d’impression, ainsi que de l’existence de séries où ce portrait soit reconnaissable.

### Variations sur le portrait d'Auguste

Variations sur le portrait d'Auguste
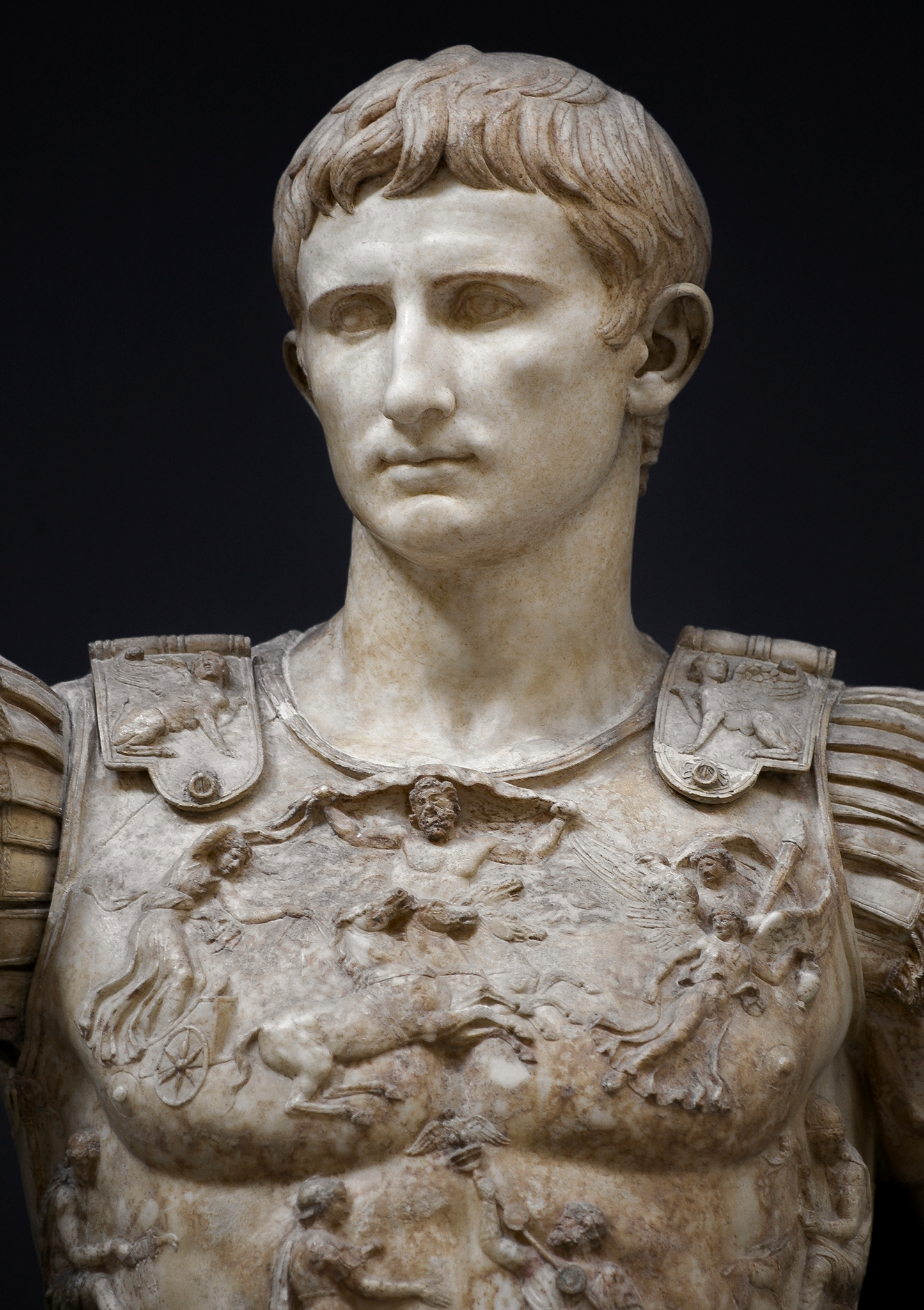
Auguste de la Primaporta (copie faite en 14 EC d’un original en bronze réalisé en 20 AEC). Détail. Musée Chiaramonti
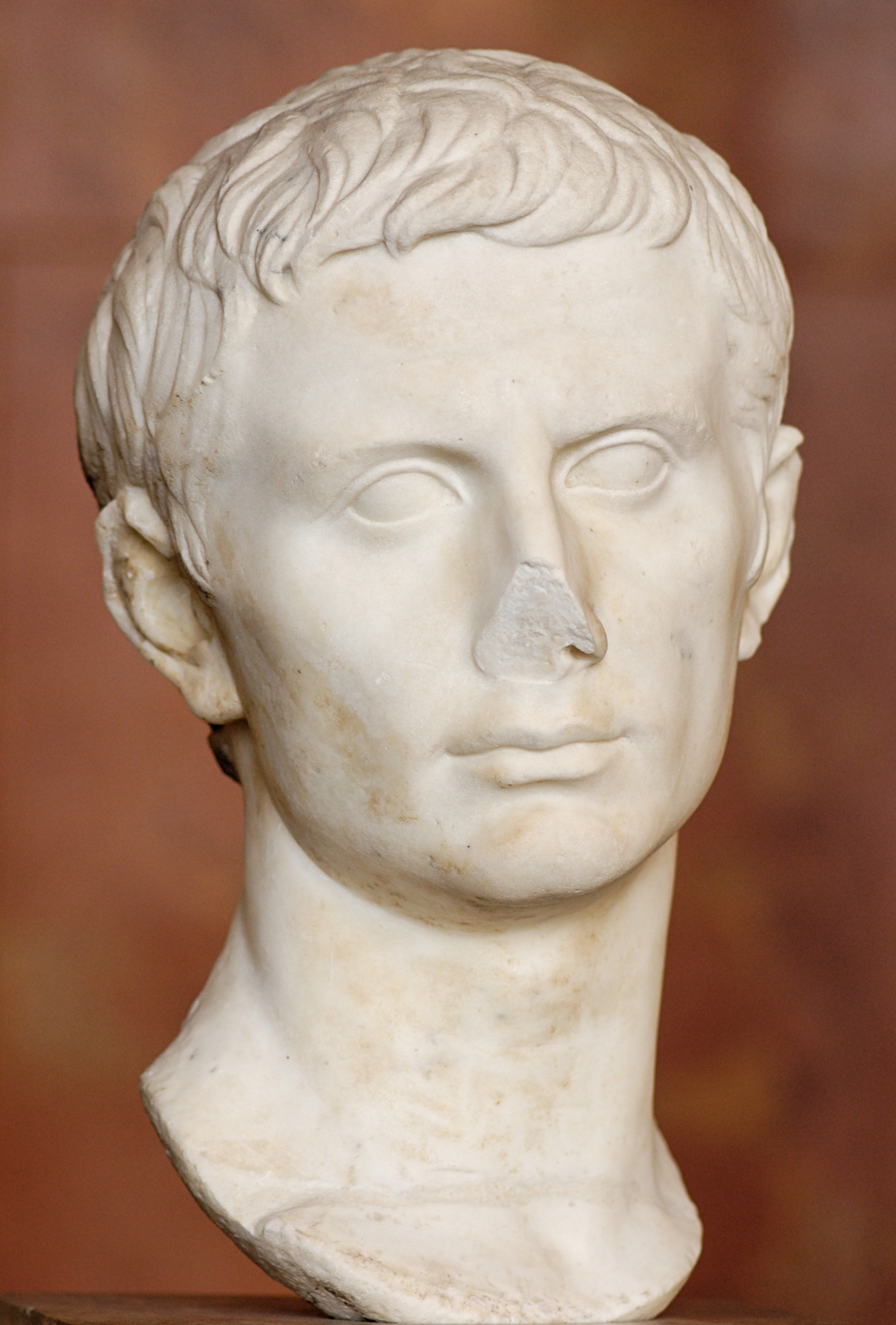
L'empereur Auguste. Marbre, H. 36,5 cm. 25 AEC - 25. Louvre.
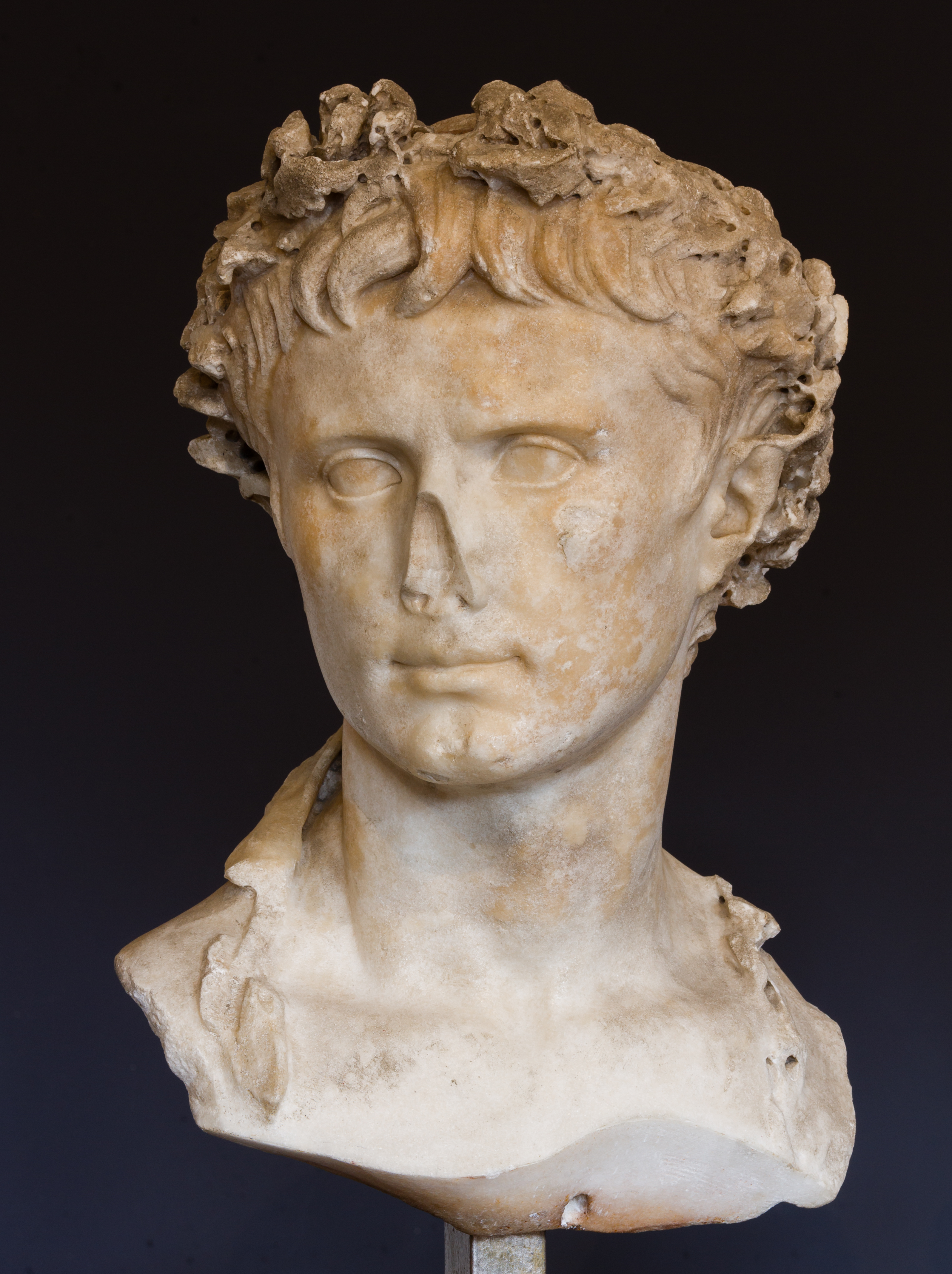
Buste d'Auguste couronné de chêne. 1/50 EC. Villa romaine de Chiragan. Musée Saint-Raymond
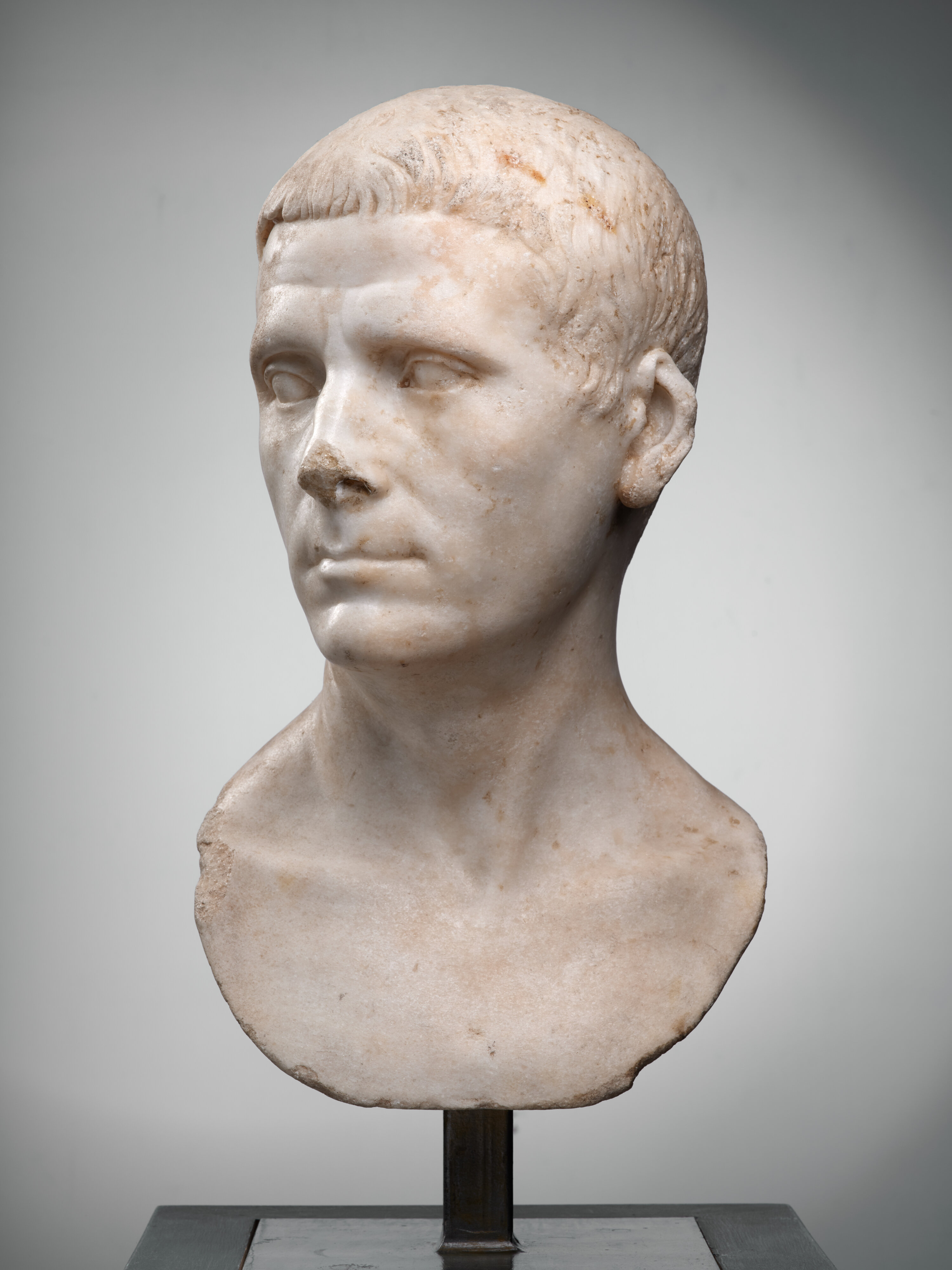
Portrait d'un homme. Entre 1 et 50 EC. Villa romaine de Chiragan. Musée Saint-Raymond. Portrait d'époque (?)

Après les portraits de César les conventions évoluent. Le portait d'Auguste du type "Primaporta"  a été réalisé d'après un original de 20 AEC, Auguste, étant né en 63 AEC, il avait alors 37 ans. Les visages dérivés de ce type "Primaporta", calme, maître de lui-même, la tête légèrement fléchie vers sa droite, ces portraits, diffusés dans l'Empire, se sont répandus dans le monde romain bien au-delà de cette date. On en trouve un bel exemple dans la villa romaine de Chiragan, à Martres-Tolosane où un romain anonyme a souhaité prendre modèle sur l'empereur : l'aspect physique évoquant des valeurs morales, pour un Romain. La tête du Louvre, dont la datation oscille entre, environ, 25 AEC et 25 EC, présente le visage d'un homme jeune alors que l'empereur avait, à peu près, 42 ans ou bien qu'il était mort 11 ans auparavant, à l'âge de 75 ans, en 14. Le sculpteur se joue, alors, du "réalisme" apparent pour produire un hommage à un être que le temps ne toucherait pas.

#### Naturalistes ou idéalisés
Les quelques exemples qui suivent donnent un aperçu de la diversité de ces portraits d'empereurs.
Naturalistes ou idéalisés, les portraits des empereurs sont révélateurs d'un programme politique. Le choix du naturalisme ou de l'idéalisation est significatif, ici. Idéalisation, par la référence à un modèle prestigieux : l'Auguste "Prima Porta" reprend ainsi le type statuaire du Doryphore de Polyclète. Cependant cette romanisation s'incarne dans un  personnage dont les hommes se souviendront, et sa cuirasse porte un relief à la fois historique et allégorique avec la restitution des aigles, les enseignes prises à Crassus trente-quatre ans plus tôt. Son visage exprime l'autorité, et semble s'adresser à tous.

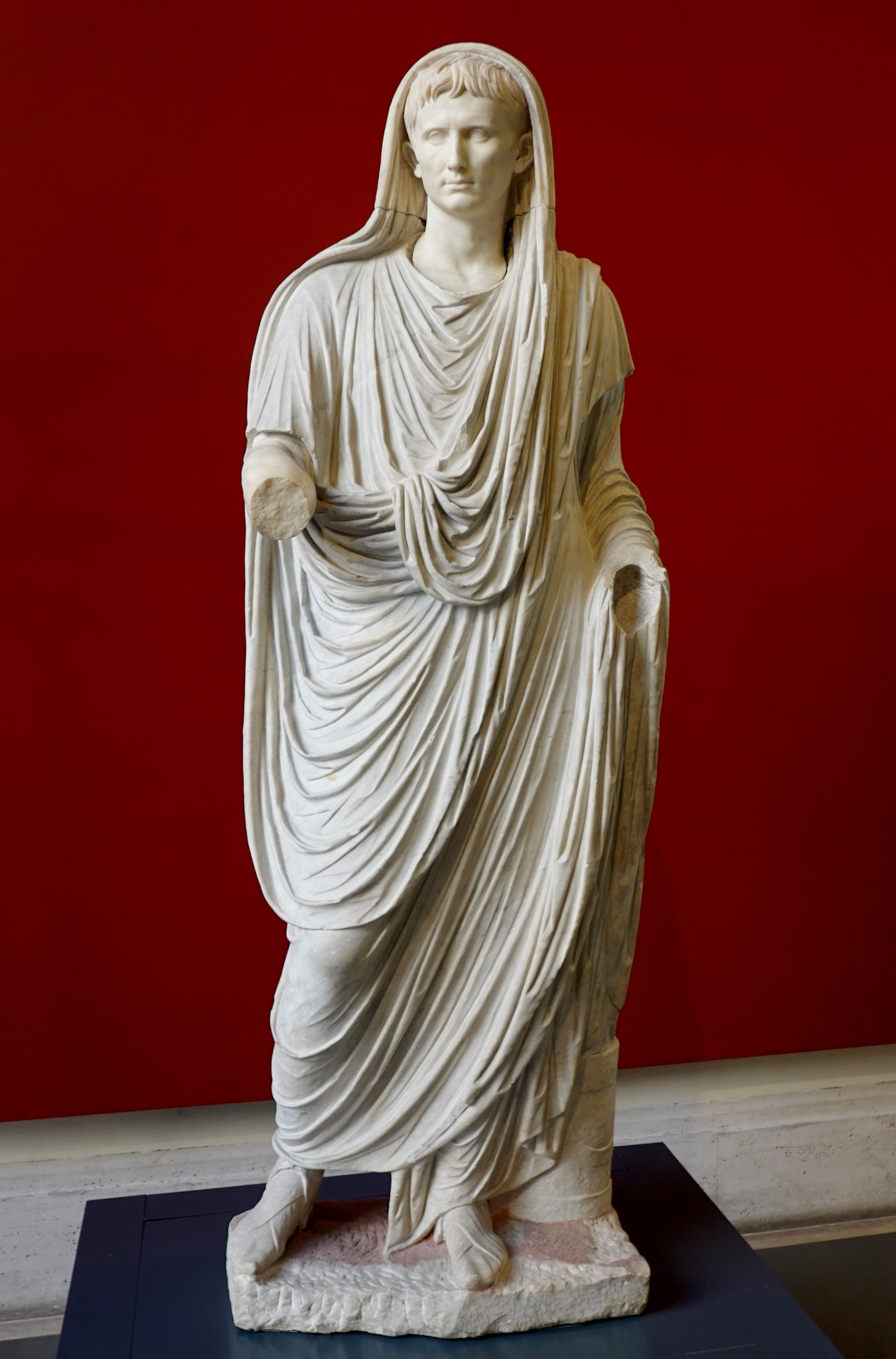
Auguste en prêtre. Rome, via Labicana. Marbre, H. 2,05 m. Début du Ier siècle EC. Rome, Palais Massimo des Thermes
Auguste "Prima Porta", cuirassé. Rome, villa de Livie à Prima Porta. Marbre (peint, à l'origine) H. 2,06 m. Vers 20 AEC. Musée Chiaramonti
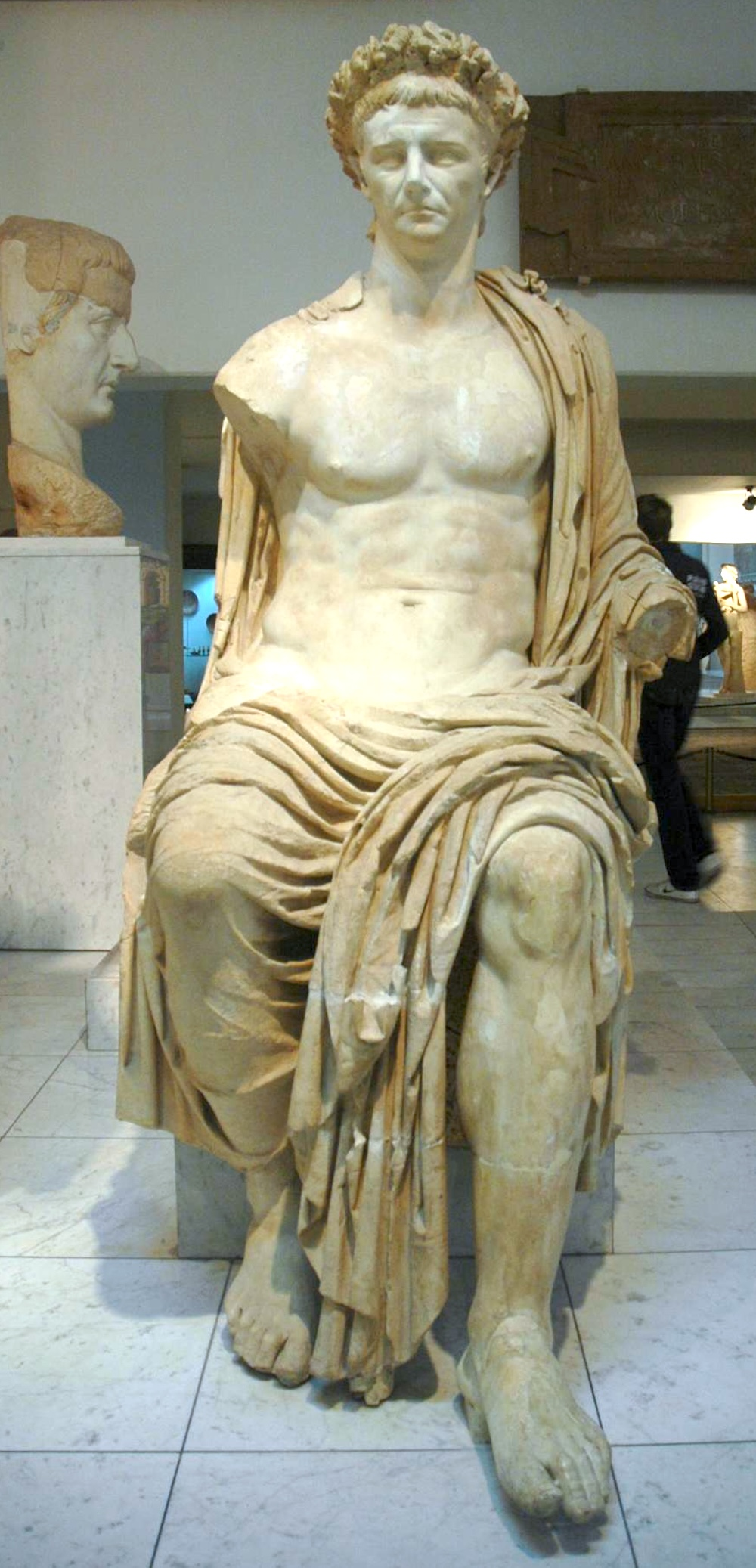
Claude assis, Leptis Magna, rostres du forum. Marbre. En 53 EC. Musée archéologique de Tripoli

Auguste trouve donc l'inspiration plutôt dans la sculpture grecque classique. Son visage est complètement idéalisé, impassible, jeune (il sera d'ailleurs surnommé « l'empereur qui ne vieillit pas »), car il veut faire comprendre au peuple que l'on est dans une période nouvelle et qu’il choisit une voie glorieuse en s’inscrivant dans l'héritage d'Athènes à son apogée, au Ve siècle AEC.
Les statues de l'empereur et sa famille sont placées en des lieux essentiels pour la communauté civique. Les statues des empereurs , à Leptis Magna, en Libye, ont été placées sous Tibère puis sous Claude avec les statues de leur famille, devant le temple d’Auguste et de Rome. Celle de Claude, héroïsé 
mais assis, prend place parmi les siens, sur le forum, au cœur politique de la cité, dans la tribune aux harangues (les rostres). D'ailleurs ce sont les citoyens, eux-mêmes, qui paient de tels monuments, inaugurés en général, lors du passage de l'empereur dans la cité. Idéalisation ne veut pas dire héroïsation : le sculpteur peut rajeunir le portrait de l'empereur, mais celui-ci peut aussi être représenté avec le corps athlétique d'un héros ou d'un dieu ; héros ou dieu que l'on reconnaît à son corps plus ou moins nu. Ce montage d'un portrait naturaliste et d'un corps héroïque ou divin révèle le rôle de l'art comme moyen, ici, de manifester le statut de l'empereur. Par contre, Claude aurait été assassiné, un an après l'inauguration de cette statue, par sa quatrième épouse, Agrippine la Jeune. Néron lui succède.

Néron
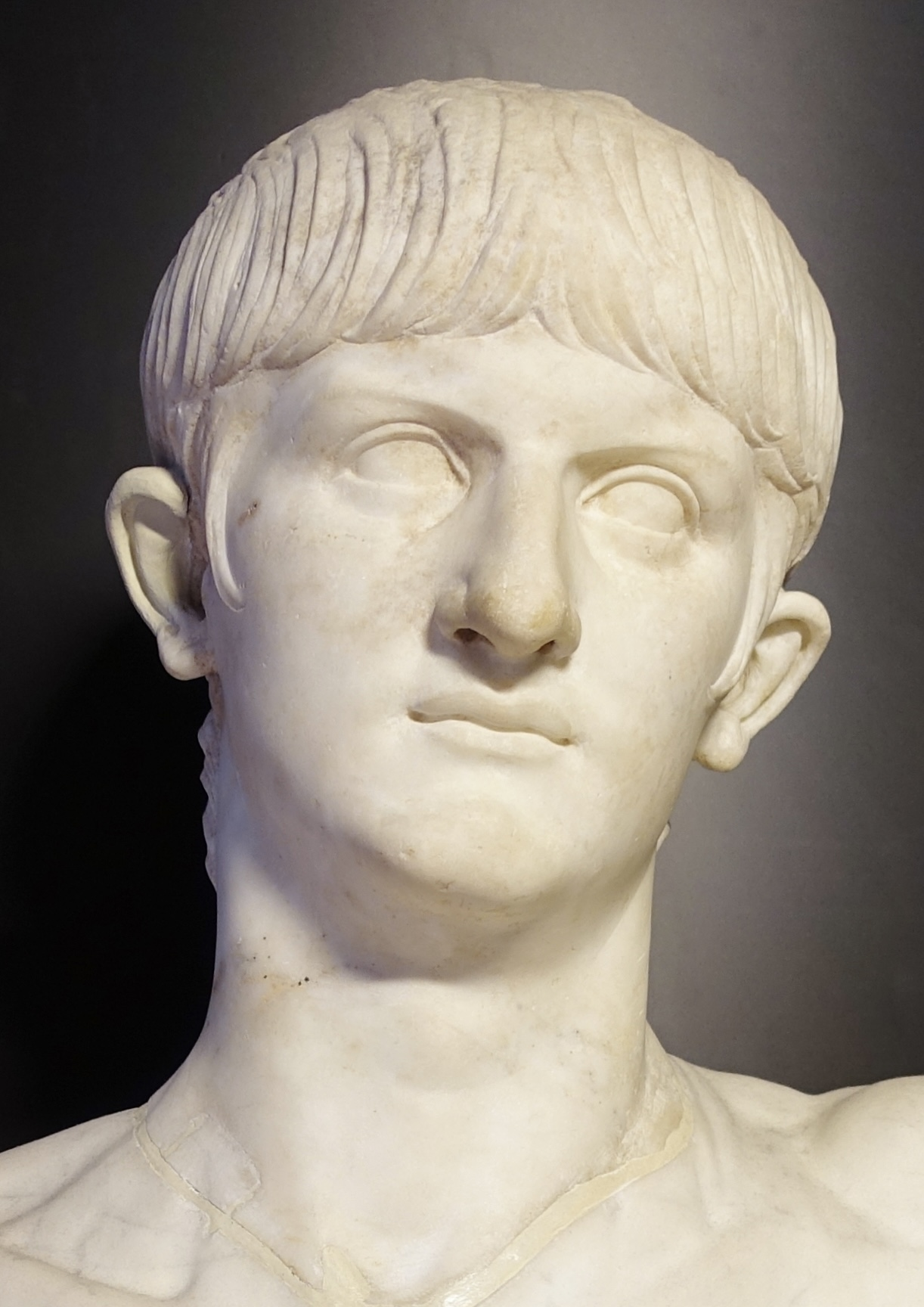
Fragment au portrait de Néron (la tête seule). Musée archéologique d'Olbia
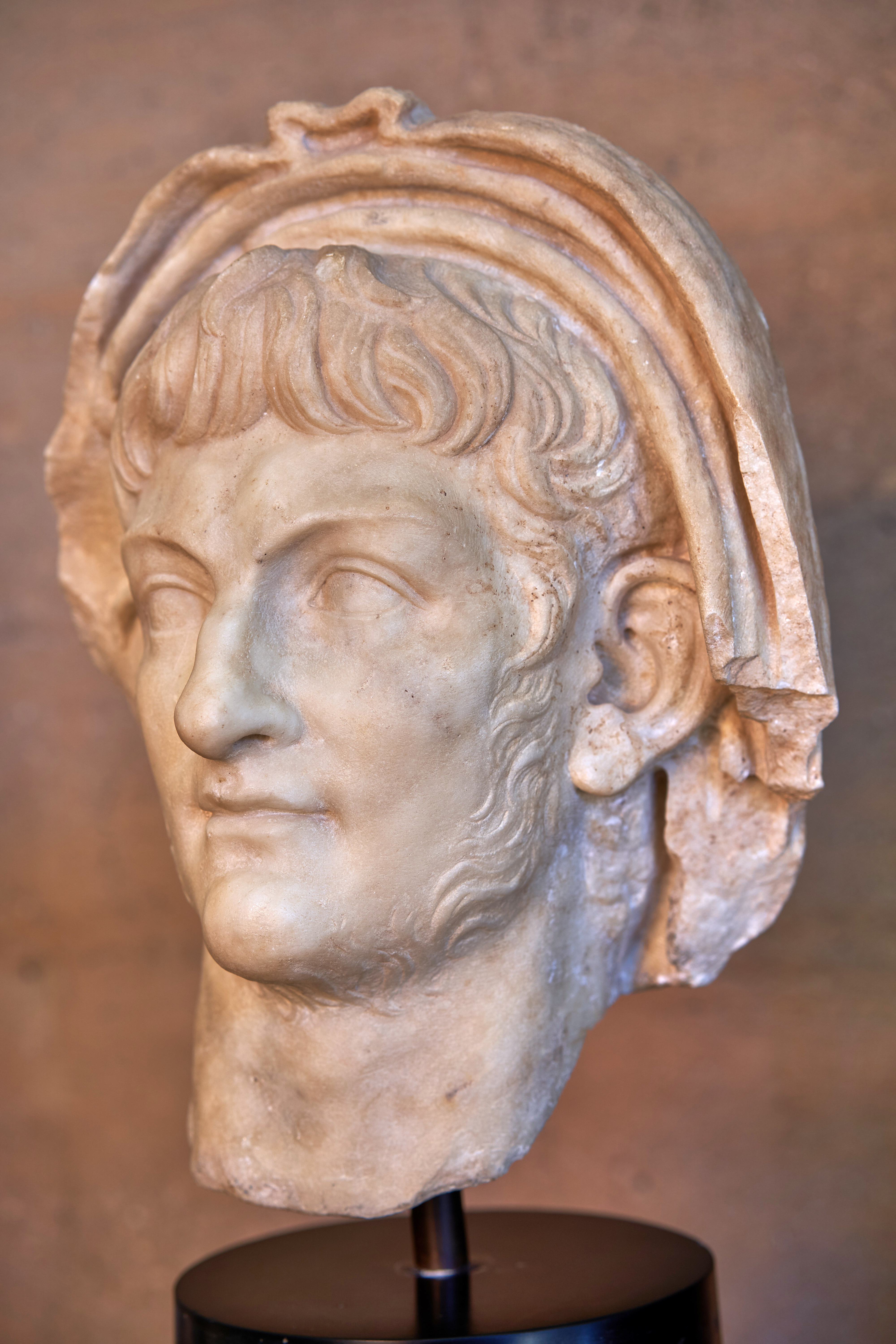
Fragment au portrait de l'empereur Néron en prêtre. Vers 60 EC. Musée archéologique de Corinthe
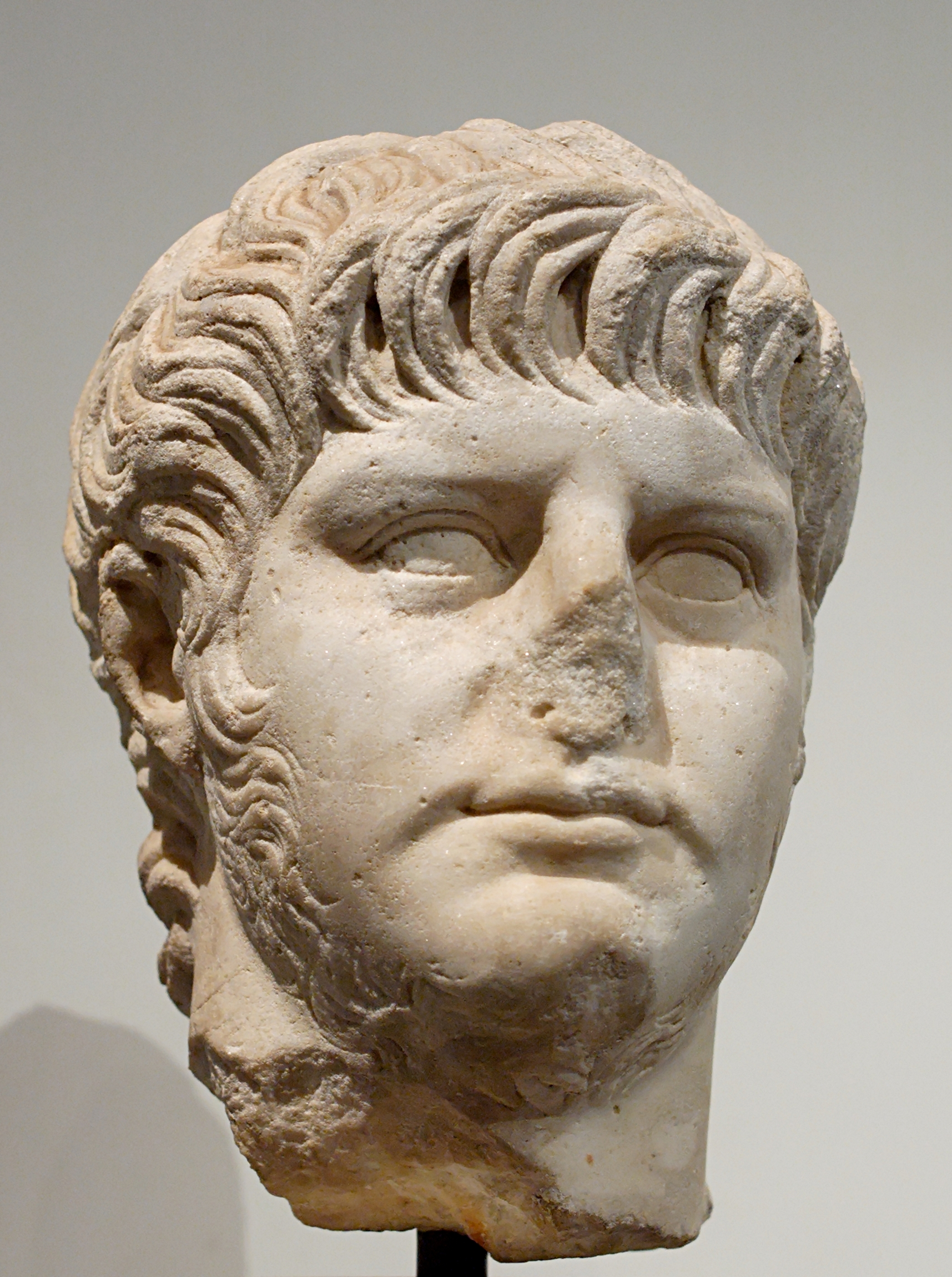
Néron. Fragment. Sculpture du temple d'Apollon du Mont Palatin (Rome) Musée du Palatin

Après le règne de Néron et la guerre civile qui lui fait suite, la dynastie flavienne s'impose. Vespasien a alors recours au portrait aristocratique de tradition républicaine, signe d'une politique qui protège l'aristocratie.

Flaviens
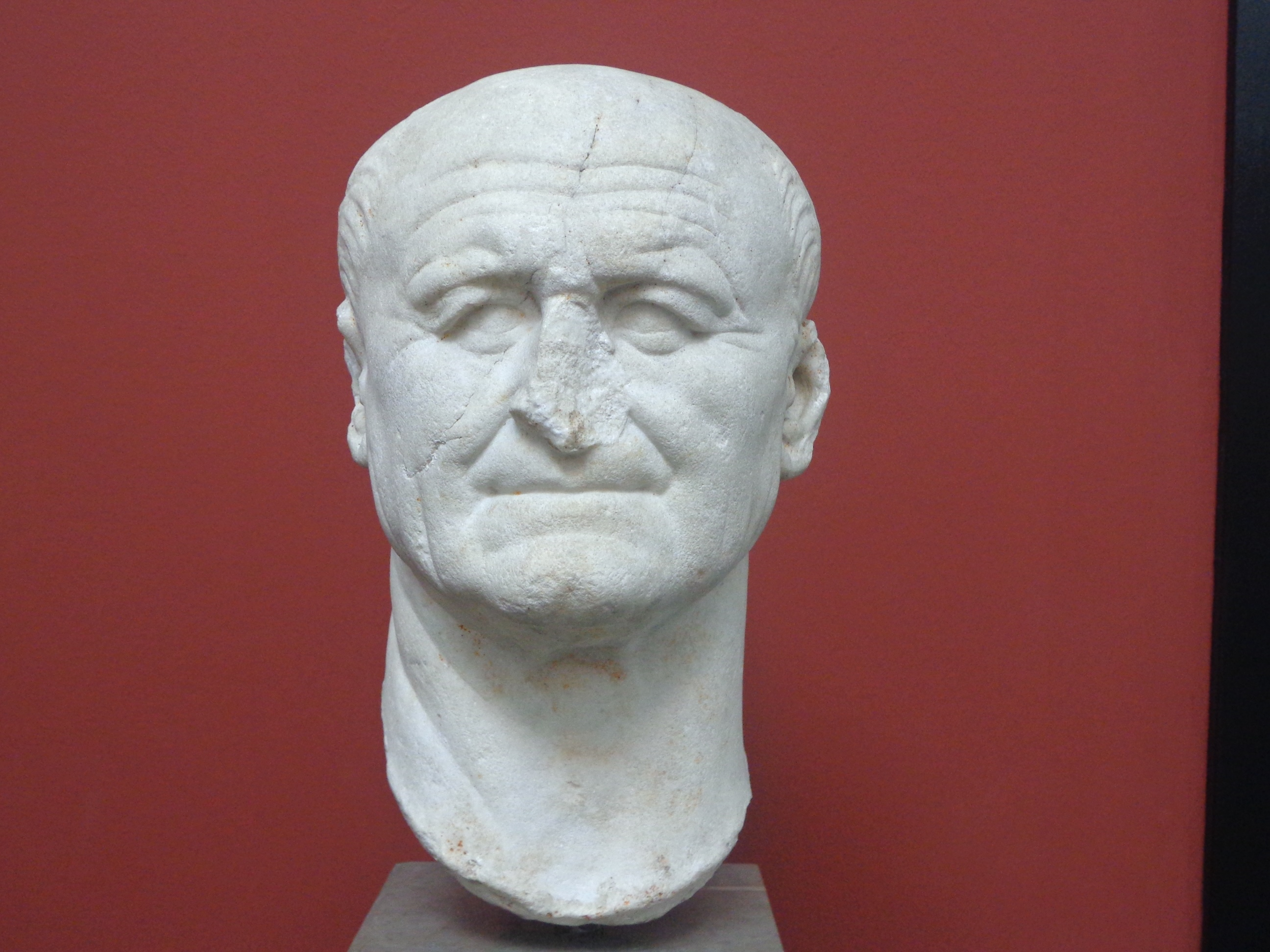
Vespasien (r. 69-79). Fragment. Ny Carlsberg Glyptotek

Sous les Antonins le portrait reste personnalisé, mais assez classicisant. Marc Aurèle en est la meilleure représentation. La mode féminine se plaît à jouer avec des perruques spectaculaires

Antonins
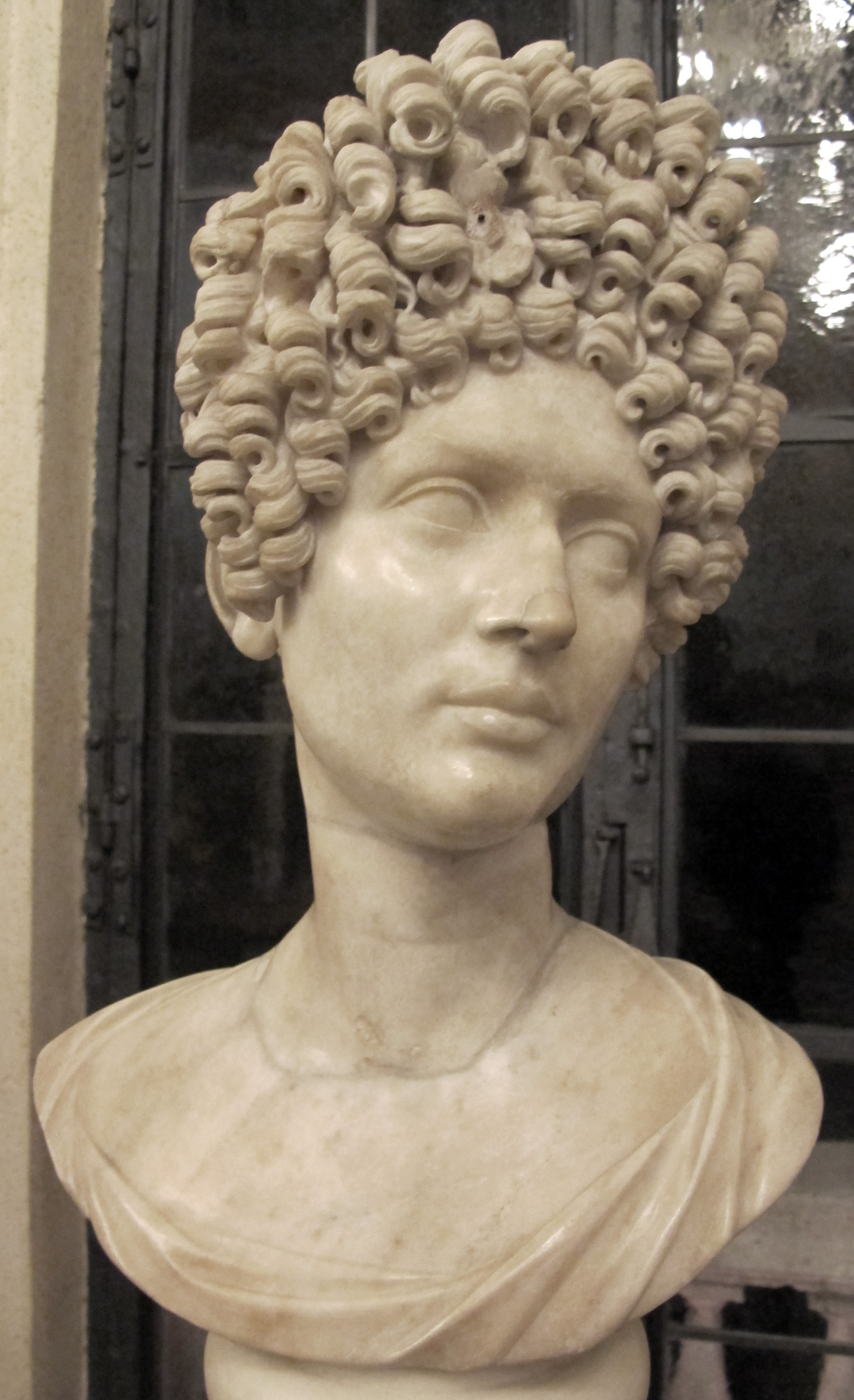
Portrait attribué à la nièce de Trajan, Vibia Matidia. 90-100 EC. Musées du Capitole
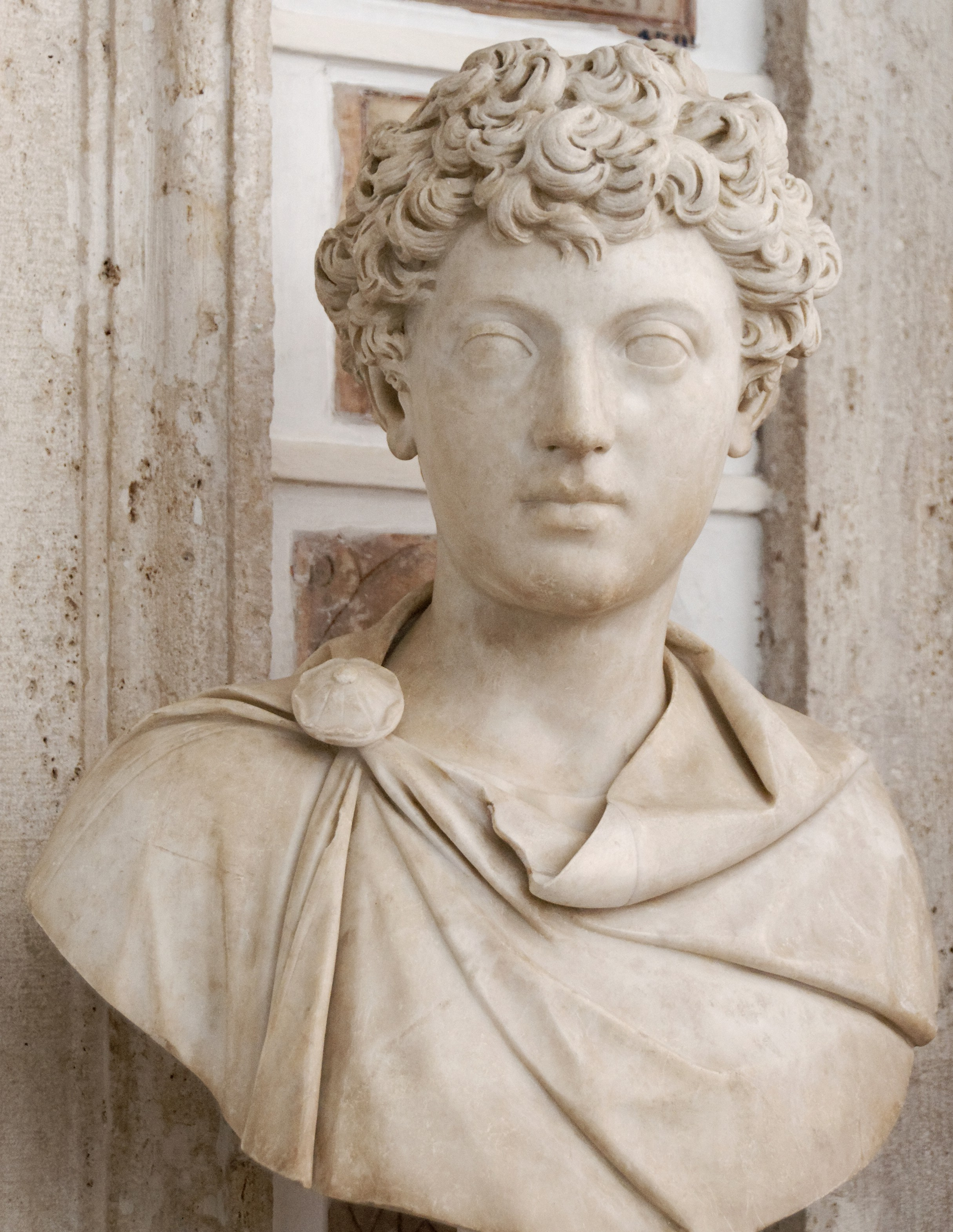
Marc Aurèle jeune. Musées du Capitole 140 EC.
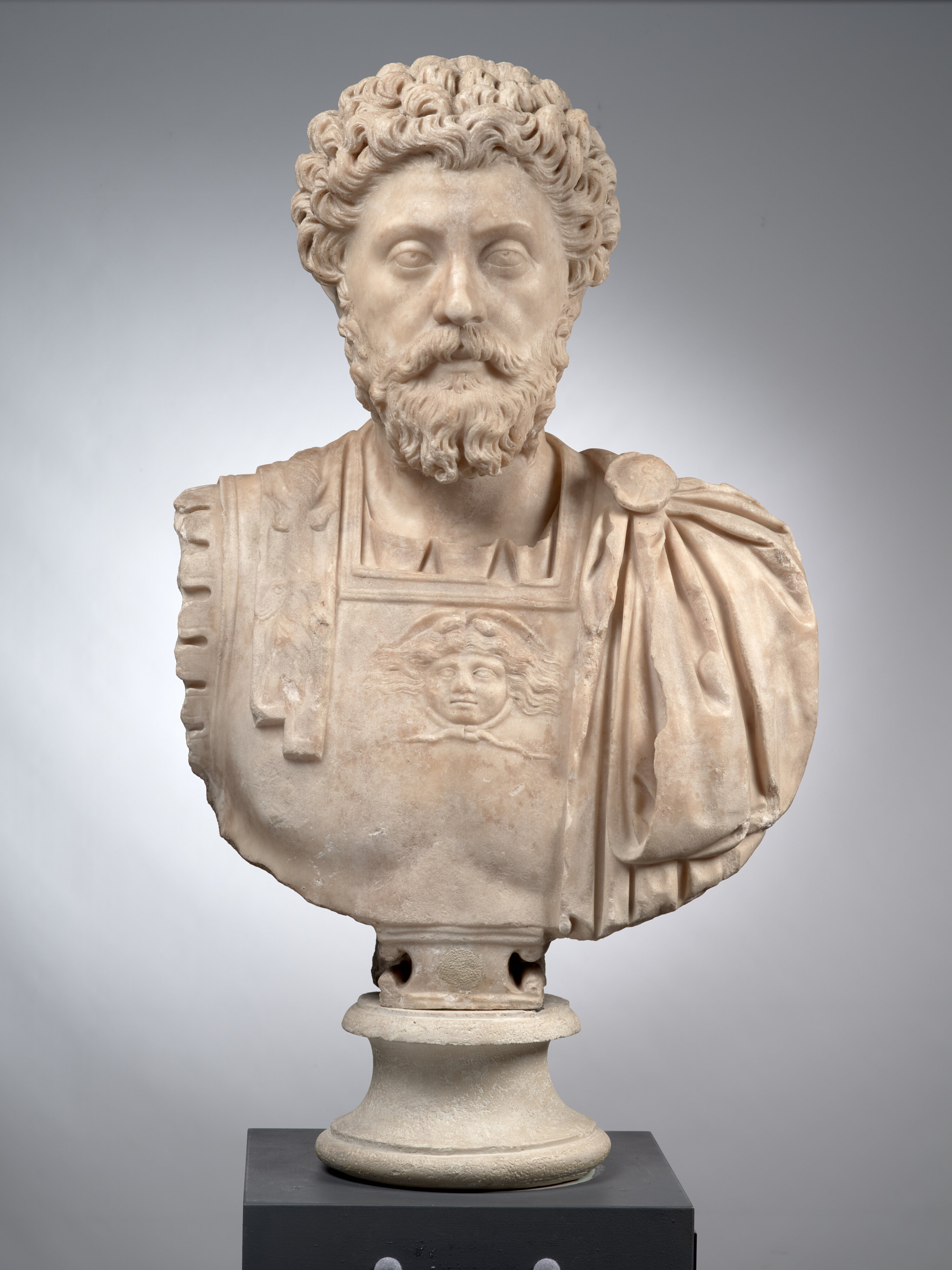
Marc-Aurèle âgé, cuirassé. Musée Saint-Raymond règne 161-180 EC.

#### Divinités et portraits divinisés auxIeretIIesiècles
En ce qui concerne le culte de l'empereur, entre Rome et les provinces de l'empire existent de nettes différences : à Rome, on rend un hommage au genius de l'empereur vivant et un culte à un empereur mort et divinisé par le rituel de la consecratio alors que dans les provinces, en pays grec, comme à Pergame, le culte impérial prend l'aspect d'honneurs rendus aux dieux (temples, sacrifices, jeux) mais destinés à l'empereur. Deux statues similaires, à Gabiès et à Pergame, présentent Hadrien dans la nudité héroïque et dans la pose qui évoque des représentations d'Hermès-Mercure. Il semble que les commanditaires de ces statues « aient fait un pas de plus vers la divinisation de l'empereur de son vivant ».

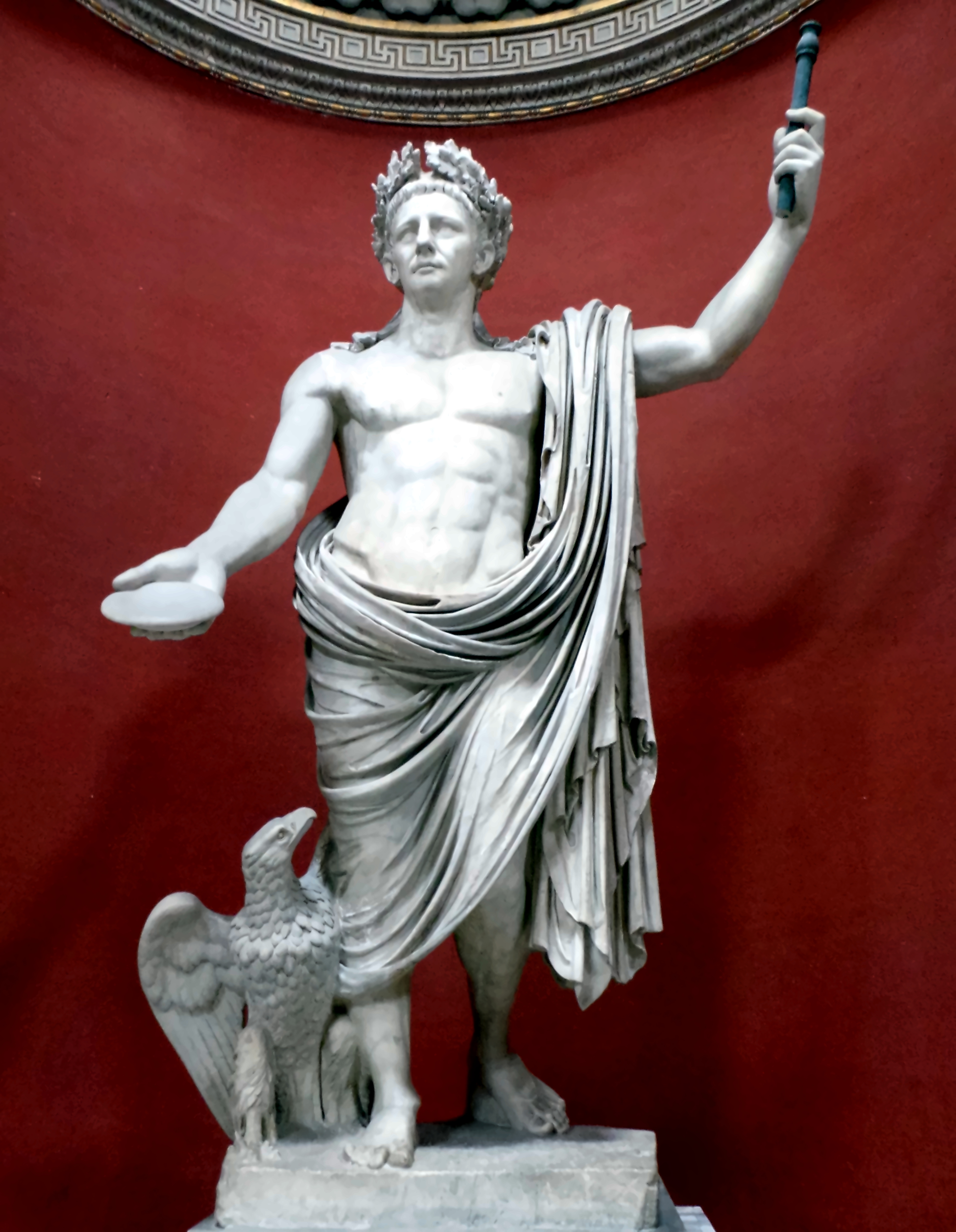
Claude en Jupiter. 41 EC. Marbre, H. 2,54 m. Musée Pio-Clementino
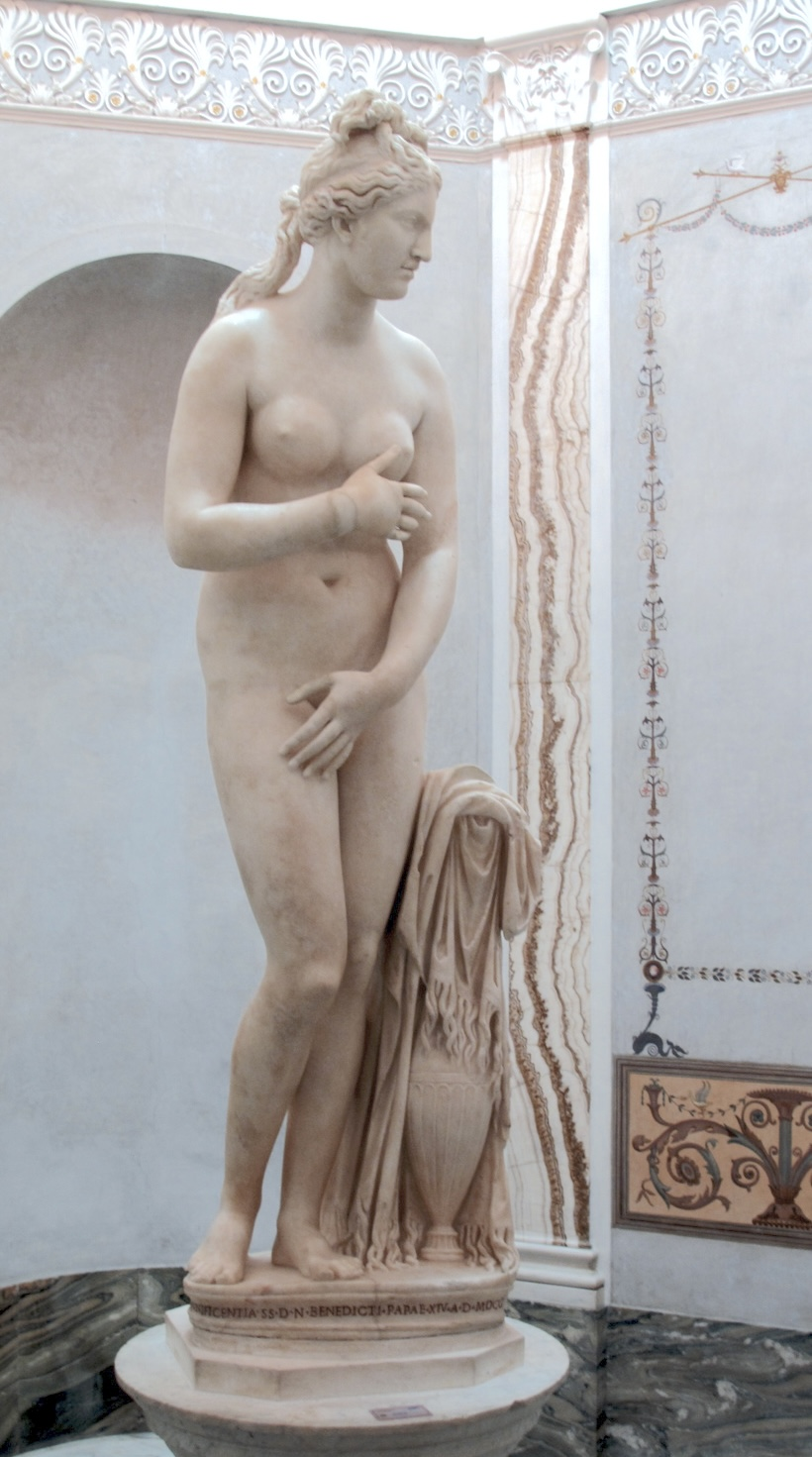
Vénus du Capitole. Ier ou IIe siècle EC. Marbre, H. 1,93 m. Rome, Palais des Conservateurs[N 20].
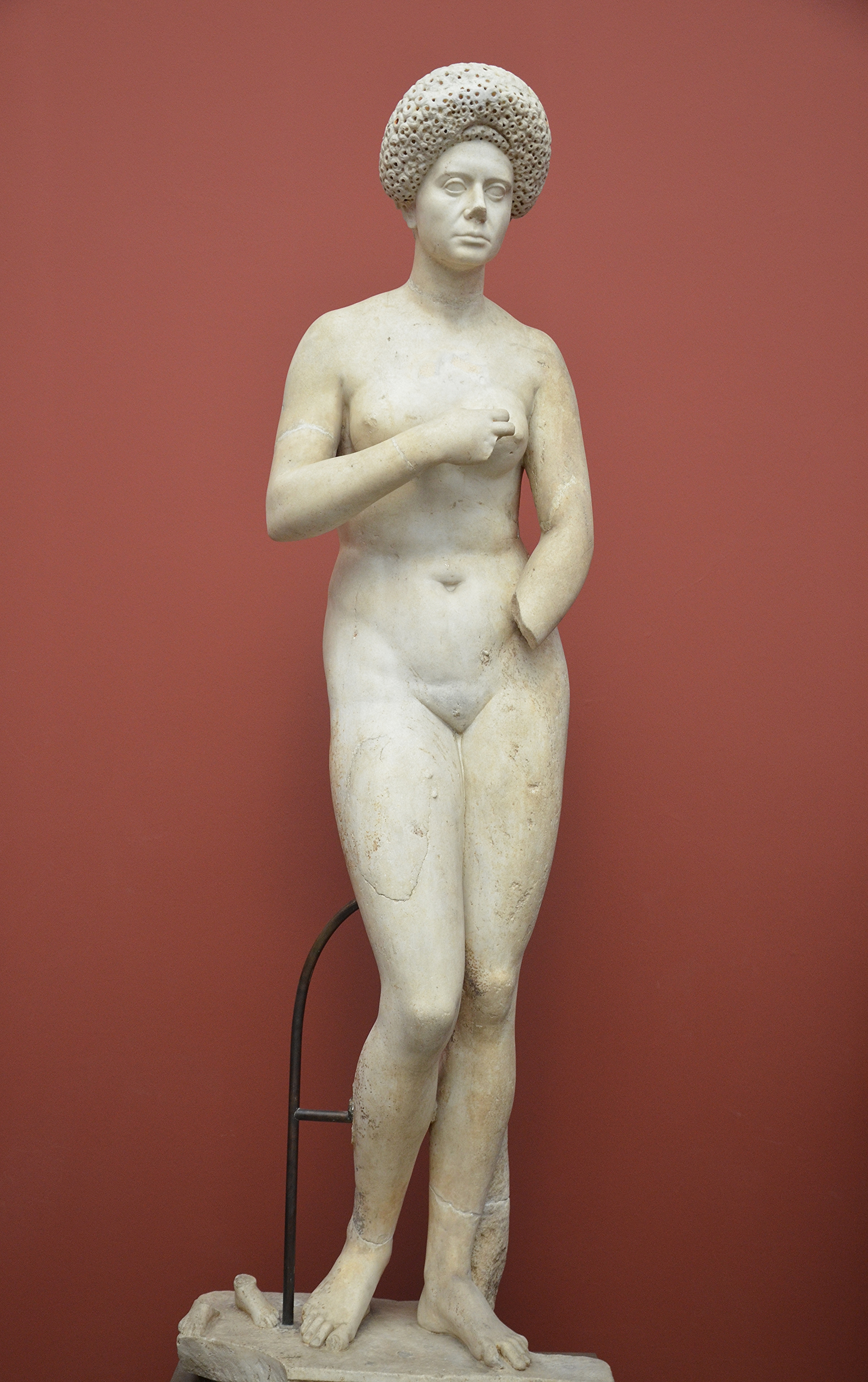
Statue funéraire d'une femme romaine, âgée, sur un corps de Vénus, jeune. Vers 70 EC, époque de Trajan. Ny Carlsberg Glyptotek[121].
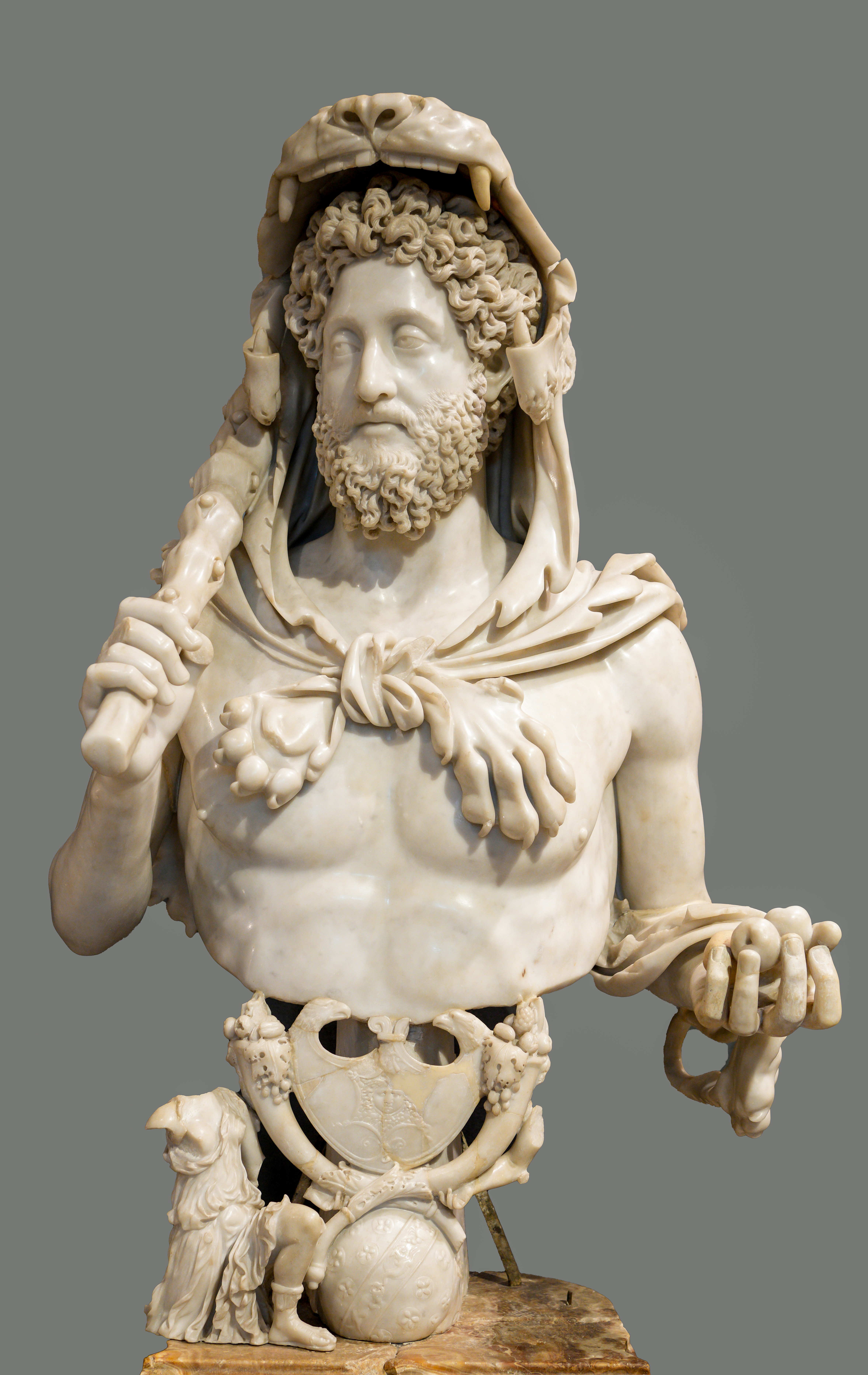
Buste monumental de Commode en Hercule : peau du Lion de Némée, massue et Pommes d'or des Hespérides. Marbre de Carrare, H. 1,18 m. 191-192 EC. Musées du Capitole[N 21]
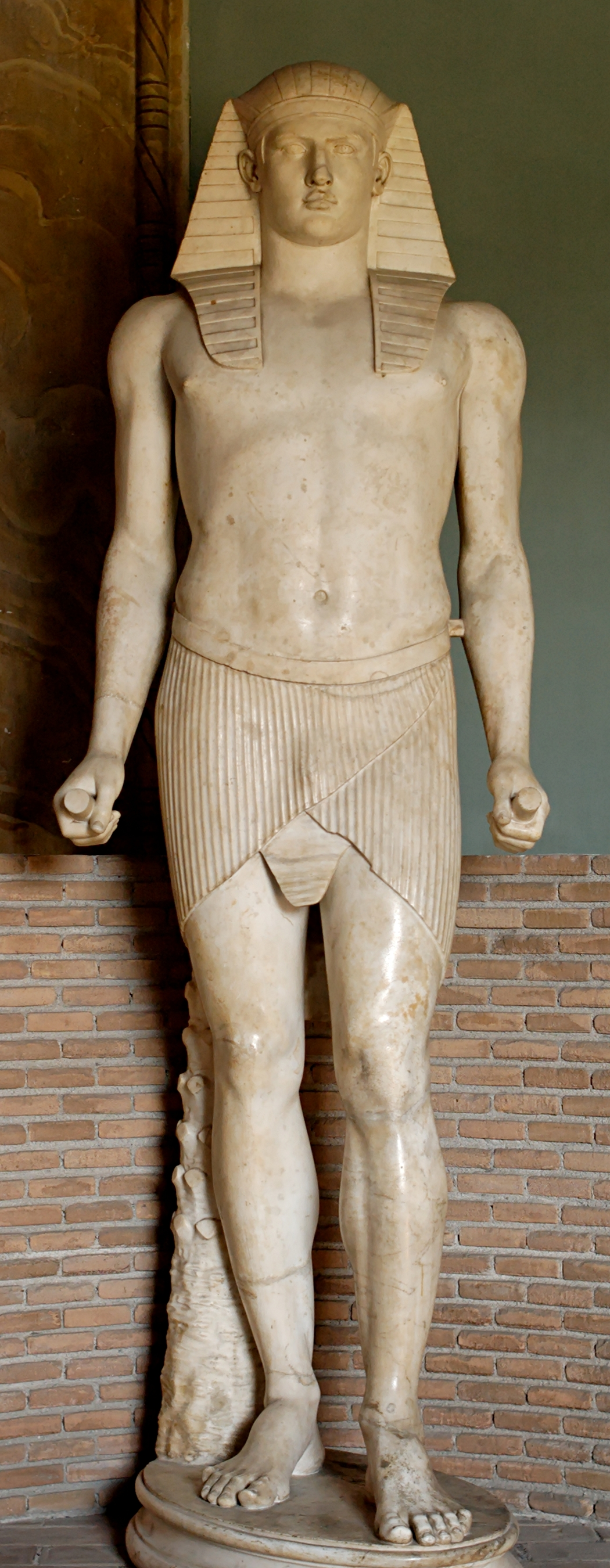
Antinoüs divinisé en Osiris. Marbre de Paros. H. 2,41 m. 131/138 EC. Musée grégorien égyptien

Le portrait divinisé d'une romaine peut nous surprendre, car le visage d'une femme âgée a été "greffé" sur le corps d'une Vénus du type Vénus du Capitole, dans sa belle jeunesse. Selon Rosemary Barrow (en), la visibilité d'une femme, dans une sculpture, à Rome au premier siècle, se distingue par sa nudité, sa beauté, son "côté mode", et, aussi surprenant que cela puisse paraître, par son âge. La statue offre, ainsi, le montage de deux conventions idéalisantes, celle d'un corps jeune, Grec, et du visage âgé, Romain.
Antonoüs fut divinisé et son culte, le culte d’Osiris-Antinoüs, se répandit rapidement dans toutes les provinces de l’Empire, surtout entre 133 et 138 EC, année de la mort de l’empereur Hadrien. Plus tard, Commode (règne: 180-192 EC) a tenté d'imposer le culte de l'empereur-dieu, en se présentant avec les attributs d'Hercule.

#### Expressions auIIIesiècle
Bien plus tard, le portrait de l'empereur Dèce s'est totalement libéré de cette « mode ». Le portrait de Dèce révèle un personnage au caractère inquiet, inquiétude qui se manifeste sur les visages des sculptures romaines de cette Antiquité tardive, jusque sur le visage des femmes. On rencontre une réelle fermeté de caractère dans le portrait  féminin de Lyon, fermeté que semble évoquer Robert Turcan lorsqu'il évoque les portraits de Maximin Ier le Thrace (r. 235 à 238 EC) à la Ny Carlsberg Glyptotek et de Gordien III (r. 238-244) au musée archéologique d'Ostie.

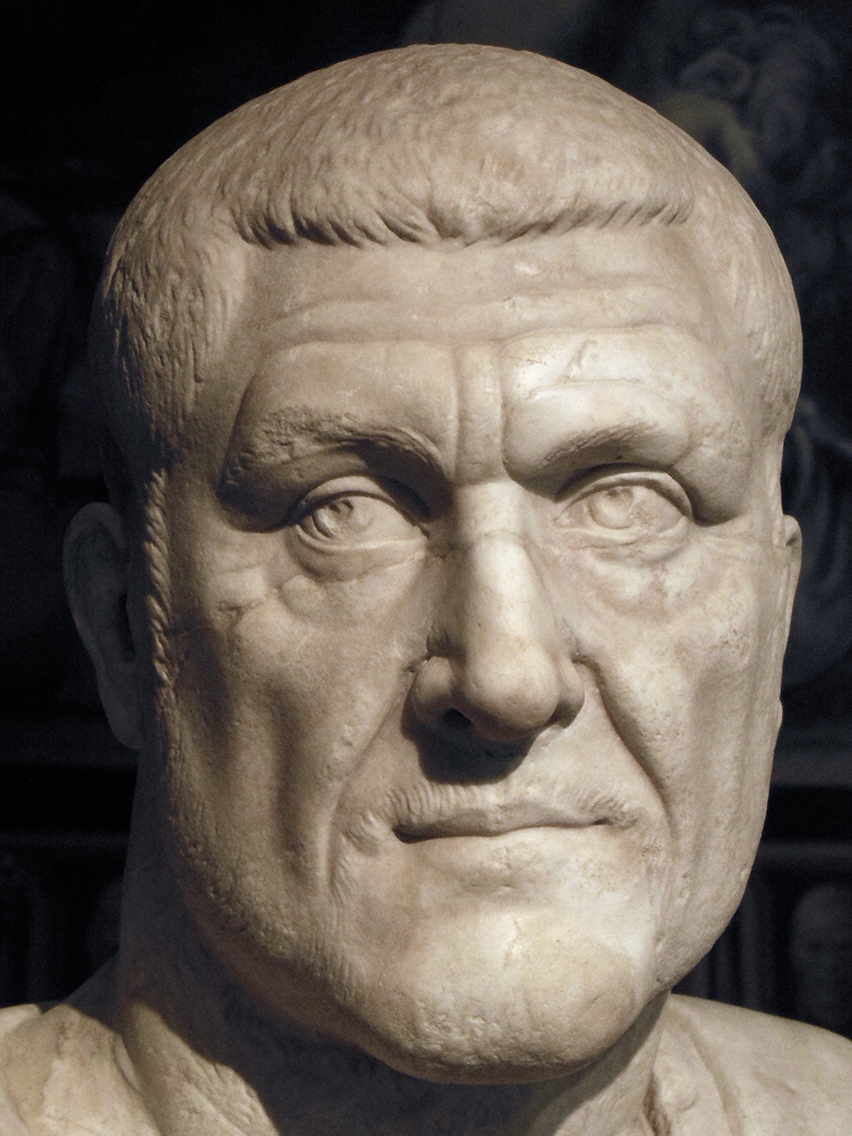
Maximin Ier le Thrace, r. 235 à 238 EC. Musées du Capitole
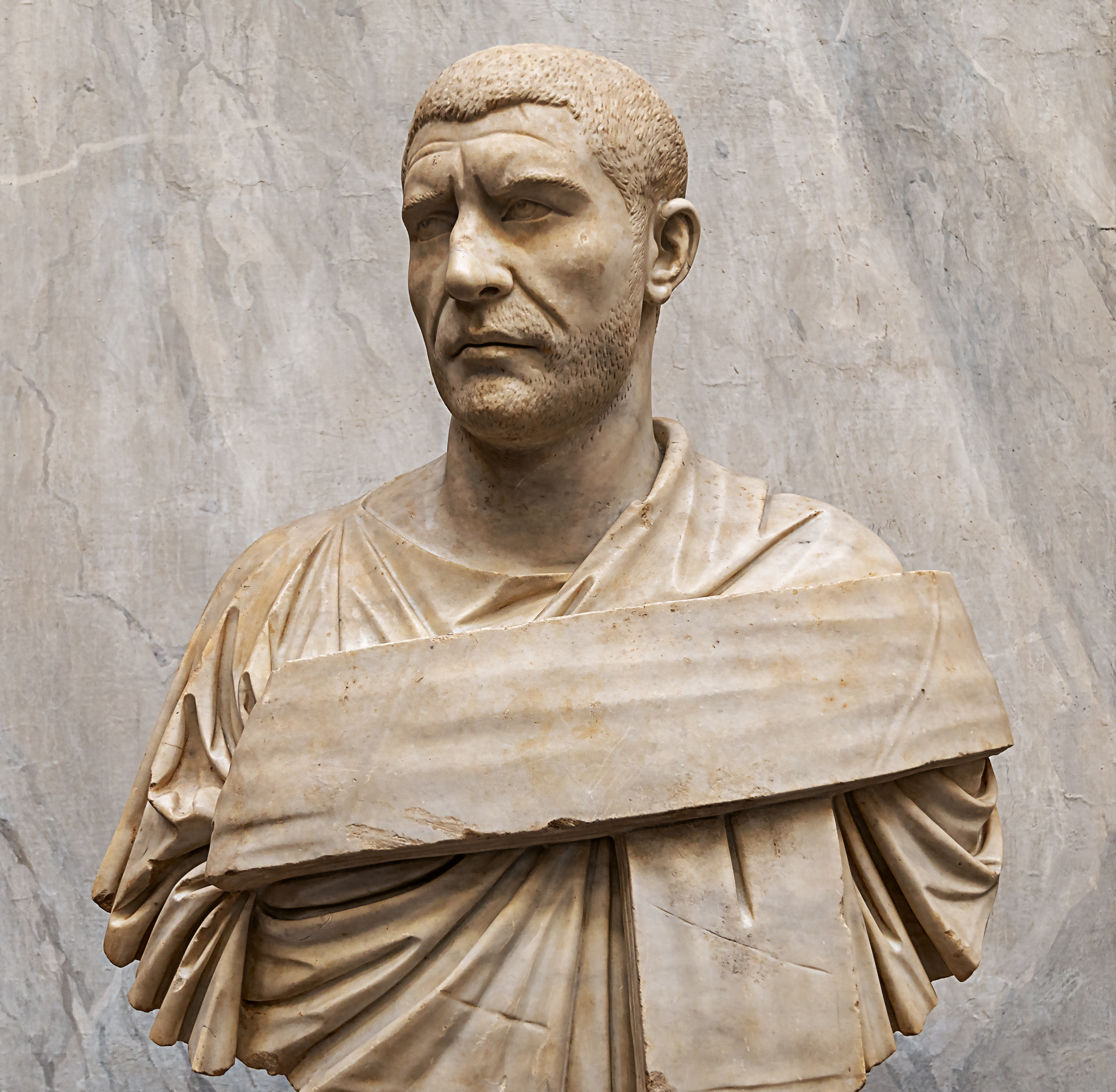
Buste de Philippe l'Arabe, r. 245-249 EC. Musée Chiaramonti
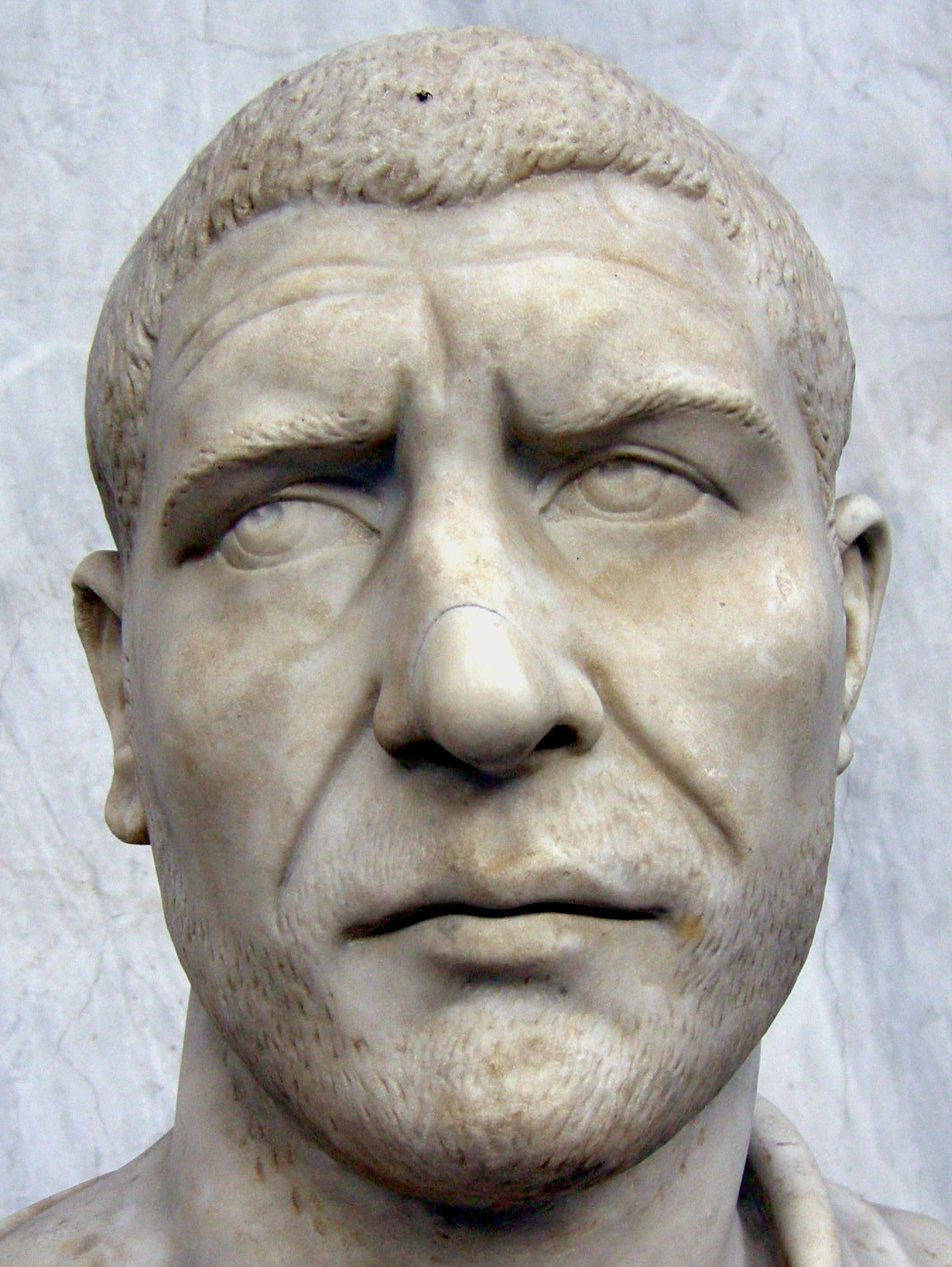
Philippe l'Arabe. Museo Chiaramonti - Braccio Nuovo
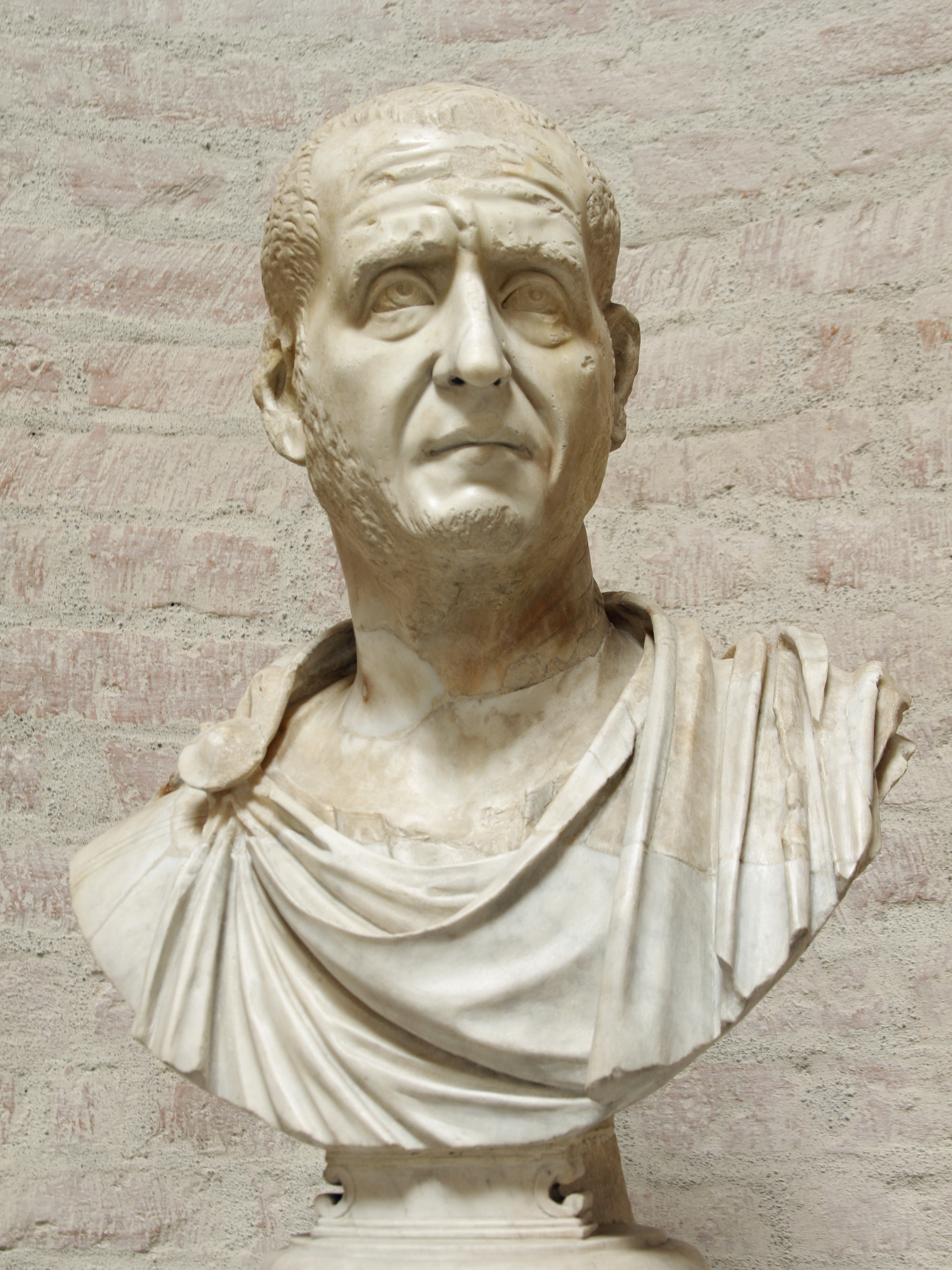
Dèce, r. 249-251 EC. Glyptothèque de Munich

La grande qualité des portraits d'empereurs perdure dans ceux taillés à Constantinople jusqu'à la fin du IVe siècle EC : comme le portrait juvénile d'Arcadius, vers 400 EC, quelque peu idéalisé.

#### Stylisations auxIVeetVesiècles
On peut donc considérer que le portrait Julio-Claudien inauguré par Auguste n'a pas été suivi par ses héritiers. Ils ont trouvé d'autres types de statues qui témoignent de leur puissance, jusqu'aux derniers empereurs, avec des procédés divers de stylisation et l'usage du portrait colossal, souvent entre cinq et dix mètres de haut, voire plus.

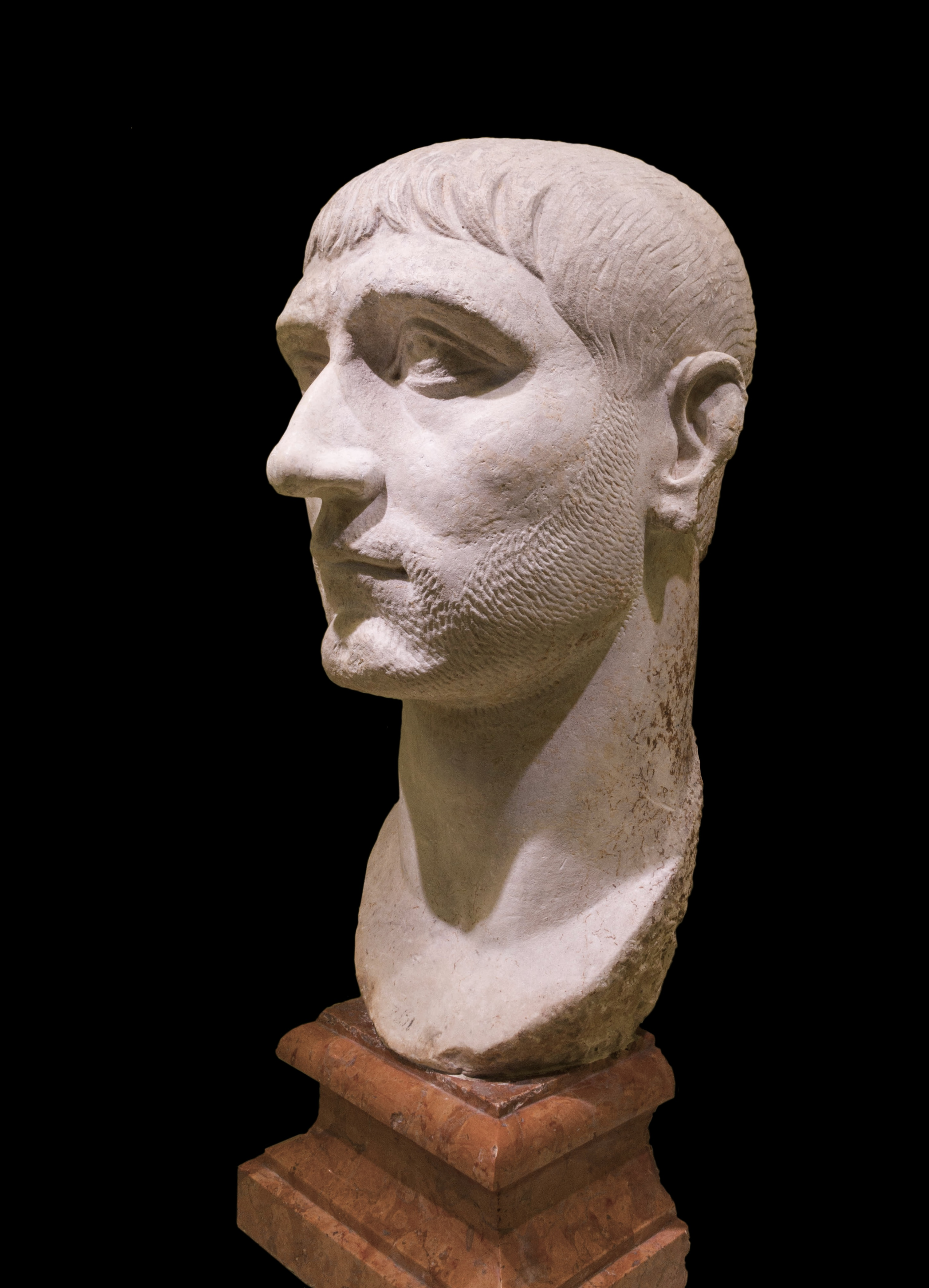
Portrait de l'empereur Maxence. Marbre colossal, H. 61 cm. 306-312 EC. Skulpturensammlung, Dresde.
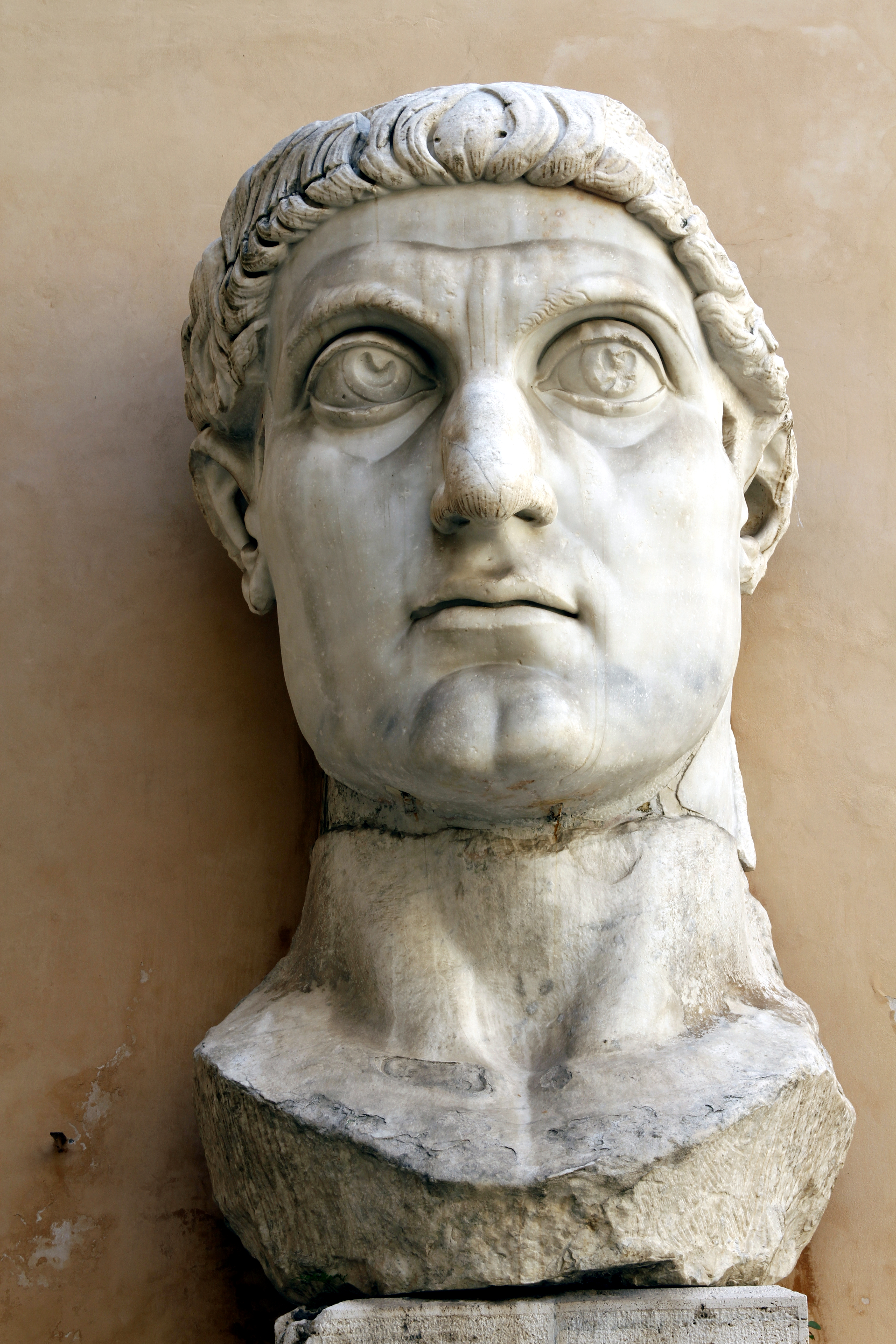
Tête de la statue colossale de Constantin Ier. Fragment, marbre, H. 1,75 m. Appartenait à une statue colossale de plus de 10 m de haut. 325 EC. Palais des Conservateurs - Musées du Capitole
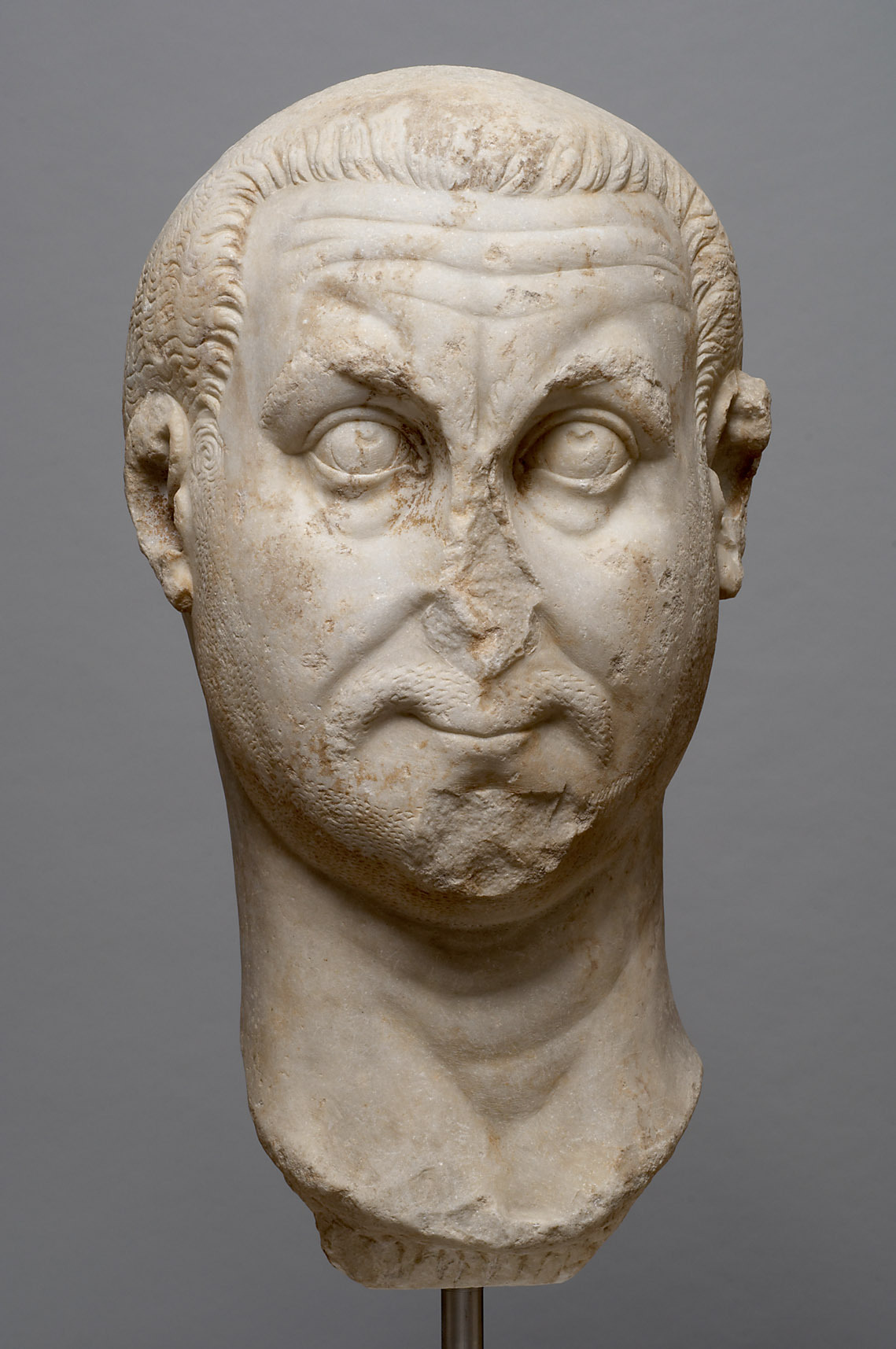
Licinius (r. 308-324 EC). Marbre colossal, H. 86 cm. Musée d'Histoire de l'art de Vienne

L'usage a longtemps perduré de remployer des portraits d'empereurs, soit pour effacer le souvenir de l'ancien au profit du nouveau portraituré, soit pour se glisser dans l'ombre du précédent, dont le nouveau souhaitait, probablement, la protection.

### Portraits monétaires

Exemples de monnaies romaines  du Haut-Empire romain
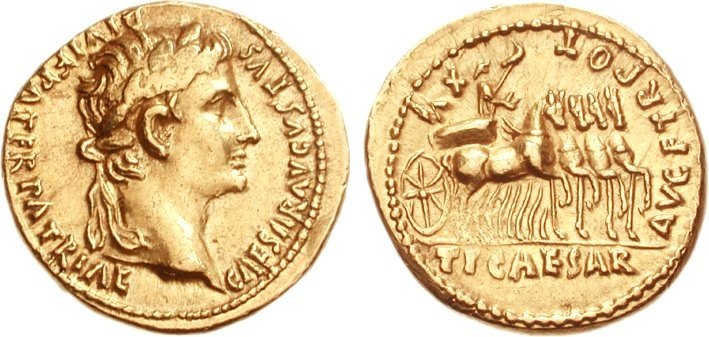
Aureus frappé à Lyon. 27 AEC / 14 EC. Avers (numismatique) : Auguste. Revers: Tibère (portant le titre de César), lauré, debout à droite dans un quadrige triomphal, tenant dans la main gauche un sceptre à pointe d'aigle et dans la droite une branche de laurier. Cabinet des médailles.
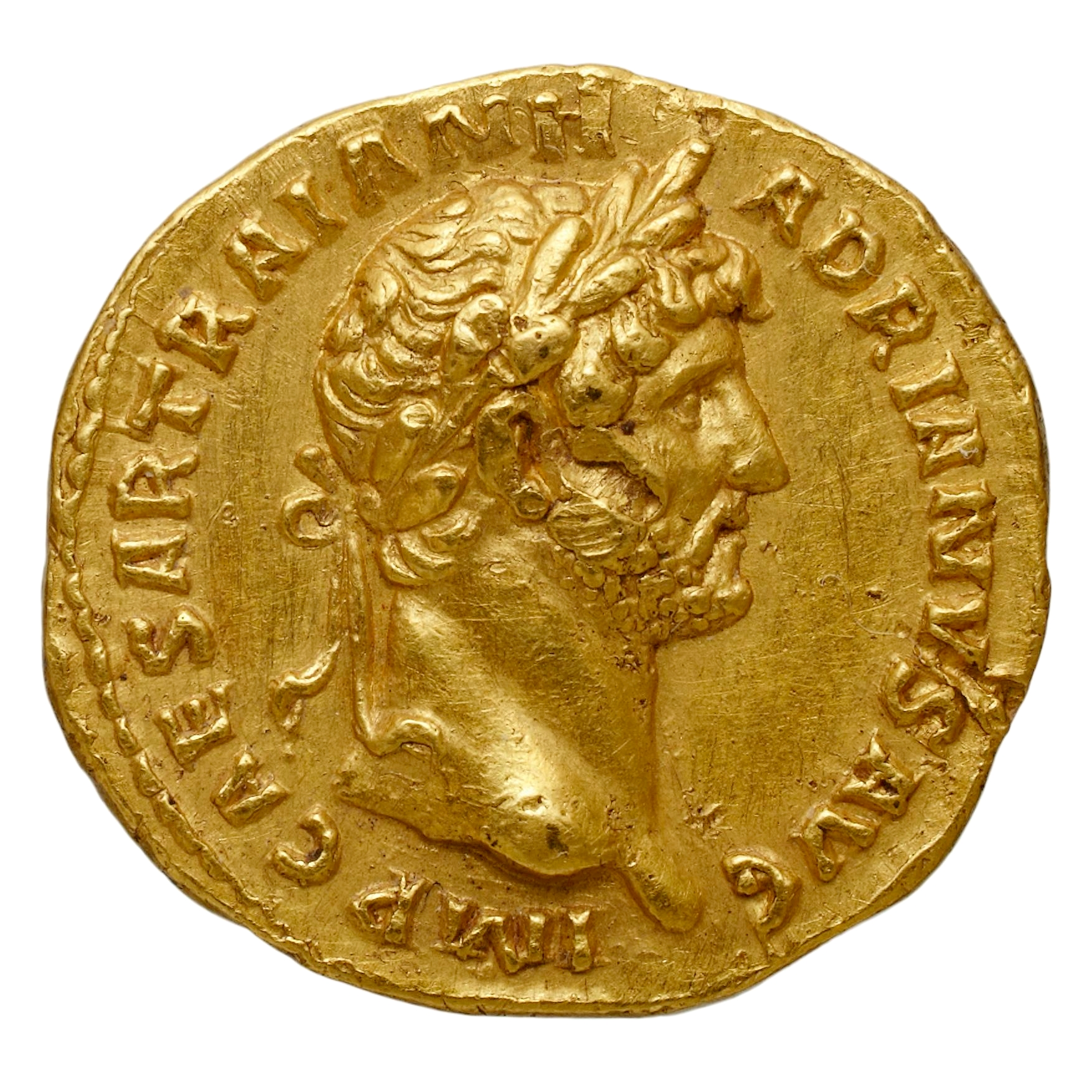
Aureus d’Hadrien. 119-122 EC. BnF
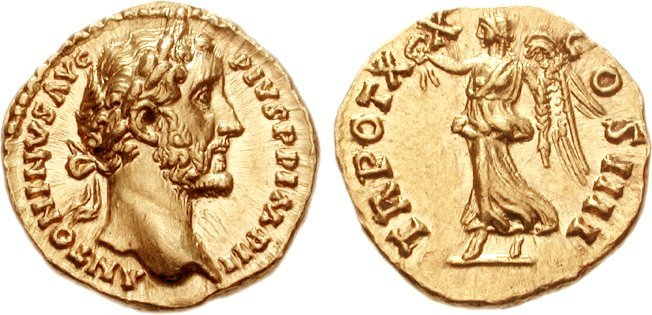
Aureus d’Antonin le Pieux. L'empereur lauré. Victoire avançant à gauche, une couronne dans la main droite, une palme sur le bras gauche. 138-161 EC

Monnaies tardives du tétrarque Galère (r. 293-311 EC) à Constantin
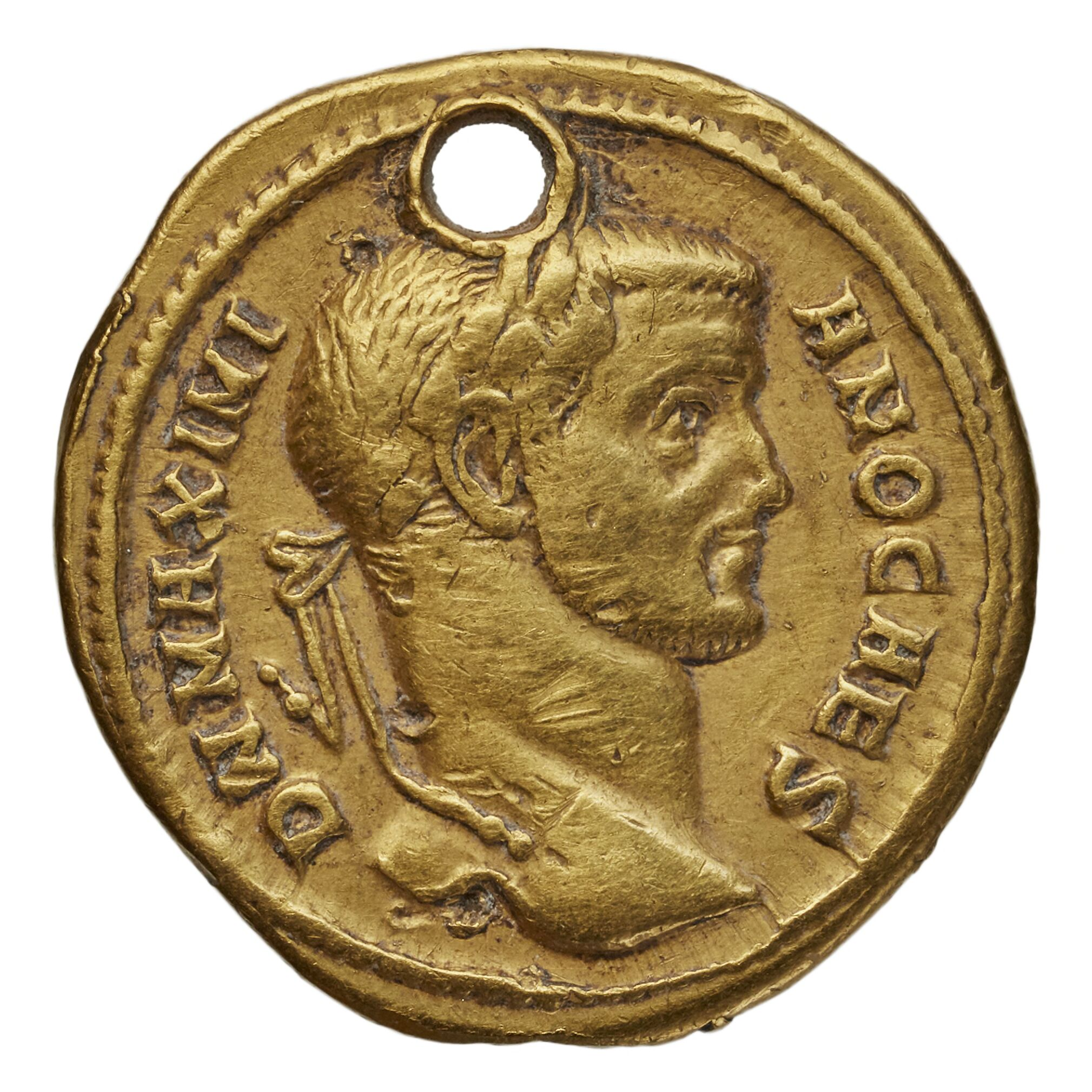
Galère, v. 294-295 EC
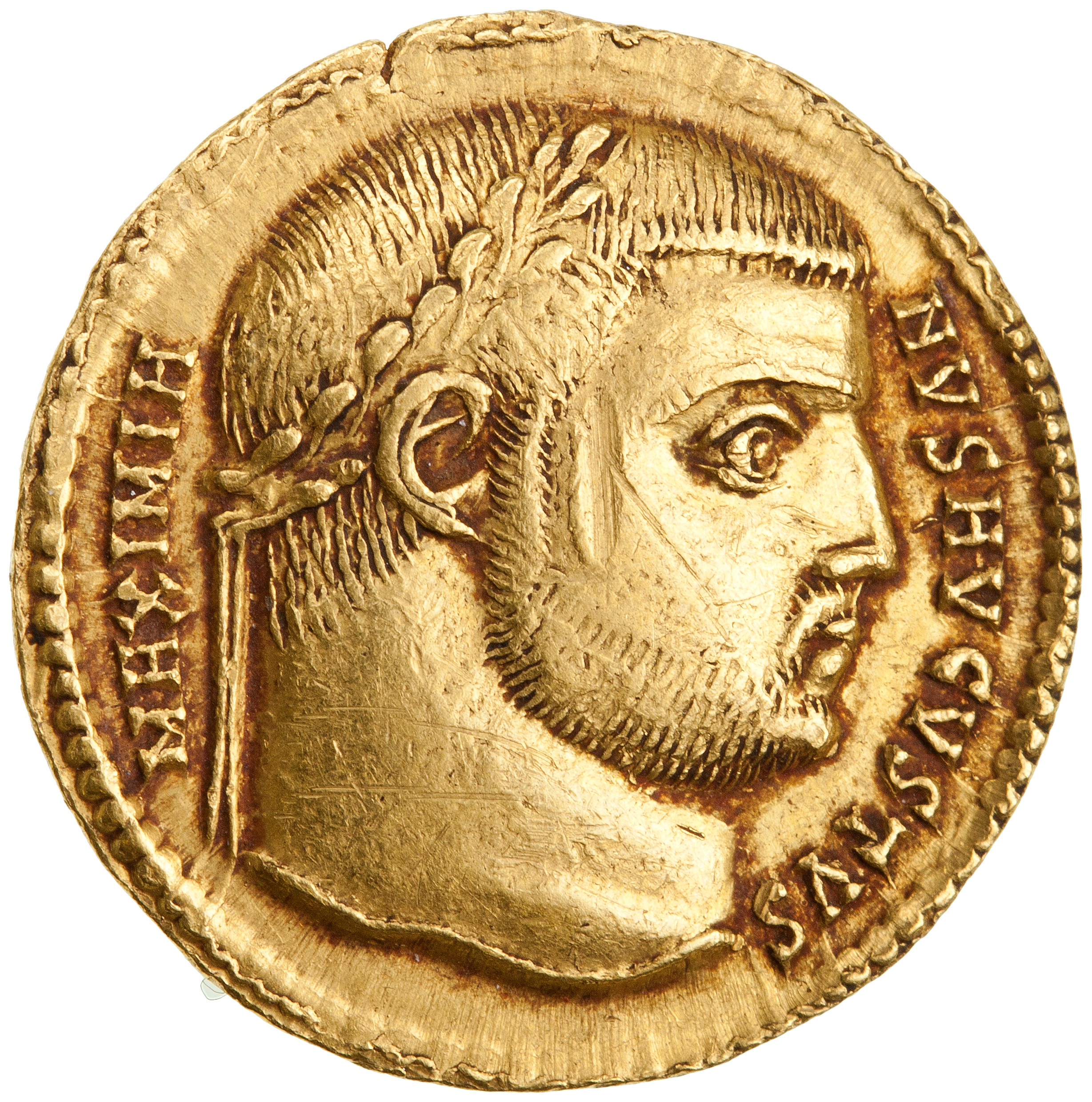
Galère, 306 EC
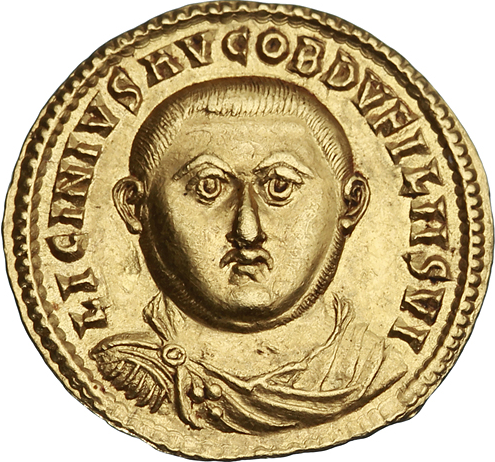
Auréus de Licinius, 308-324 EC (co-empereur avec Constantin)
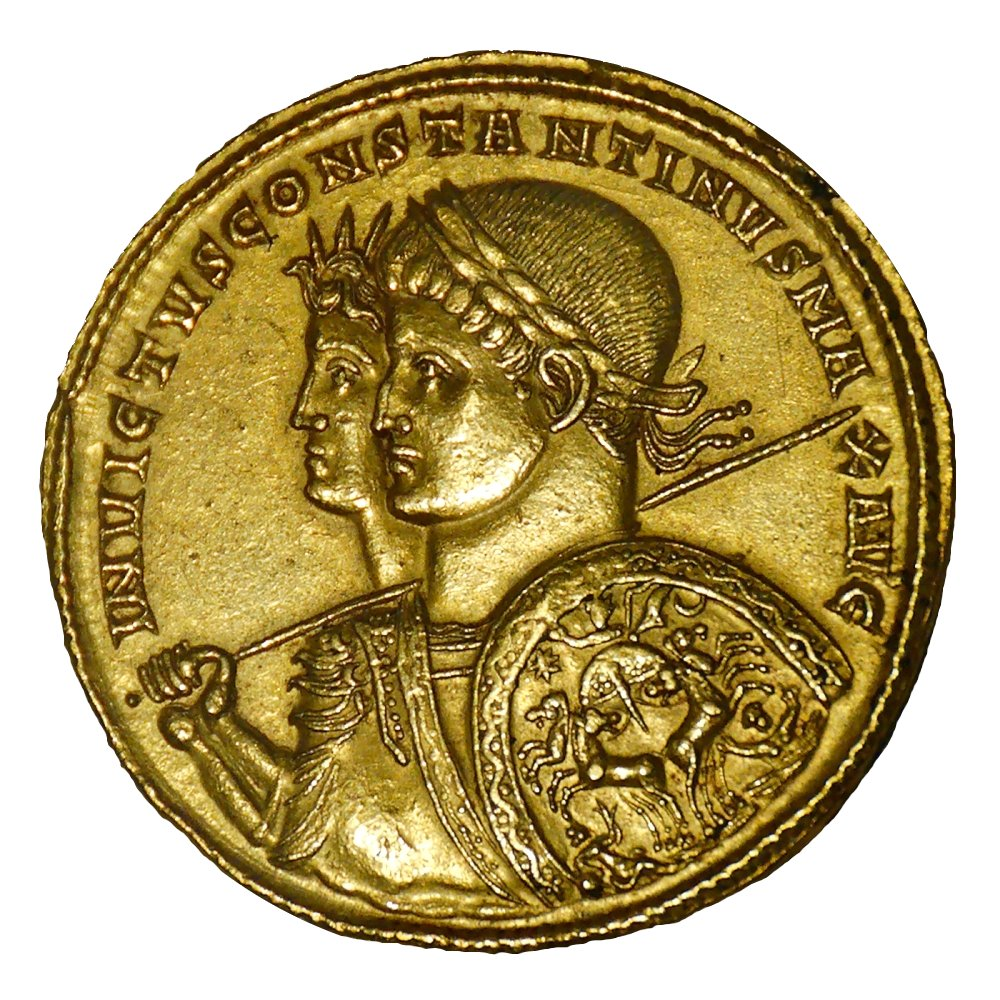
Multiple de sept solidi frappé à Tarragone en 313 EC, en commémoration de l'arrivée de Constantin à Milan.
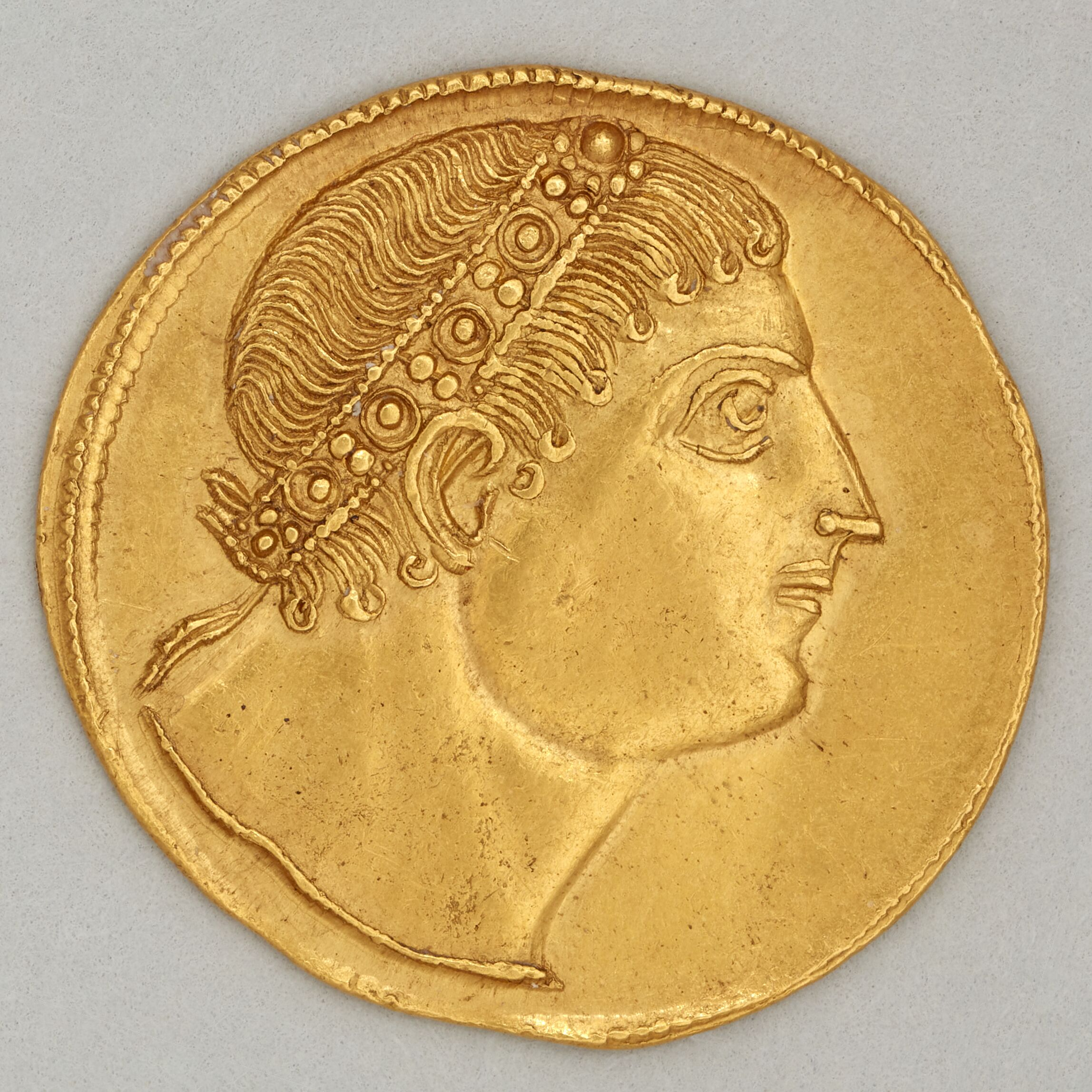
Multiple d'or de Constantin, Thessalonique, 327 EC.

## Le corps à la fin de l'Empire
Au cours de la crise du troisième siècle EC, époque des « empereurs-soldats » et d'anarchie militaire, on rencontre encore souvent le même regard tourné vers le ciel et la même bouche à l'expression amère. Avec les corps, on procède  tout à fait différemment. Le corps peut suivre la pratique hellénistique du collage d'un visage réaliste sur une statue de réemploi ou sur un corps héroïque, cet usage étant devenu une pratique courante depuis le IIe siècle EC. La statue portrait en bronze de l'empereur Trébonien Galle (r. 251-253), au format héroïque, plus grand que nature, montre ce type de collage où le visage, marqué par l'âge est posé sur un corps d'athlète, un peu épais et surdimensionné par rapport à la tête. Les portraits de l'empereur ont eu une fonction très importante dans la propagande impériale qui consistait à présenter le souverain au public et à représenter la personnalité avec laquelle il souhaitait être perçu : ici l'empereur reprend la pose de la célèbre statue d'Alexandre le Grand à la Lance, de Lysippe.

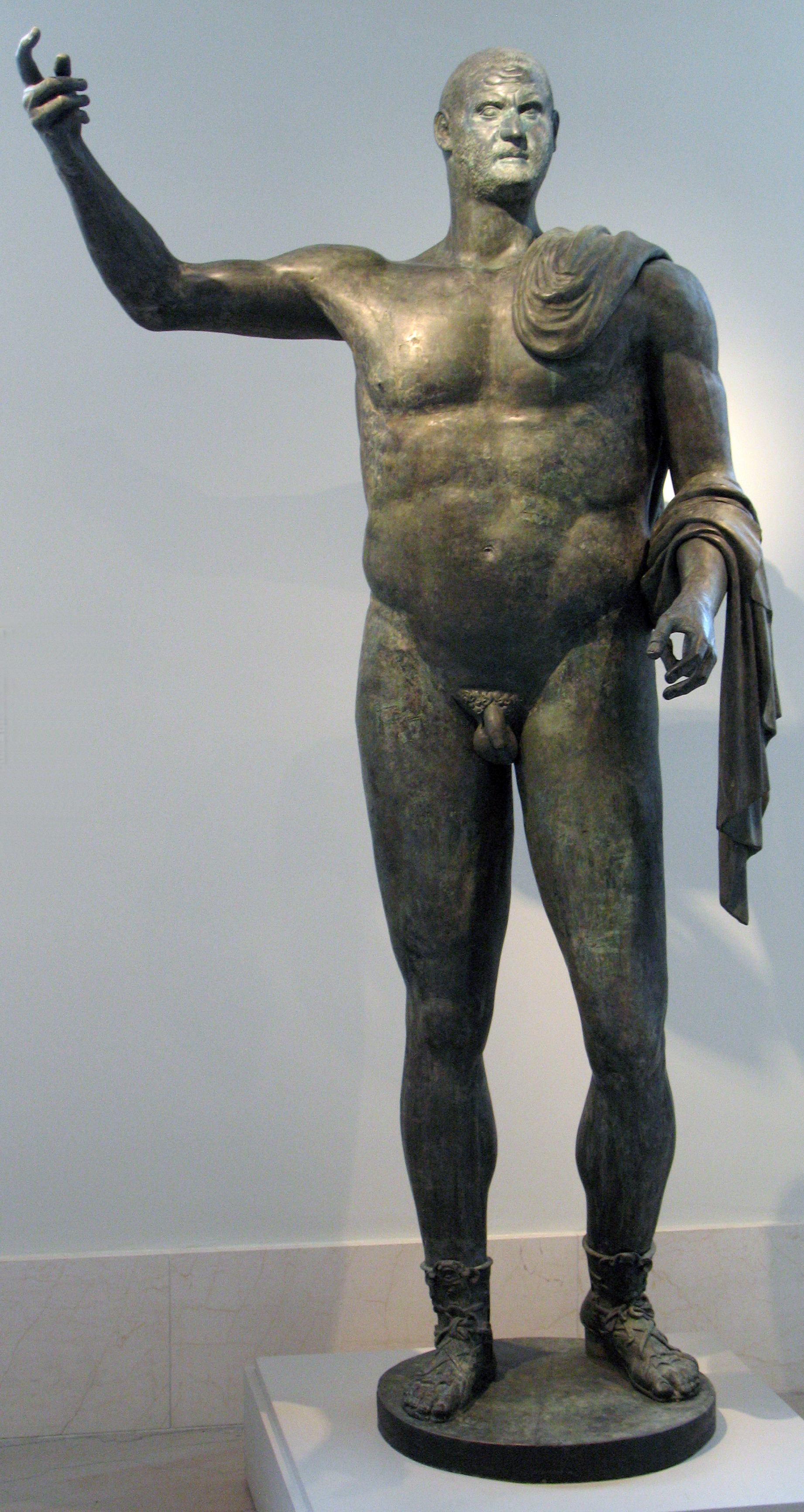
Statue de l'empereur Trébonien Galle (r.251-253 EC). Bronze, H. 2,40 m. Metropolitan Museum of Art
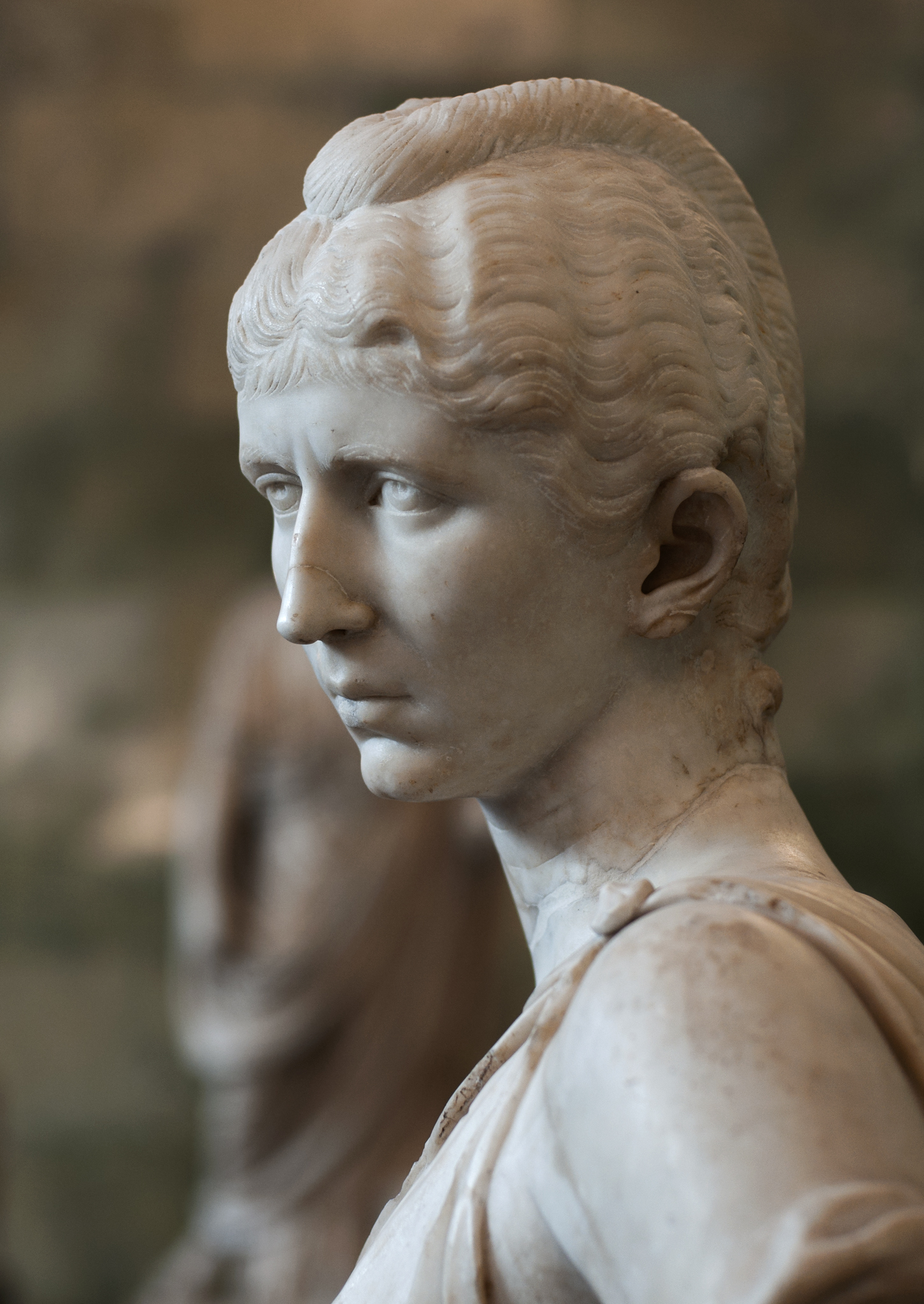
Buste de Salonine (?), épouse de l'empereur Gallien (r. 253-268 EC). Marbre. Musée de l'Ermitage
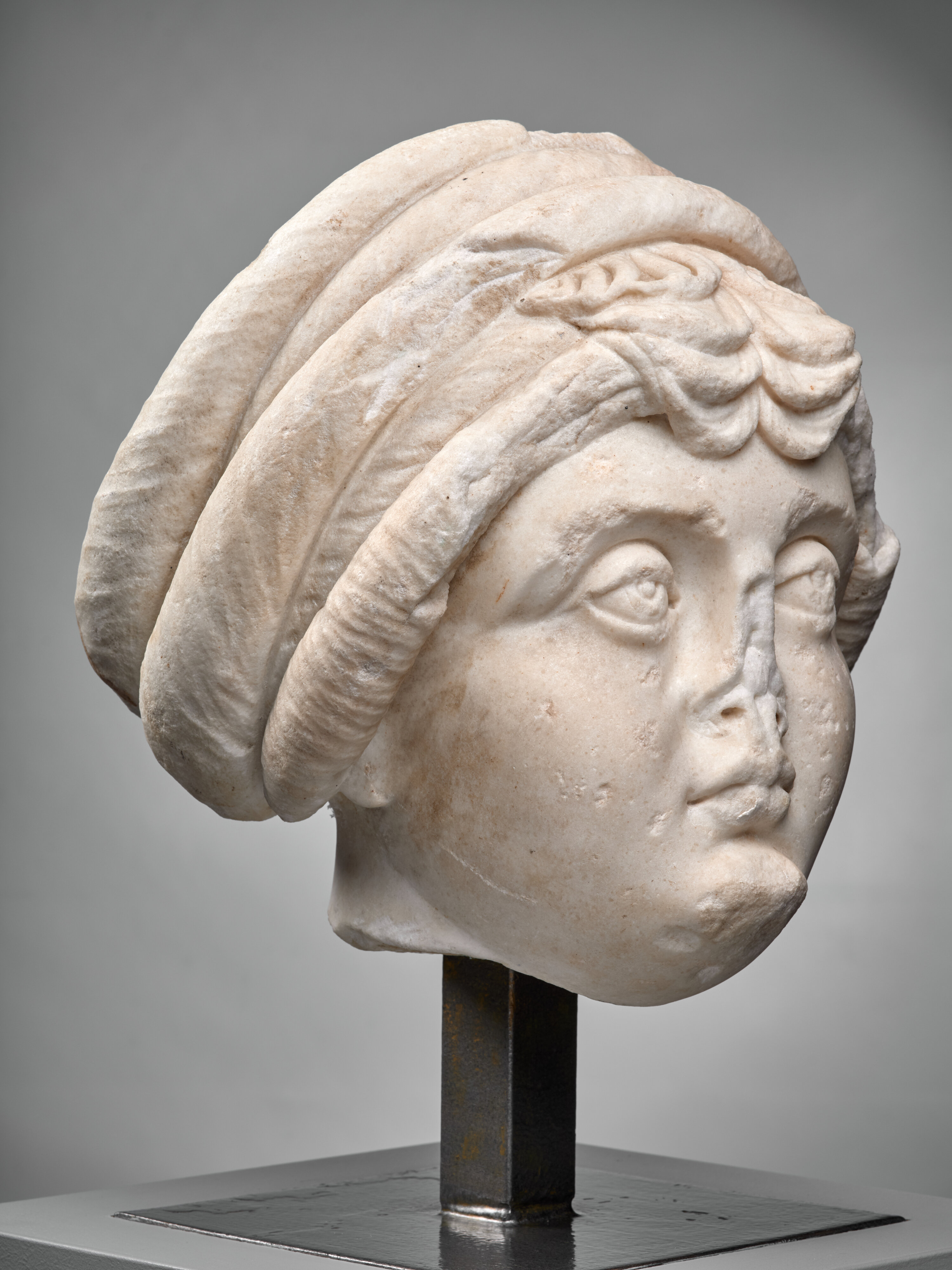
Impératrice Eutropia. Marbre de Saint-Béat, H. 31 cm. Vers 293, IIIe / IVe siècle EC. Musée Saint-Raymond
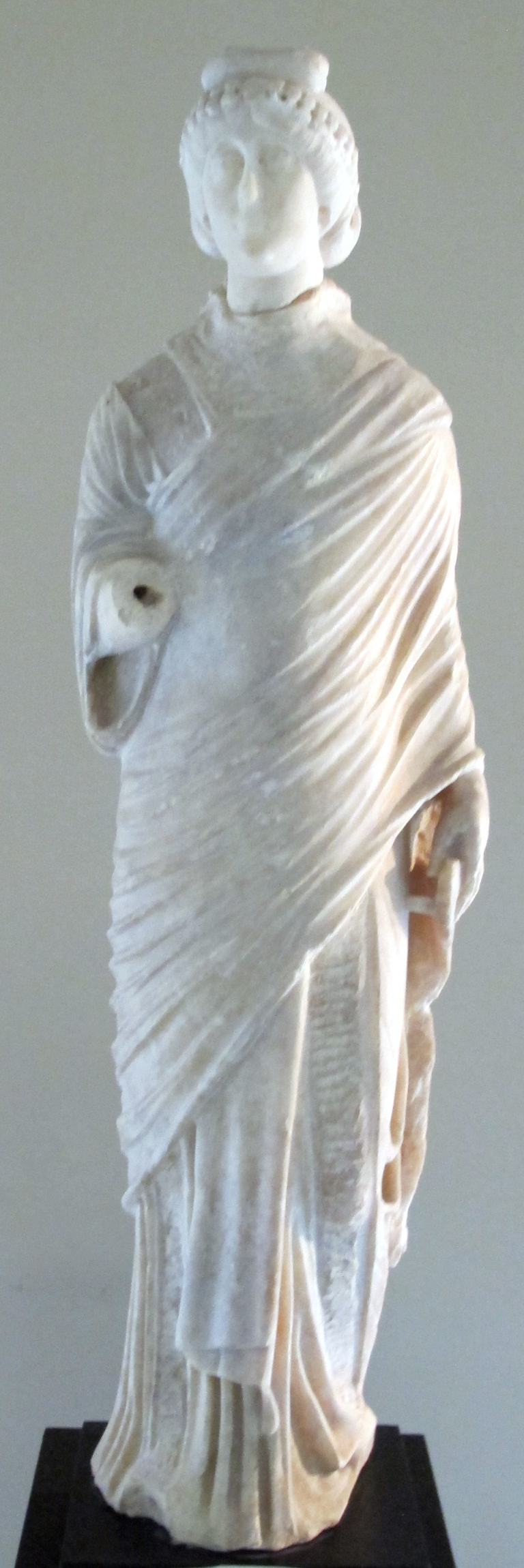
Probablement l'impératrice Aelia Flacilla (morte vers 385/386 EC), la première épouse de Théodose Ier. Constantinople. Marbre, H. 72 cm. Musée de la BnF
Théodosienne de la villa romaine de Chiragan. Marbre de Saint-Béat, H. 33 cm. Vers 375 / vers 425 EC. Musée Saint-Raymond[131]

Au IIIe siècle, le visage est souvent plus expressif qu’auparavant. Lorsque les yeux sont incisés le regard est, encore, tourné vers le ciel, mais on rencontre de nouvelles solutions : la tête inclinée et le regard pensif pour le visage des femmes, comme Salonine, l'épouse de l'empereur Gallien (r. 253-268 EC) ou bien un visage grave et sévère comme la tête de femme du milieu du IIIe siècle du Musée des Beaux-Arts de Lyon.
Une évolution radicale s'opère au cours de l'Antiquité tardive, du IVe au début du Ve siècles EC : le sculpteur traite le corps, comme le visage, de manière plus stylisée, avec une pose le plus souvent frontale. Dans certains cas les attributs du pouvoir et les bijoux apparaissent de manière bien visibles, voire ostensiblement affichés. Les ornements, formes plus ou moins abstraites et répétitives souvent héritées de l'hellénisme, envahissent des parties plus importantes de la sculpture, et le rendu des drapés s'inscrit encore, souvent, dans cette tradition. Les diptyques consulaires en sont d'excellents exemples tardifs, aussi, la base de l'obélisque de Théodose, par exemple. Les proportions du corps peuvent être soumises à de nouvelles traditions pour les sculpteurs. Ainsi, des statuettes datées vers la fin du IVe et le début du Ve siècle EC  - produites pour l'exportation en Asie-Mineure, mais découvertes dans des villae du sud-ouest de la Gaule - offrent un traitement non classique des proportions du corps différent de l'une à l'autre. Elles ont pourtant été toutes deux sculptées à Aphrodisias, un ancien lieu de production de sculptures pour l’exportation. Ce travail ne doit pas, cependant, être confondu avec celui des artisans de province qui pouvaient trouver, à toute époque, dans leur environnement des modèles, plus ou moins, de qualité et qui devaient faire avec le bloc de pierre dont ils disposaient. À ce propos un « Jupiter à l'aigle », du musée Saint-Raymond, aujourd'hui daté de la fin du IIe ou du début du IIIe siècle, contraint par le bloc, reflète néanmoins une multitude de lieux communs, de type hellénistique, partout présents dans l'empire.

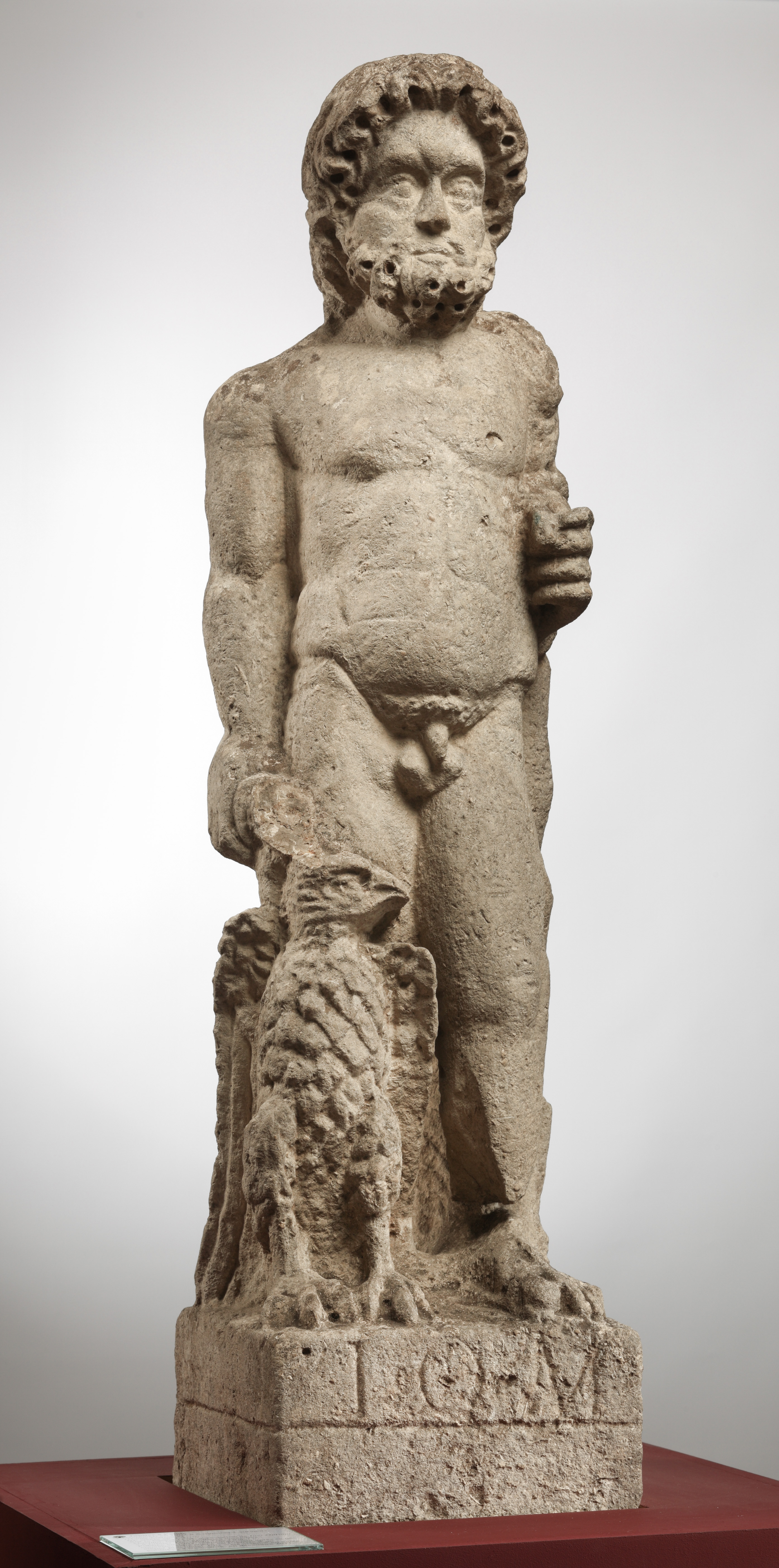
Statue de Jupiter à l'aigle. Calcaire, H. 1,12 m. Début IIIe siècle EC (?). Avignonet-Lauragais. Musée Saint-Raymond
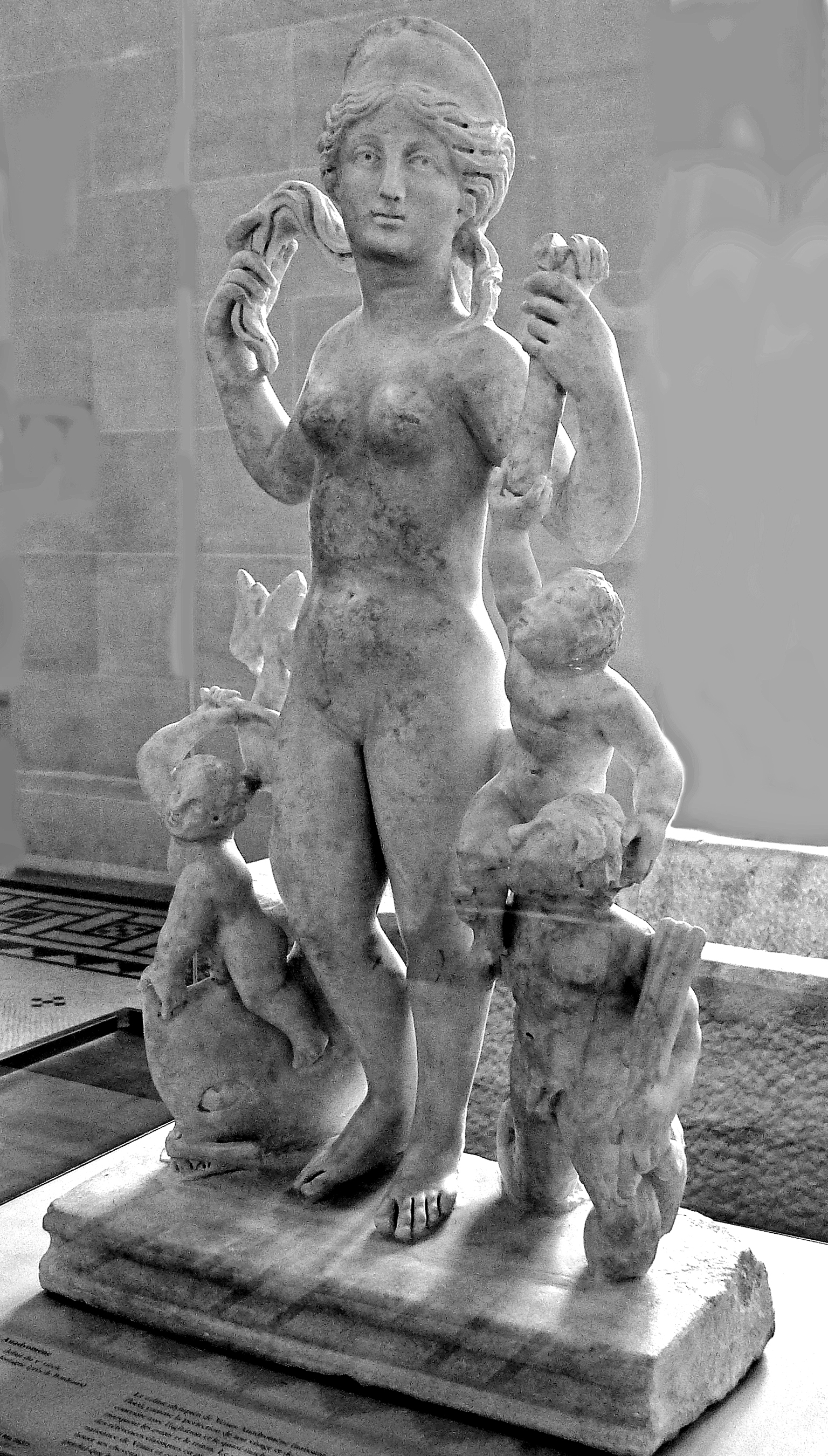
Vénus anadyomène. Marbre. Lieu de création : Asie Mineure. H. 76 cm. Louvre. Pendant de la statuette de Diane.
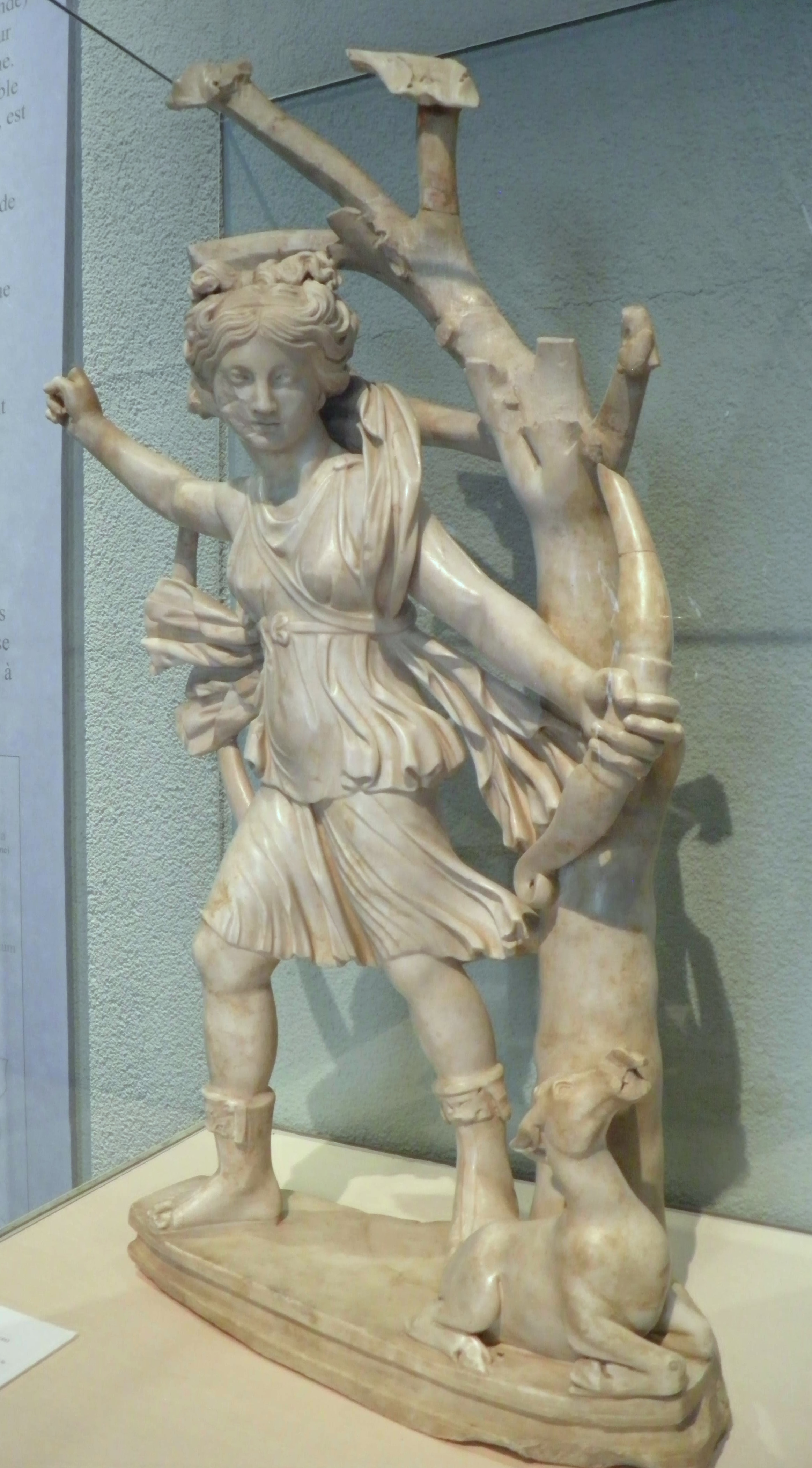
Diane chasseresse. Marbre blanc.  Fin du IVe siècle EC (?). Musée d'Aquitaine

Une tête découverte à Forcalquier en 1943, qui ne peut guère être comparée à une autre, permet de réfléchir à la sculpture de la fin de l'Antiquité. Réalisée en marbre, plus grande que nature et retaillée, c'est apparemment la tête d'un jeune homme. Pouvant très difficilement être comparée à une sculpture similaire, elle peut être le point de départ d’une réflexion sur les problèmes posés par les œuvres de la fin de l’Antiquité et du haut Moyen Âge, de la fin du Ve siècle EC aux premières décennies du VIe siècle EC.

## La sculpture, propagande officielle

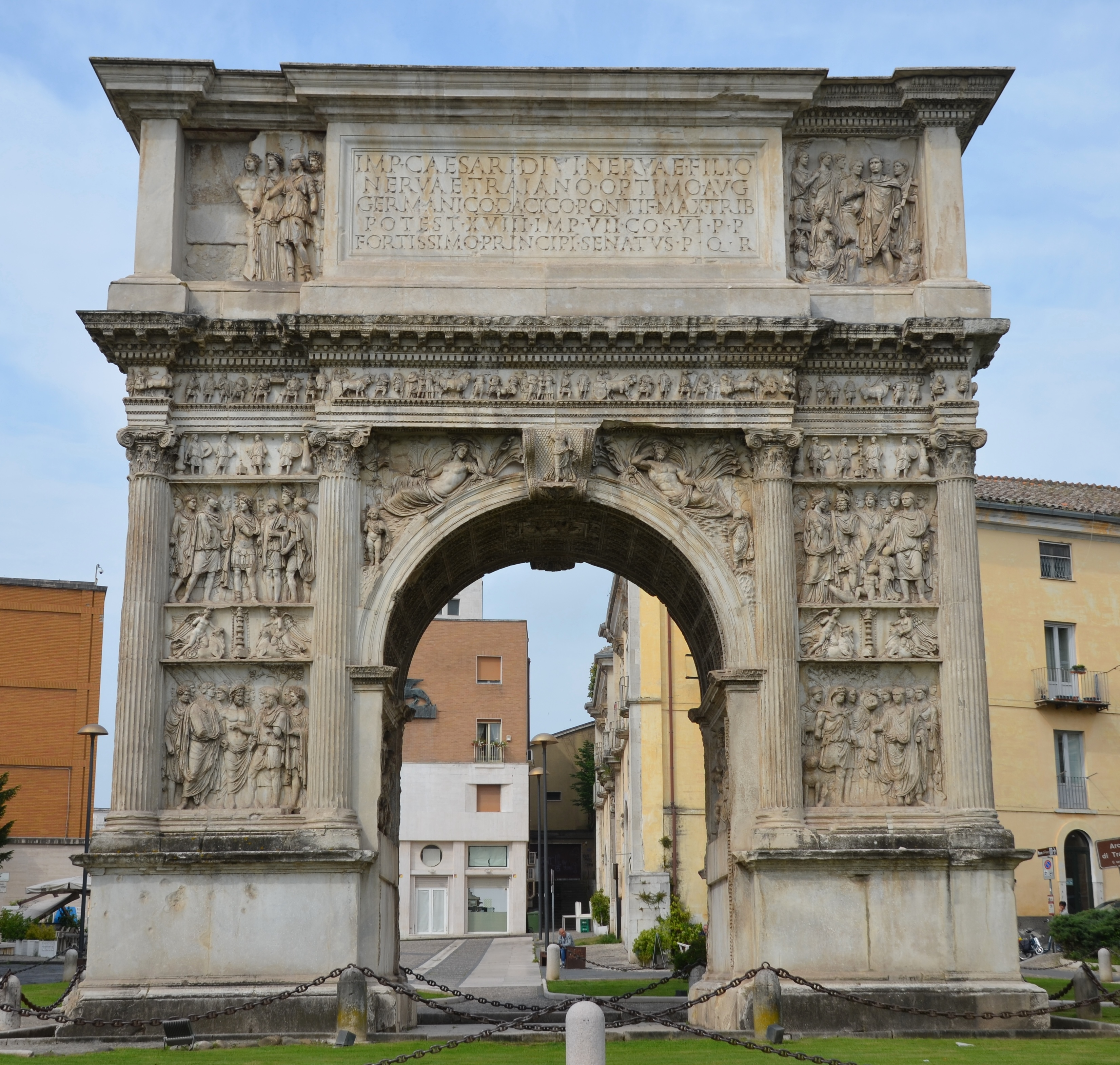
Arc de Trajan (Bénévent), 117 EC.

Chaque empereur est soucieux de l'image que les habitants de l'empire ont de lui et ils établissent sinon un véritable programme, du moins ils manifestent une volonté de contrôle.
La première forme de propagande passe par la monnaie, qui diffuse en masse un portrait et un message sur de grandes distances. Mais les statues impériales sont également une forme réfléchie pour permettre aux citoyens de l'empire de révérer l'homme et la fonction. Les spécialistes ont recensé des milliers de statues et bustes d'empereurs, même si malheureusement, on connaît pour très peu leur destination exacte. Au cours du premier siècle de l'empire, il est fréquent de représenter l'empereur en Jupiter, assis ou debout, avec un aigle. « L'iconographie de la statue impériale romaine comprend cinq types principaux : l’homme à cheval ; debout, vêtu d'une tunique et d'un manteau ; en toge ; l'homme cuirassé et l’homme en héros ou en dieu, nu, au corps idéalisé. Parmi les figures impériales en toge, l'attitude la plus fréquente est celle de l’adlocutio, l'avant-bras étendu, qui évoque le statut de l’empereur lors d’une allocution au peuple ou aux soldats. Parfois l'empereur est représenté en prêtre, la tête voilée ».
Au-delà des statues d'empereur, les autorités déploient la communication officielle au travers de multiples supports sculptés, via les reliefs sur des trophées, arcs, colonnes, autels et autres monuments. Si, dès l'époque républicaine des statues de personnages illustres décédés sont présents sur les arcs, à partir de 70 EC, des personnes encore en vie sont honorées de cette manière. Le meilleur exemple d'art officiel et triomphal est l'arc de Trajan à Bénévent, car il nous est parvenu dans son intégralité. La récente découverte, à Izmir, d'un relief - qui garde encore une partie de ses couleurs - témoigne d'une cérémonie, l'adventus, à l'occasion de l'entrée triomphale des empereurs dans une ville, ici dans la Nicomédie romaine, avec la représentation de l'étreinte des empereurs Dioclétien et Maximien. Ce témoin de la vie politique était censé refléter l'unité et l'harmonie entre les coempereurs de la Tétrarchie.

## Sculpture narrative et historique

### Reliefs: des images qui parlent

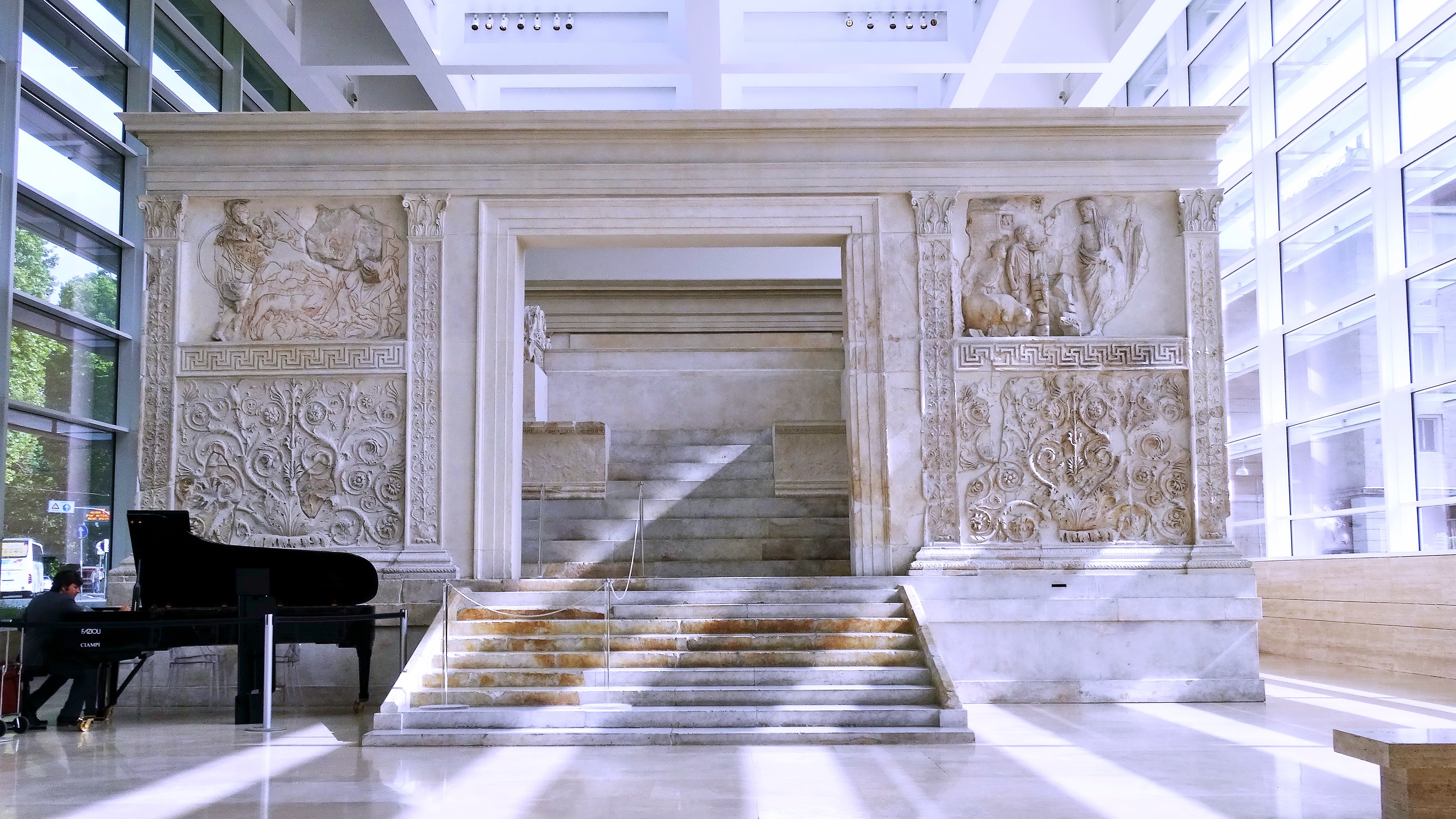
Ara Pacis Augustae - l'Autel de la Paix Auguste. Porte Ouest.
Bâtiment protecteur réalisé par Richard Meier, en 2006.

Au retour de ses campagnes victorieuses de Gaule et d'Espagne, Auguste obtient du sénat l'édification de l'Autel de la Paix Auguste (Ara Pacis Augustae). La partie haute des longs côtés présente une longue procession de prêtres, suivis de membres de la famille du Prince, Auguste. On a presque l'impression que c'est, pour lui, un défilé de succession dynastique. Cette paix est aussi celle des Romains entre eux, après des années de guerre, et la paix qui s'établit dans le monde, comme conséquence ; Rome étant devenue (grâce à Auguste) l’unique puissance « sur terre et sur mer ». L'ensemble des panneaux qui mettent en scène dieux et déesses, symétriquement aux deux entrées du monument, confirment que les Césars sont bien les descendants des dieux. Auguste, et Livie qui se tourne vers lui sont d'ailleurs, en tête du cortège qui se dirige vers l'autel pour effectuer le sacrifice aux dieux.

Haut-reliefs et bas-reliefs d'époque romaine.
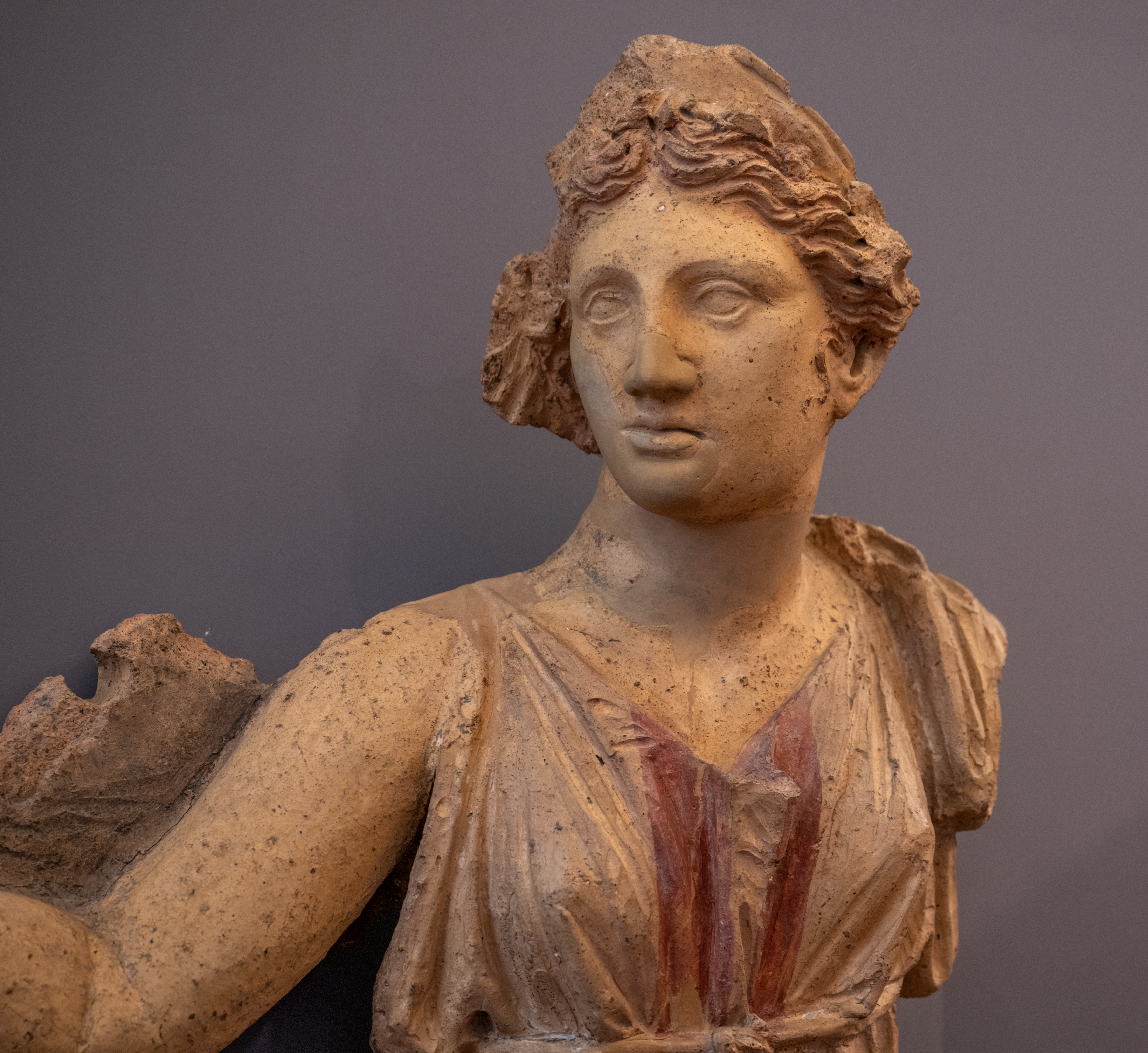
Fortuna au diadème. Élément d'un fronton de temple. Rome. Terre cuite peinte. Vers 150-100 AEC. Musées du Capitole[N 23]
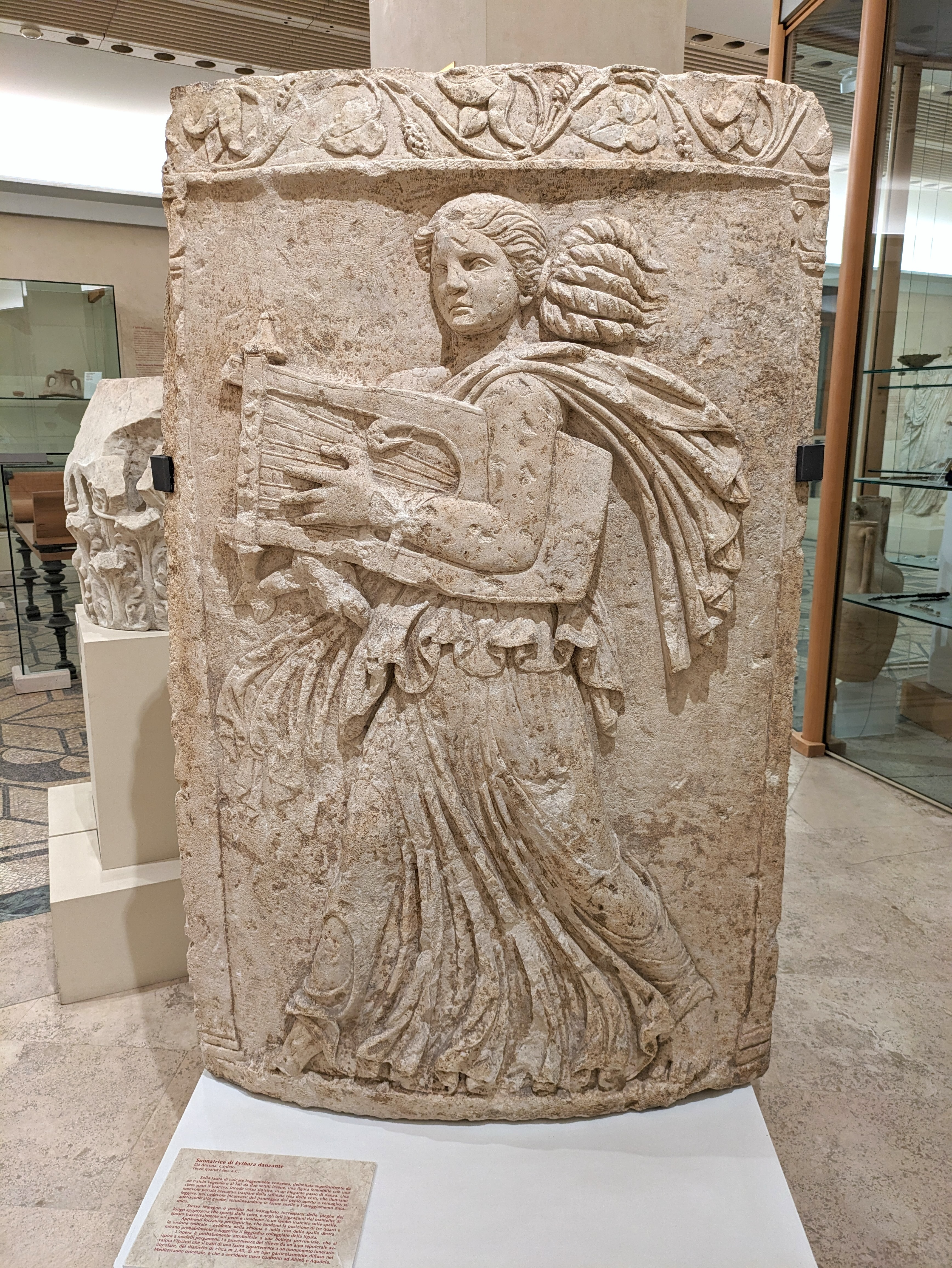
Joueuse de canthare, Ier siècle AEC. Calcaire, légèrement convexe. Galleria Nazionale delle Marche[N 24].
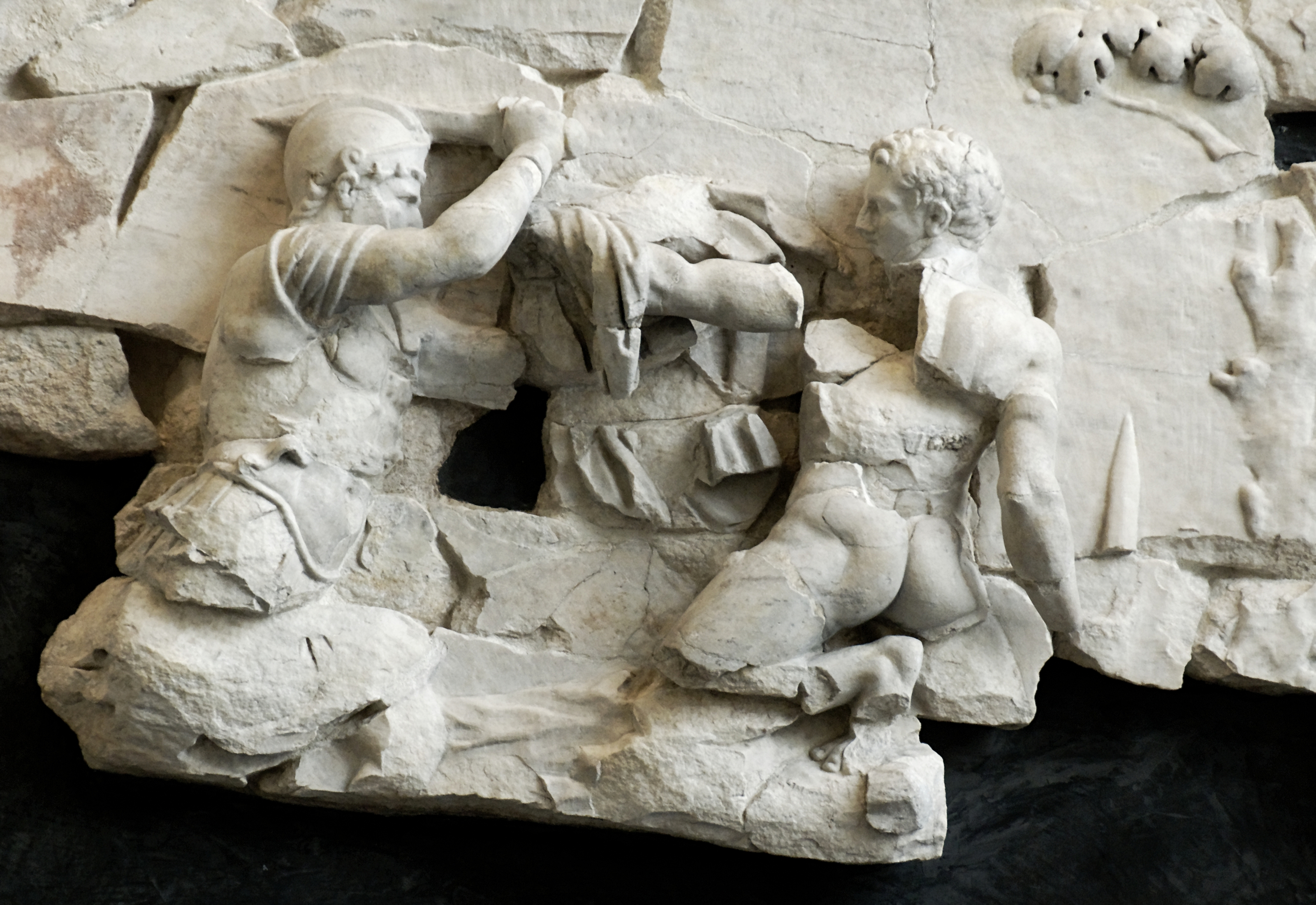
Combat des Horaces et des Curiaces. Marbre. Haut-relief. Basilique Æmilia, Rome Vers 50 AEC
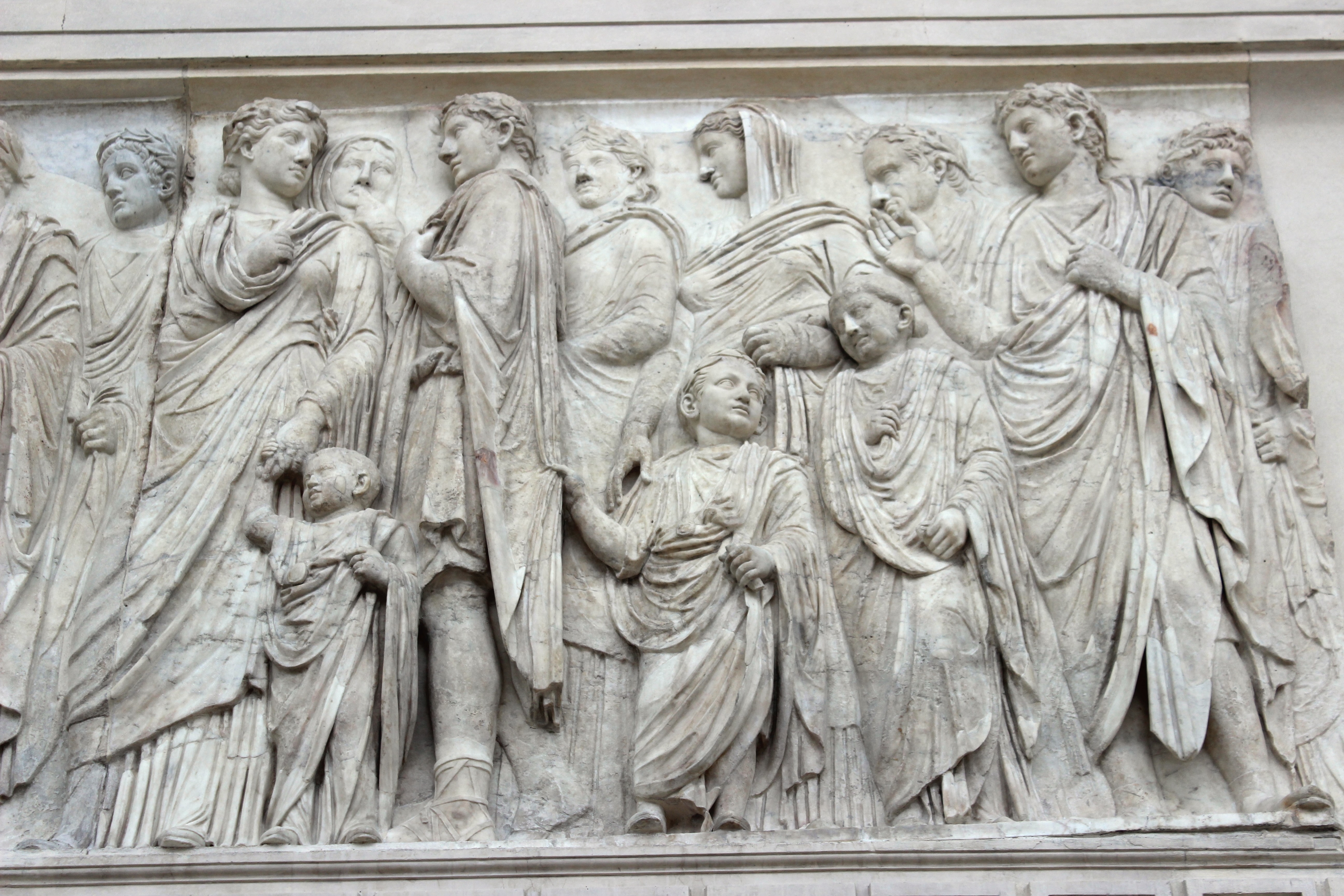
Procession. Relief de l'Ara Pacis à Rome, autel élevé par Auguste. Entre 13 et 9 AEC
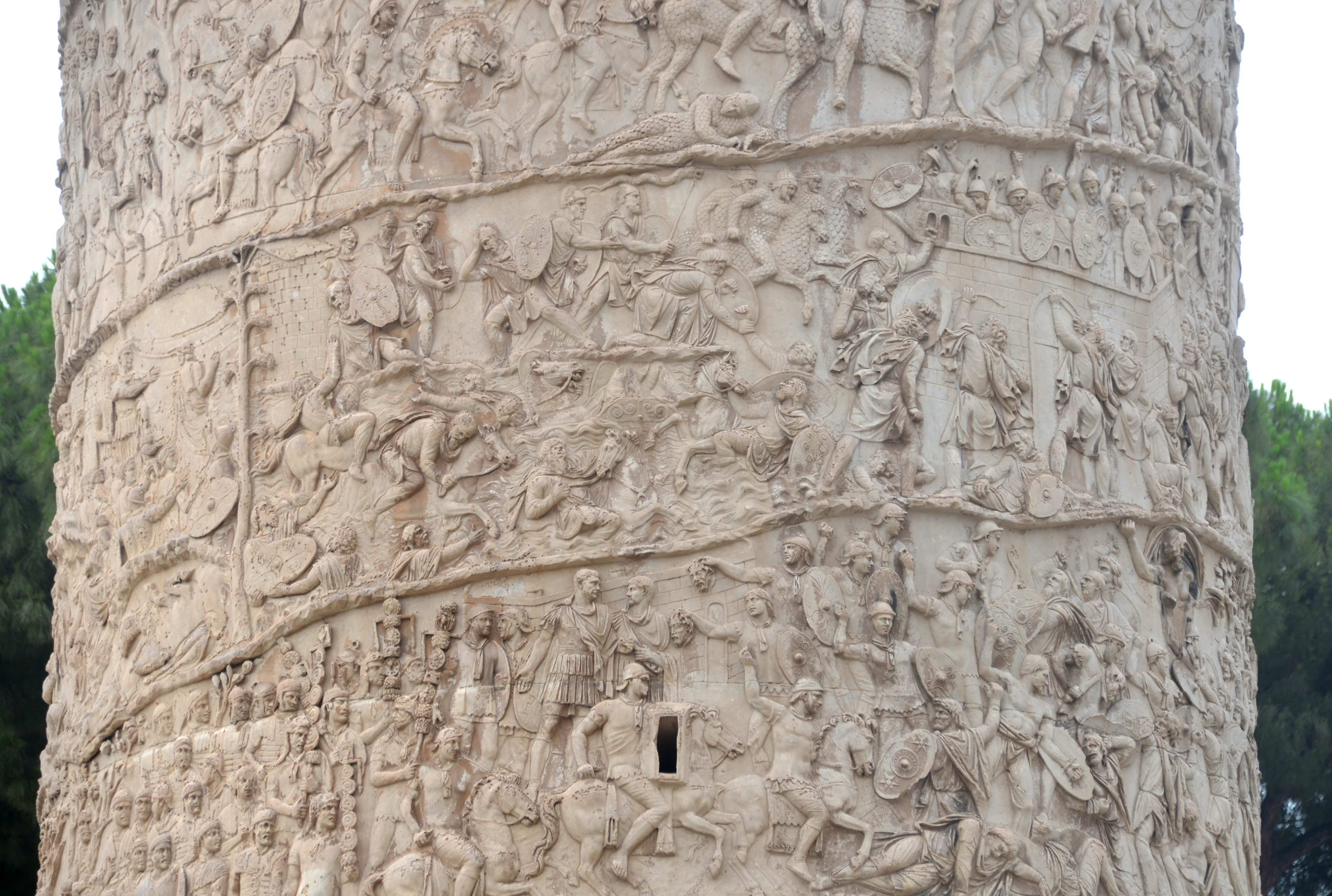
Colonne Trajane: détail, scènes de combat. Bas-relief. Marbre. Rome 113 EC.

L'exemple du début du bas-relief sur la colonne de Trajan, 107 à 113 EC, est parfaitement explicite des enjeux liés à la communication et à la célébration de l'empereur et de Rome. Le visage de l'empereur est traité en profil dans toutes les scènes où il apparaît lors de cette guerre. Située tout en bas, mais à hauteur des yeux, côté Est, la scène principale présente l'empereur, assis, entouré de ses généraux ; deux d'entre eux sont également assis mais il les domine par la taille, l'un légèrement plus à l'écart sur un muret quand il dialogue avec l'autre, assis sur une chaise identique à la sienne. La hiérarchie est bien explicite.

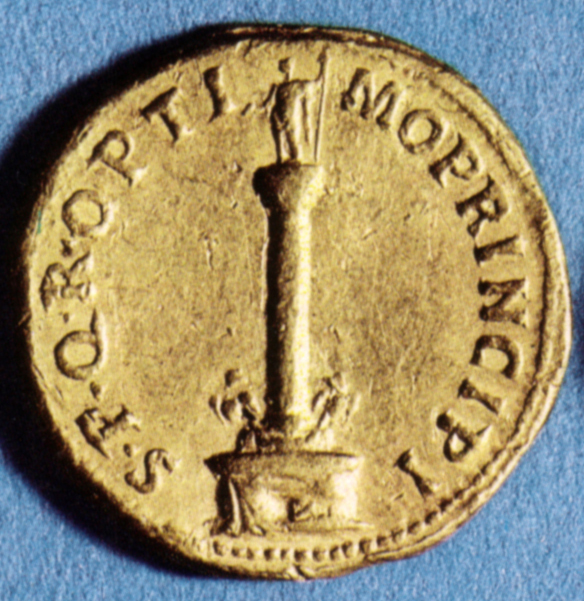
Monnaie de Trajan avec le sommet de la Colonne Trajane

Tout le reste de la colonne raconte en images la première guerre contre les Daces ; cette scène en présente l'instant où sont prises les décisions initiales qui doivent conduire à la victoire, décrite au sommet de la colonne. Celle-ci était surmontée de la statue en bronze doré de Trajan, revêtu d’une armure et tenant une lance, de sa main gauche, et le globe, symbole de l'Univers, de sa main droite.

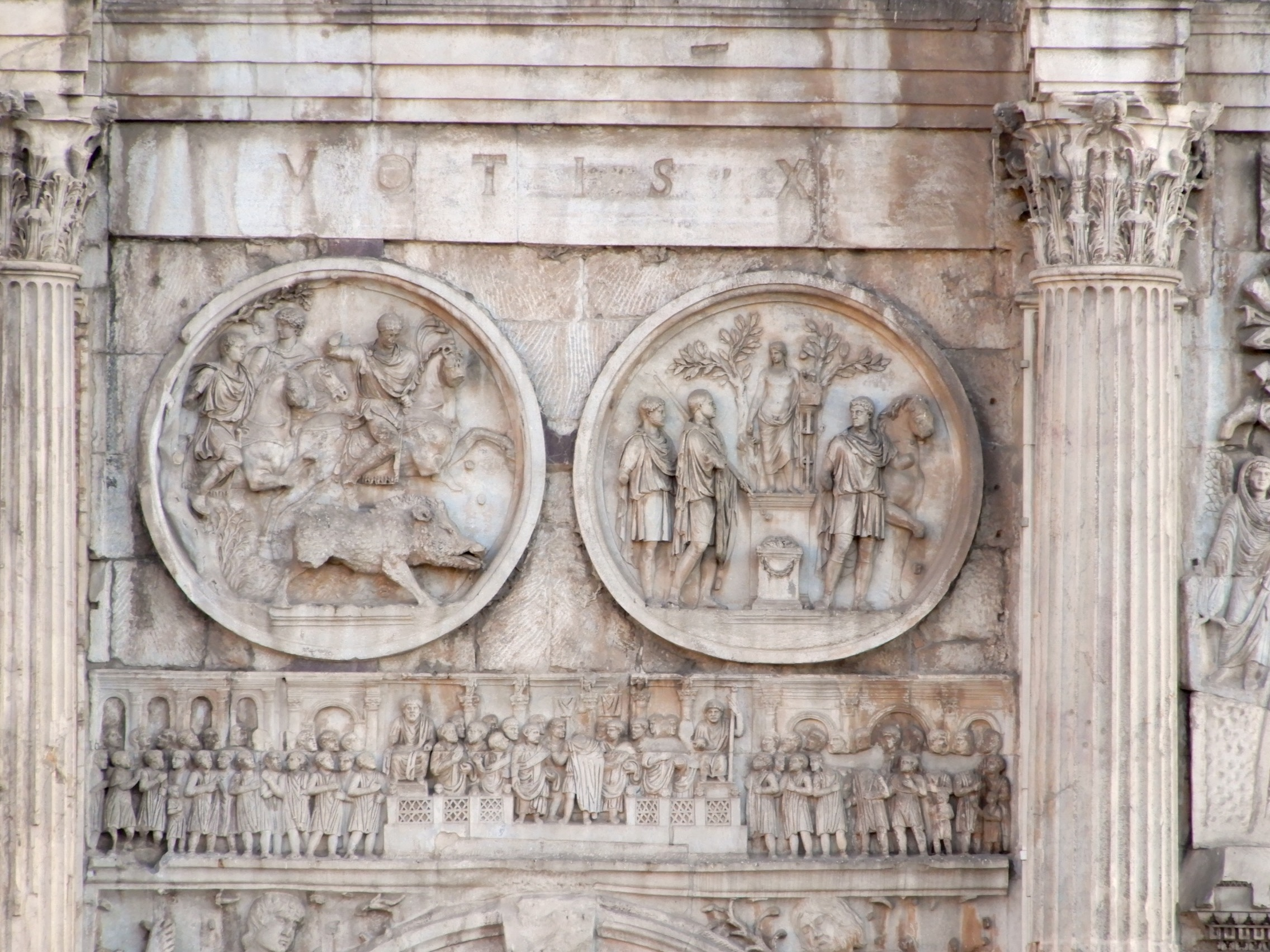
Arc de Constantin. Deux styles : Tondi d'Hadrien, vers 130-140 EC et discours de Constantin, 315 EC. Bas-relief. Rome
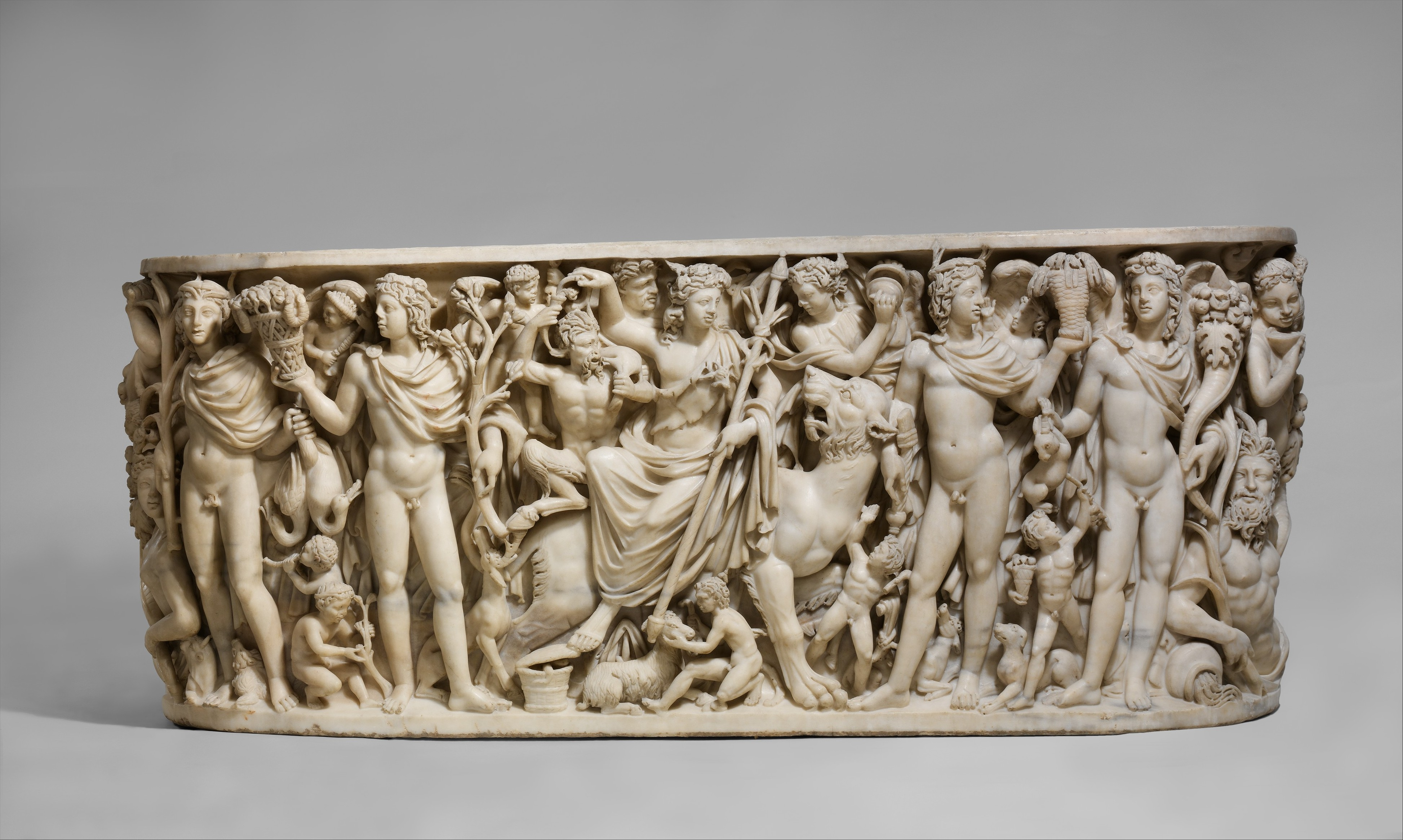
Dionysos et les Saisons. Sarcophage Badminton. Marbre, L. 2,23 m. Met[145] 260-265 EC.
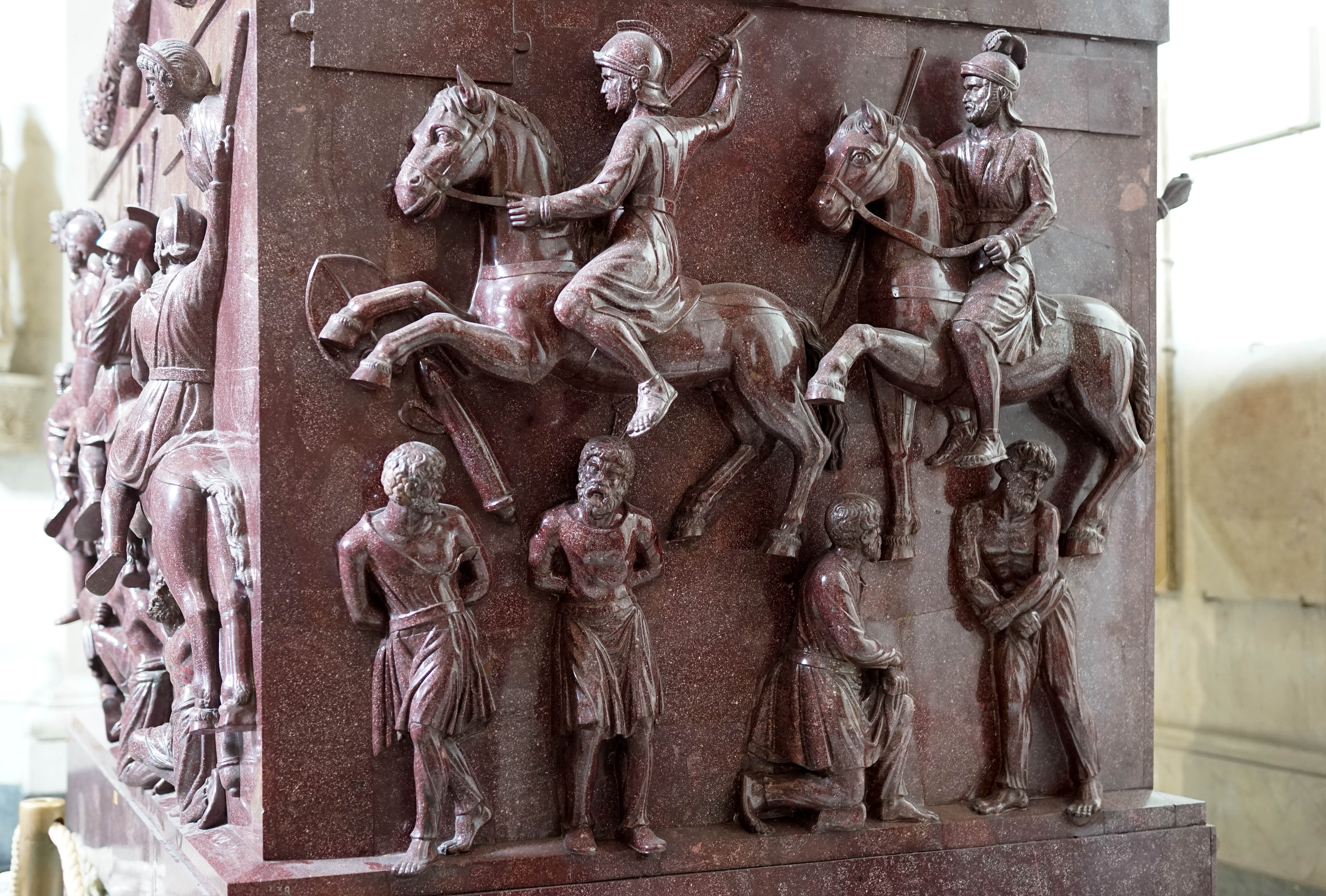
Sarcopage dit « d'Hélène ». Côté droit. Porphyre rouge ou porphyre impérial, H. 2,42 m x L. 2,68 m. 310-320 EC. Musées du Vatican, mausolée d'Hélène

L'arc de Constantin, élevé en 315 EC et en peu de temps, a utilisé des éléments préexistants, remployés (les spolia). C'est même la transformation d'un arc de Domitien, dressé deux siècles auparavant. La partie gauche du côté nord présente les deux styles, celui, très classique de deux tondi anciens en l'honneur d'Hadrien (chasse au sanglier et sacrifice à Apollon), avec la frise d’époque constantinienne, aux personnages trapus, entassés et alignés (Constantin s'adresse aux Romains sur le forum). Ce curieux mélange est bien caractéristique de ces temps troublés, peu après la victoire de Constantin contre Maxence.

### Sculpture narrative romaine, modèles grecs
Sur la base du groupe statuaire de Domitius Ahenobarbus (appelée, par convention, « Autel » de Domitius Aheronobarbus) l'archéologue Filippo Coarelli a montré que plusieurs groupes de personnages sont empruntés à des stèles funéraires attiques du IVe siècle AEC. Cette pratique pourrait être celle de sculpteurs Grecs, qui ont dû répondre à la demande de la classe dirigeante romaine, dès le IIe siècle AEC. Ils ont, alors, simplement réalisé des montages de formes empruntées, complétées par des éléments nouveaux, dans des compositions adaptées à la culture de leurs clients ou de leurs maîtres : ainsi la Suovetaurilia, au Louvre.

« Autel » de Domitius Aheronobarbus
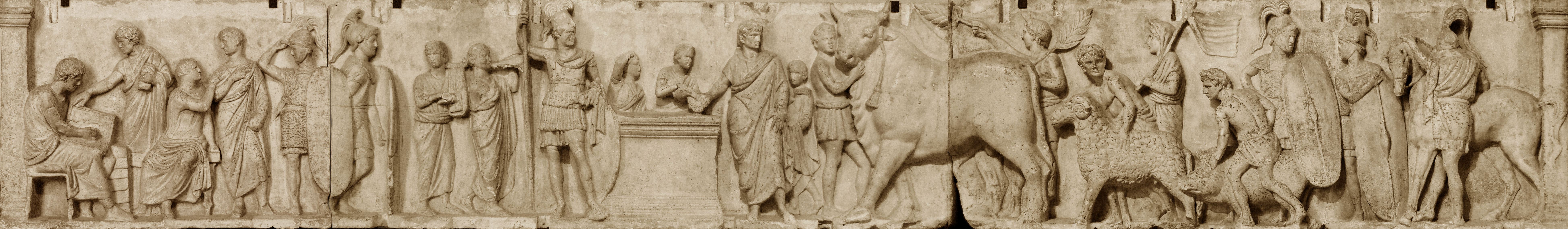
Scène de recensement et sacrifice au dieu Mars. Rome. Marbre, 5,60 m. Vers 100 AEC. « Autel » de Domitius Aheronobarbus. Louvre
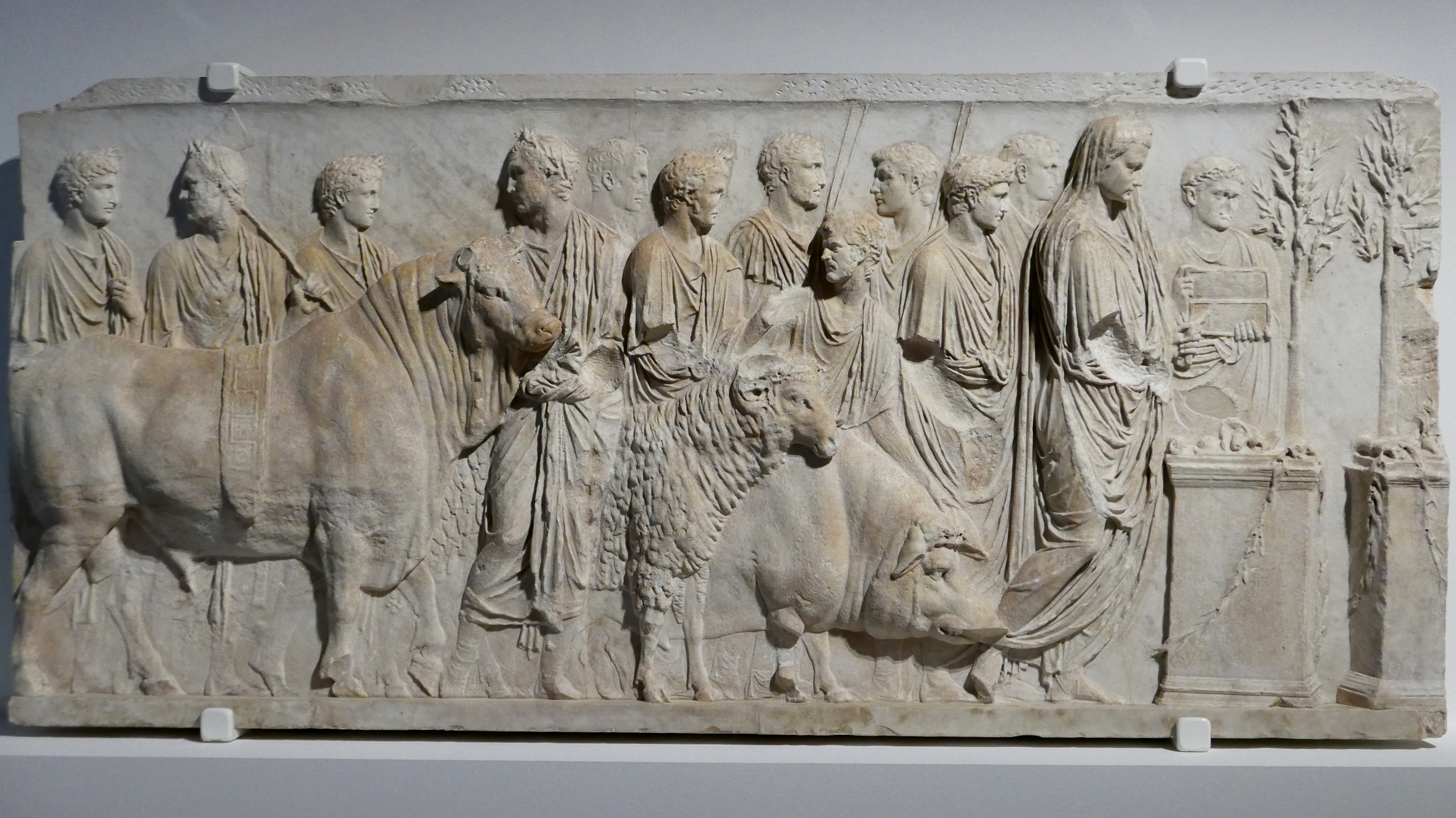
Suovetaurilia. Vers 1-25 EC. Marbre, H. 90 cm. Louvre
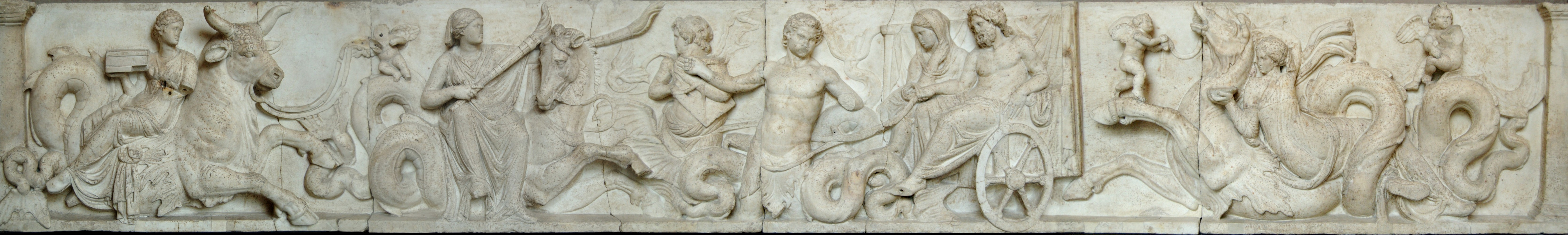
Cortège nuptial de Poséidon et Amphitrite. Glyptothèque de Munich
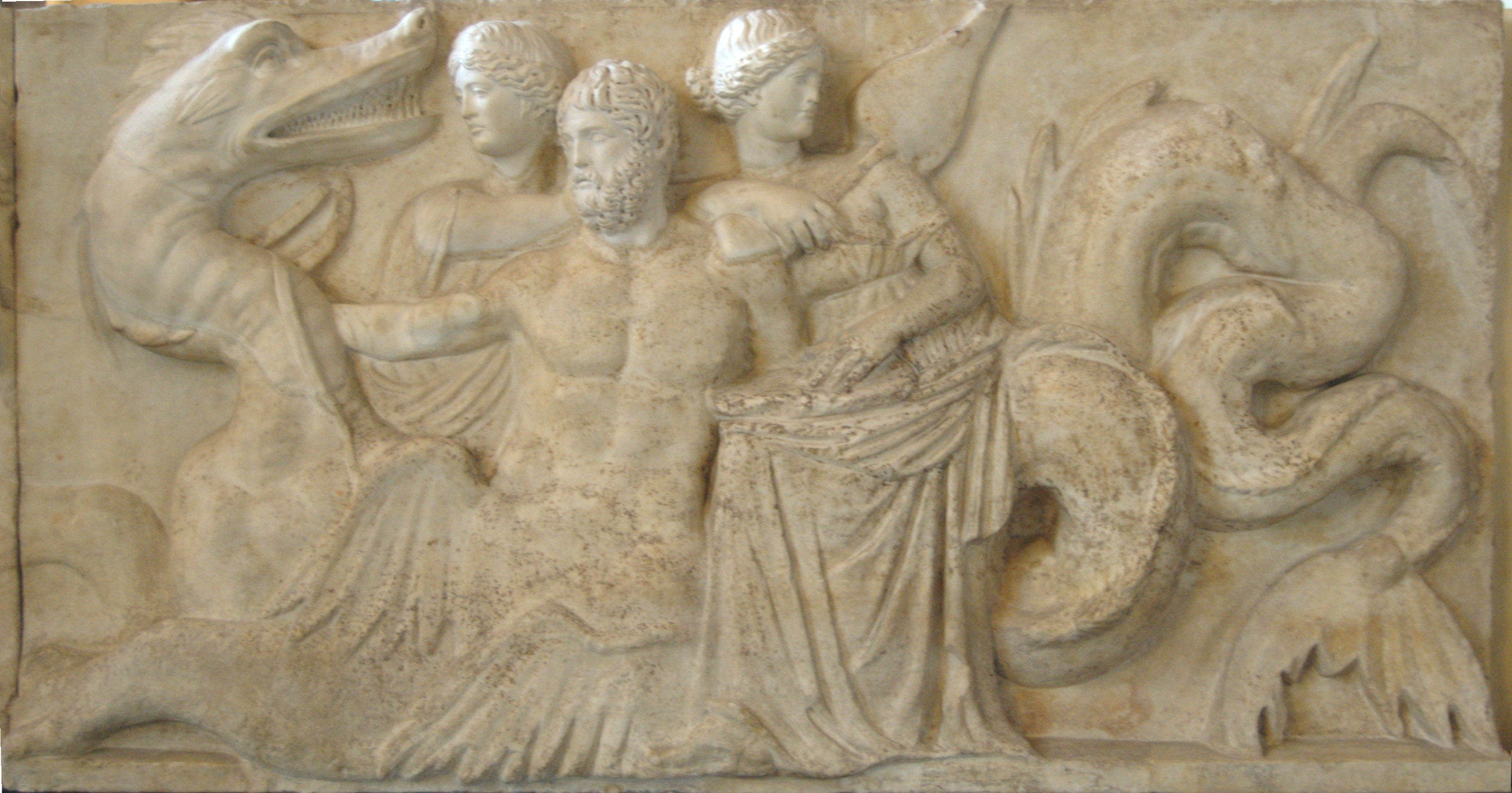
Noces de Poséidon et d'Amphitrite. Glyptothèque de Munich
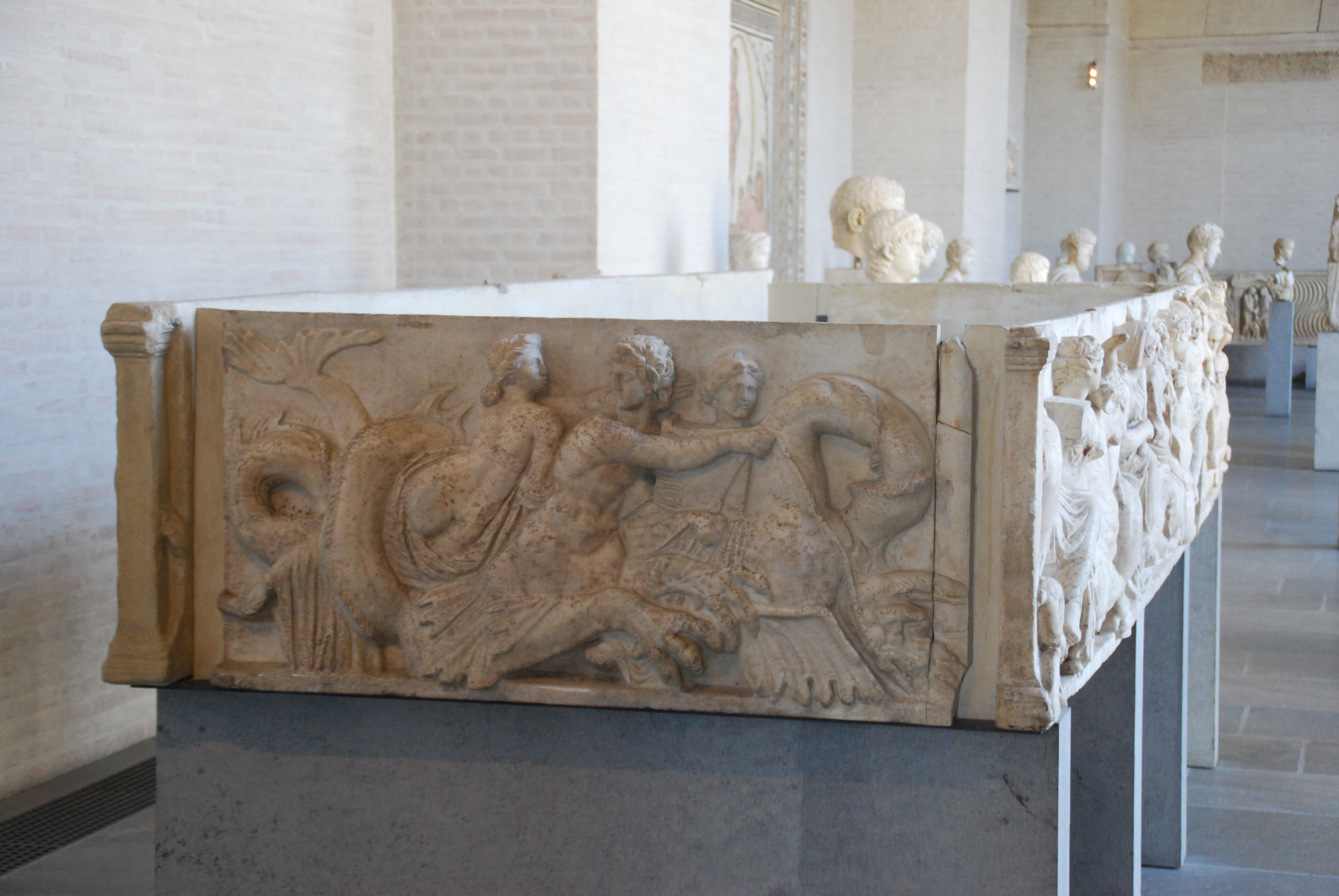
Noces de Poséidon et d'Amphitrite. Glyptothèque de Munich

### Un art de propagande
Ce domaine de l'art a été considérablement employé par les Romains, et surtout les autorités, pour porter un message et fixer un évènement dans la mémoire. La sculpture narrative, essentiellement en bas-relief, s'éloigne des créations grecques tout en exubérance pour se tourner vers un style sobre, propre à leur mentalité et en suivant les règles de la structure narrative.
À partir du Ier siècle AEC, les reliefs sur pierre ou marbre sont utilisés pour exprimer une idéologie au travers des récits fondateurs ou le rappel de période glorieuses. De nombreux personnages illustres font établir des monuments relatant leurs faits d'arme et glorifiant leur personnalité. Cela se développe à l'ère impériale, le relief historique devenant un genre artistique majeur. Ainsi, il subsiste trente-huit exemplaires de relief à thème historique datant de l'époque des Julio-Claudiens. Un âge d'or de ce type de sculpture se repère sous Trajan, notamment avec sa célèbre colonne ou la grande frise de l'arc de Constantin.

Colonne Trajane
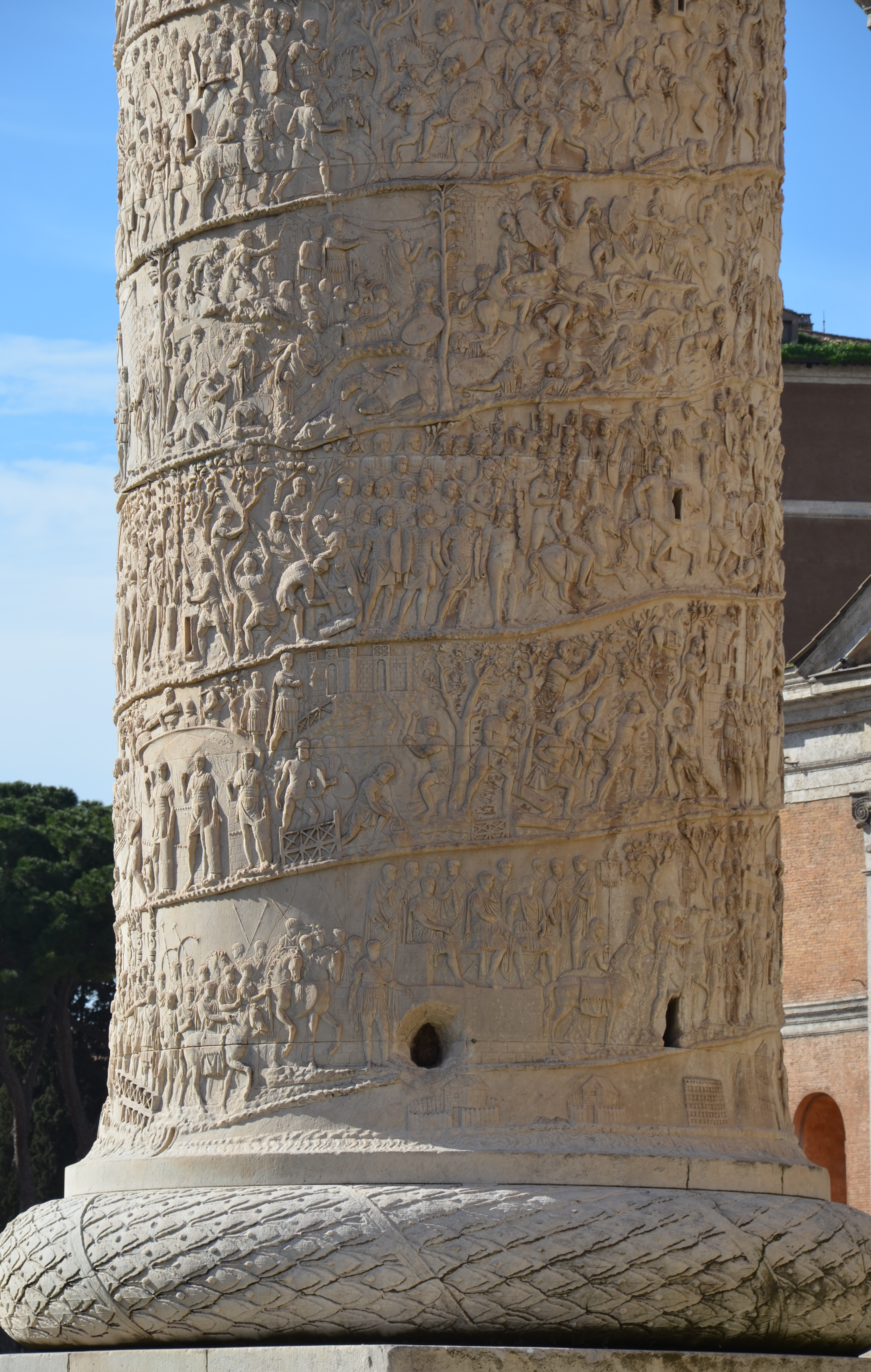
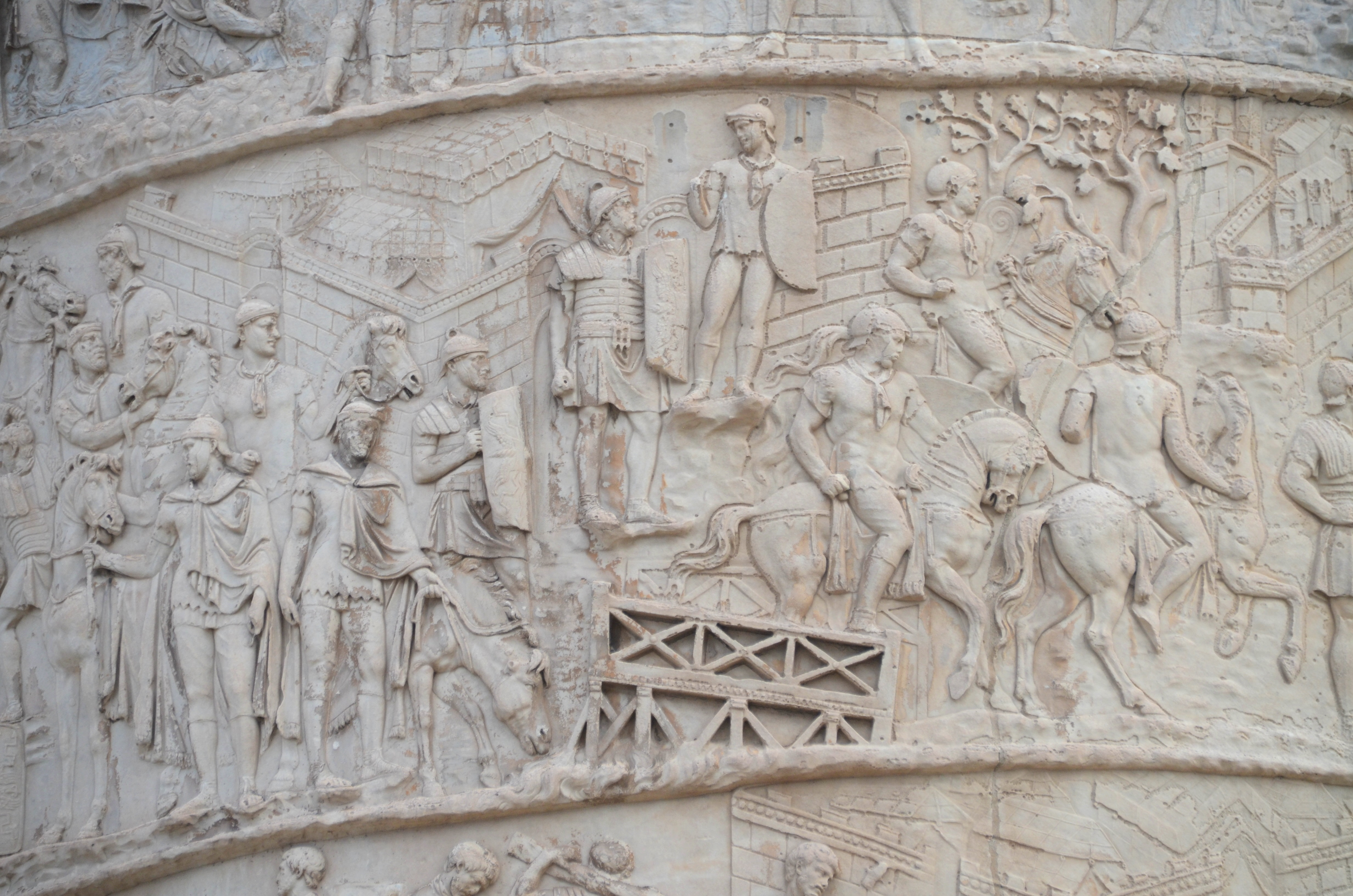
Détail: cavalerie en déplacement. 113 EC. Marbre. Rome
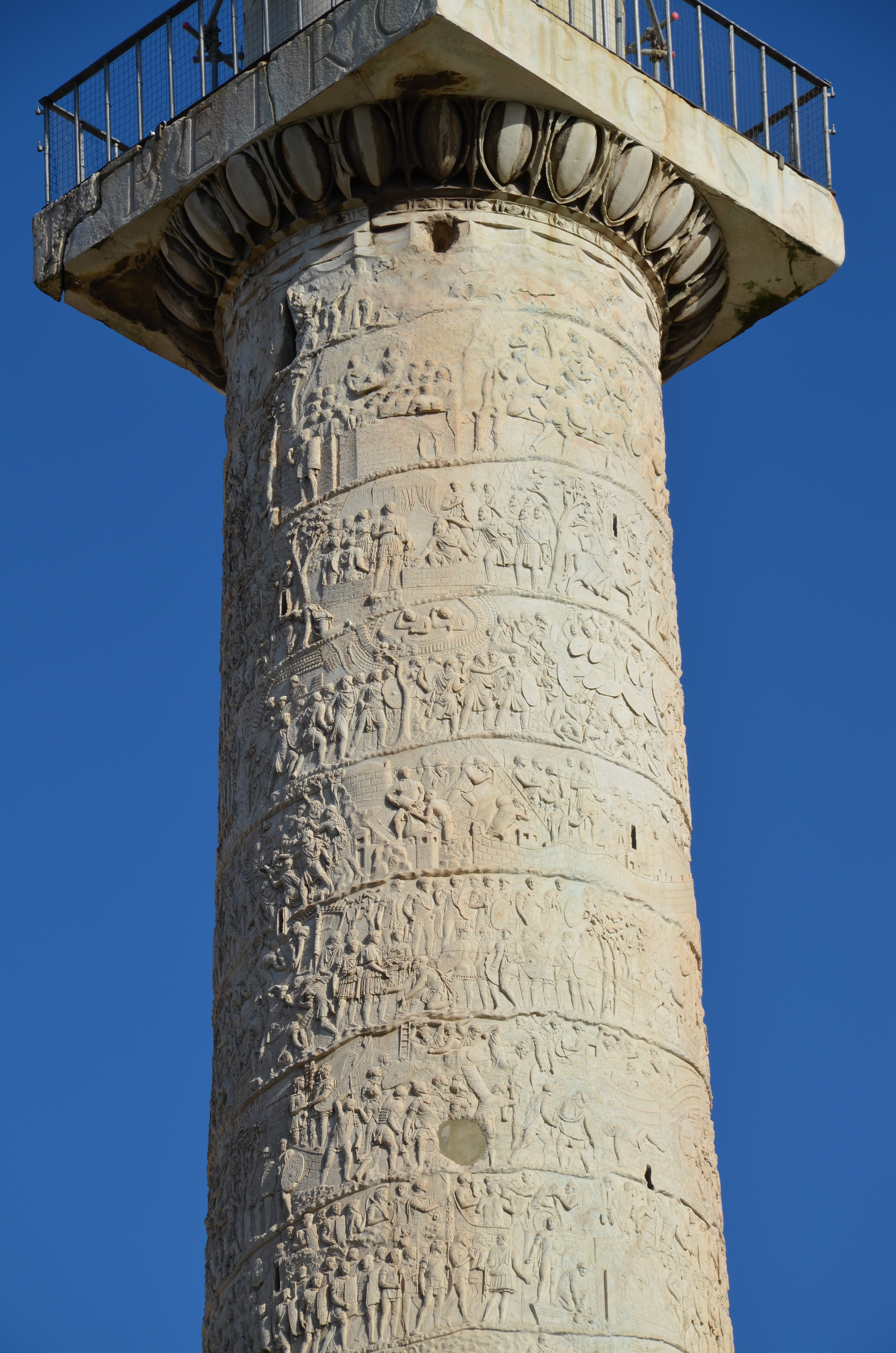

Arc de Marc-Aurèle : bas-reliefs en l'honneur de Marc-Aurèle, v. 176-180 EC. Palais des Conservateurs
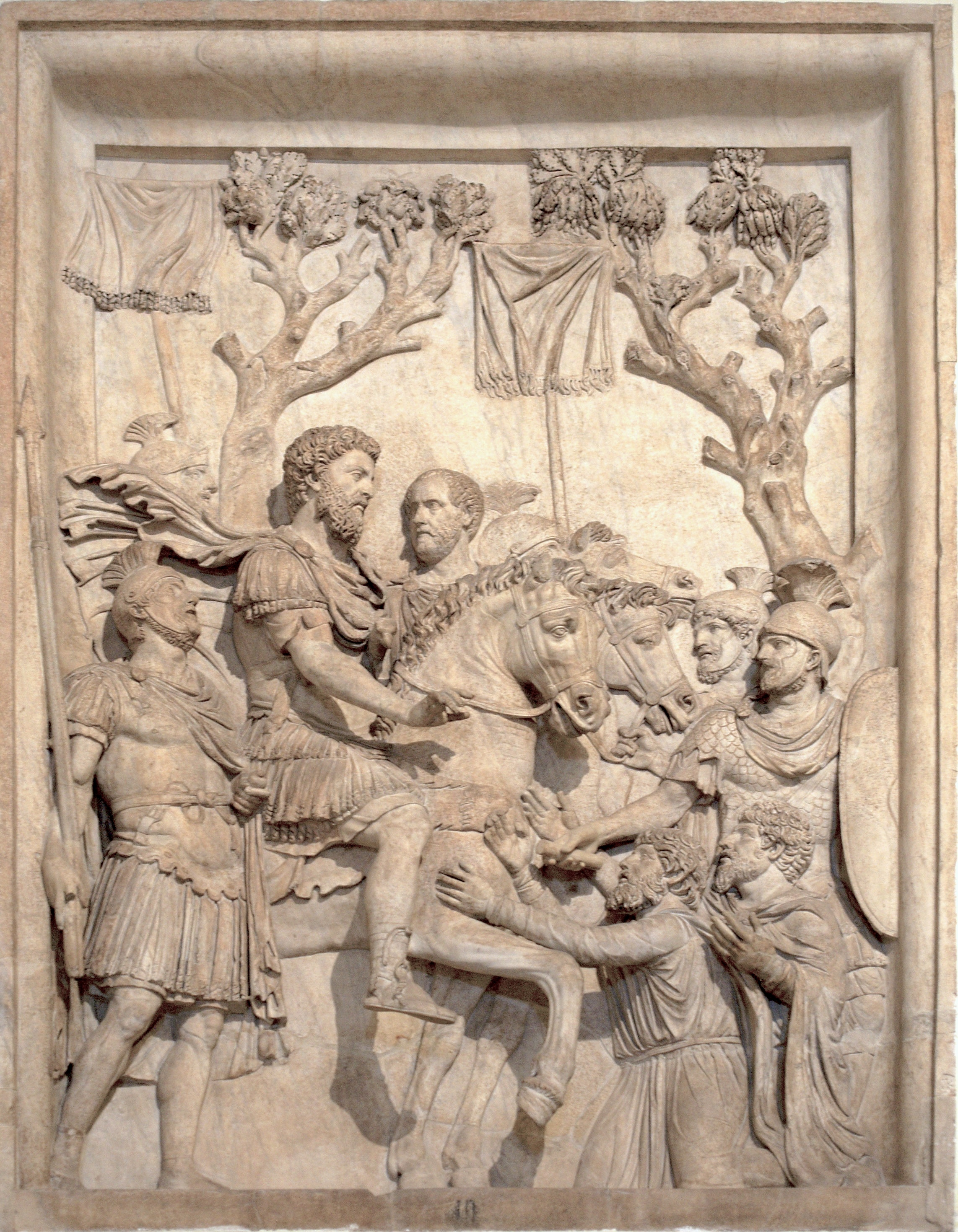
Arc de Marc-Aurèle : la clémence de l'empereur à l'égard des "barbares".
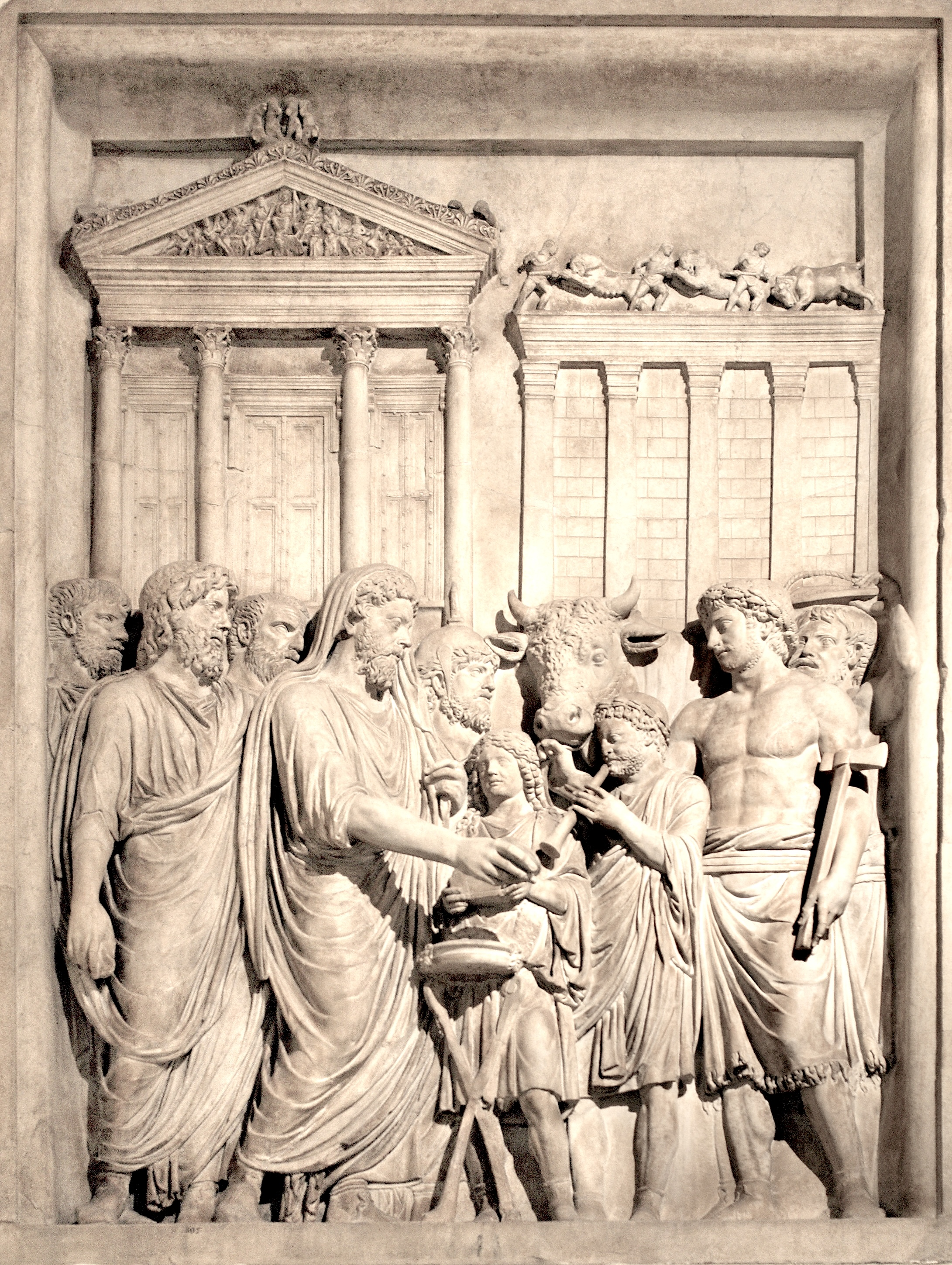
Devant le temple de Jupiter Capitolin, Marc Aurèle offre un sacrifice au dieu

La période de troubles du IIIe siècle EC voit plusieurs solutions se rencontrer pour la représentation du corps humain. Sur l'arc de Galère, à Thessalonique, les figures sont dessinées, à l'aide du trépan, plus que sculptées. La profondeur est réduite. Les Parthes sont caricaturés. Les proportions, arbitraires, mettent l'empereur en évidence. Initialement à Constantinople, dans le cas très particulier du groupe des quatre Tétrarques il était nécessaire de donner une image qui manifeste la permanence de l'unité -  vitale pour l'Empire - du pouvoir, malgré sa division en quatre personnes physiques. Les commanditaires ont choisi une roche célèbre pour sa très haute résistance aux épreuves du temps depuis l'époque des pharaons : le  porphyre rouge d'Égypte.

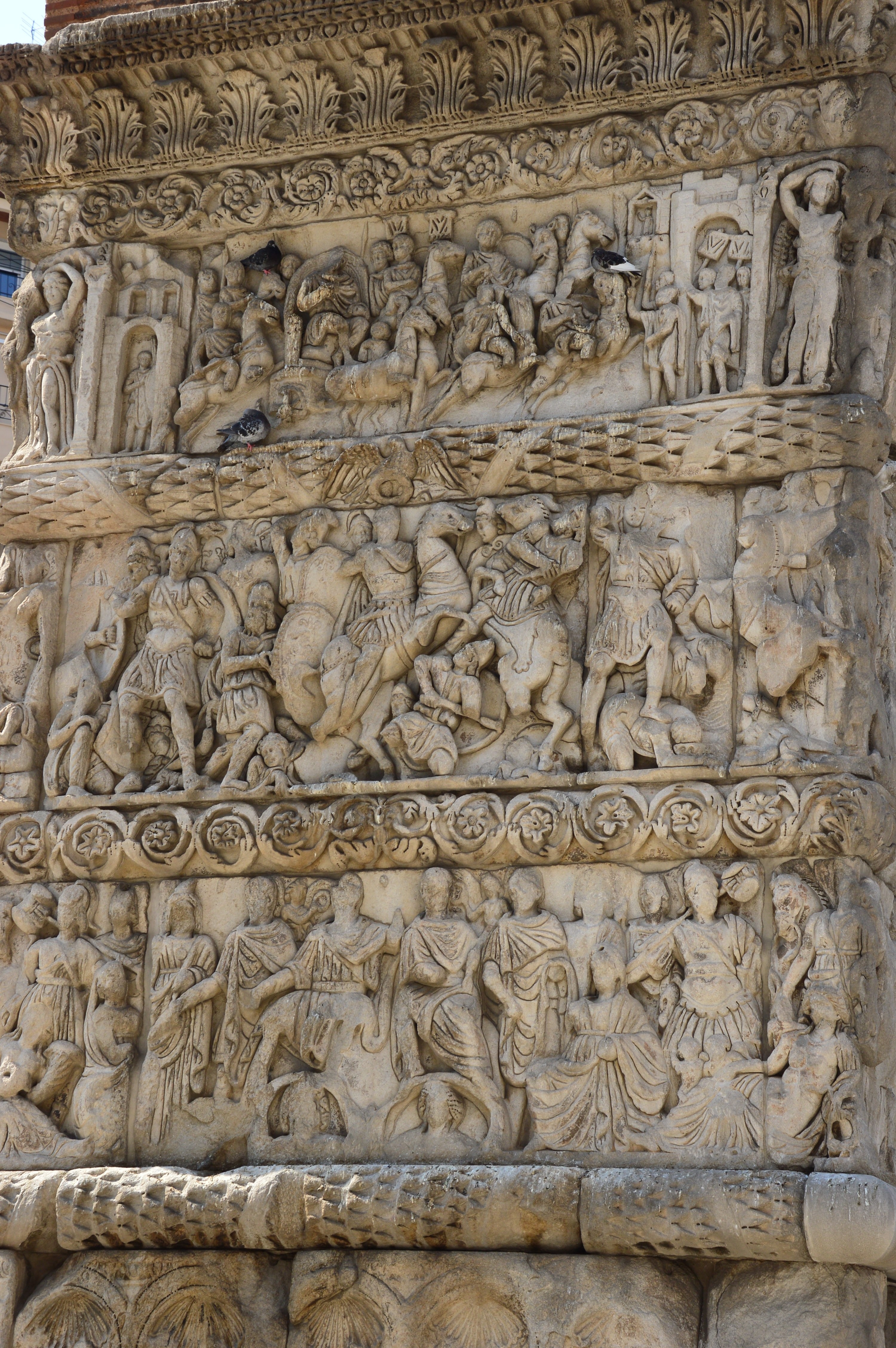
Arc de Galère. Thessalonique. Vers 300 EC. Entrée solennelle. Victoires sur les Parthes. Tétrarques
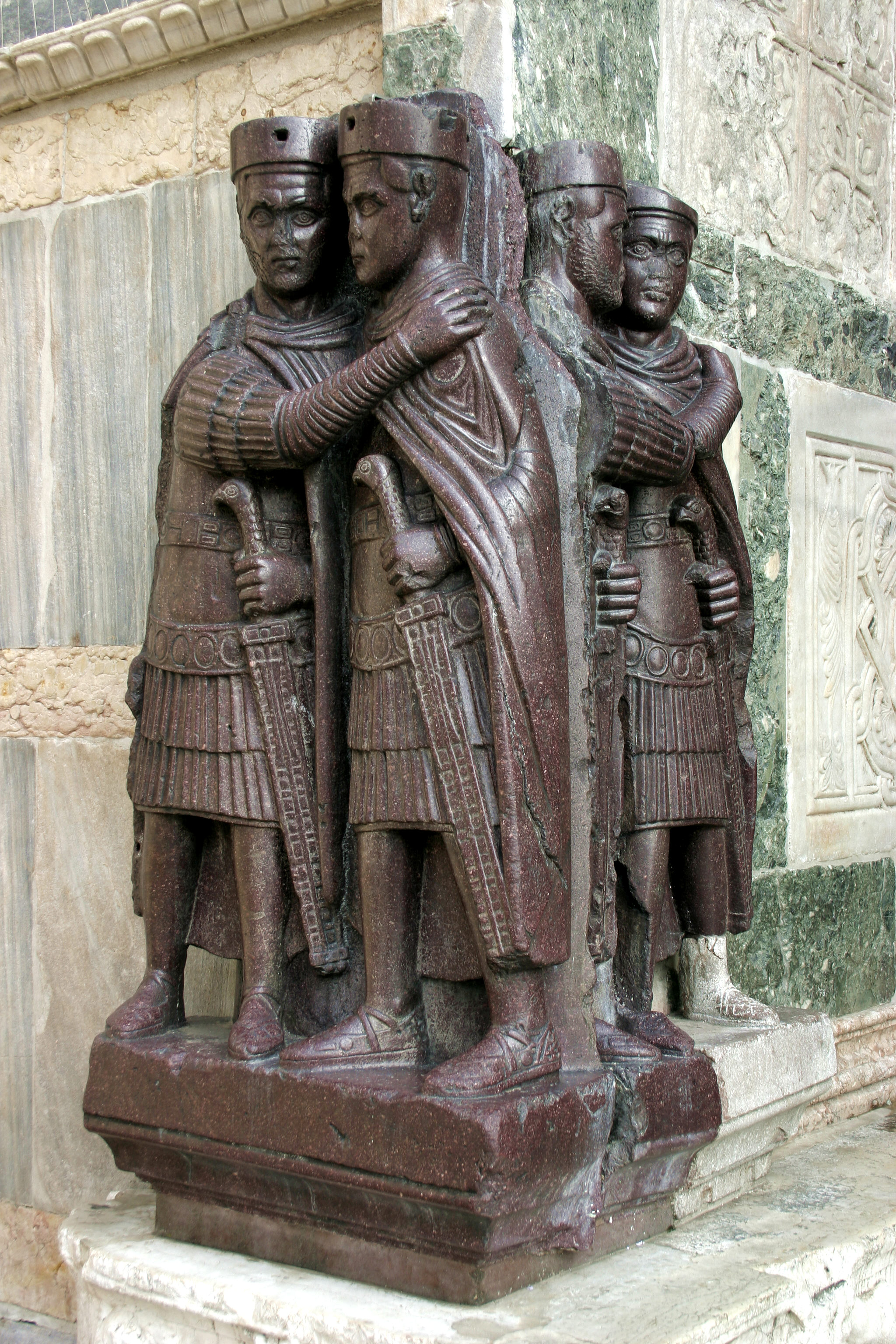
Les Tétrarques. IVe siècle EC. Porphyre rouge antique, H. 1,30 m. Saint-Marc, Venise

À l'origine, le groupe des Tétrarques était adossé à une colonne, deux par deux, à Constantinople. Ils étaient placés, sans doute à mi-hauteur, sur cette colonne qui faisait autour de 7 m, et son sommet a dû recevoir une statue divine.
Quant au style des Tétraques de Venise, les sculpteurs abandonnent, le principe de l'imitation de la nature, la mimesis : c'est la solution de la stylisation qui est retenue par la simplification des formes et leur fusion en des masses compactes. Le travail de cette roche dure induit, d'ailleurs, la simplification des détails, comme les mains, et la construction de grandes masses, comme les manteaux qui tombent avec quelques plis, qui renforcent la clarté du message. Ainsi, dans ce groupe, tout y est semblable mais significatif : non seulement les visages et les corps sont semblables, mais les vêtements et l'équipement, nouveaux dans l'iconographie impériale, sont ceux des soldats du corps d’armée le plus puissant de l’époque : l’armée d’Illyrie, dont ils sont tous issus. L'accolade, auparavant réservée au domaine familial, apparaît ici pour la première fois dans un contexte officiel. Les visages et les âges sont à peine différenciés, mais la barbe naissante signale, sur deux d'entre eux, un Auguste. Ils représentent donc bien les deux parties de l'Empire en deux couples Auguste-César, correspondant à la nouvelle division du pouvoir au sein de l'Empire. Tout ici est la traduction de l'idéologie tétrarchique de l'unité, aux dépens de la personnalité de chacun des souverains,,.

## Provinces romaines au Moyen-Orient, en Égypte et en Afrique du Nord
Les provinces romaines ne se distinguent pas toujours par leurs sculptures de ce qui se fait en Italie ou en Grèce. Un exemple parmi tant d'autres : la ville de Pergé antique (Pamphylie au IIe siècle), était entièrement décorée comme une ville romaine : arcades, nymphées, thermes, agoras et théâtres recevaient des sculptures, avec, parfois des signatures d'artistes locaux qui ont subsisté, comme au musée d'Antalya pour ce qui concerne Pergé. Mais certaines régions gardent des traits caractéristiques qui leur sont propres, comme Palmyre gréco-romaine et l'Égypte.

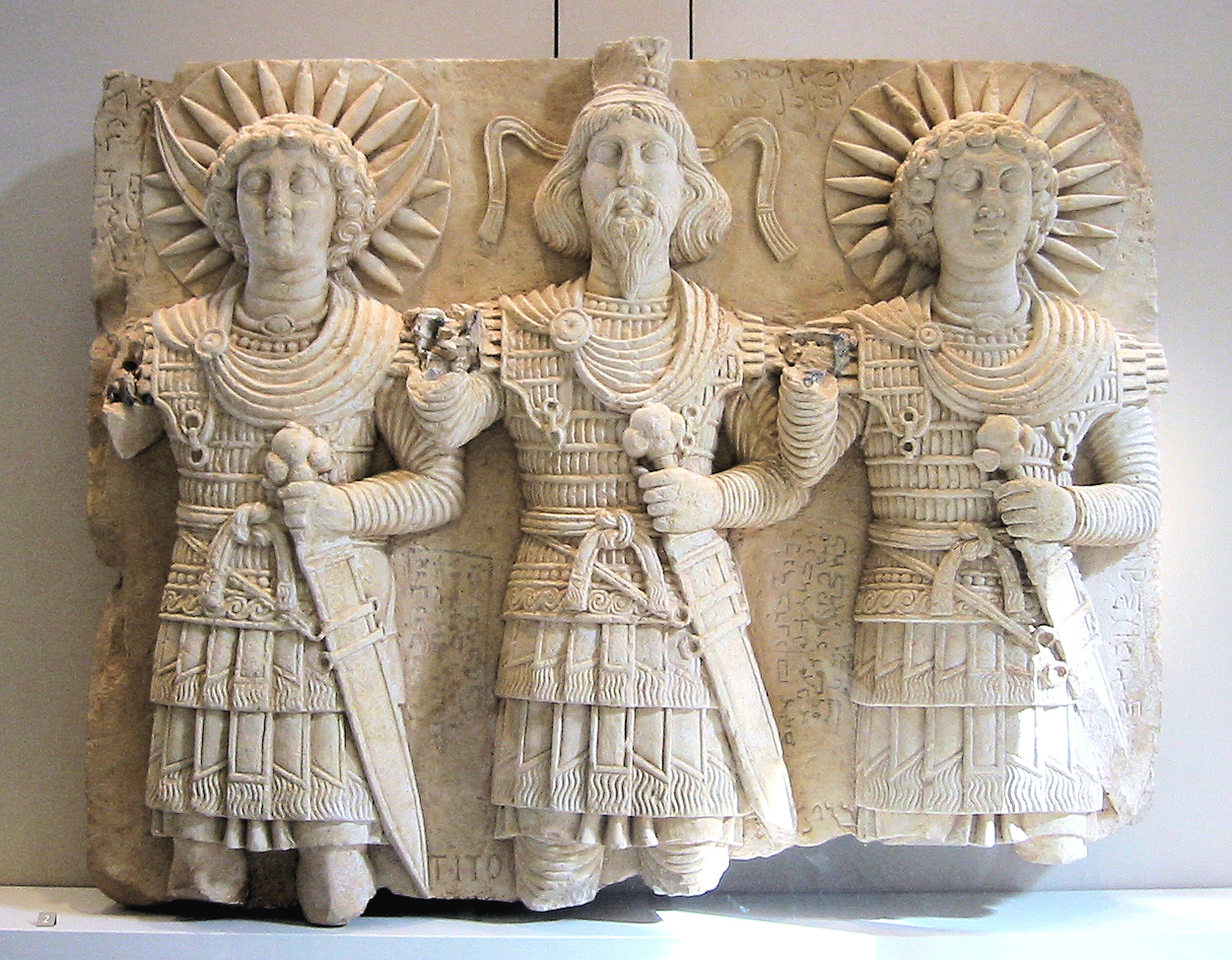
Triade divine palmyrénienne : Baalshamin, maître des cieux entre le dieu Lune 'Aglibôl et le dieu Soleil Yarhibôl (Malakbêl). Région de Palmyre, début Ier siècle EC. Calcaire. H. 56 cm. Louvre
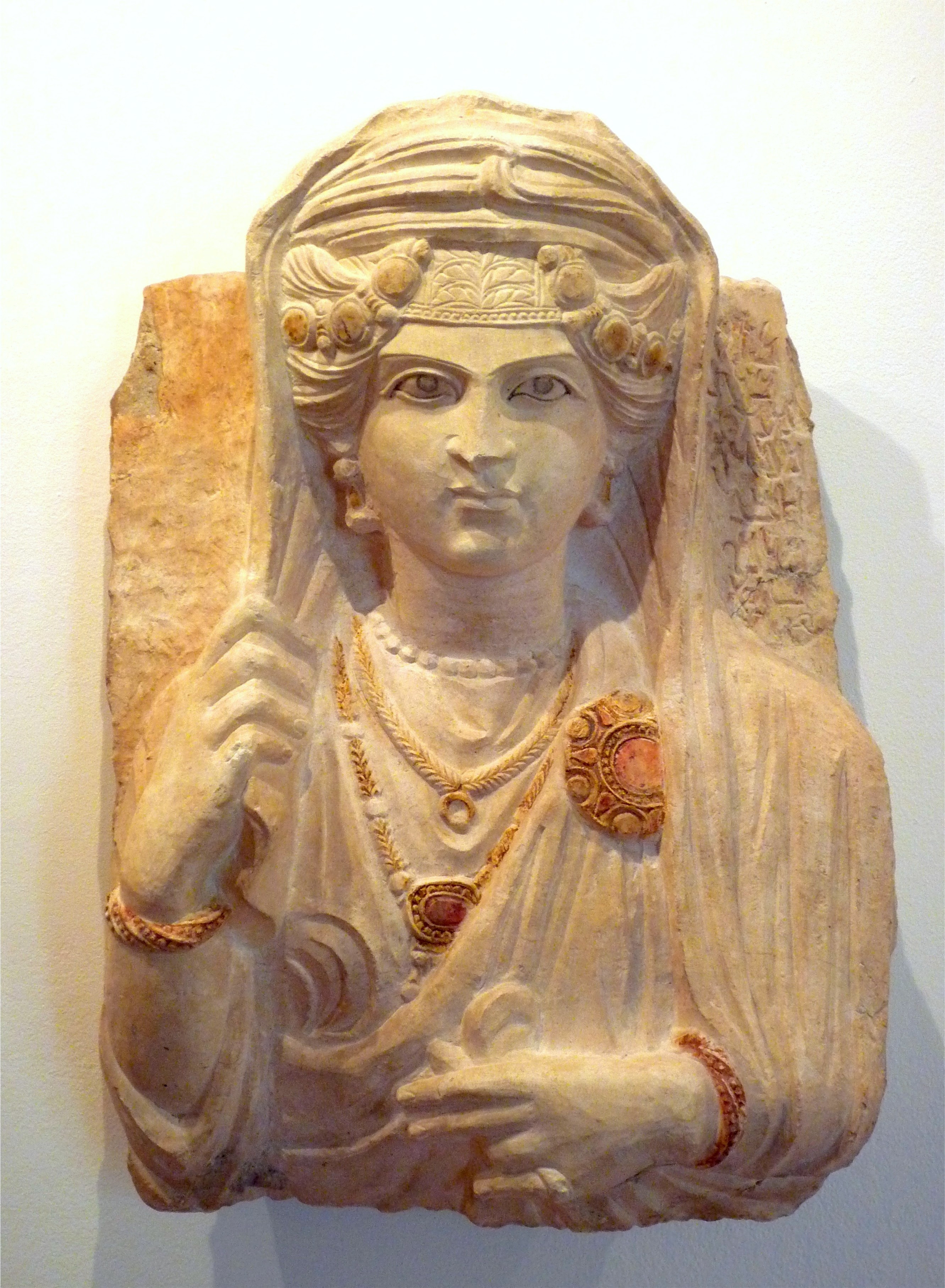
Portrait funéraire de "Bat'â fille de Moqîm". Palmyre gréco-romaine. Calcaire peint, H. 43 cm. IIe siècle EC. Musée de Grenoble
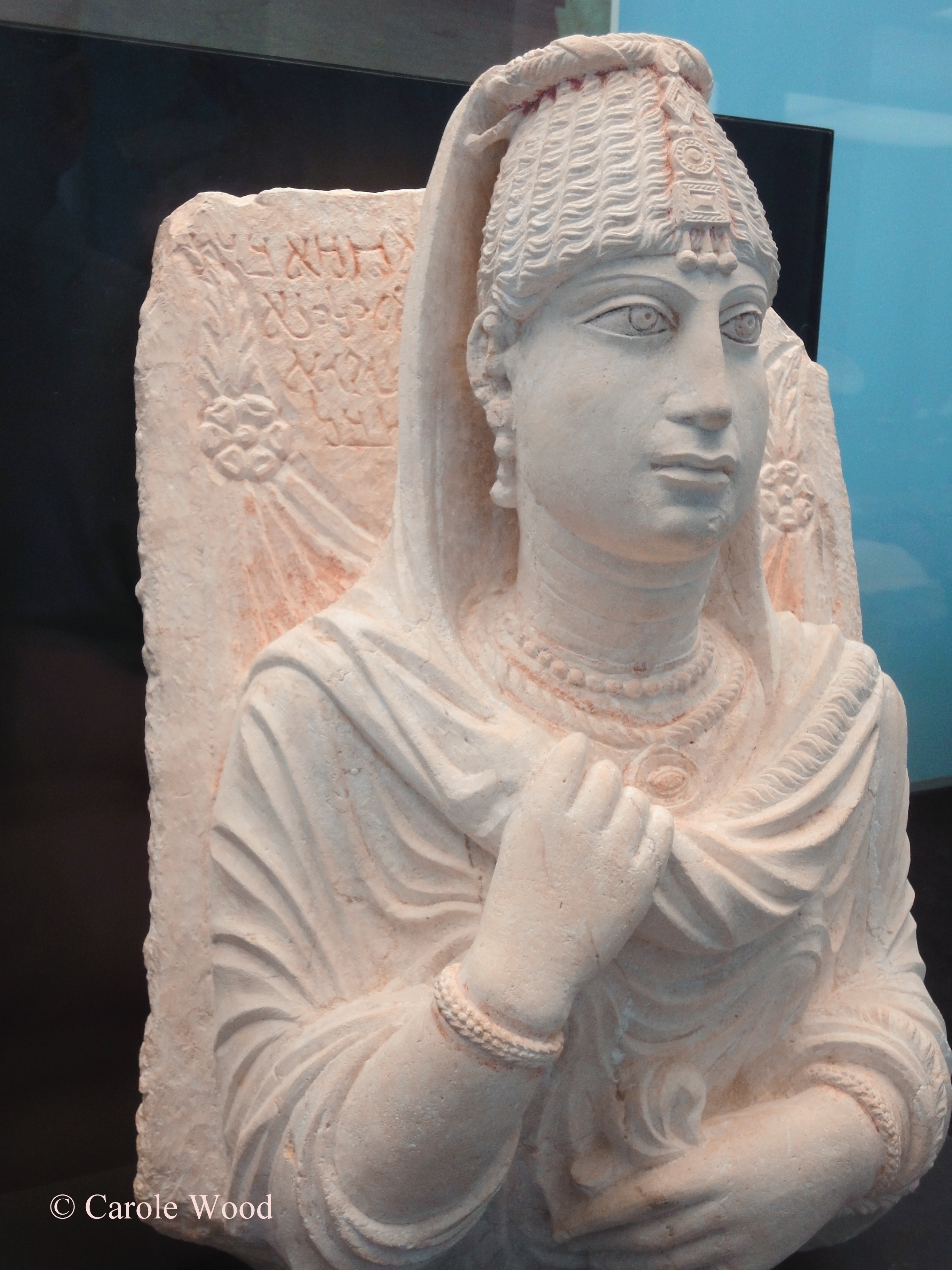
Portrait funéraire d'une dame de Palmyre. Calcaire. IIe ou IIIe siècle EC. Musée archéologique de Palmyre
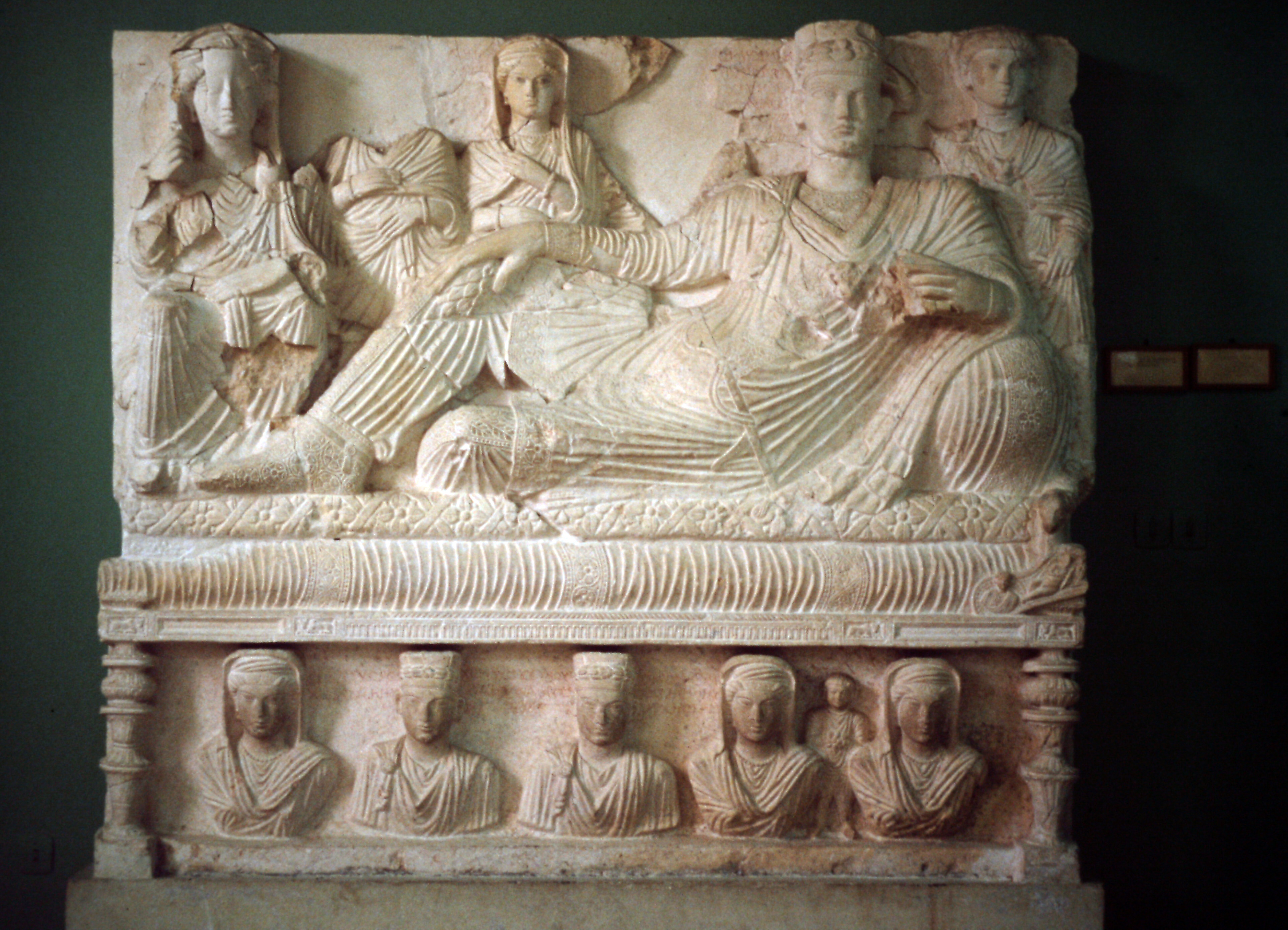
Palmyre: famille, provenant d'un tombeau. Musée archéologique de Palmyre en 1993

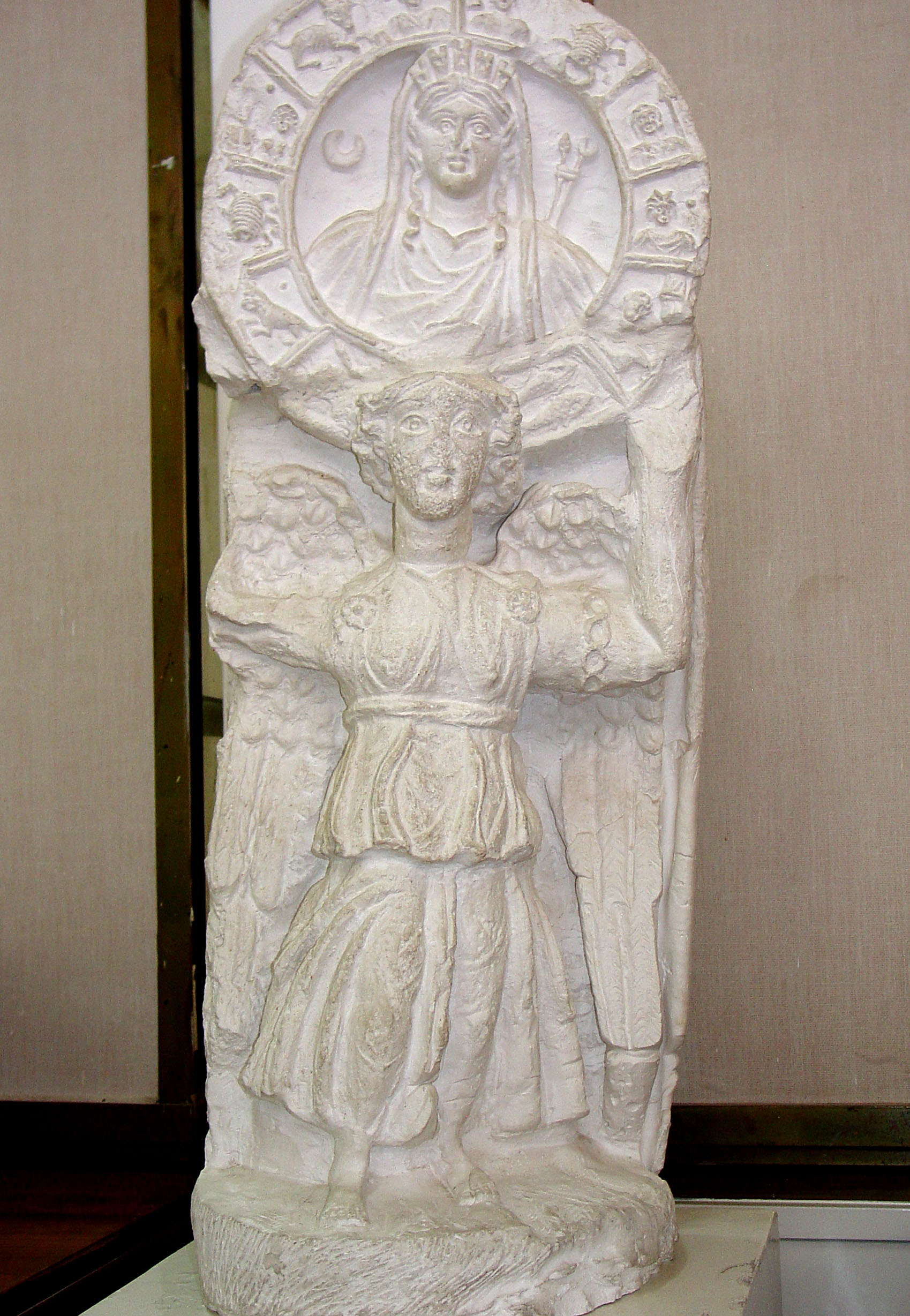
Tyché au centre du zodiaque, portée par une Victoire ailée. s. Musée Arch. Jordanie, Amman, et moulage: A.M. Cincinnati

Les nabatéens, connus aujourd'hui pour leurs tombeaux et leurs temples taillés dans le grès, en particulier en Jordanie, vénéraient des dieux et des déesses arabes préislamiques, ainsi que des rois déifiés. Mais certaines divinités issues du panthéon hellénistique et romain ont été intégrées à ce monde divin, comme la Tyché grecque, la Fortune (Fortuna, romaine) (musées d'Amman et Cincinnati). Elle porte une couronne en forme de muraille, comme d'autres figures de Tyché de l'époque romaine au Moyen-Orient. Elle est associée aux cieux et à la fertilité, comme en témoignent de chaque côté de son visage le croissant de lune à gauche et, sur deux baguettes : un autre croissant de lune et un épi. Tyché est entourée des signes du zodiaque disposés en deux séries liées probablement à une organisation cultuelle de l'année spécifique au sanctuaire dont elle faisait partie : consacré au grand dieu des nabatéens, Dushara-Dusarès et d'une divinité féminine représentée sous les traits d'Atargatis,.

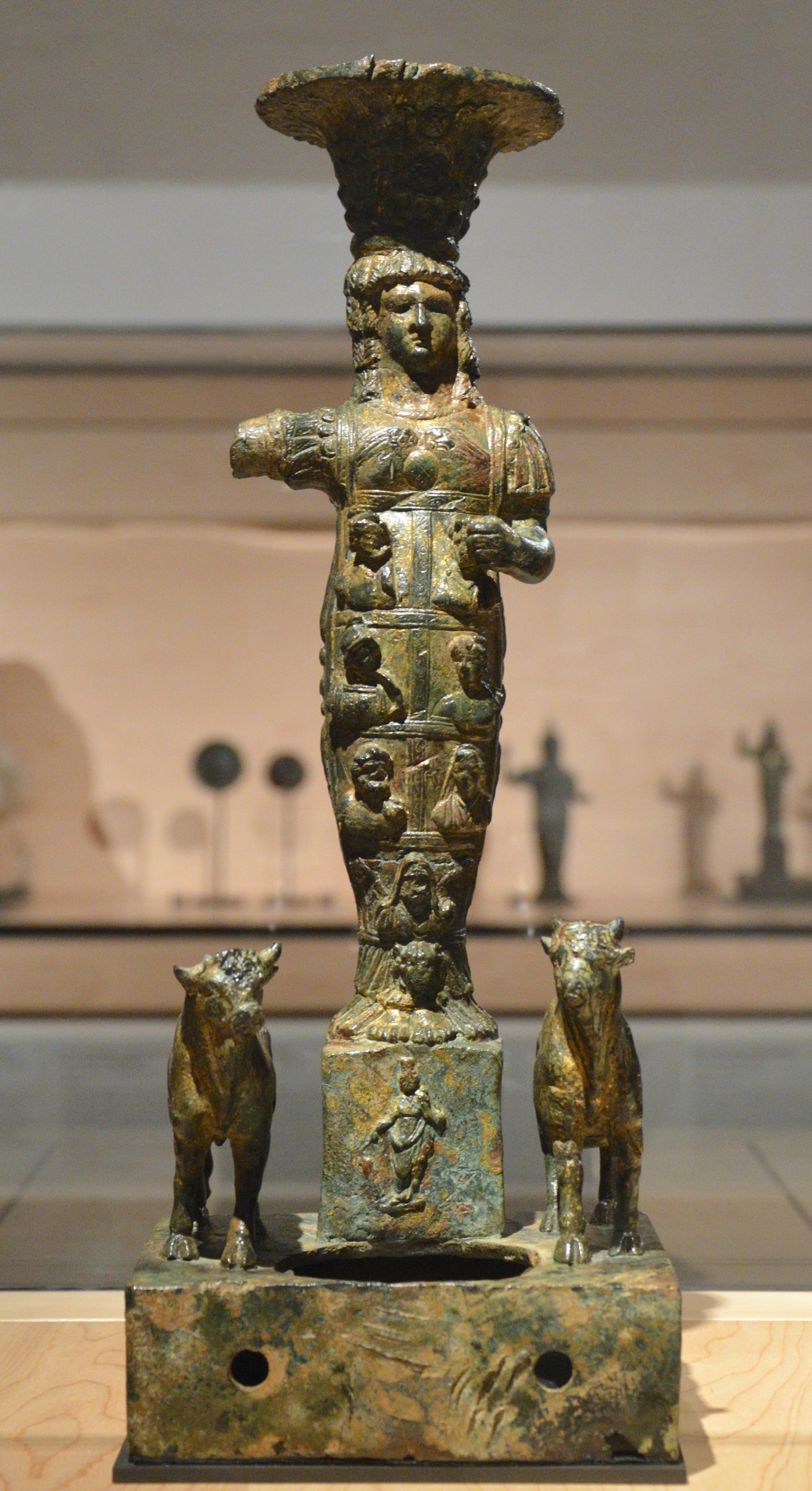
Jupiter Héliopolitain. Province romaine de Syrie. Bronze, H. 38,4 m, IIe siècle EC.
Musée du Louvre

Quant à la Syrie romaine elle produit des formes nouvelles, comme ce Jupiter héliopolitain - d'Héliopolis (Baalbek, Liban) - conservé au musée du Louvre, dont le corps est cuirassé et dont la cuirasse porte des bustes de divinités. Sa tête est couverte d'un calathos, associé à la culture grecque et hellénistique puisqu'on le retrouve comme coiffure de  la statuette d'Isis-Aphrodite, au Metropolitan Museum. À ses pieds se dressent deux taureaux. Le sanctuaire du dieu se trouvait dans la plaine de la Bekaa, au Liban actuel,. « Il incarne toutes les forces spirituelles qui convergent sur cette côte, terre de syncrétisme, entre le mysticisme de l’Orient, la religion de Rome, les cultes égyptiens et les croyances grecques ».

Égypte romaine
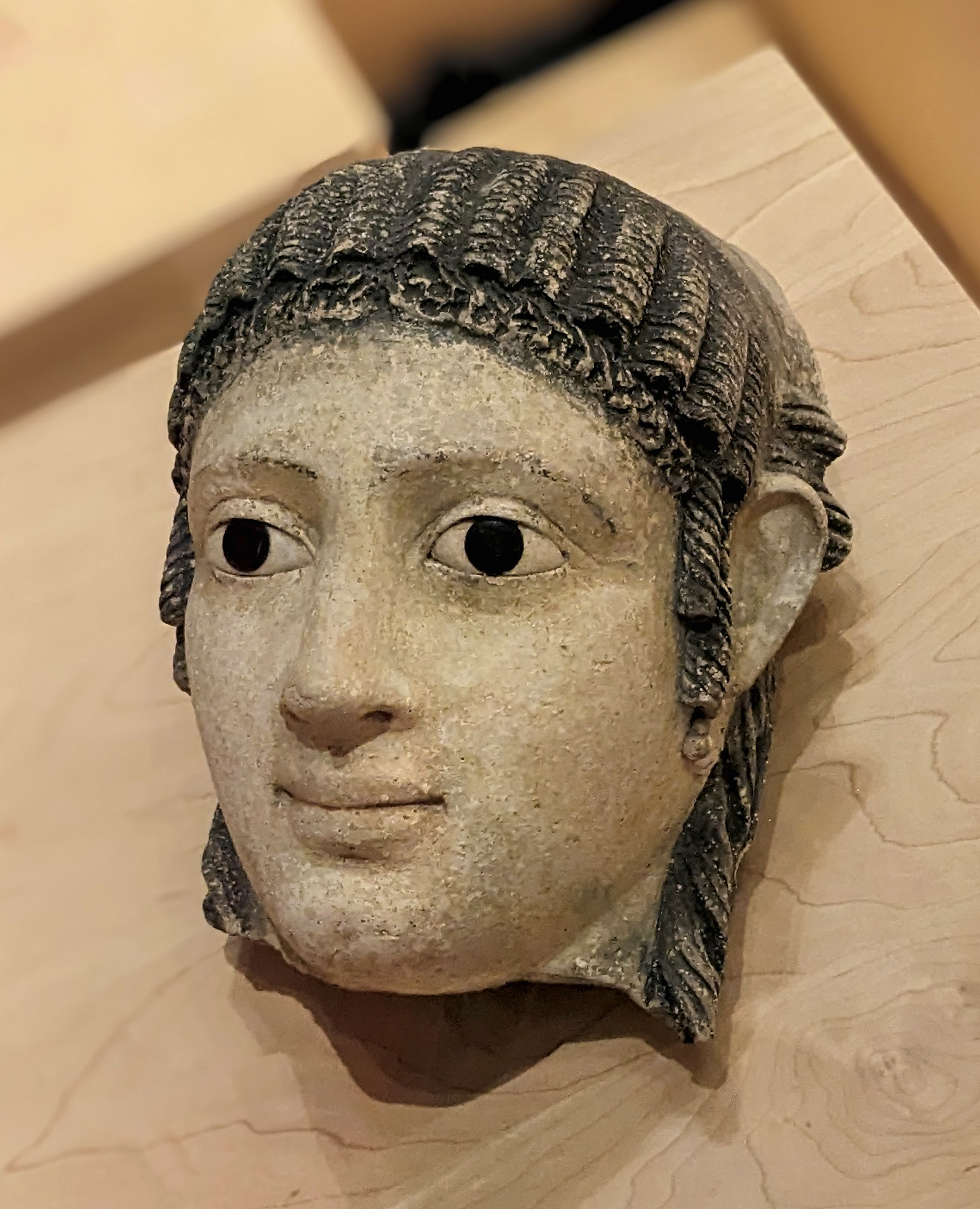
Masque de momie. Stuc peint, verre. H. 24 cm. Égypte, Ier siècle EC. Louvre[162],
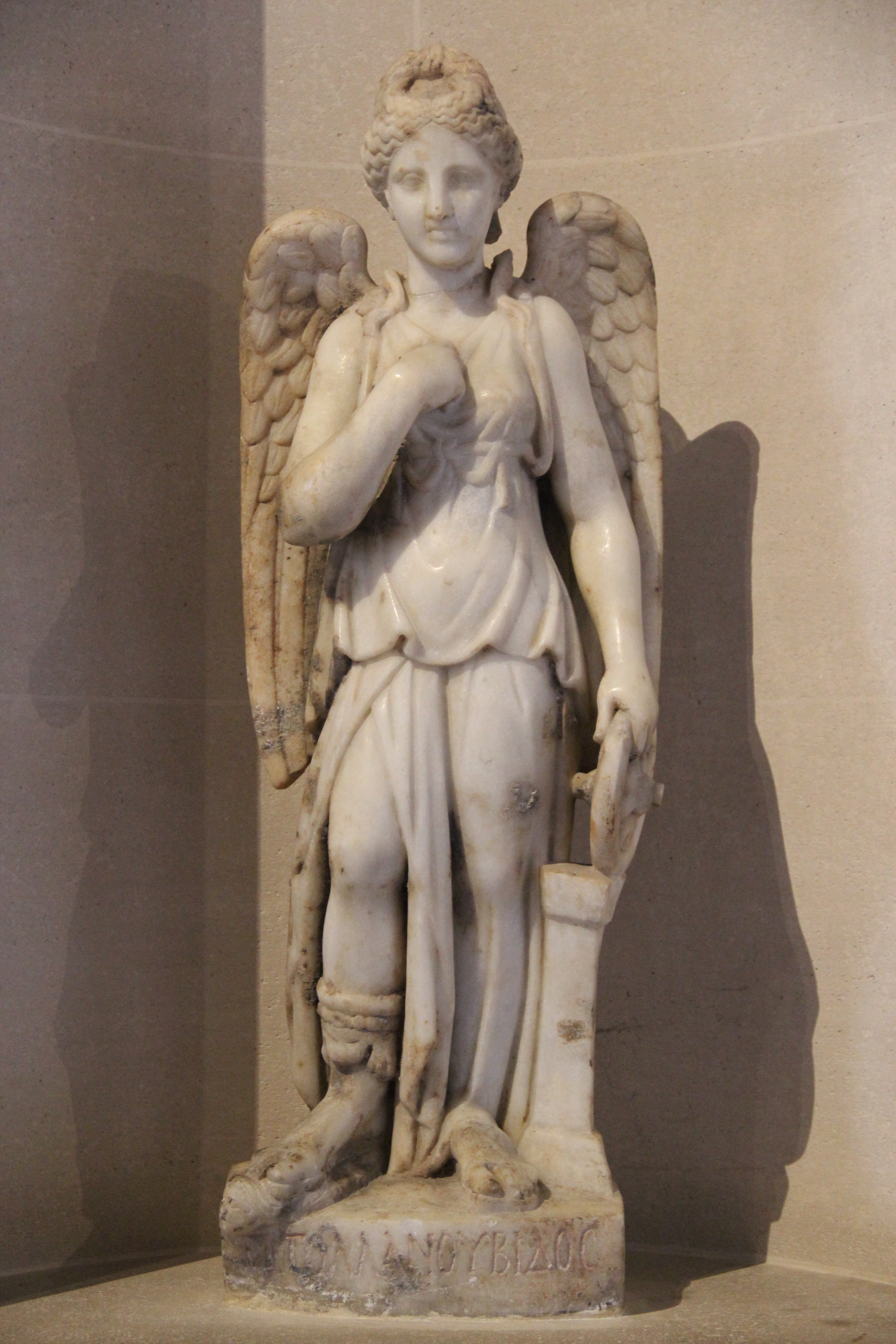
Némésis. IIe siècle EC. Sebennytos. (Samanoud, Égypte). Marbre, H. 86 cm. Louvre[164].
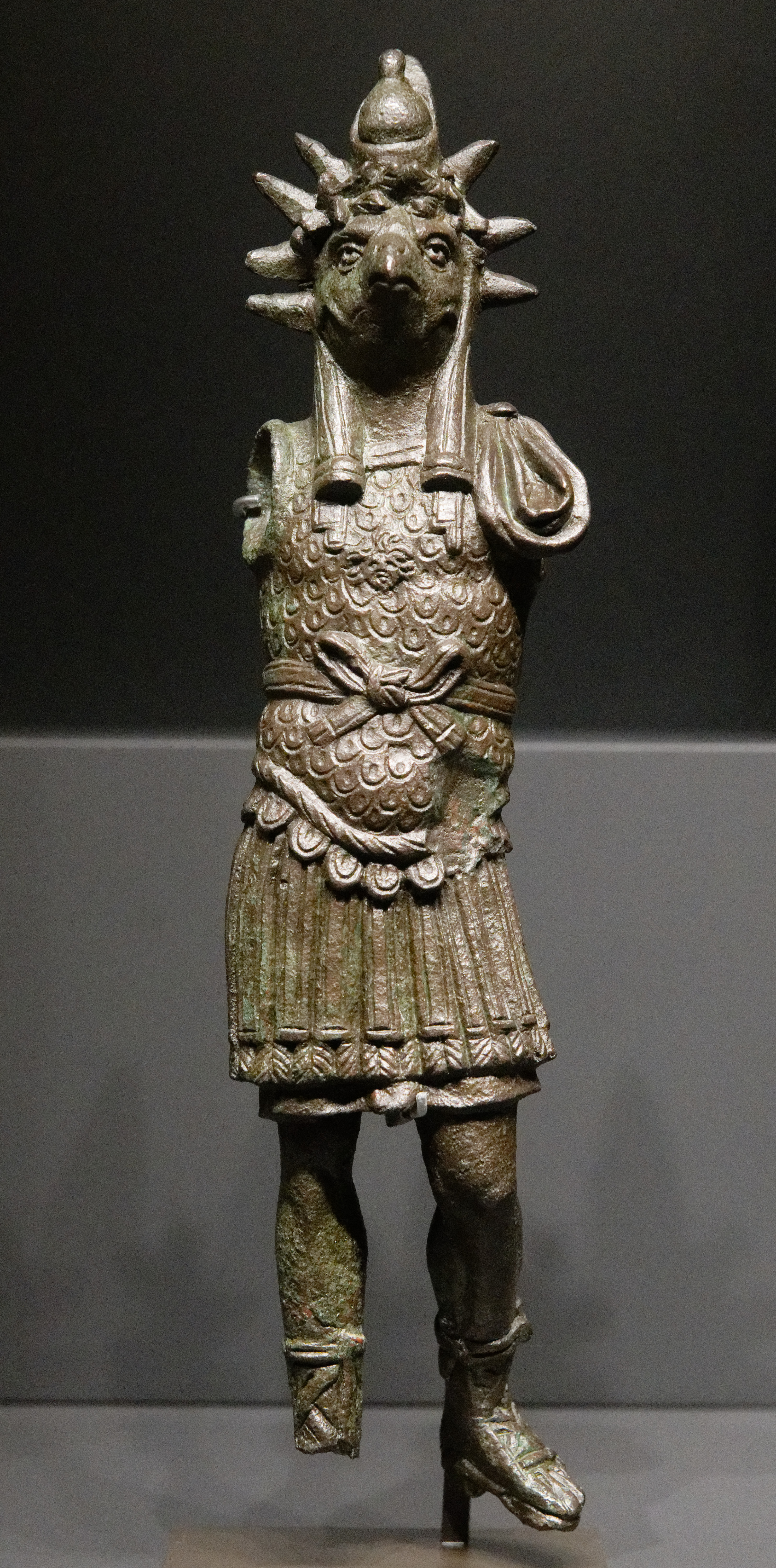
Horus légionnaire-empereur. Bronze. H. 26,5 cm. IIe siècle EC. Louvre

L'Égypte romaine, sur le plan artistique, hérite d'une très longue tradition de pratiques culturelles locales impliquant des sculptures figuratives : divinités et portraits de dignitaires, en particulier. Avec l'instauration du royaume lagide, l'arrivée de la culture hellénistique qui se diffuse depuis Alexandrie et les ports du delta du Nil apporte de nouveaux codes de figuration pour de nouvelles pratiques culturelles, mais le style des portraits lagides naturalistes se distingue parfois peu de ceux des périodes précédentes : les portraits des dynasties perses et de la XXXe dynastie. La culture romaine du portrait républicain n'introduit qu'une certaine morgue dans l'expression, la marque d'un idéal propre à cette aristocratie, où qu'elle soit.

Afrique du Nord romaine
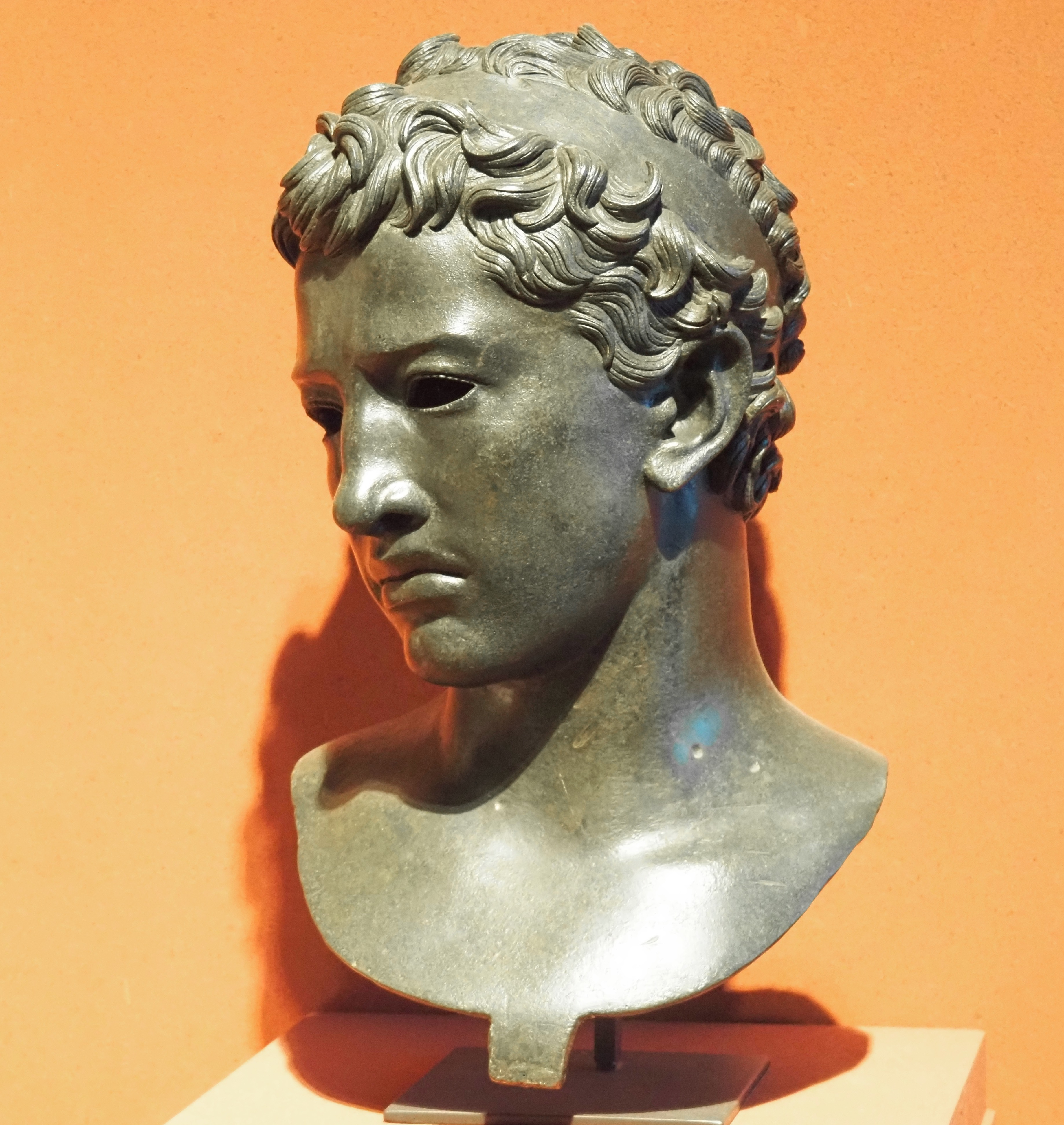
Buste de Juba II. Volubilis, vers 25 AEC. Musée de l'histoire et des civilisations de Rabat
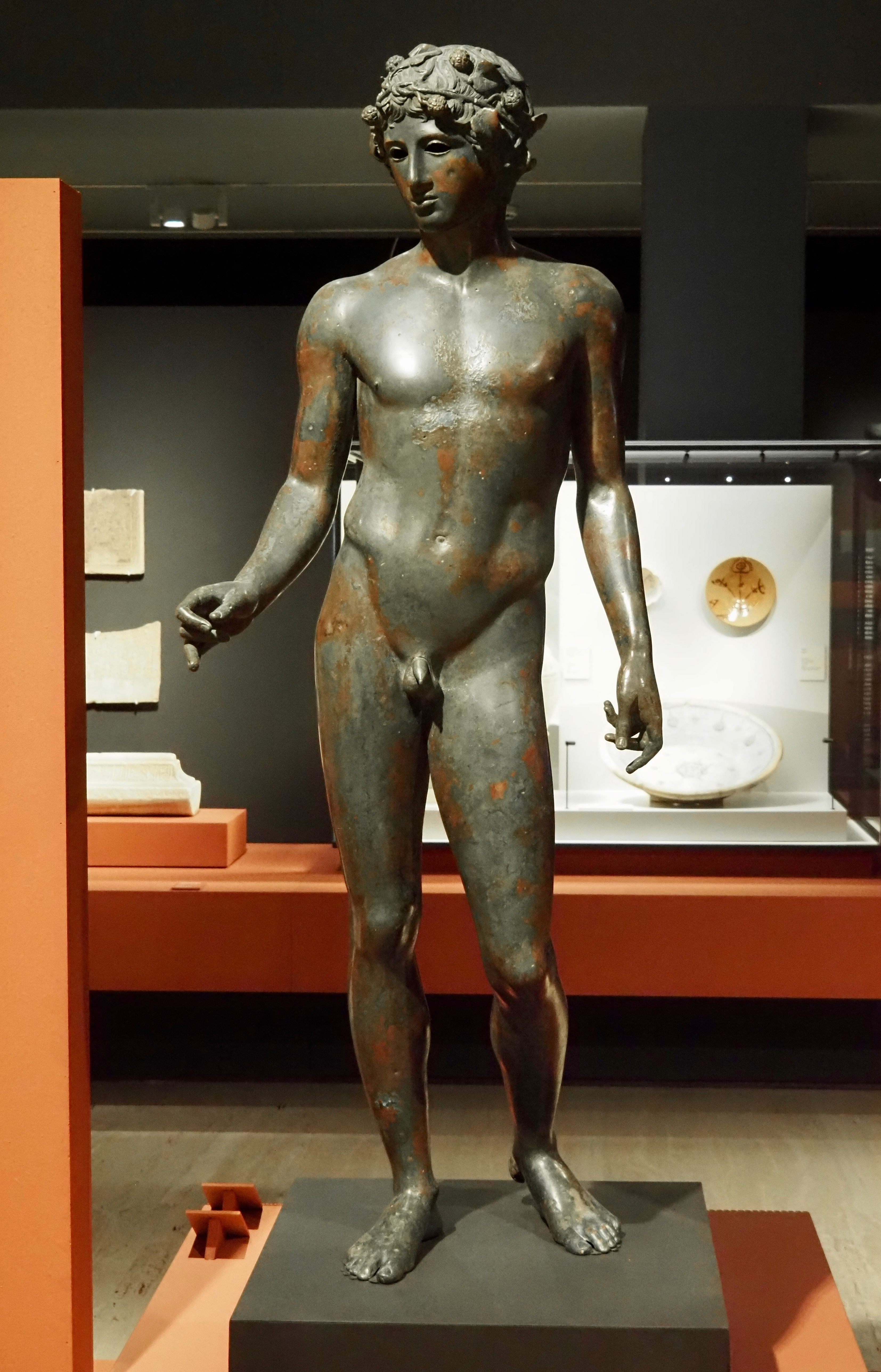
Éphèbe couronné (porteur de lampe ?). Volubilis, Ier siècle AEC/Ier siècle EC. Musée d'histoire et civilisations, Rabat

Le syncrétisme religieux que l'on décèle dans ces exemples dans le domaine artistique, au Moyen-Orient et en Égypte, est bien plus imprégné de l'hellénisme qu'en Occident, dans la Gaule romaine, en Hispanie romaine et en Bretagne romaine. Les archéologues distinguent d'ailleurs un art gallo-romain propre à la culture gallo-romaine, qui conserve certaines caractéristiques issues du monde celte, dont il est issu. De leur côté, les riches aristocrates, propriétaires de villae romaines, dans tout cet espace, s'entouraient de nombreux reflets de la culture romaine qui se pratiquait à Rome : sculptures, mosaïques, peintures , etc.. De même, l'Afrique du Nord, romaine possède aujourd'hui un grand nombre de sculptures qui ne se distinguent pas de ce qu'il se faisait en Italie romaine.

## Sculpture religieuse
L'architecture religieuse romaine se distingue de l'héritage hellénistique « par son goût pour l'espace, l'ampleur des constructions, le décor illusionniste, le manque d'attention aux détails plastiques et l'importance de la façade ».

### Cultes gréco-romains
Ce sont les statues des cultes traditionnels (la religion de la Rome antique) sur la péninsule et la Sicile dont Rome a achevé la conquête en 241 AEC, et enrichis avec les divinités grecques grâce à l' interpretatio graeca, au contact des colons Grecs. Les plis bouillonnants des Victoires qui viennent se poser au sol, suivent des modèles grecs, parfois jusqu'à un certain "maniérisme", même dans les productions provinciales, comme en Gaule jusqu'à Champigny-lès-Langres et sur du calcaire travaillé avec soin. Ces Victoires se retrouvent dans tout l'empire, le plus souvent sculptées sur un globe en ronde-bosse, ou sous forme de bas-reliefs associés aux arcs de triomphe et à des monuments funéraires, comme les sarcophages.
Certaines de ces statues ont été réalisées selon un procédé apprécié des Romains : les pierres de couleurs, souvent des marbres colorés pour les costumes et en albâtre coloré pour les bustes, comme pour la Minerve du Palais Massimo des Thermes, où la chair des bras et des pieds était évoquée en marbre blanc de Luni (le marbre de Carrare).

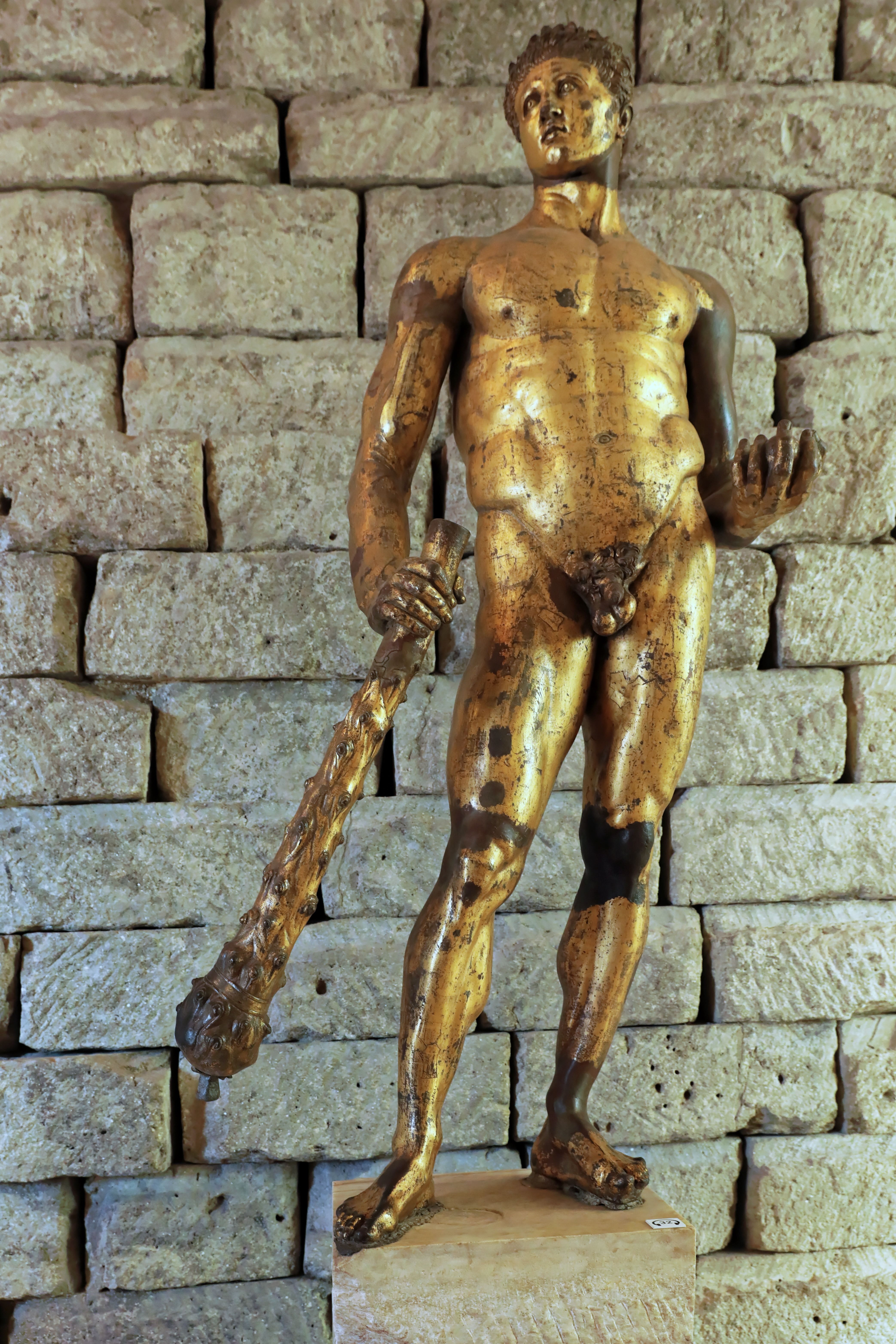
Hercule, proche du style de Lysippe. Bronze doré. H. 2,5 m. IIe siècle AEC. Musées du Capitole[N 25]
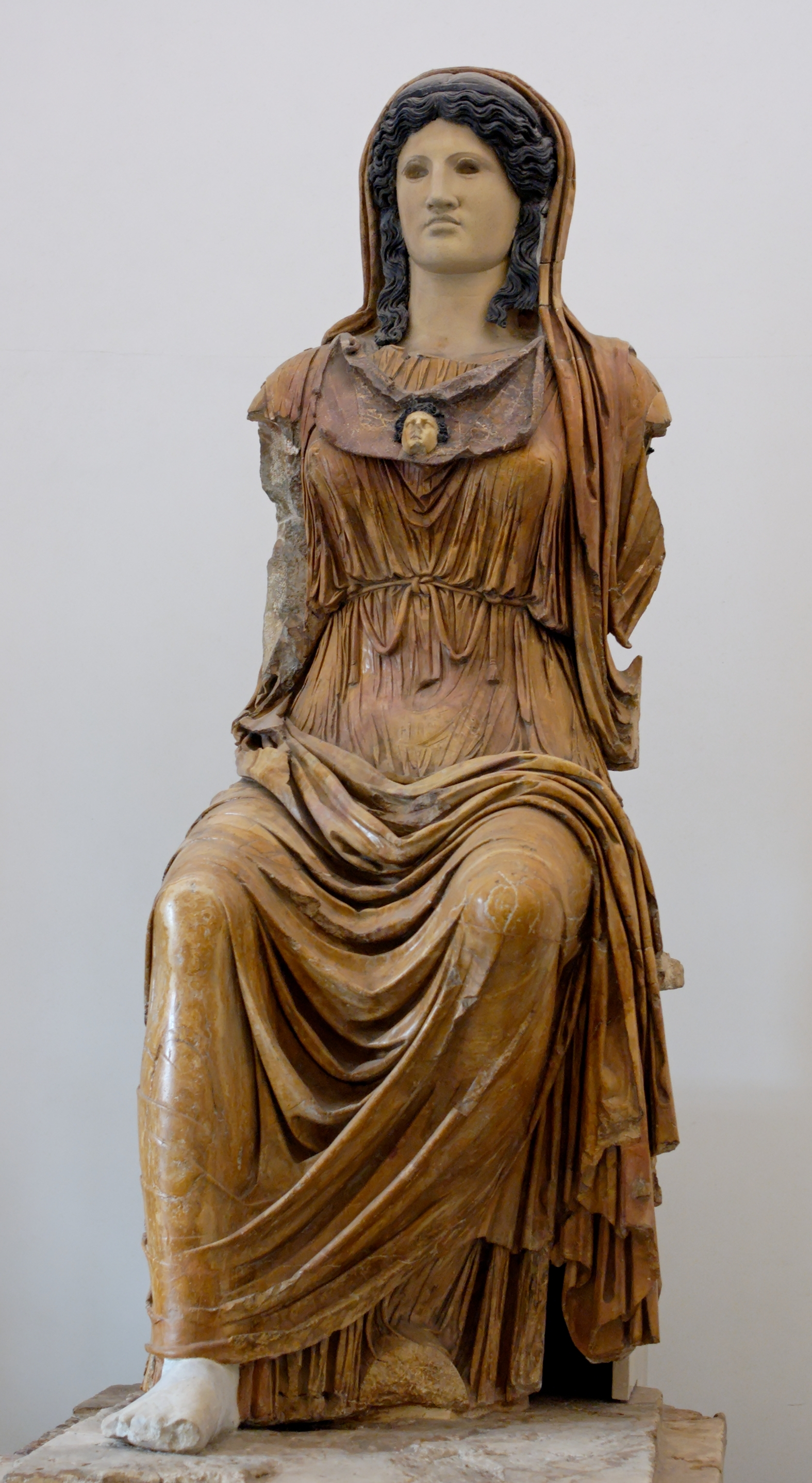
Statue de culte de Minerve à la tête d'Athéna. Albâtre rose (drapé, égide), basalte (chevelure, gorgonéion), marbre de Luna (gorgonéion, pied droit) et stuc peint (tête). Vers 50 AEC - 50 EC. Palais Massimo des Thermes
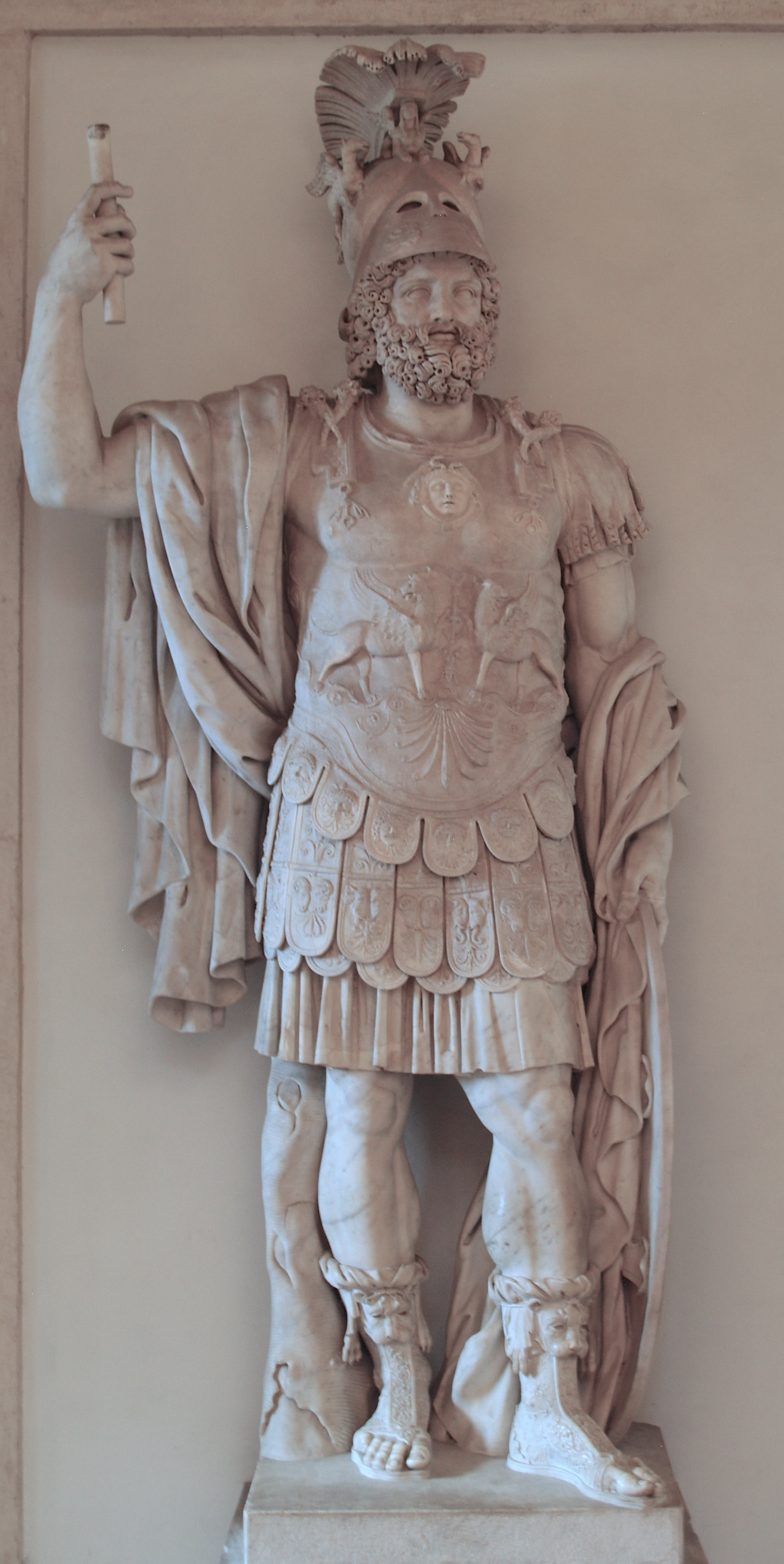
Mars Ultor (Mars vengeur). Marbre. début du IIe siècle EC (?) d'après un original augustéen (27 AEC-1#4 EC) fondé sur un original du IVe siècle AEC[N 26]
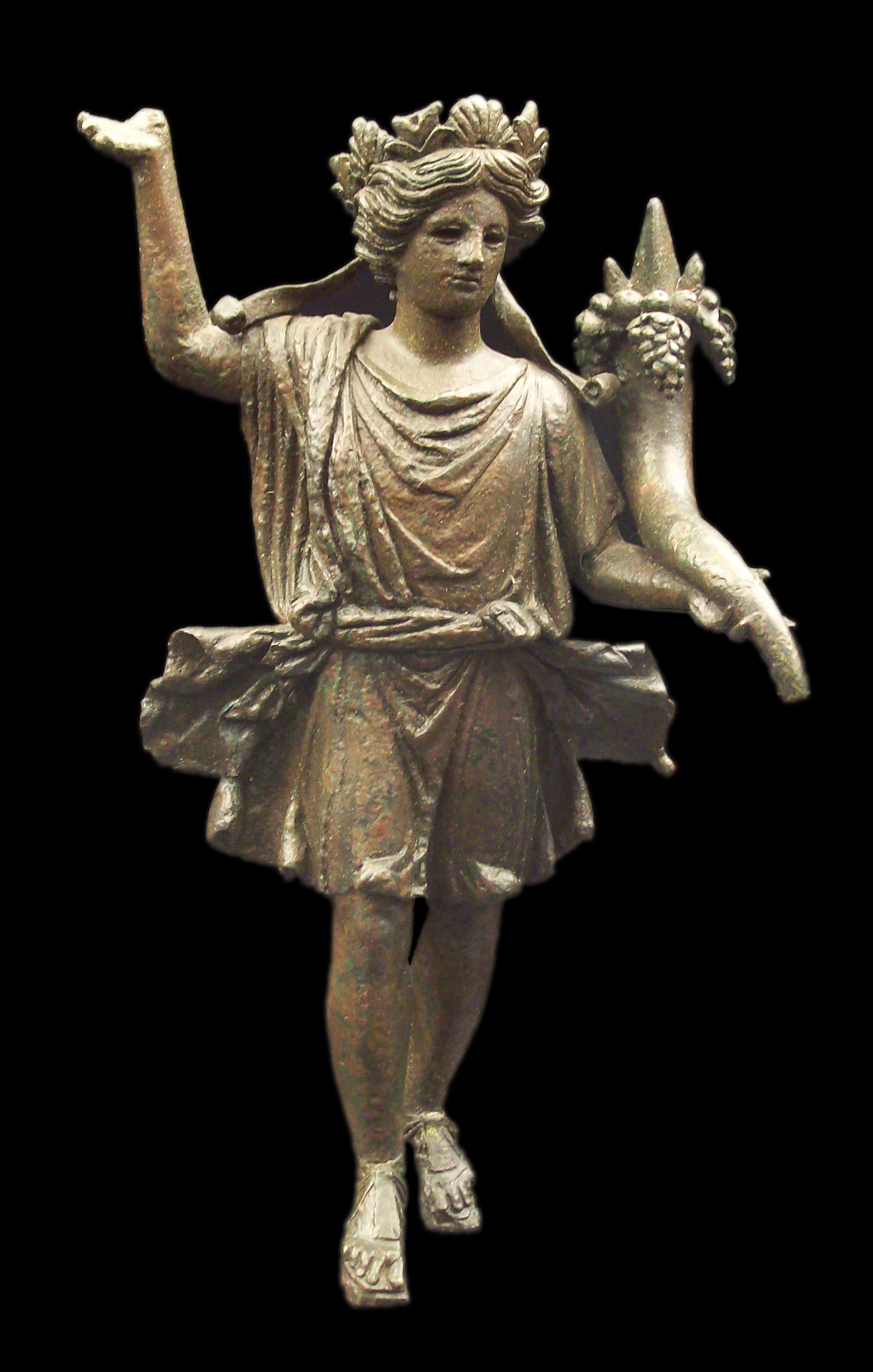
Statuette de dieu Lare. Bronze, H. 22,5 cm. Première moitié du Ier siècle AEC. Musée archéologique national de Madrid[N 27]

Deux sculptures du Département des Monnaies, médailles et antiques de la Bibliothèque nationale de France (Cabinet des médailles) illustrent les particularités des cultes romains dans l'empire. À la suite du royaume Séleucide, hellénistique, dans le Liban actuel, le culte de Sol, le dieu Soleil des romains fusionne avec celui de l'Hélios grec. Le musée en conserve une figure d'applique, en buste, découverte au Liban, aux traits un peu lourds, et daté entre le IIe et le IIIe siècle. Ainsi, dans les pays soumis par Rome mais depuis longtemps au contact avec la culture gréco-romaine, les cultes gréco-romains sont plus ou moins aisément incorporés en fonction des cultures locales. En Gaule, Mercure, le dieu préféré des Gaulois selon Jules César, prend la forme d’un "Mercure tenant le caducée" en argent pur, conservé, lui aussi, au Cabinet des médailles, une probable statue de culte (?), haute de 56 cm, d'époque gallo-romaine, découverte dans une cachette soigneusement aménagée vers le IIIe siècle dans un sanctuaire consacré précisément au dieu Mercure.

### Transferts culturels et syncrétisme
La sculpture permet de voir l'introduction de nouvelles religions au sein de l'Empire romain, avec la datation et la localisation de statues et reliefs dédiés aux nouvelles divinités.
Comme pour ce qui s'était passé à la suite des conquêtes d'Alexandre, les sculptures romaines reflètent les transferts culturels entre les cultures et souvent cela conduit à des formes produites par syncrétisme.
Ils assimilent, donc, des éléments d'autres cultures, comme la sculpture égyptienne, pour des productions égyptianisantes nécessitées par les cultes de l'Égypte antique dans l’empire. Les formes qui résultent de ces transferts, d'une culture à l'autre manifestent une grande créativité dans des assemblages syncrétistes. La statue d’Harpocrate, dieu de la fécondité, une récente acquisition du Musée du Louvre, en est un bon exemple.

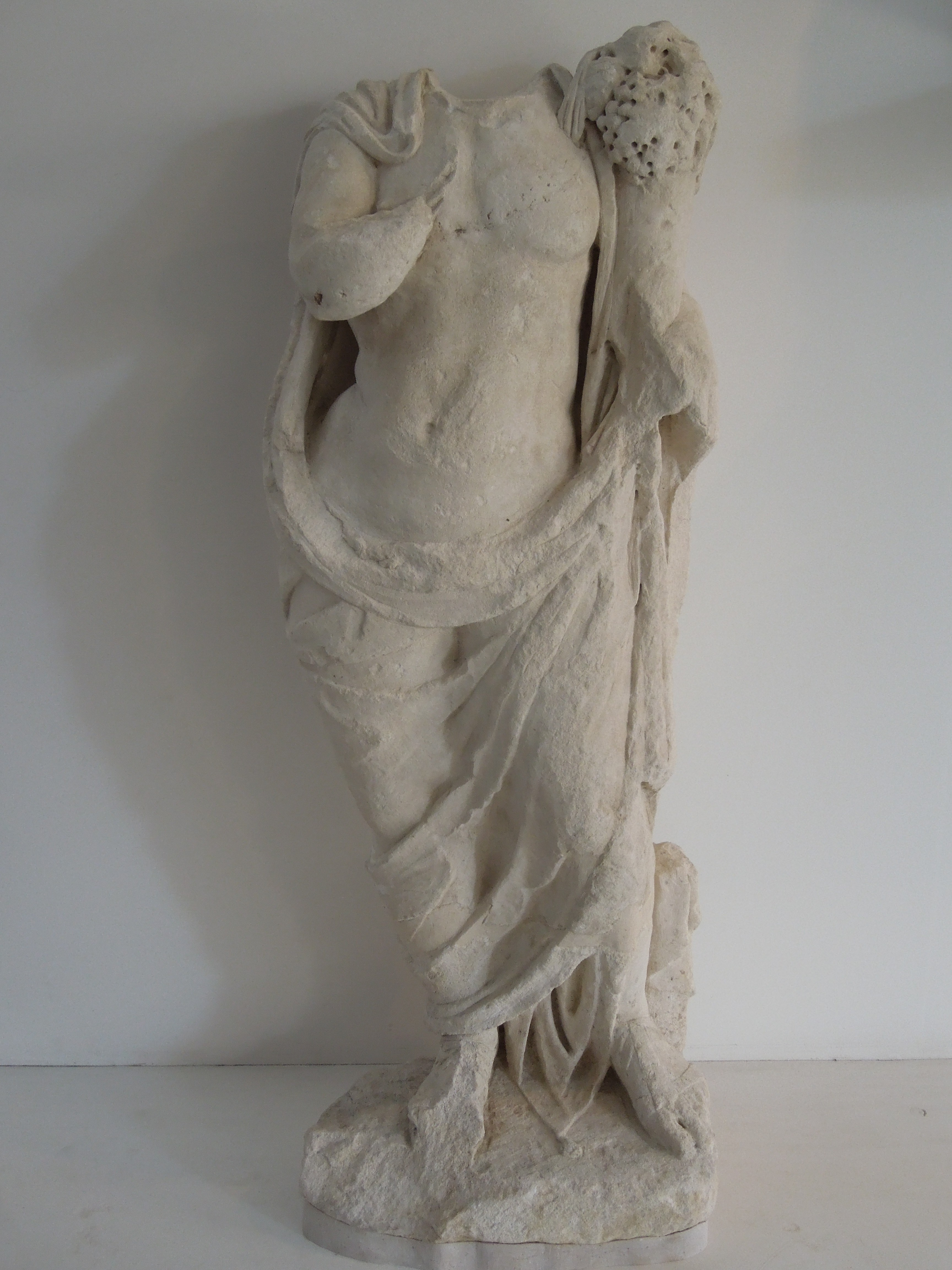
Statue d'Harpocrate. Calcaire du bois des Lens (Arles). H. 1,03 m. Ier siècle. Arles[N 28]
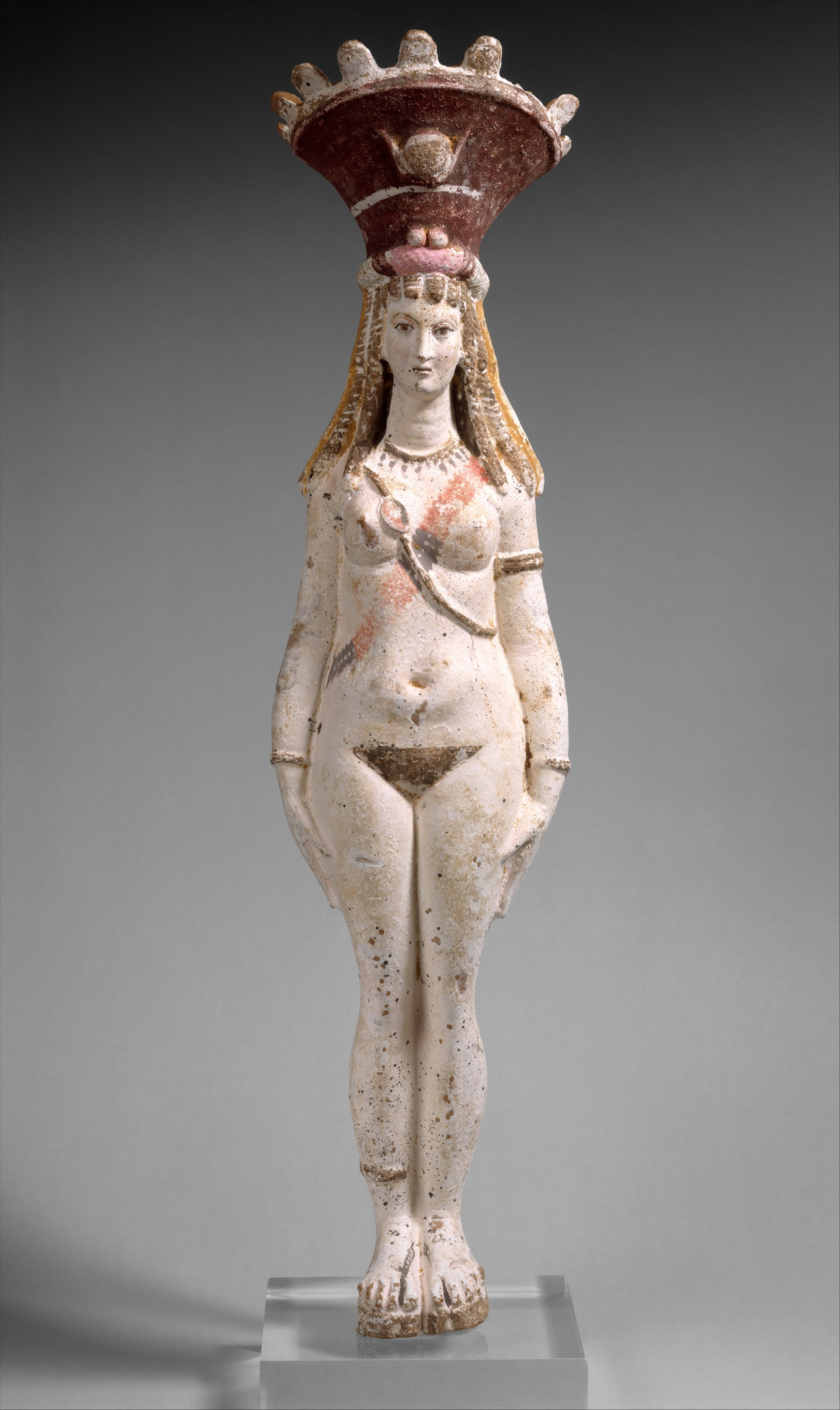
Statuette d'Isis-Aphrodite[178], Terre cuite peinte sur engobe blanche, H. 49,5 cm. IIe siècle EC. Met
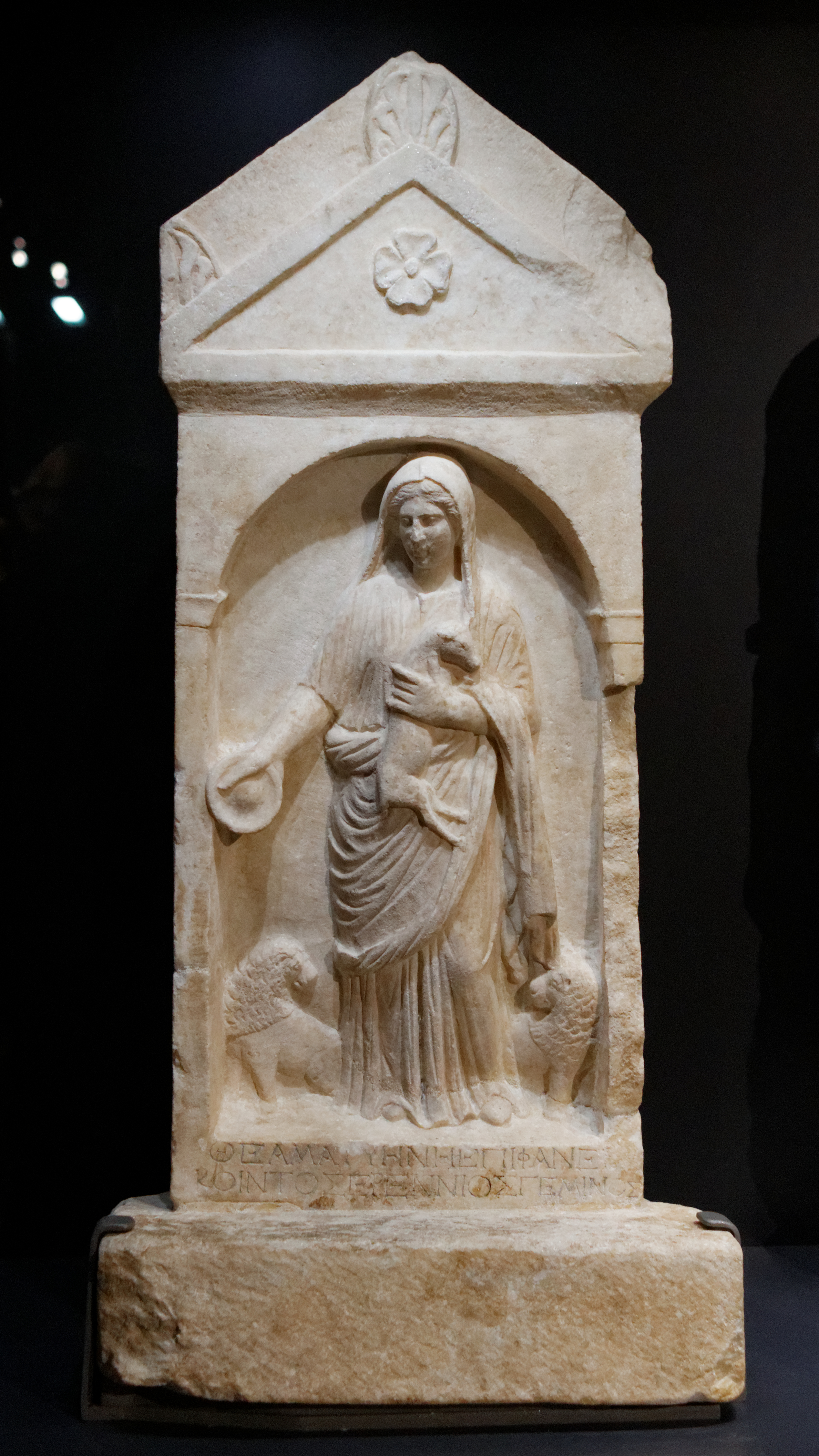
Relief votif à Cybèle et ses 2 lions. Marbre, H. 81 cm. Philadelphia (Alaşehir, Turquie). IIe siècle EC. Louvre
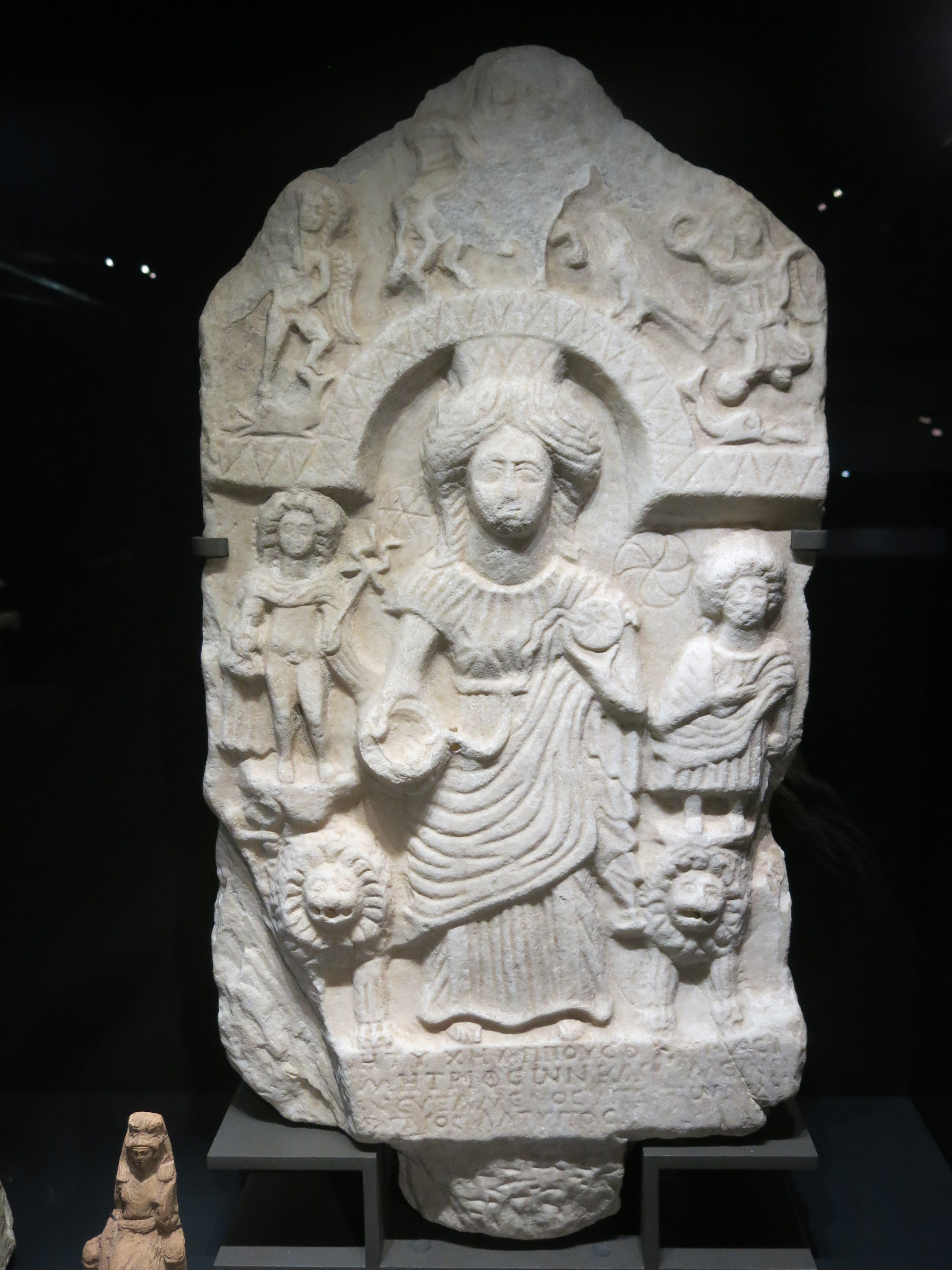
Relief votif à Cybèle entourée des 2 lions. Marbre, H. 82 cm. Créé en Ionie, découvert à Uşak (Turquie). IIIe siècle EC. Louvre
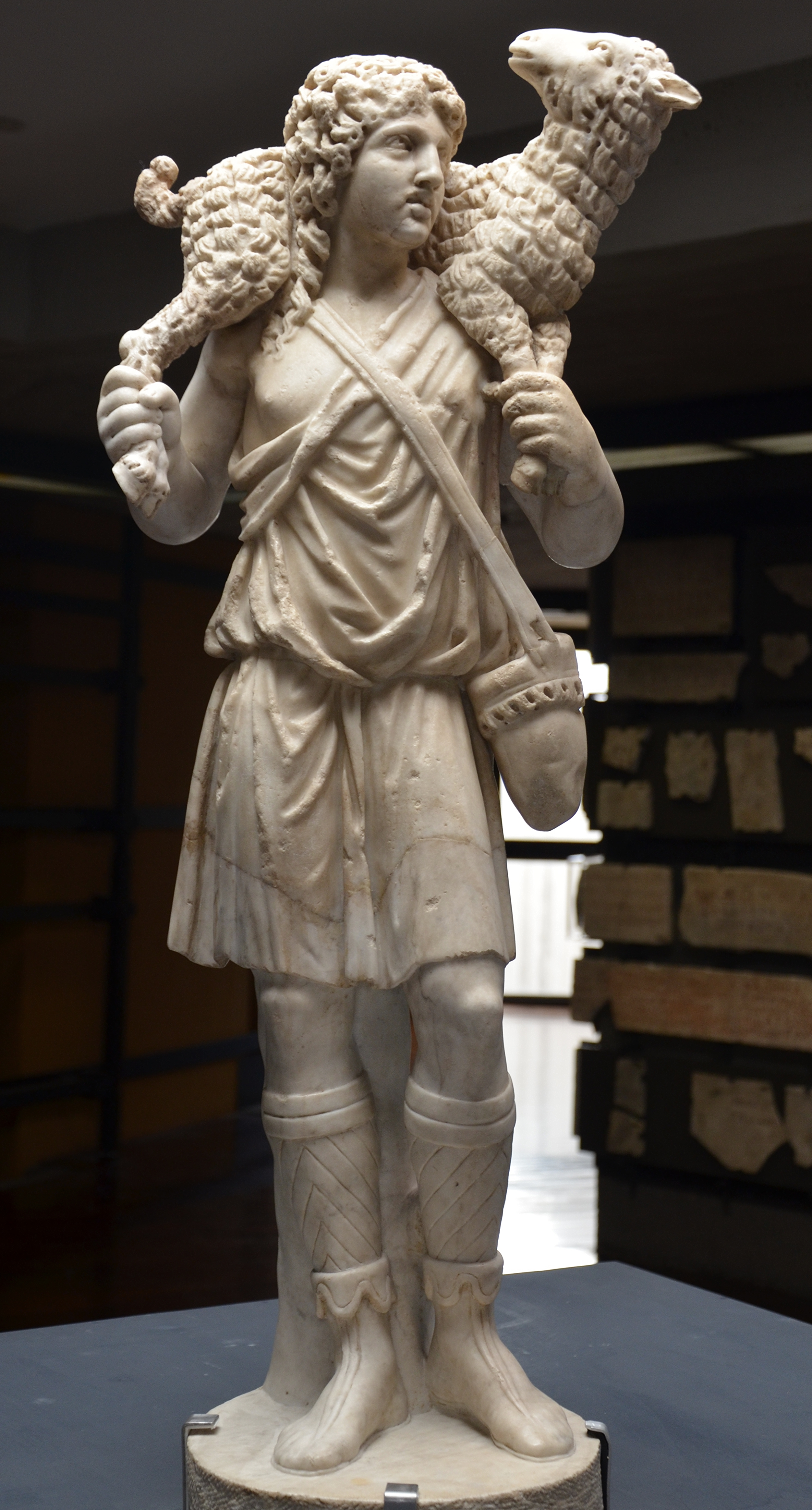
Le "Bon Pasteur". Marbre blanc très restauré et complété à la Renaissance, H. 1 m. Vers 300/350 (?). Catacombes de Domitilla

Isis-Aphrodite est une forme de la grande déesse Isis dans le monde romain. C'est la déesse de la fertilité associée à Aphrodite. On faisait appel à elle pour le mariage et l'accouchement et, suivant des prototypes pharaoniques très anciens, également pour la renaissance. Des accessoires élaborés, dont un calathos exagéré (la couronne des divinités gréco-romaines égyptiennes) orné d'un petit disque et de cornes d'Isis, créent un puissant contraste avec son corps nu. Les figures représentant cette déesse se retrouvent aussi bien dans des contextes domestiques que funéraires. Populaires déjà du IIIe au IIe siècle AEC, la fabrication de ces statuettes a continué à l'époque romaine. Le fils de la déesse est Harpocrate à l'époque gréco-romaine. La statue d'Arles a été identifiée par le geste de son bras droit : il porte son index à sa bouche : en Égypte ce geste symbolise l'enfance, et dans le monde gréco-romain, le silence (le dieu taise les secrets que les profanes doivent ignorer).

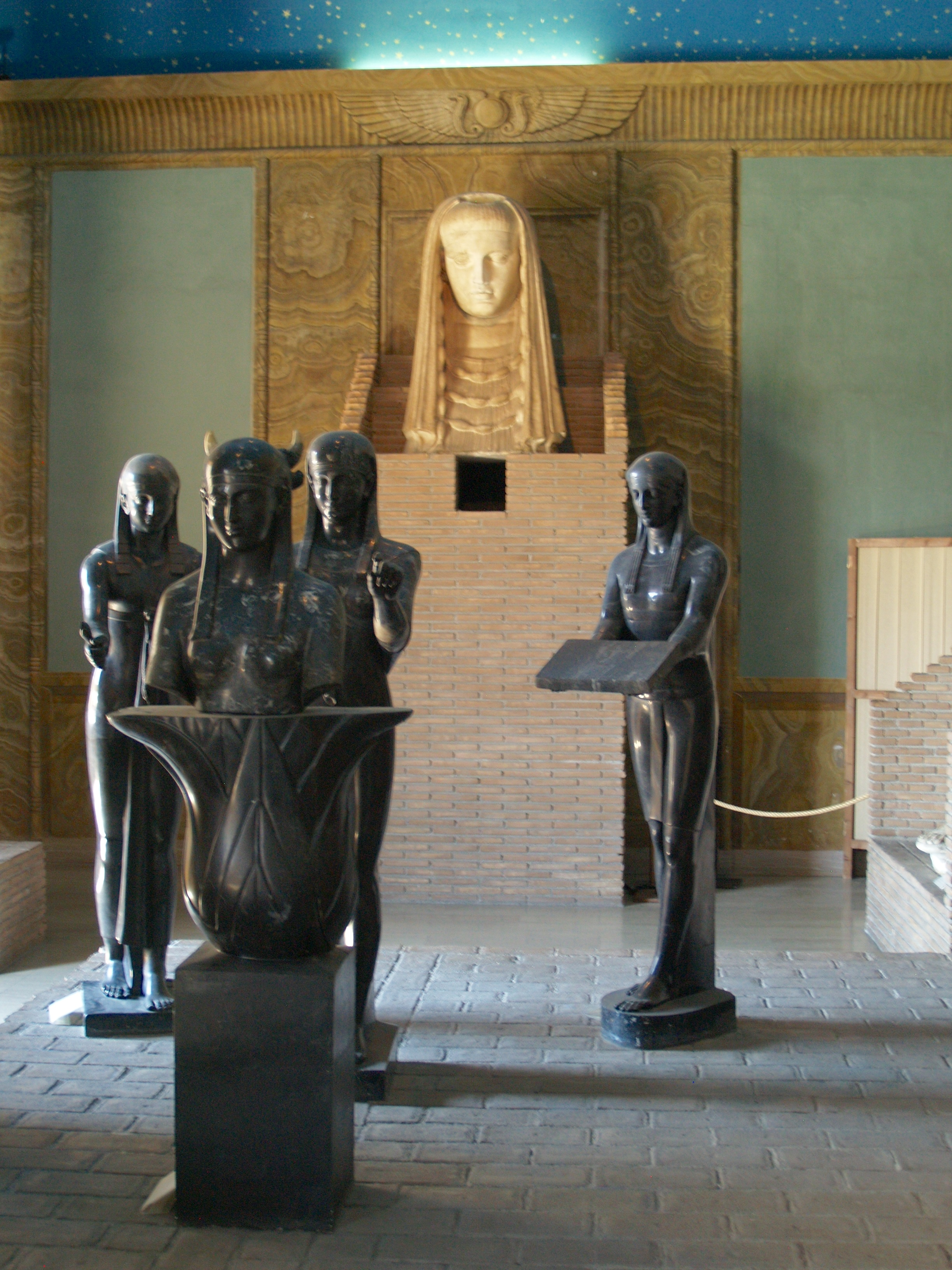
Statues du Sérapéum, au Canope de la Villa d'Hadrien, reconstitué au Musée grégorien égyptien (proposition de l'égyptologue Jean-Claude Grenier

Cybèle ("Mère des dieux") est une déesse de la mythologie phrygienne (en Turquie actuelle). Les deux stèles votives du Louvre montrent moins une évolution que deux styles, l'un "savant" et l'autre "populaire", dans la Turquie sous domination romaine. Elles donnent un aperçu, néanmoins, de ce style polulaire qui deviendra si important à la fin de l'Empire.

Sculptures, dans le culte de Mithra
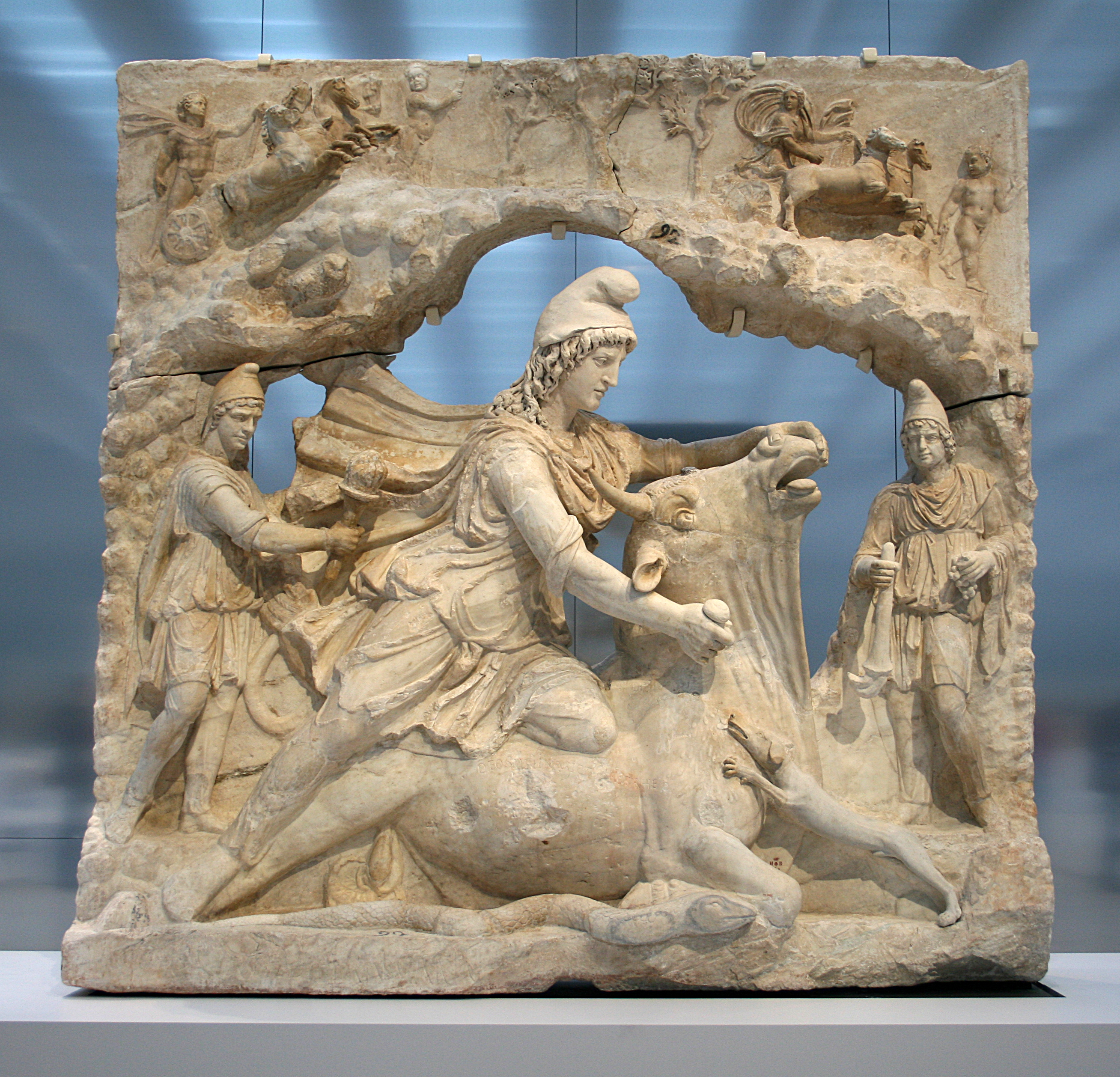
Le dieu perse Mithra sacrifiant le taureau dans une grotte. Marbre, H. 2,54 m. IIe siècle EC. Mithra, en costume oriental : pantalon iranien et bonnet phrygien. Rome. Louvre Lens
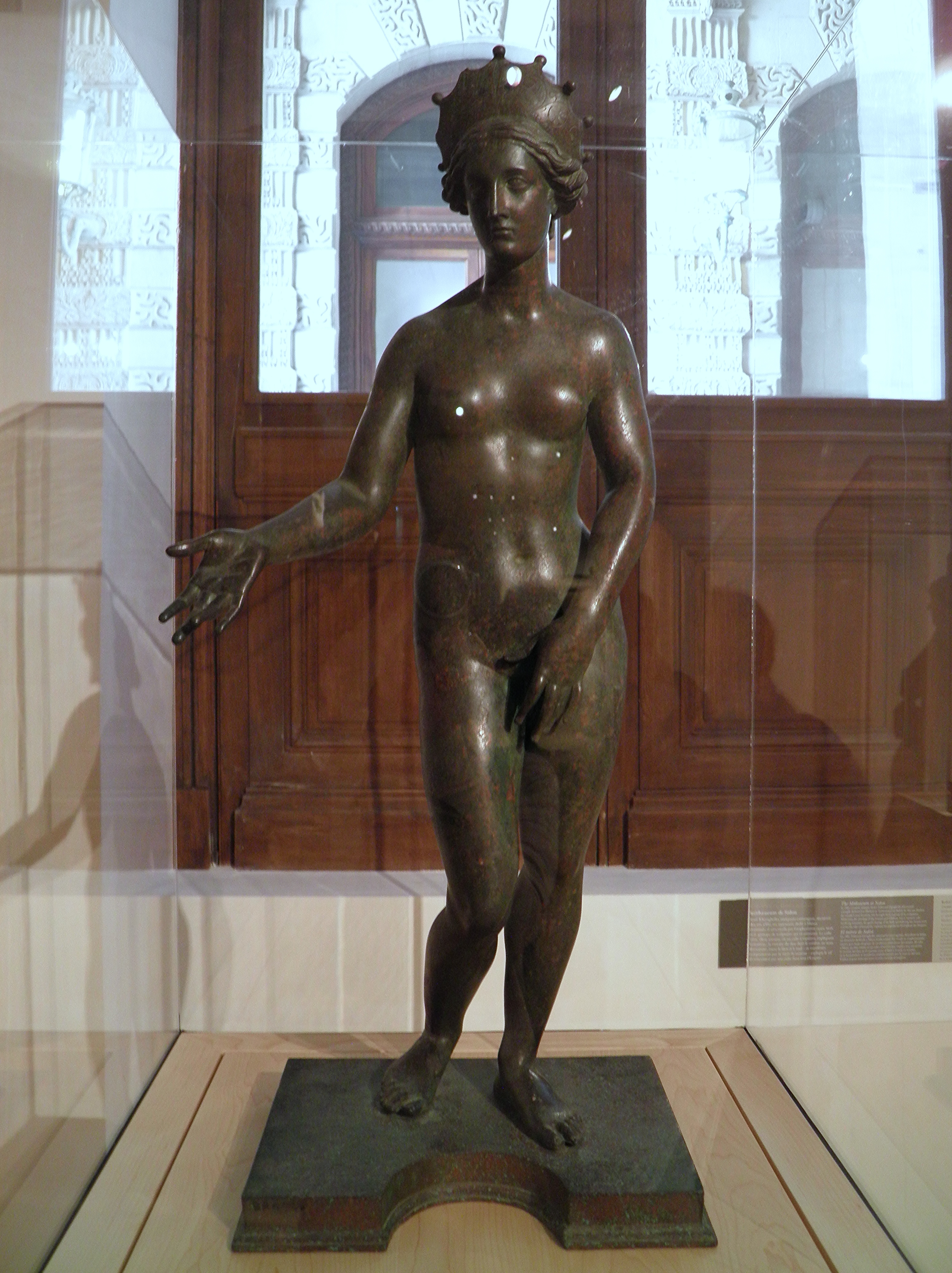
Vénus. Bronze, H. 84,2 cm. Romain impérial (non daté). Mithréum de Saïda, Sidon, Liban. Louvre
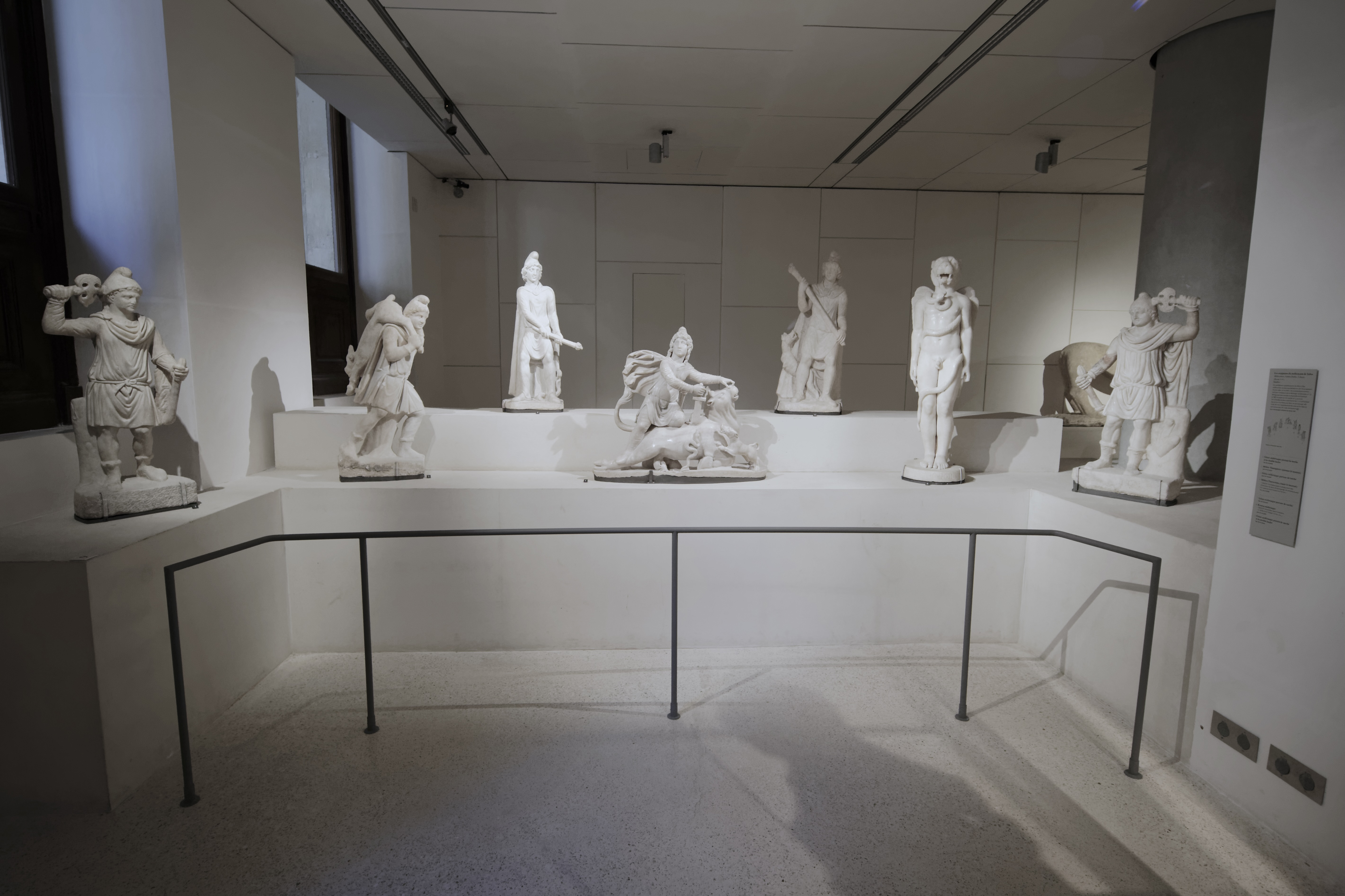
Vue partielle du mithréum de Sidon (Saïda)
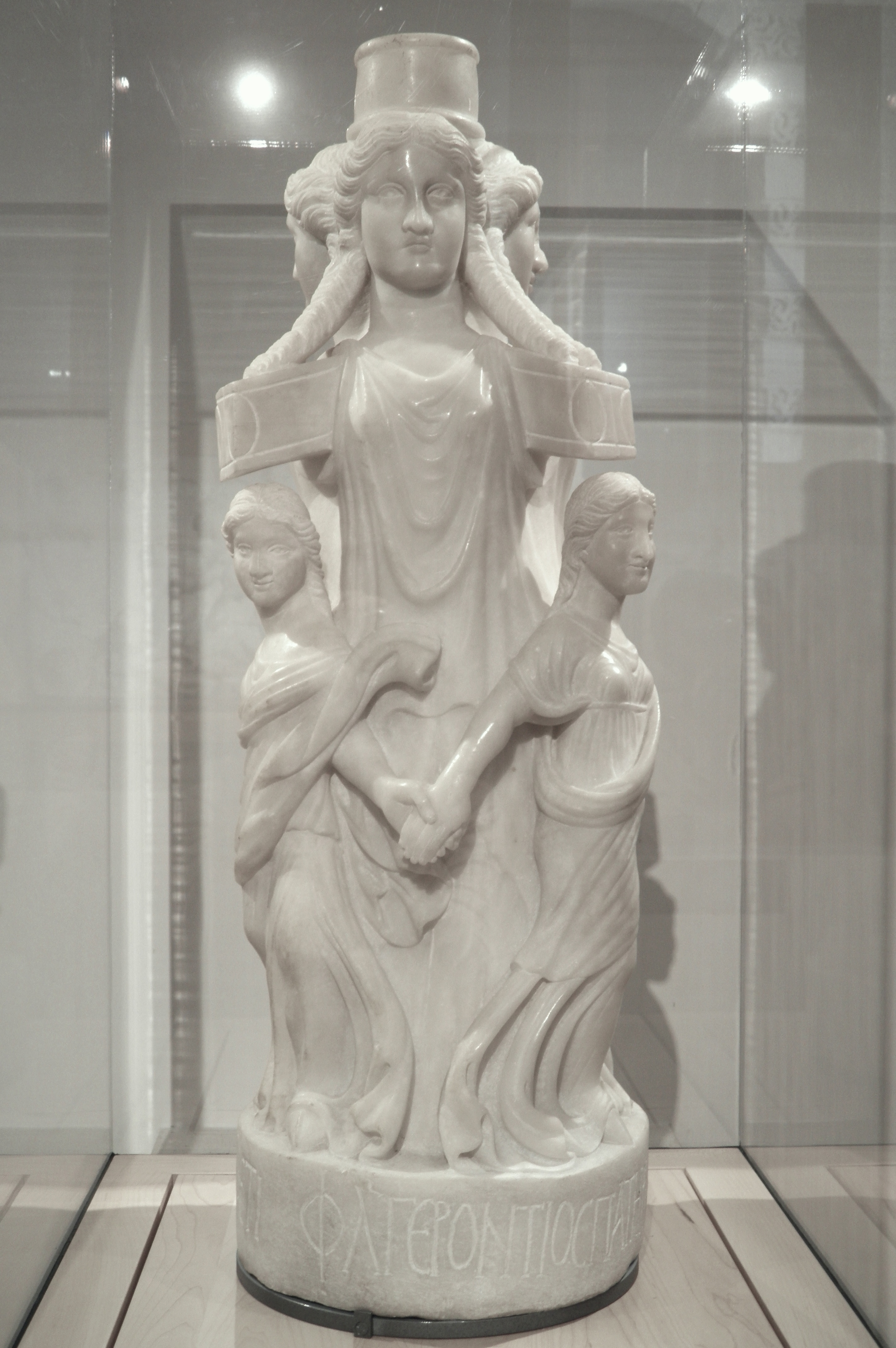
Trois Hécate (la nouvelle lune : la mort ou la renaissance). Marbre daté 389 EC. H. 75 cm. Mithréum de Saïda, Sidon, Liban. Louvre
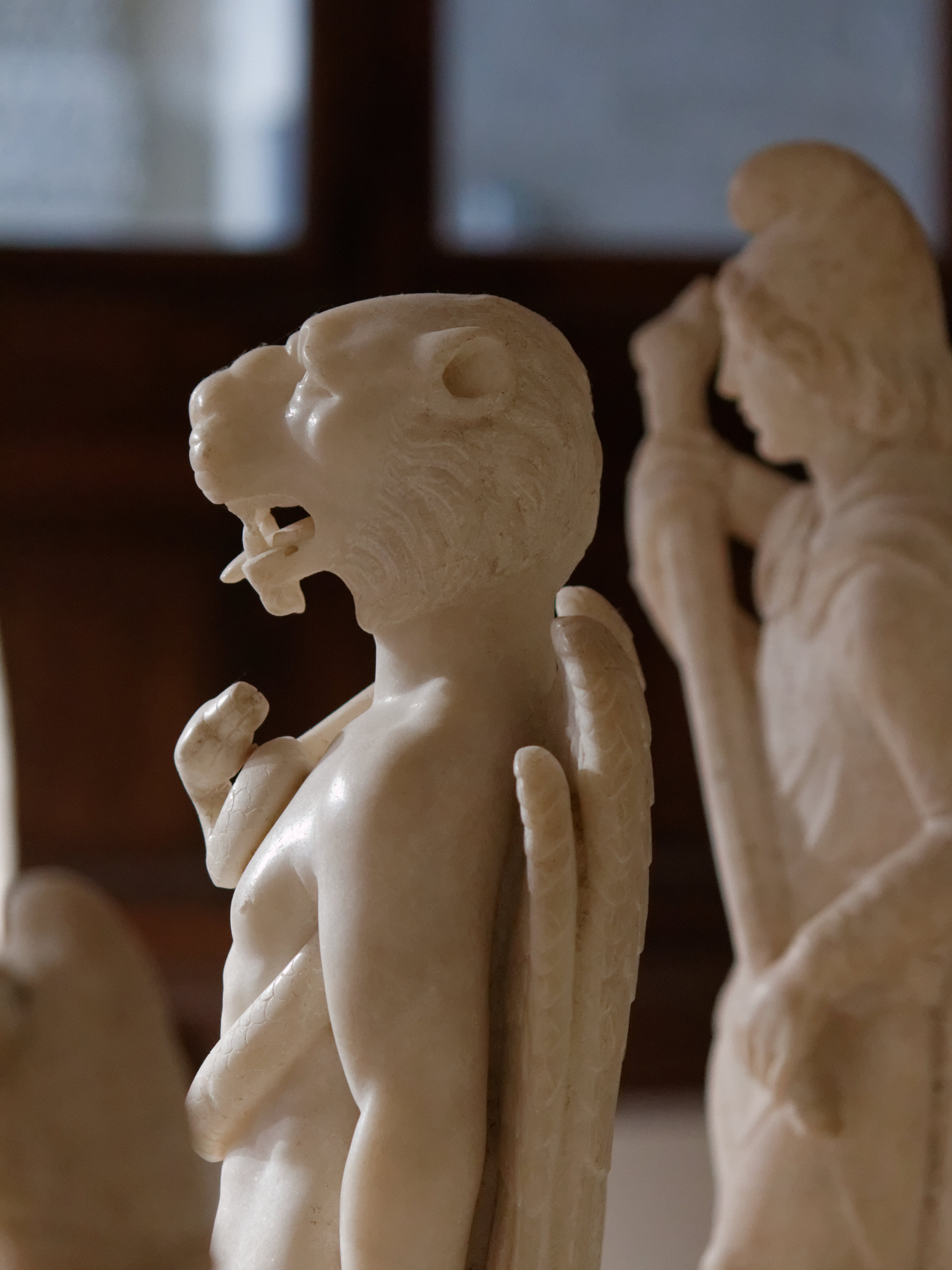
Kronos mithriaque à tête de lion. Marbre daté 389 EC. Mithréum de Saïda. Louvre
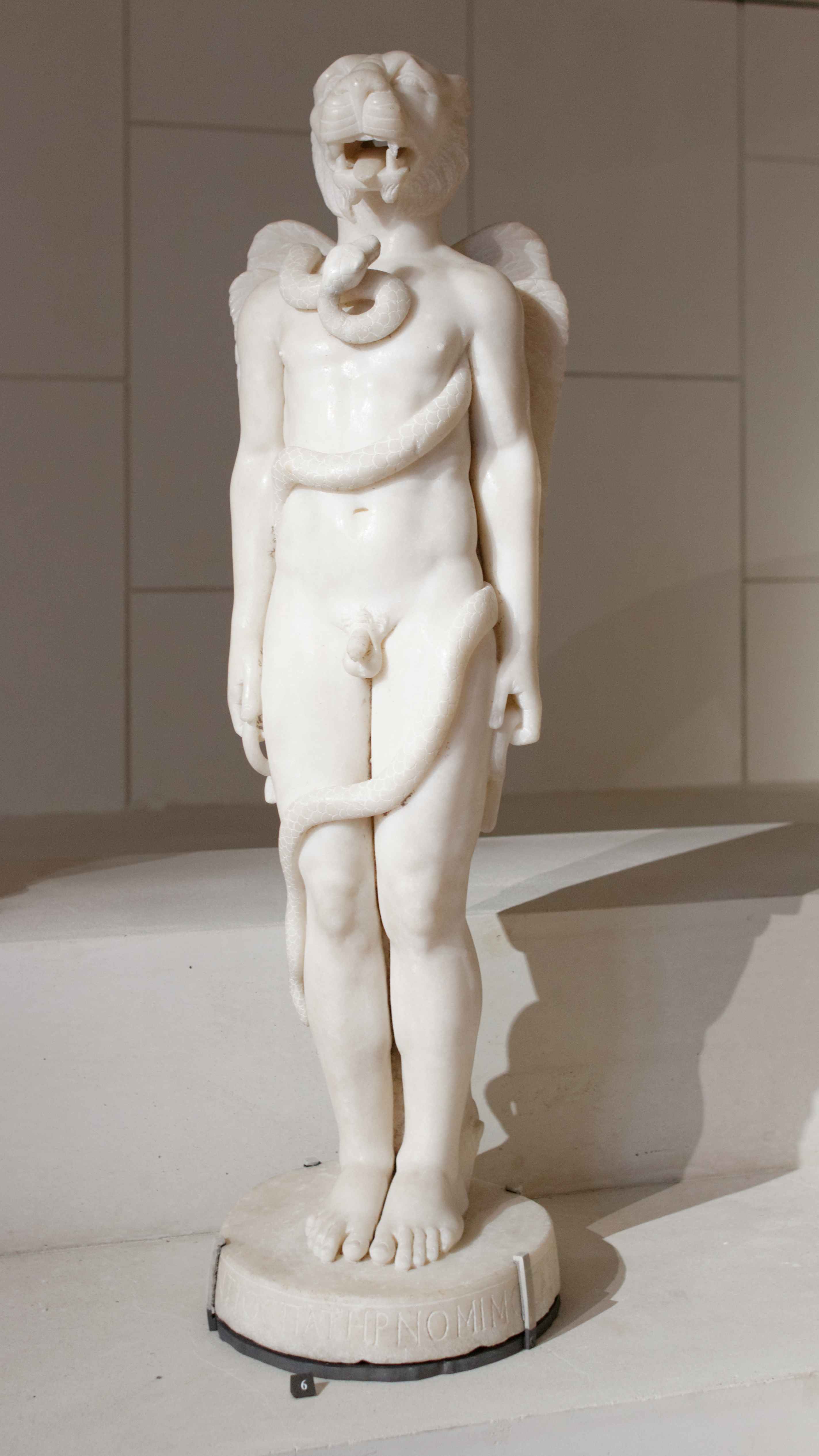
Kronos mithriaque. Marbre, H. 1,10 m. Louvre

La statuette du Louvre qui présente trois fois Hécate, à la fin de l'Antiquité tardive, se distingue de l'habituelle triade lunaire du culte populaire romain. Les trois figures de ce culte évoquent le cycle de la vie avec Artémis (au croissant de lune, la naissance) et de Séléné (la maturité de la vie). Ici, dans le culte de Mithra, la croyance se porte sur Hécate seule, la mort ou la renaissance, entourée par une ronde de Muses. Elle a été découverte avec la statuette de Vénus et un ensemble de statues, datées 389, actuellemnt conservées au Louvre, dont un Kronos mithriaque, le dieu romain (Éon ou Aiôn ?), ailé, à tête de lion.

Le grand relief de Mithra au Louvre Lens, amplement restauré, "proviendrait d’une grotte située sur le chemin conduisant du Forum Romain au Champ de Mars et traversant la colline du Capitole". Il présente les figures majeures du culte à mystère de Mithra dans l'empire : Hélios (dieu du Soleil) et son quadrige, Phosphoros et Hespéros (l'étoile du matin et l'étoile du soir) nus, qui tiennent une torche, Séléné (déesse de la Lune) qui conduit un bige et Cautès, vêtu d'une chlamyde et qui tient, lui aussi, une torche. Ce dieu est originaire des cultures indo-iraniennes de l'âge du Bronze. Le culte est actuellement identifié dans l'Empire romain dès les Ier et IIe siècles.

### Autels
Sous l'Empire, le relief cultuel prend une importance particulière ; moins coûteux que la ronde-bosse, il est déployé pour faire le récit des légendes divines et permet plus aisément d'adjoindre aux personnages des motifs symboliques secondaires. En outre, les représentations classiques des divinités sont alors associées aux figures impériales divinisées. Ainsi, de très nombreux autels dédiés à un empereur sont érigés un peu partout dans l'empire.

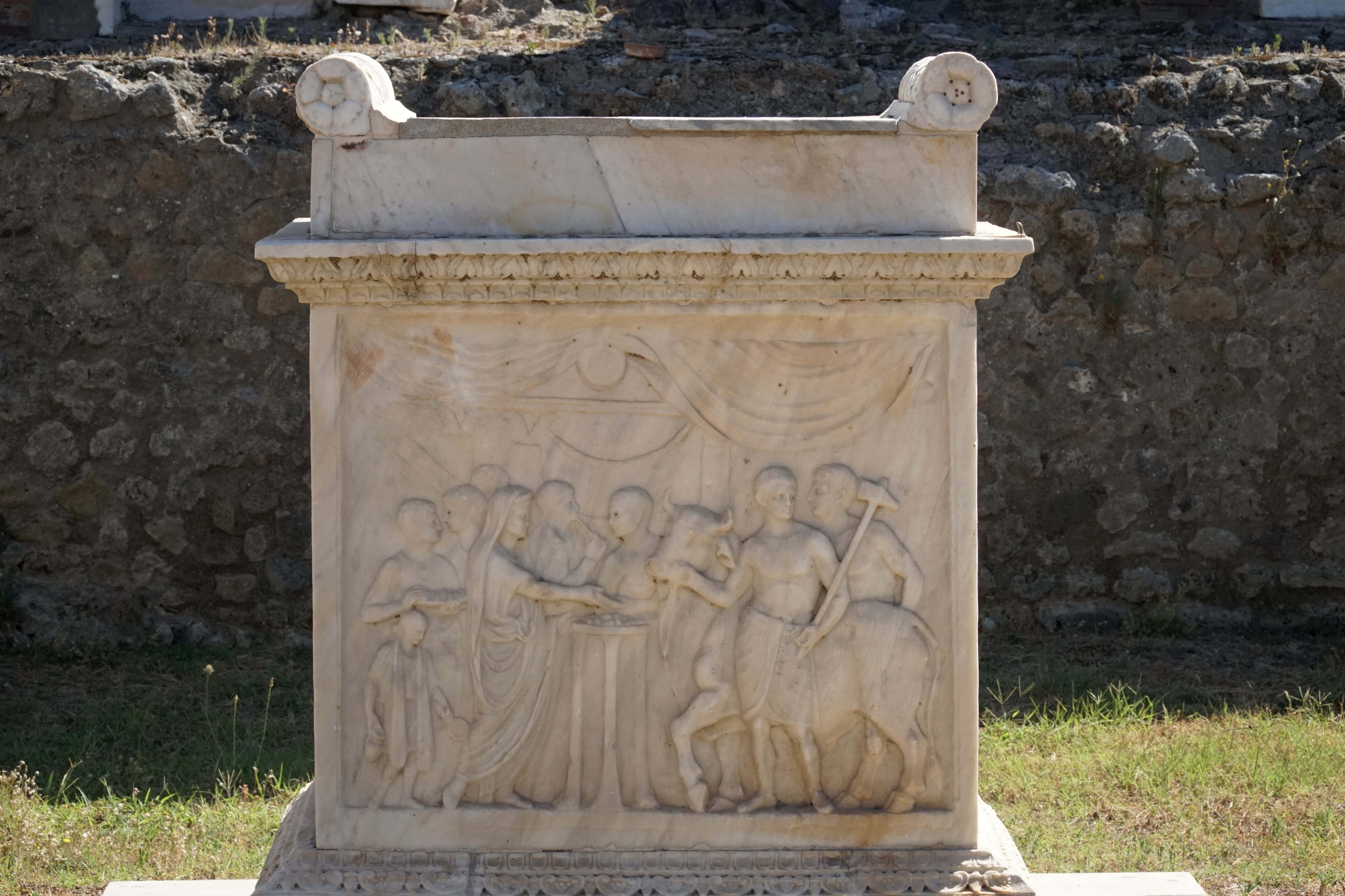
Autel du temple du génie Auguste[187], dit "de Vespasien"[188]. Pompéi. Marbre. 10 AEC/10 EC[N 30].
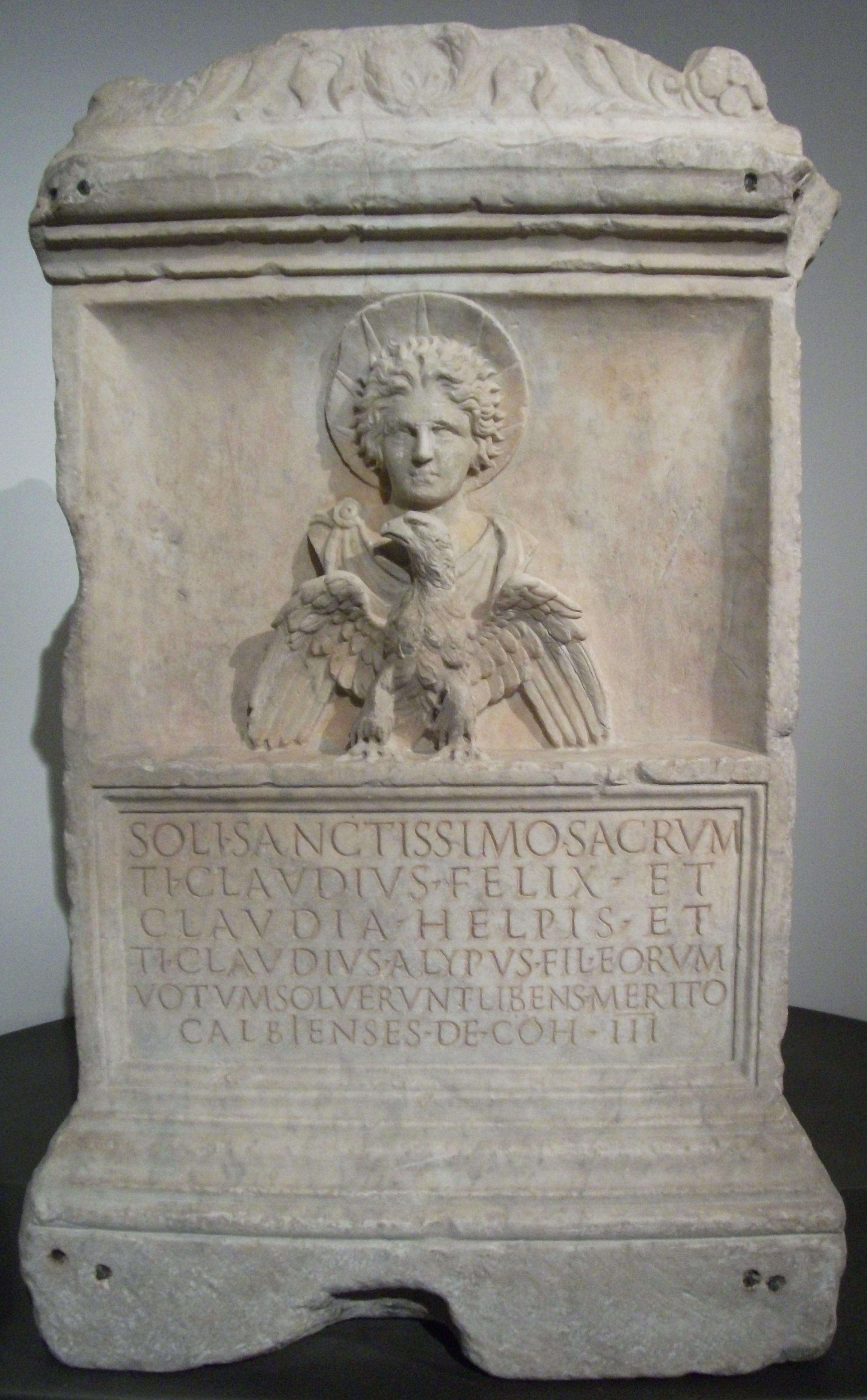
Autel au dieu de Palmyre, Malakbêl (Soleil), inscription votive[N 31]. H. 3,50 m. IIe siècle EC. Musées du Capitole
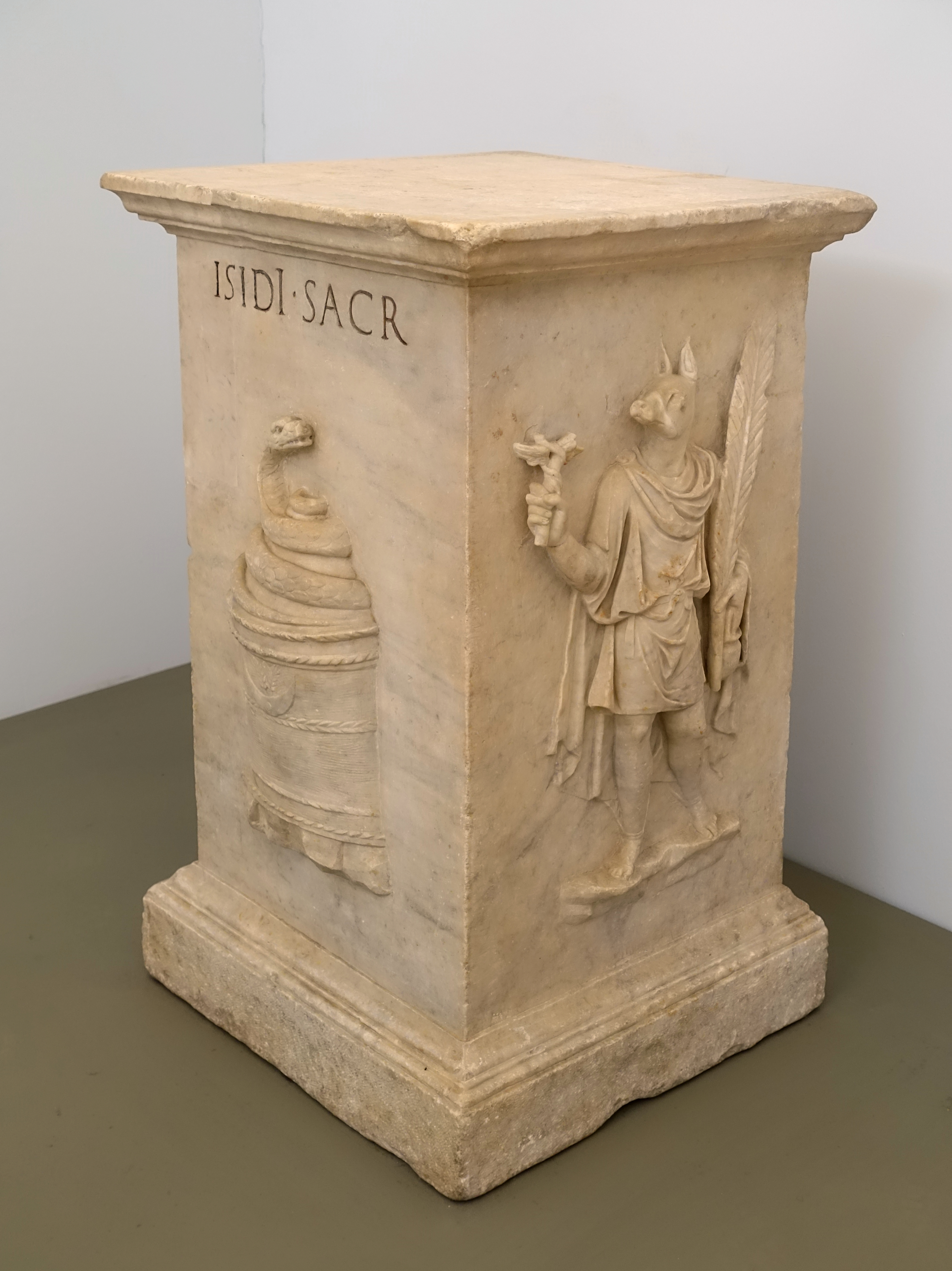
Autel à Isis. À g.: pierre mystique avec serpent, à dr.: Anubis-Hermès (Hermanubis). Les mots "Iside Sacr" sont gravés sur le serpent. Marbre. 130-170 EC. Palais des Conservateurs[189].

### Sarcophages
L'usage des sarcophages se répand à partir du IIe siècle EC, tandis que l'incinération et l'usage des urnes tendent à disparaître ; le rituel se fait aussi moins ostentatoire. Mais le travail investi dans de telles masses d'une pierre plus ou moins rare, signale des personnalités appartenant aux élites de l'Empire. Les sarcophages sont rarement retrouvés intacts, plus souvent retrouvés brisés et auxquels il manque des fragments. Ils ont fait, récemment, l'objet d'études comparatives. Ils sont, en effet, couverts de personnages et présentent souvent plusieurs scènes, lesquelles peuvent être imbriquées les unes dans les autres.

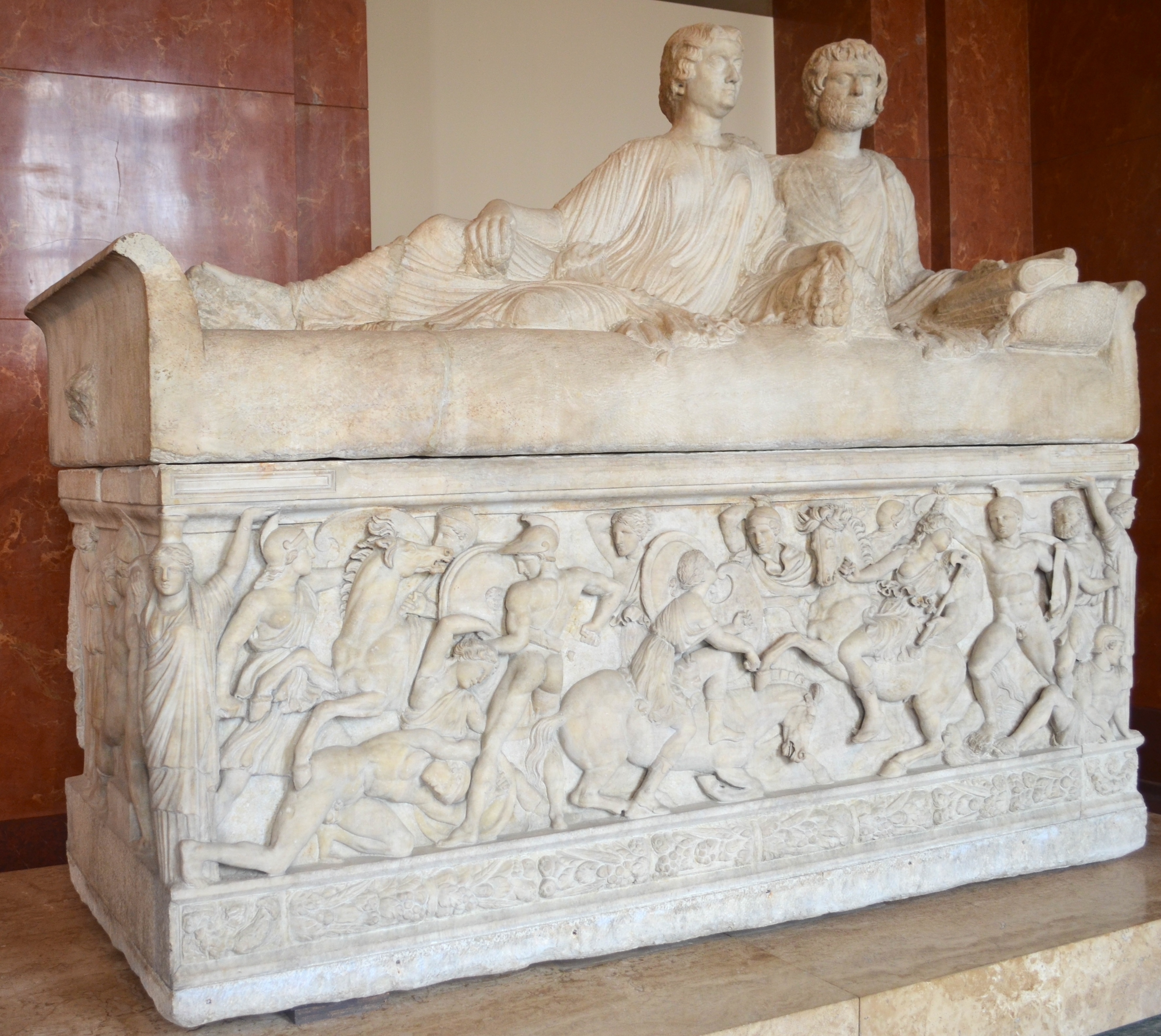
Couple, combat: Grecs / Amazones. Salonique. H. 2,30 m, L. 2,70 m. Vers 180 EC. Louvre
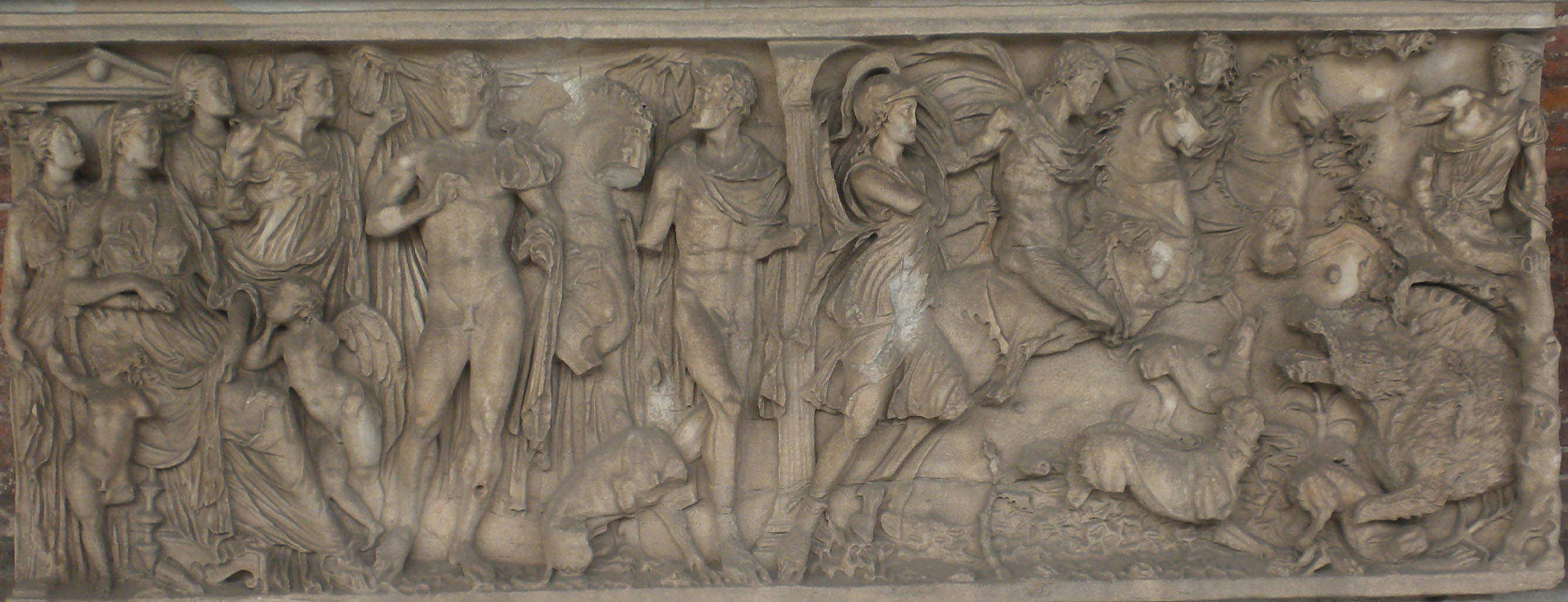
Phèdre et Hippolyte IIe siècle EC. Camposanto, Pise[N 32]
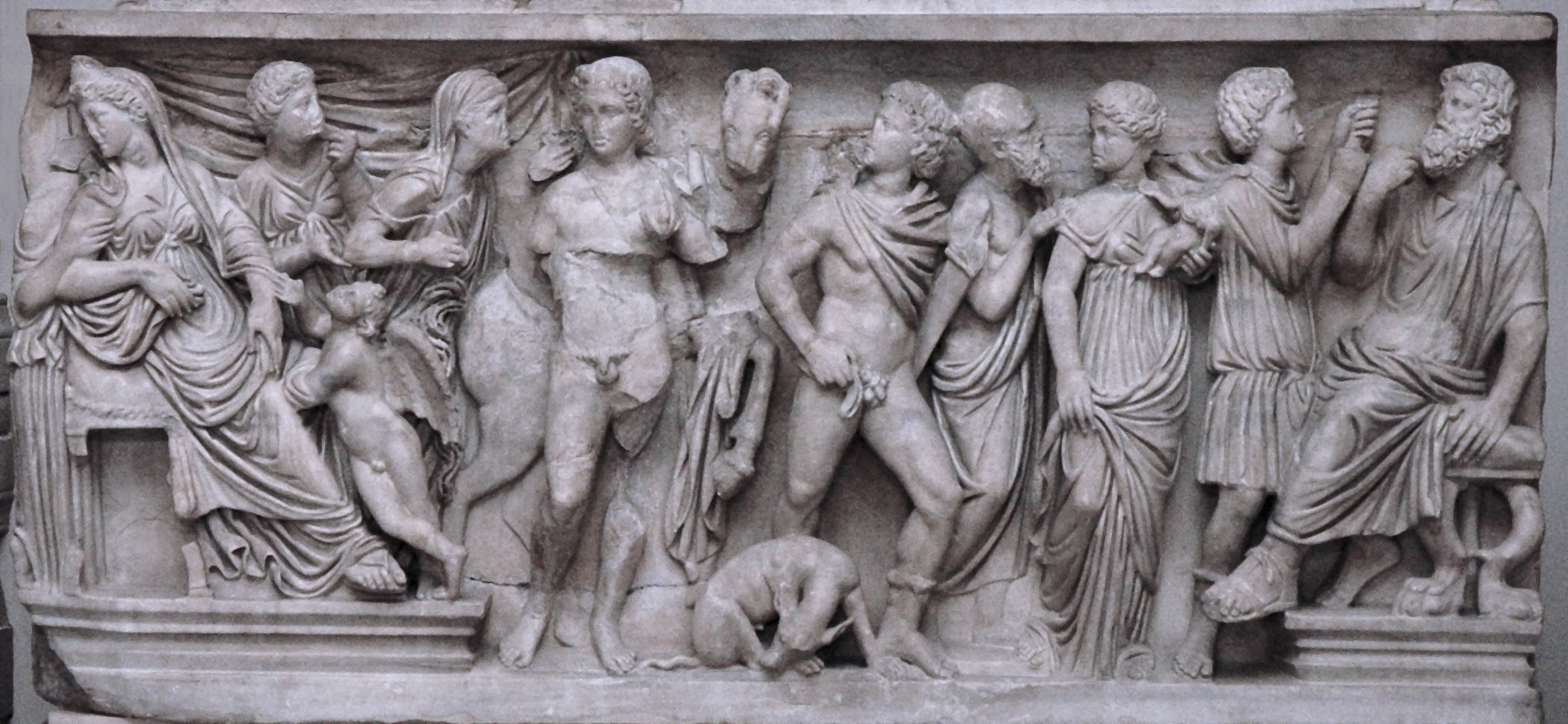
Phèdre et Hippolyte vers 290 EC. Louvre

On a pu ainsi établir des séries de thèmes pour ces scènes, et qui sont repris sur plusieurs sarcophages, présentant des variantes de la même scène. Cela permet de tenter de comprendre les choix faits par les anciens à propos des motifs qu'ils assemblent, mais aussi de proposer une datation grâce au style artistique et par les thèmes retenus. On a pu, parfois, grâce à ces études comparatives, proposer la restitution des parties manquantes en s'appuyant sur une scène semblable, mais intacte..

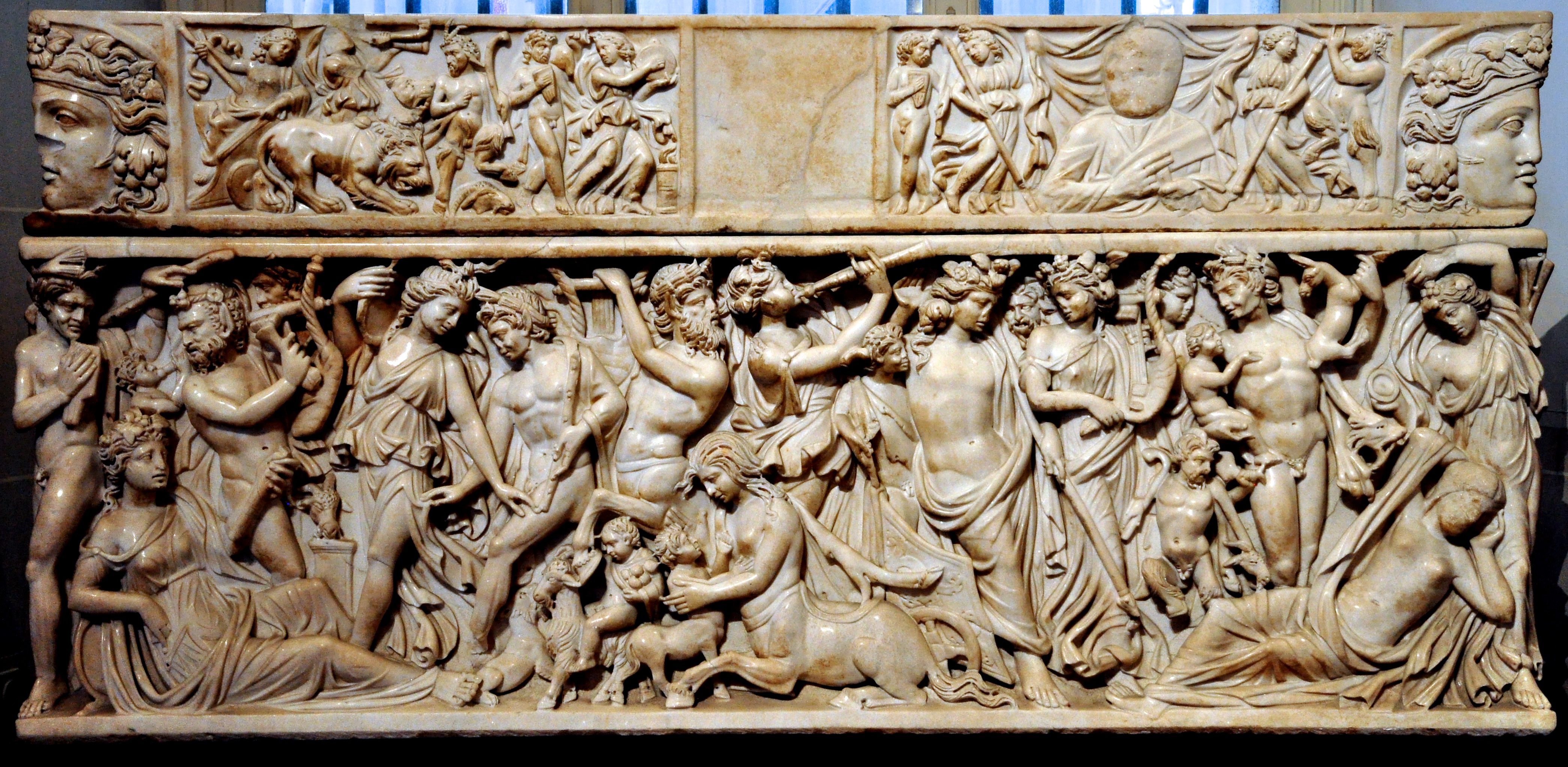
Dionysos et Ariane vers 235 EC. Louvre MA 1346
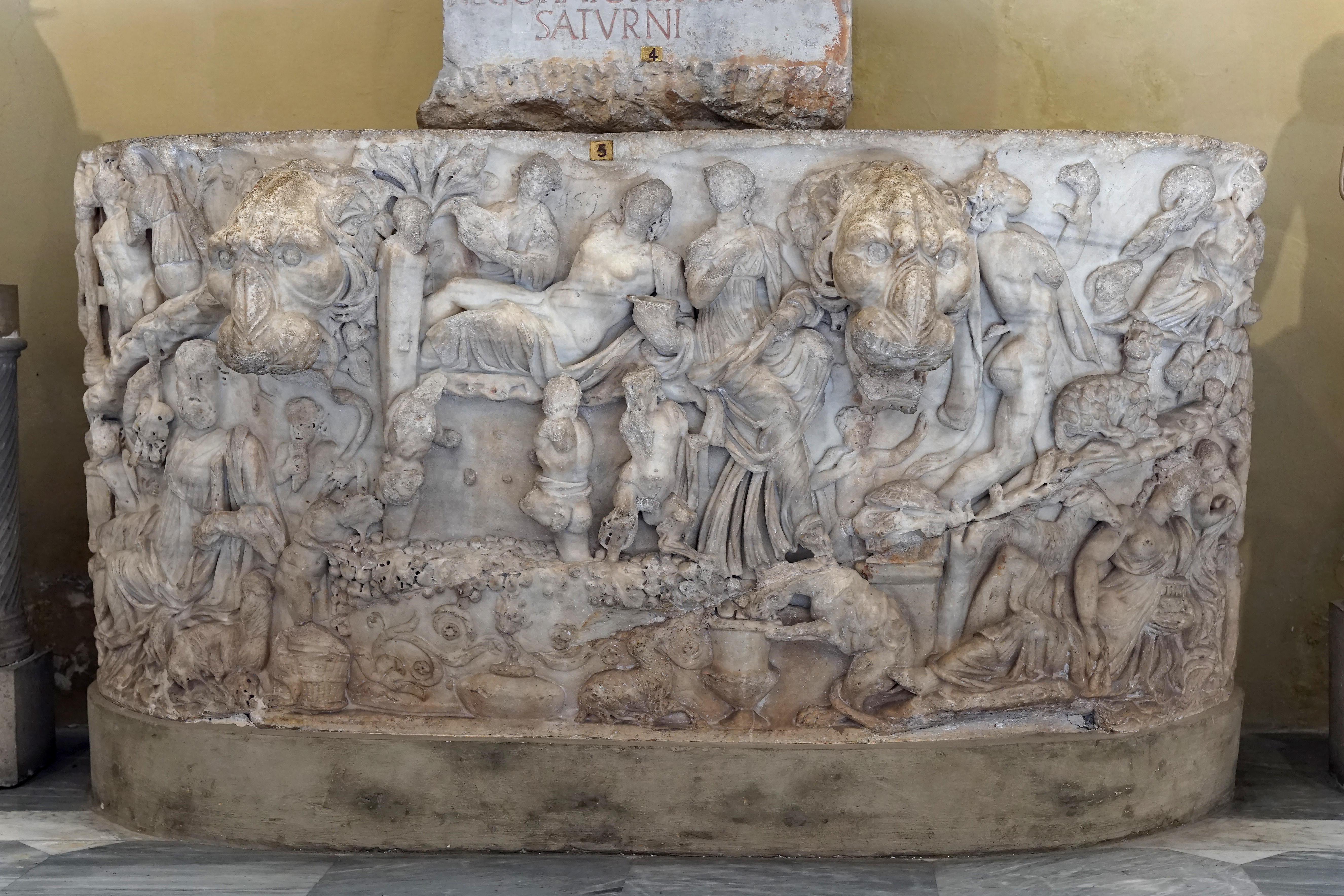
Sarcophage en forme de cuve. Dionysos et Ariane au-dessus d'une scène de foulage[N 33], dans une cuve, lènos. Couchés: à g. dieu au calathos, à dr. femme au vase renversé. 240-250 EC. Musée Chiaramonti, Vatican
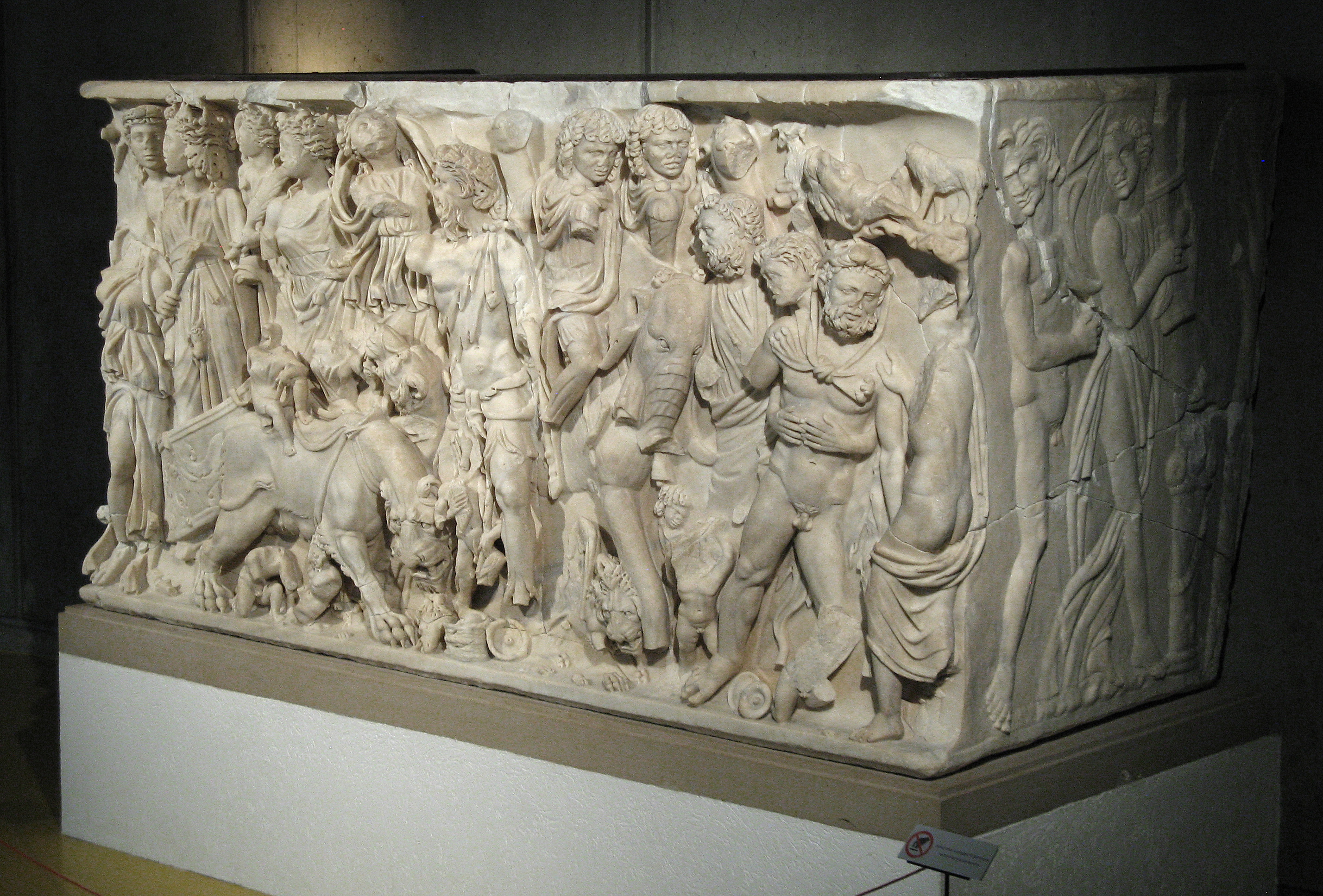
Triomphe de Dionysos : face en haut-relief. Côté en bas-relief : satyre nu enlaçant, devant un autel, une bacchante joueuse de lyre. L. 2,22 m. Lugdunum[N 34]

À côté de Rome, un autre centre, Athènes, exporte des sarcophages à reliefs dans toute la Méditerranée. Le couple est souvent à demi allongé sur ce qui ressemble à un lit funéraire avec ses coussins brodés. Sur la face et les petits côtés, les scènes sont reprises de modèles de la sculpture grecque ; c'est le cas du sarcophage de Salonique à l'amazonomachie du Louvre.
Le grand sarcophage Ludovisi se distingue, tout d'abord, par ses proportions exceptionnelles, celles de la cuve, très haute, sans compter le couvercle (H. 76 cm), d'où une hauteur totale proche de 2,30 m. Chaque face présente une seule scène. L'accumulation des corps restitue très bien l'atmosphère d'une bataille entre Romains et "Barbares". Ces derniers, dont certains se battent encore, tombent sous les coups des Romains qui sont en position de force dans la partie centrale. Et dominant cette masse grouillante, au centre et au-dessus de la mêlée, le général vainqueur : on lui fait honneur, c'est en effet le défunt pour lequel a été taillé ce sarcophage monumental. Un signe en forme de X, sur le front, semblerait en faire un adepte du culte de Mithra. Le culte de Mithra était populaire parmi les soldats romains.

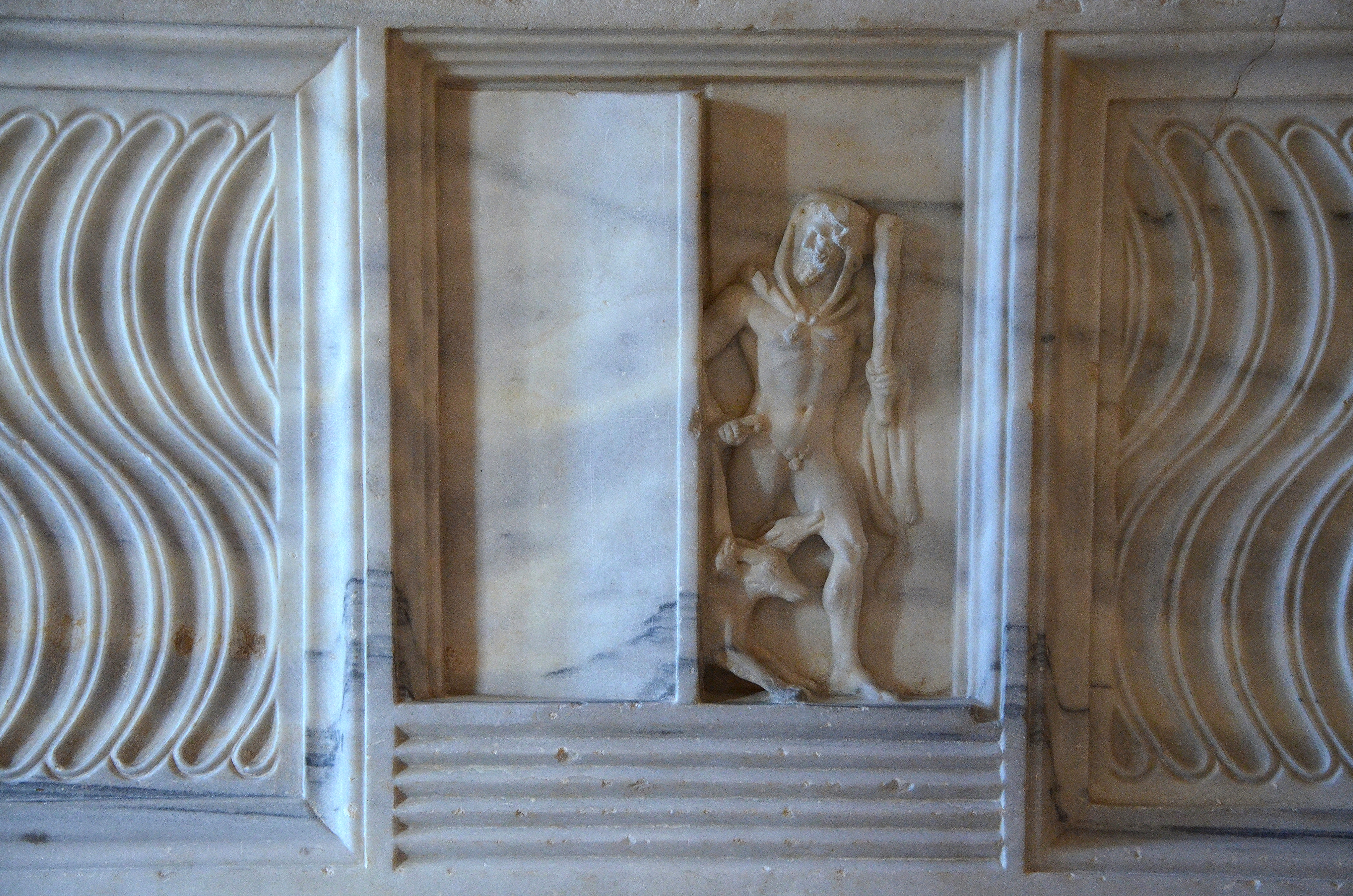
Sarcophage à strigiles. Hercule et Cerbère s'éclipsent des Enfers par la porte. 150-200 EC. Centrale Montemartini
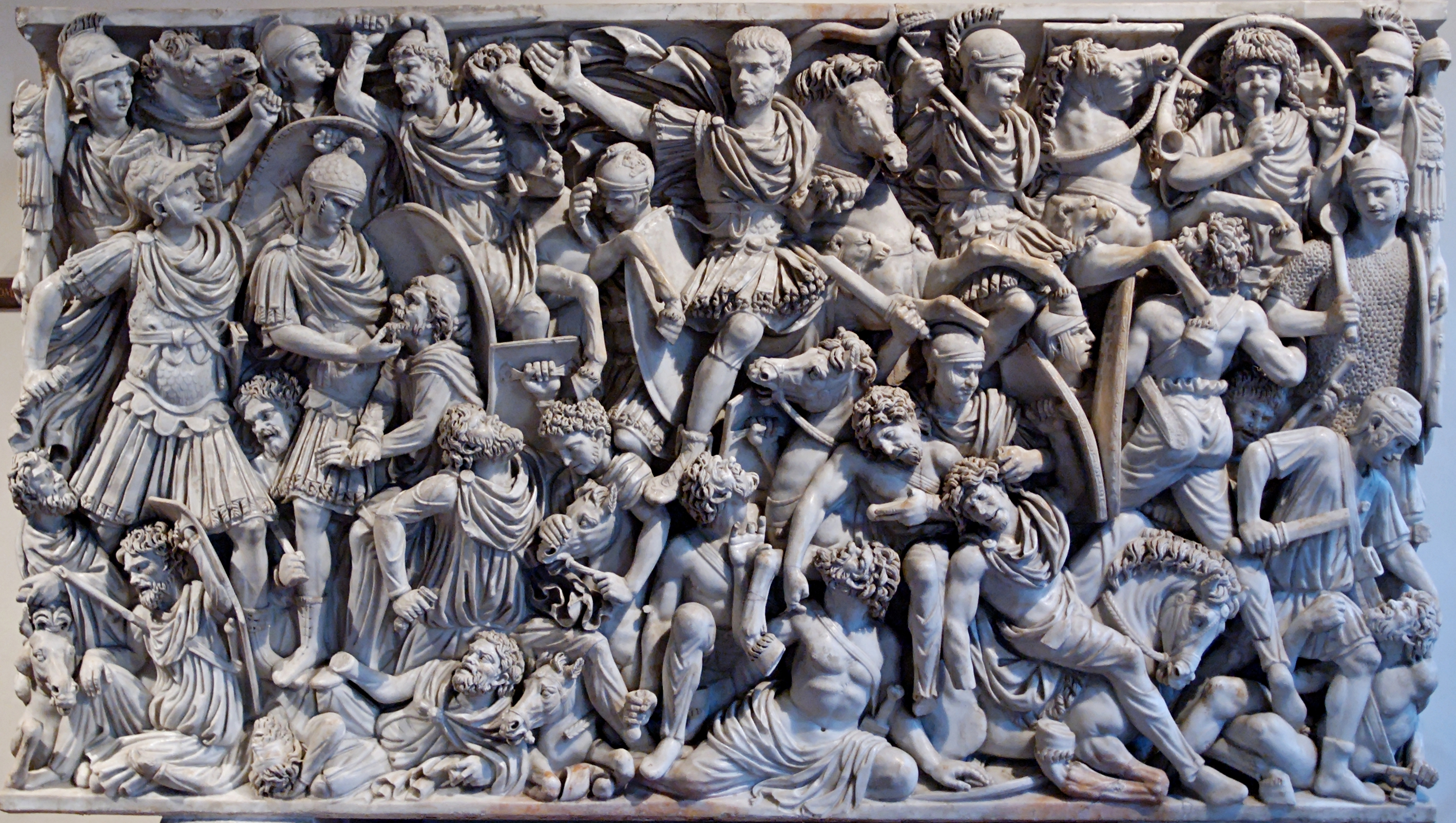
Grand sarcophage Ludovisi. Scène de bataille entre Romains et Barbares. L. 2,73 ; H. 1,53 m. 250-260 EC. Musée national romain, Palais Altemps
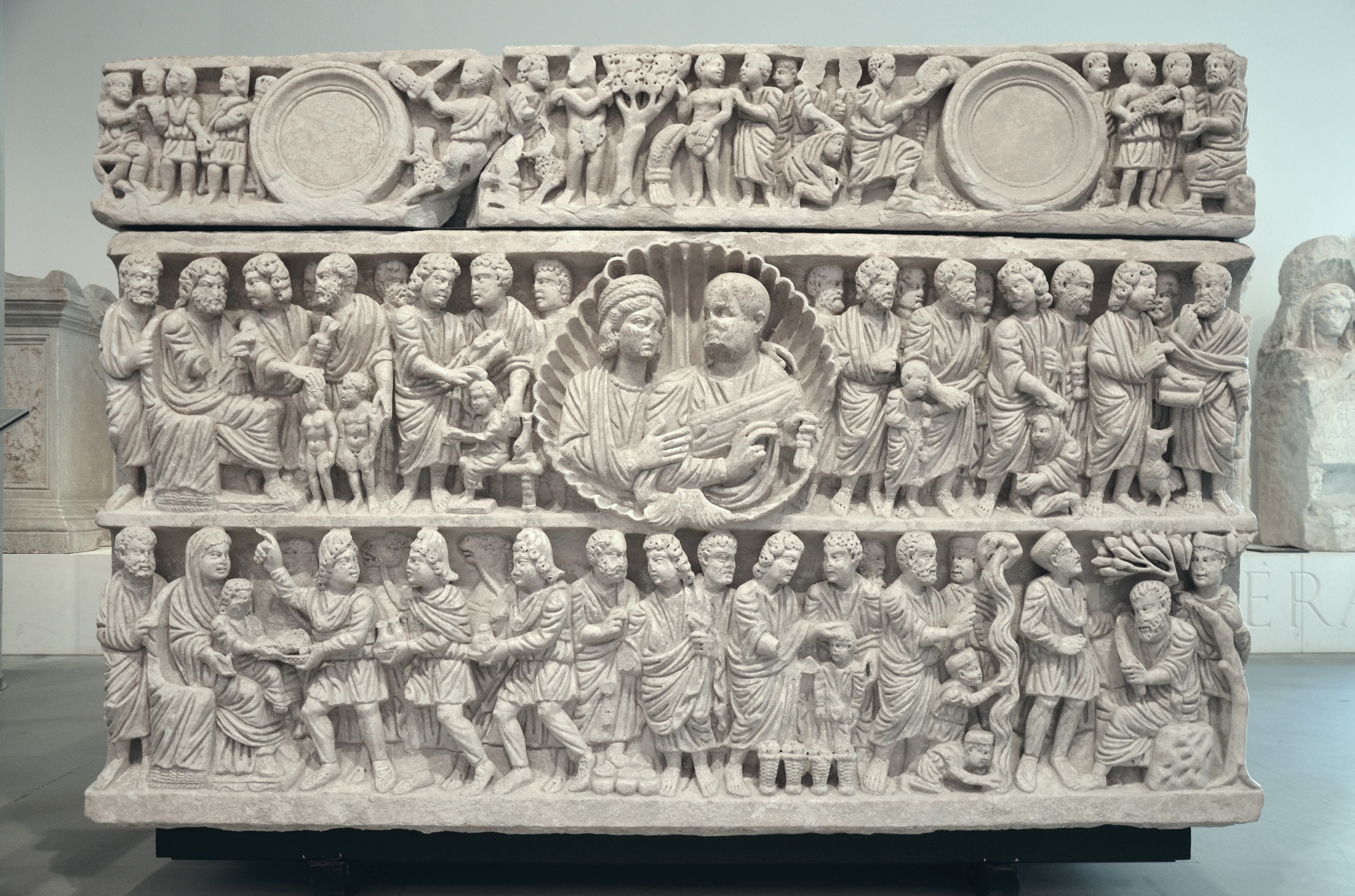
Sarcophage dit «De la Trinité» ou «Des Époux», famille de rang sénatorial. Marbre, H. 1,03 m. Art paléochrétien, 325/350 EC[N 35]. Musée départemental Arles antique

Enfin, pour le grand sarcophage Ludovisi, François Baratte évoque la possibilité de modèles picturaux, hellénistiques ; en tout cas cet héritage donne aux nouvelles générations de sculpteurs les moyens de formules nouvelles : des visages tourmentés, des corps désarticulés, et puis les jeux de la lumière et de l'ombre sur ces très hauts reliefs, avec ce poli du marbre que les Grecs ne pratiquaient pas mais que les Romains affectionnaient.
Les nombreux sarcophages paléochrétiens prennent comme motifs des scènes de l'Ancien et du Nouveau Testament qui peuvent constituer des scènes juxtaposées sans transition et un peu imbriquées, parfois en bandes superposées. Dans d'autres cas, un motif sera placé au centre de la grande face, éventuellement un couple est disposé dans un clipeus, un motif circulaire qui recevait un portrait, dans les grandes maisons romaines. Les surfaces ornées d'élément décoratifs sont souvent remplies de strigiles : des cannelures en S qui donnent l'occasion de solutions décoratives variées. Ce motif n'apparaît pas avec l'art paléochrétien, mais on le rencontre auparavant, déjà au IIe siècle EC, sur un sarcophage où Hercule s'éclipse des Enfers, avec Cerbère en laisse.

### Reliefs funéraires

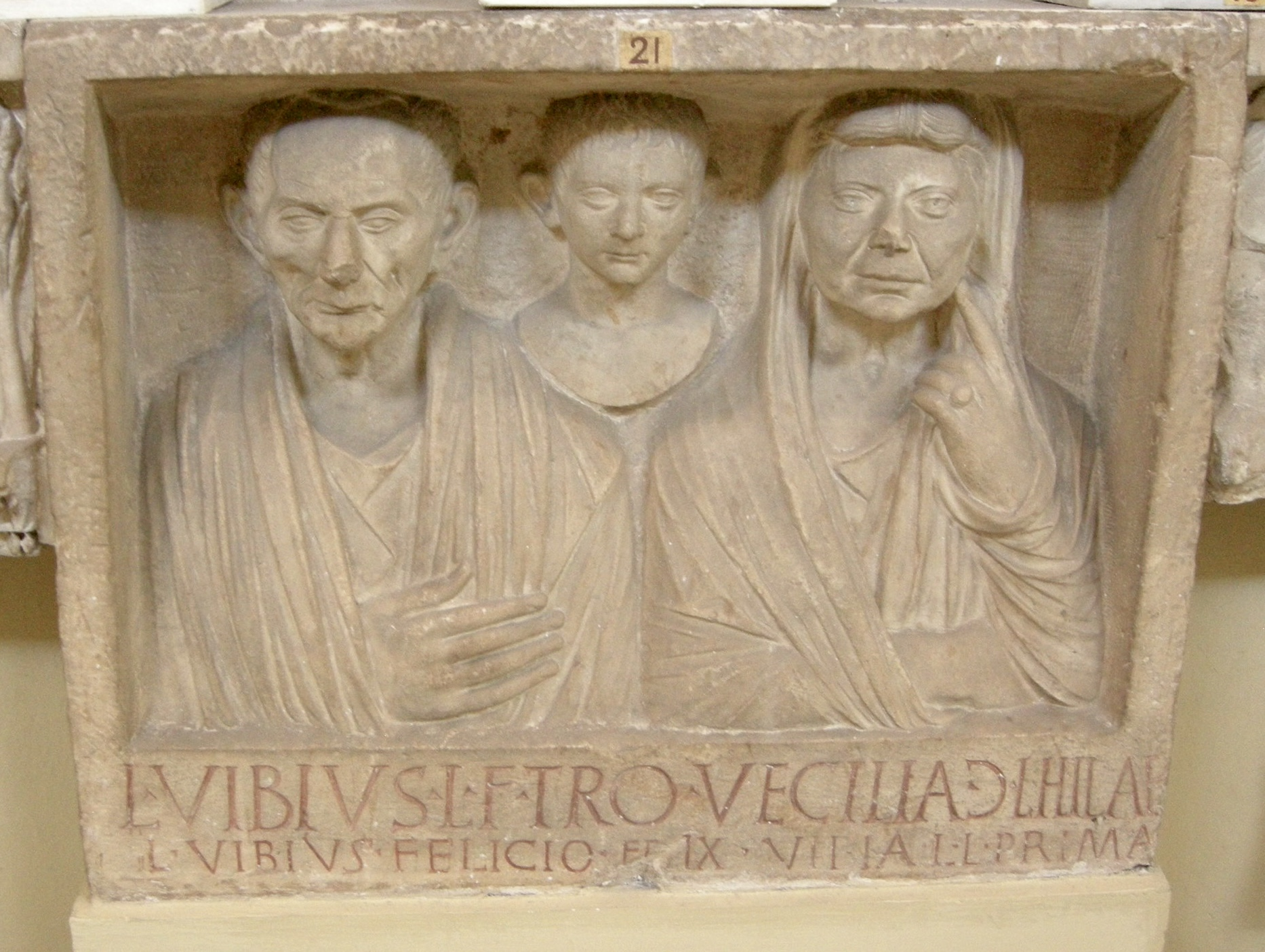
Famille Vibii : Lucius Vibius Tromentina et les siens. Fin du Ier siècle EC. Musée Chiaramonti
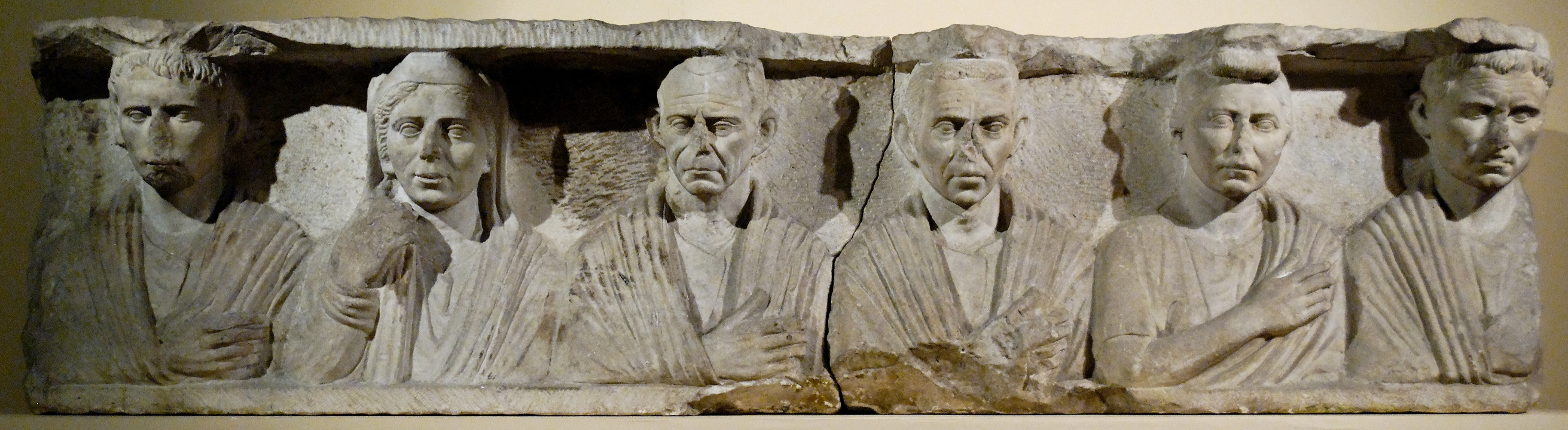
Relief funéraire à six portraits. Marbre de Carrare, période augustéenne ancienne. Centrale Montemartini
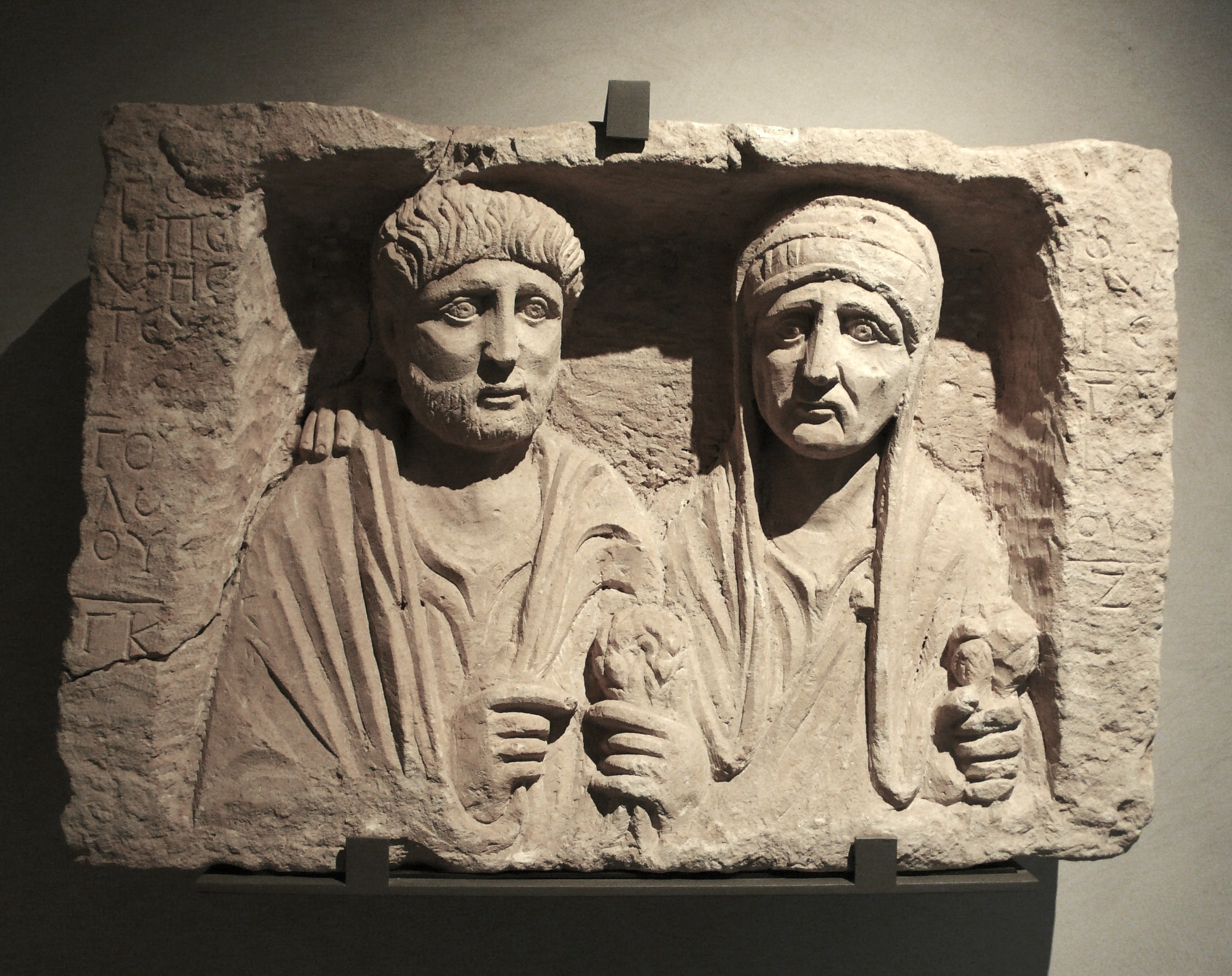
Stèle funéraire du Moyen Euphrate. Région de Zeugma ou Hiérapolis, Turquie. Calcaire. IIe siècle EC. Musée des Beaux-Arts de Lyon.

## Chapiteaux
La périphérie du Colisée, à Rome, est rythmée par des rangées d'arcades et des demi-colonnes à chapiteaux et par des pilastres à chapiteaux au dernier étage. Les trois types de chapiteaux sont représentés, ce sont les ordres dorique, ionique et corinthien. Dorique, avec échine plate sans décor ; ionique, avec chapiteau à volute ; et corinthien, avec chapiteau à feuilles d'acanthes. Chacun de ces types a donné lieu à d'innombrables variantes ; pour ne donner qu'un exemple : le chapiteau ionique du musée archéologique de Caligari. Ce principe de composition du décor architectural « hellénistico-romain » a été élaboré à l'époque républicaine et il a été appliqué, ensuite, à un très grand nombre de types de constructions romaines.

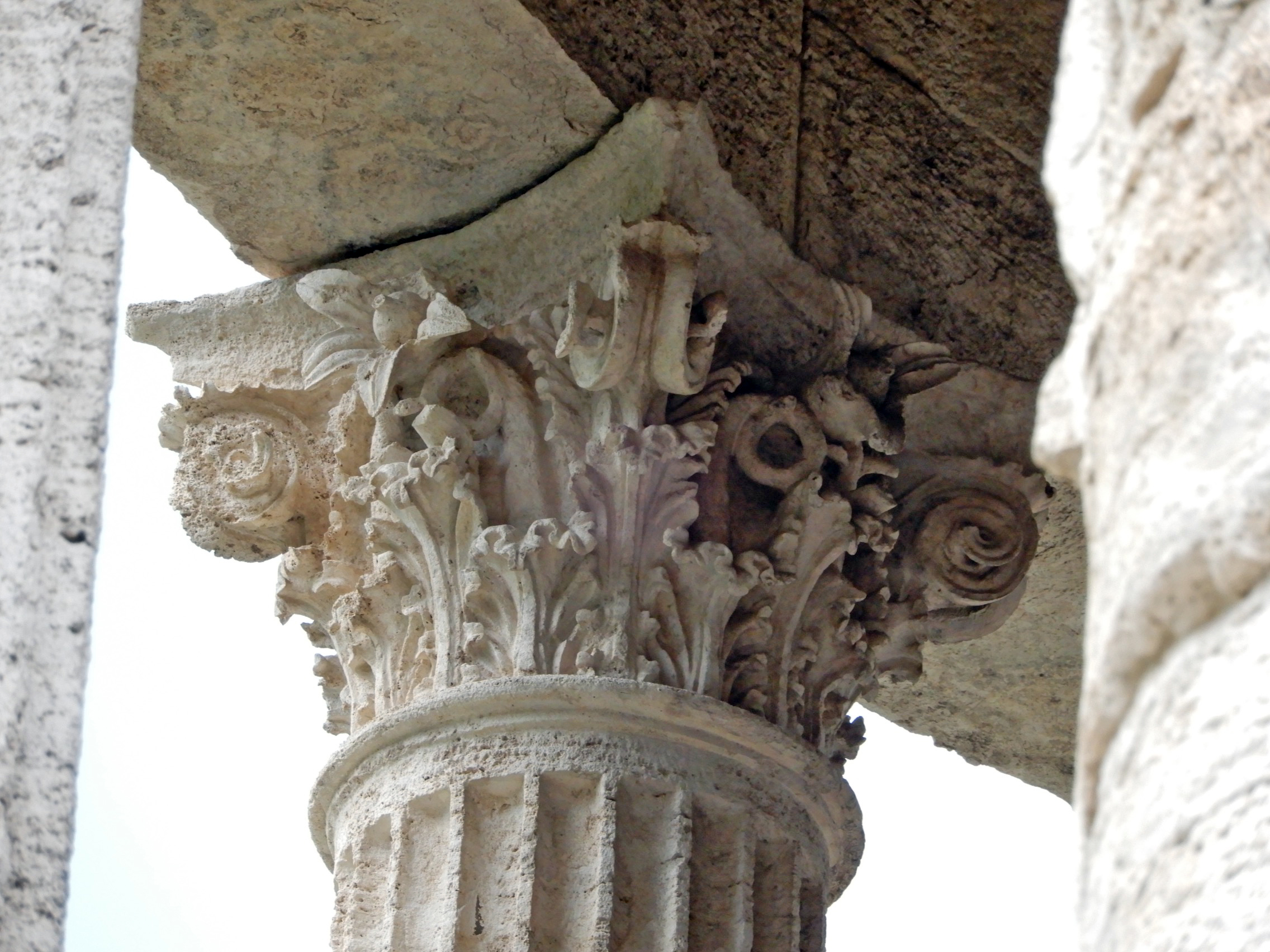
Chapiteau corinthien, originaire de Sicile (IVe / IIIe siècle AEC). Temple de Vesta (Tivoli), Ier siècle AEC[200].
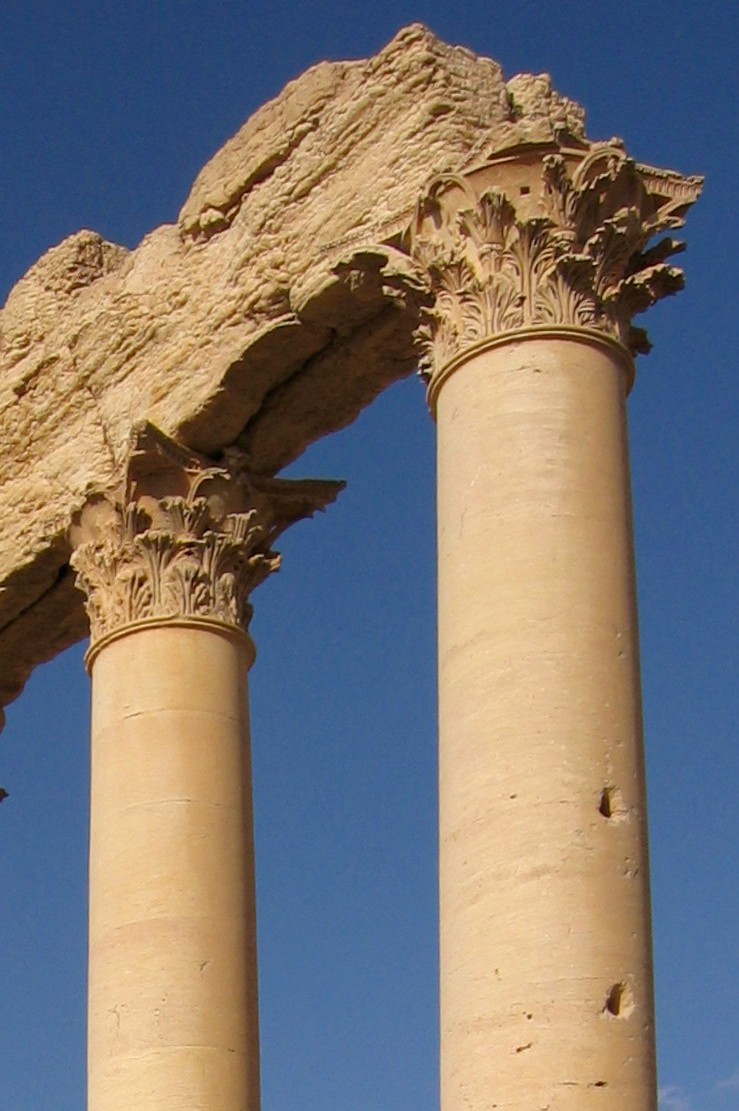
Chapiteaux corinthiens, enceinte externe du temple de Baalshamin, Palmyre. En 17 EC., détruit en 2015
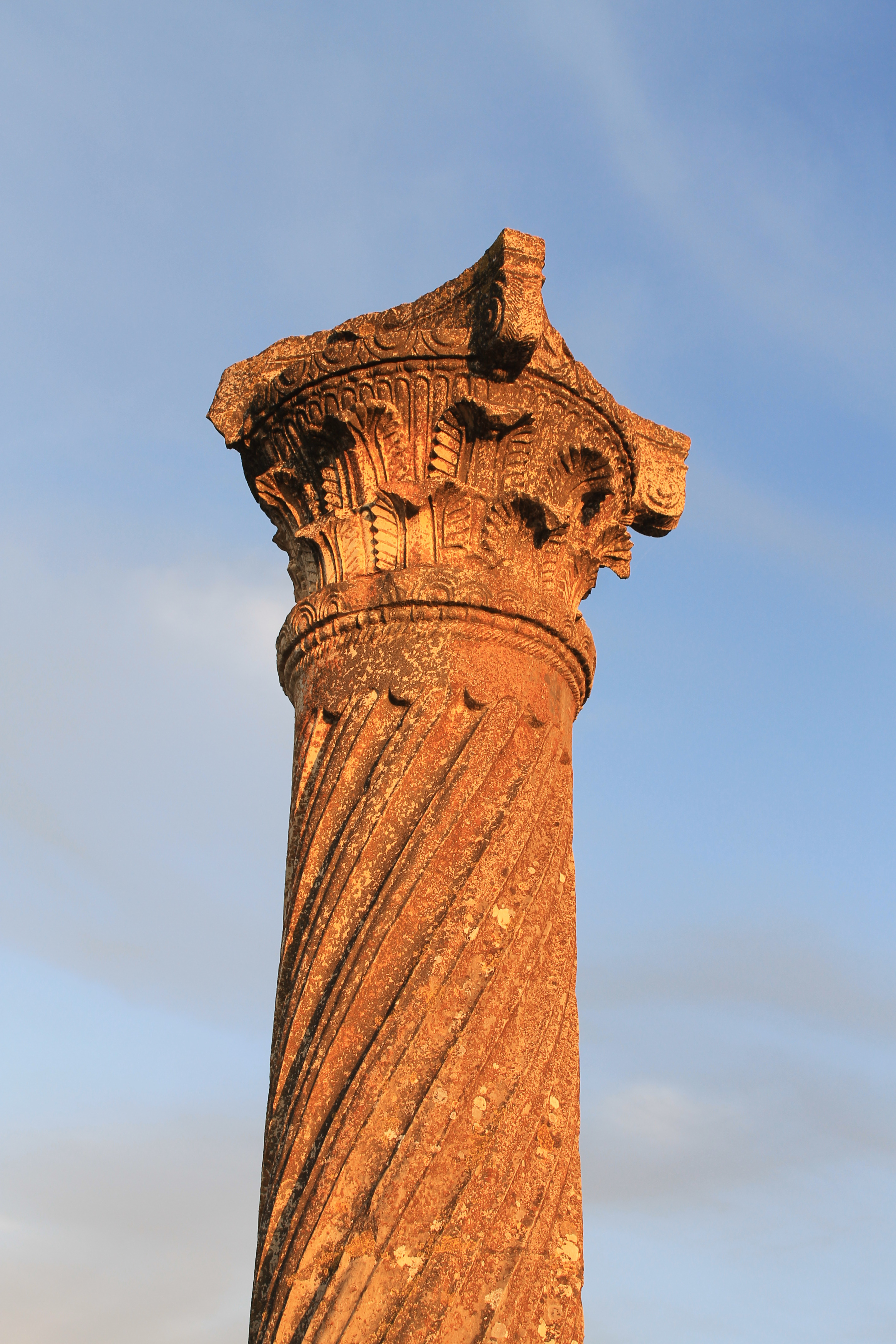
Chapiteau composite, IIe siècle EC. Volubilis, Capitole, temple B
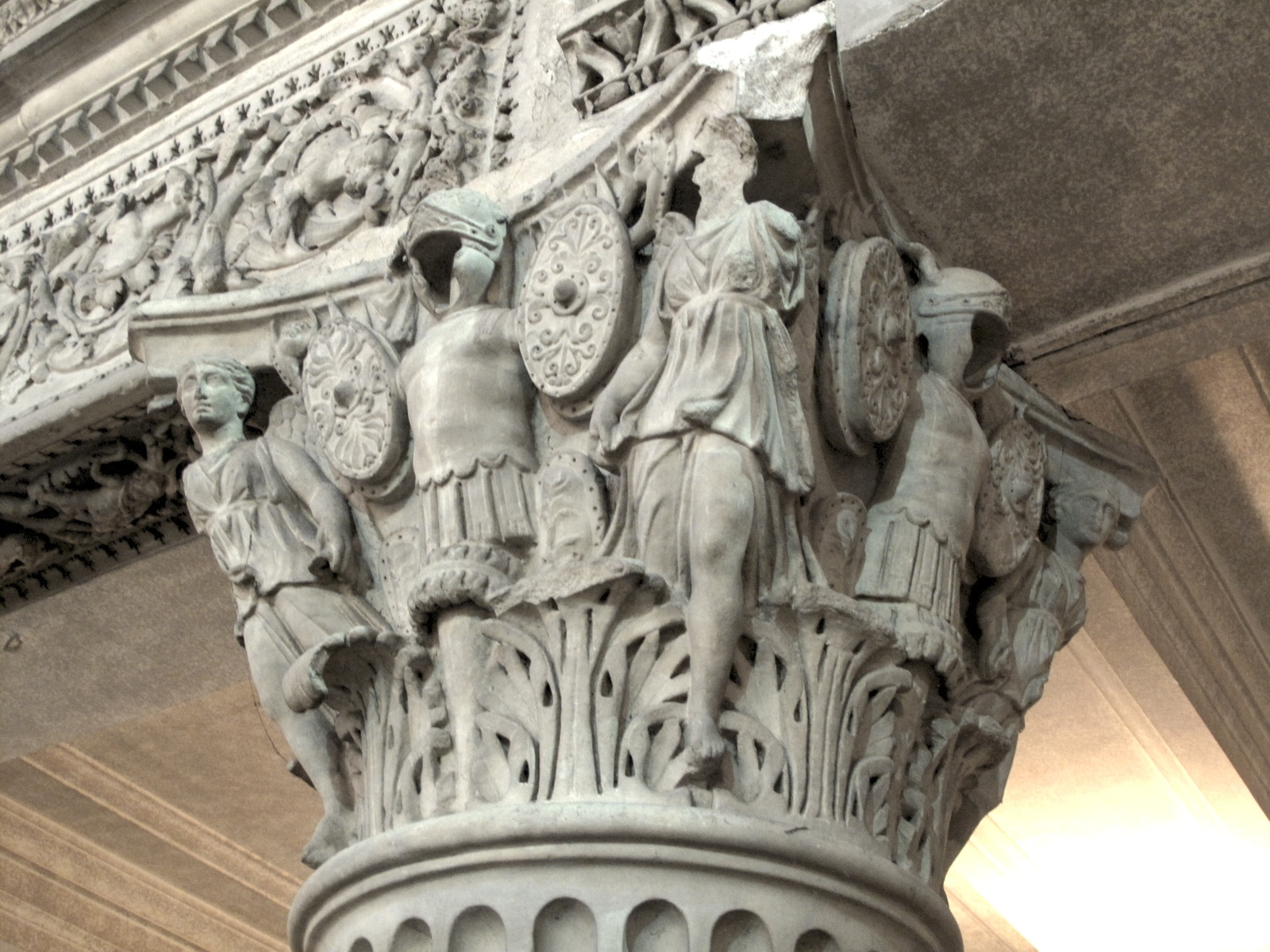
Chapiteau hétérodoxe. Époque des Sévères (193-235 EC), réutilisation du début du IVe siècle EC. Basilique Saint-Laurent-hors-les-Murs
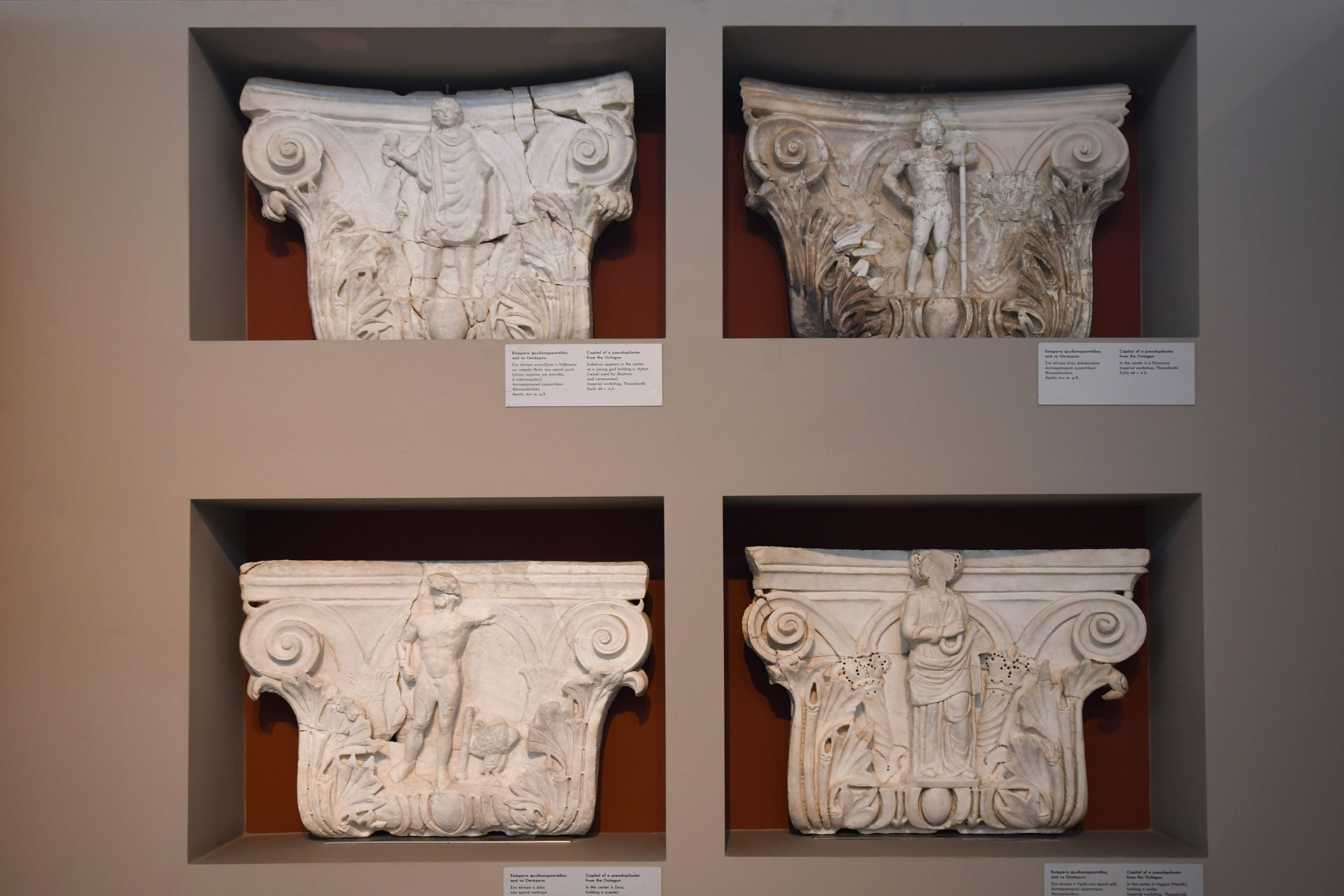
Chapiteaux de pilastres. Palais de Galère. début du IVe siècle EC. MArch Thessalonique

Au cours de l'art romain de l'Antiquité tardive l'usage du trépan s'offre au sculpteur comme l'occasion d'un motif décoratif simple : le trou de trépan, qui leur permet de cerner une forme avec un fort effet de contraste : par exemple, des feuilles d'acanthe sur un pilastre du IVe siècle EC.

## Décor de l'habitation
Si les villes romaines sont abondamment décorées par les butins de guerre, essentiellement grecs, les espaces privés vont être aussi décorés par des œuvres de la même origine. Elles sont alors, soit importées - achetées éventuellement dans le monde hellénistique - soit commanditées à des sculpteurs dans un style grec et "étiquetées" grecques. On pense, d'abord, à la Villa des Papyrus, ensevelie par l'éruption du Vésuve en 79 EC - dont les sculptures sont conservées au Musée archéologique national de Naples - et qui présentent la collection composée par un riche et puissant citoyen romain qui a rassemblé des créations originales auprès de sculpteurs contemporains ; il n'en existe, en effet, aucune copie au monde. La villa d'Hérode Atticus est aussi un bon exemple de villa romaine, mais en Grèce même, entre le Ier et le Ve siècle, et elle est riche par ses témoins d'un décor plus clairement romain. La relation entre l'imitation artistique et l'innovation romaine permet de prendre en compte la notion de « décorum » ou d'adéquation, de convenance à un contexte culturel précis. Un bronzier grec pour un contexte culturel romain, peut adapter un type de nu grec connu, pour lui faire tenir une lampe, et ainsi servir de lampadaire lors des banquets romains : ça a été le cas de l'éphèbe d'Agde, par exemple. Quant à la caryatide de Loukou, dans la villa d'Hérode Atticus, l'artiste crée un nouveau type de statue qui combine des éléments anciens à d'autres qui sont nouveaux à cette époque ; cet assemblage de styles est dit éclectique.

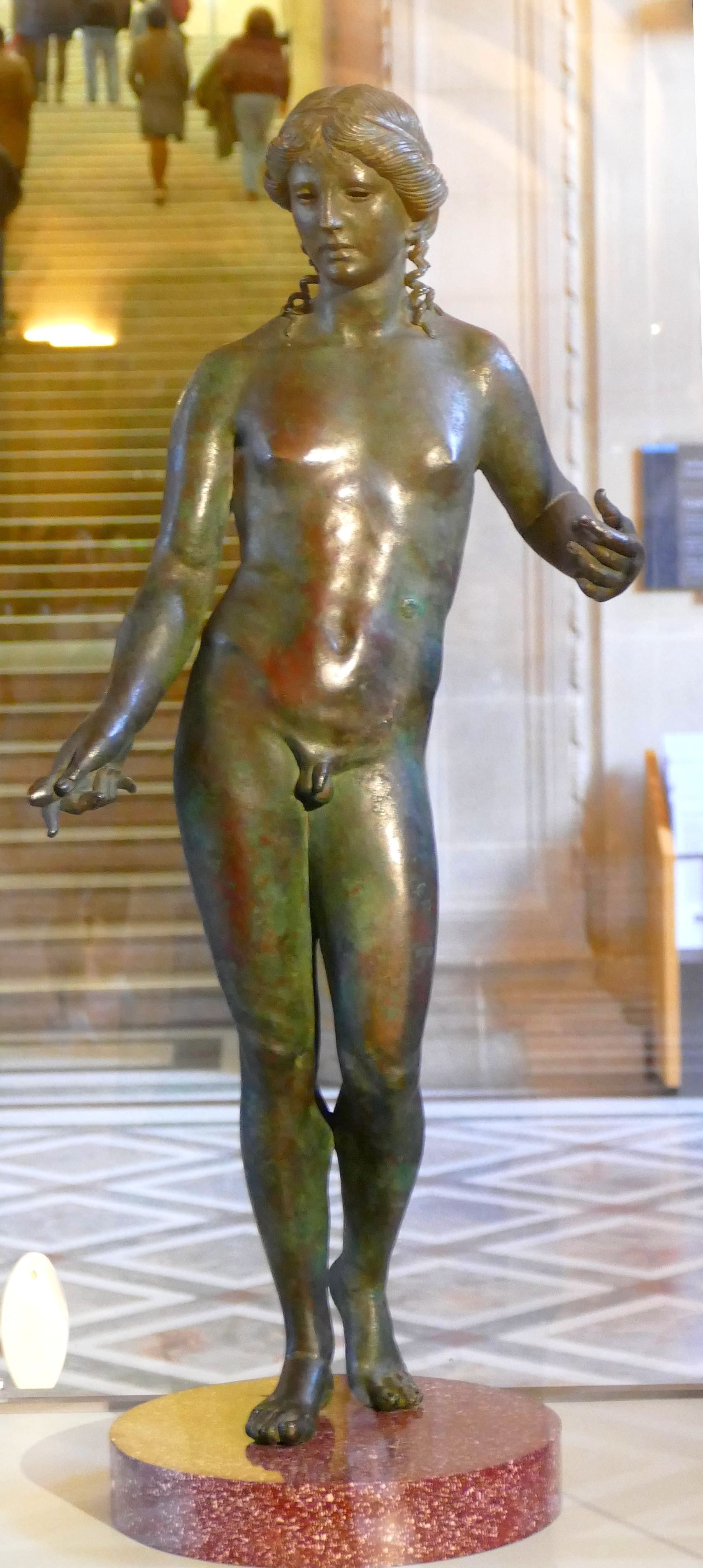
Apollon citharède (d'une maison de Pompéi). H. 68 cm. Grèce IIe ou Ier siècle AEC ou copie romaine avant 79 EC. Louvre
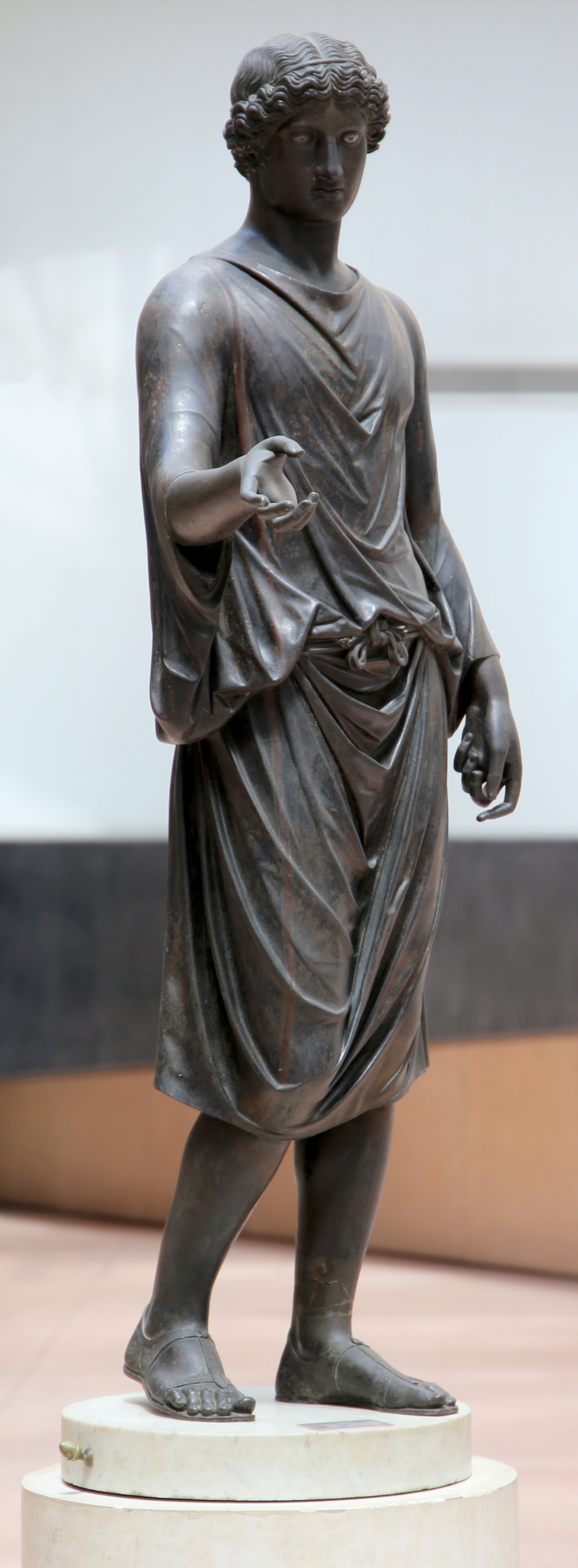
Jeune desservant du culte. Bronze, yeux incrustés d'argent. H. 1,41 m. Ier siècle EC. Palais des Conservateurs
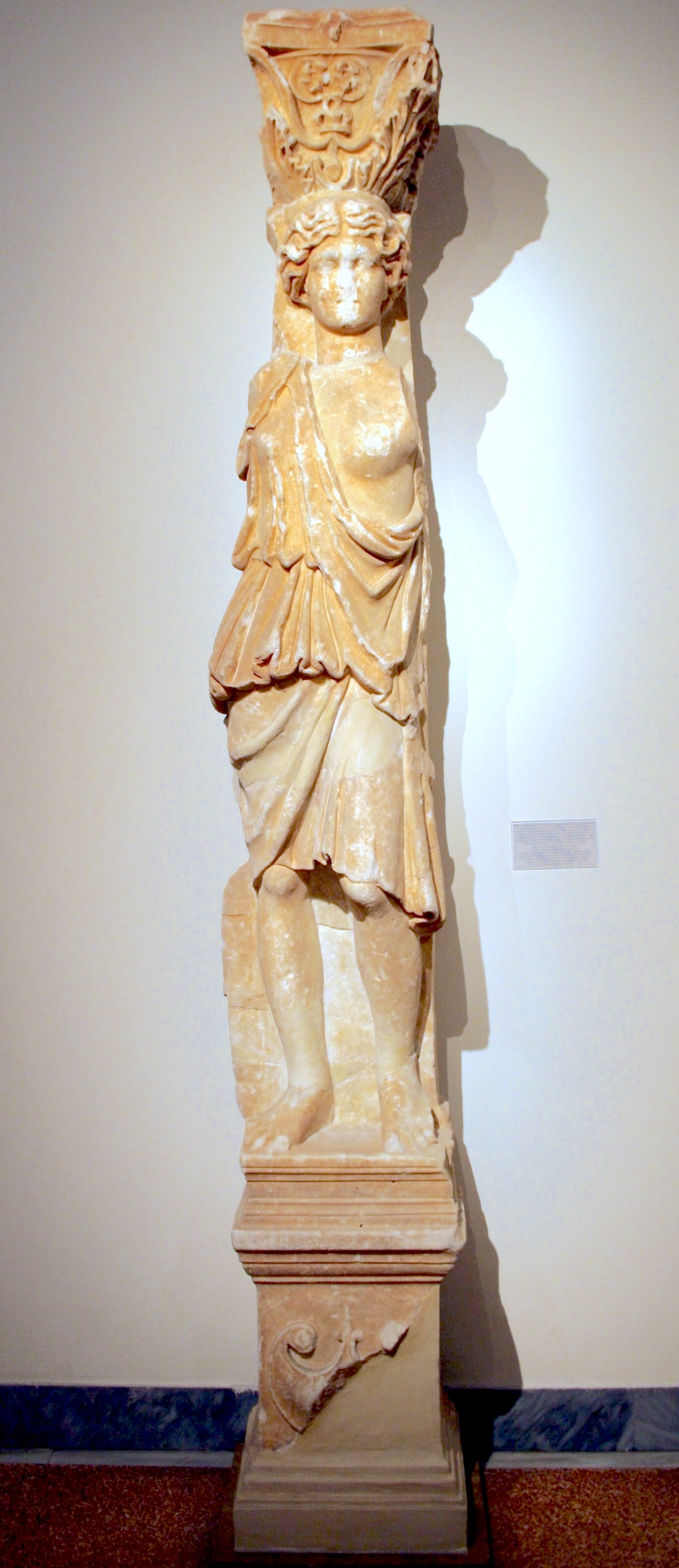
Amazone en caryatide de la villa d'Hérode Atticus à Kynouria/Loukou, IIe siècle EC. MNArch, Athènes
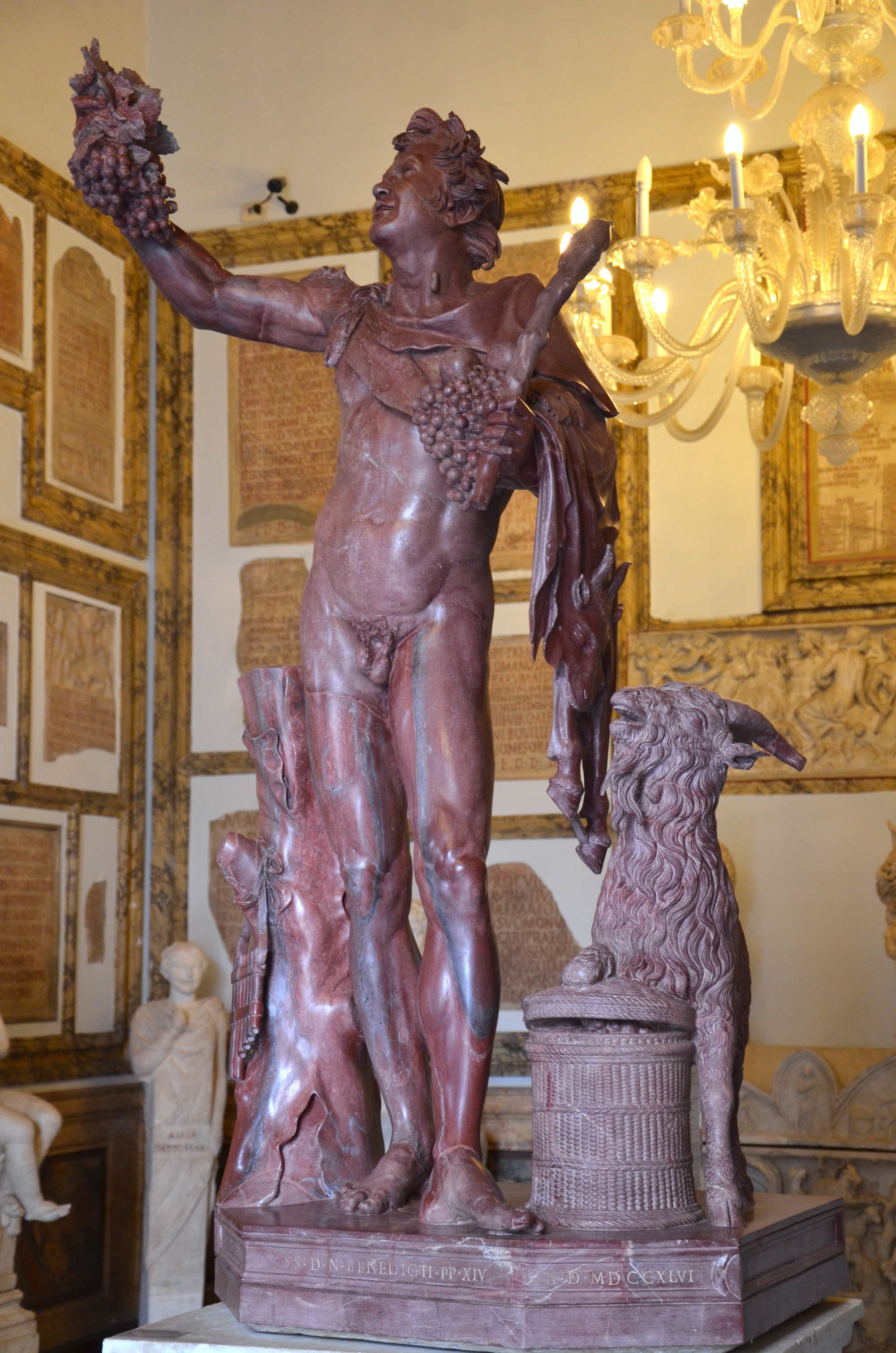
Satyre de la Villa d'Hadrien. IIe siècle d’après une statue de l'hellénistique final. Marbre rouge de Laconie, H. 1,67 m. Musées du Capitole
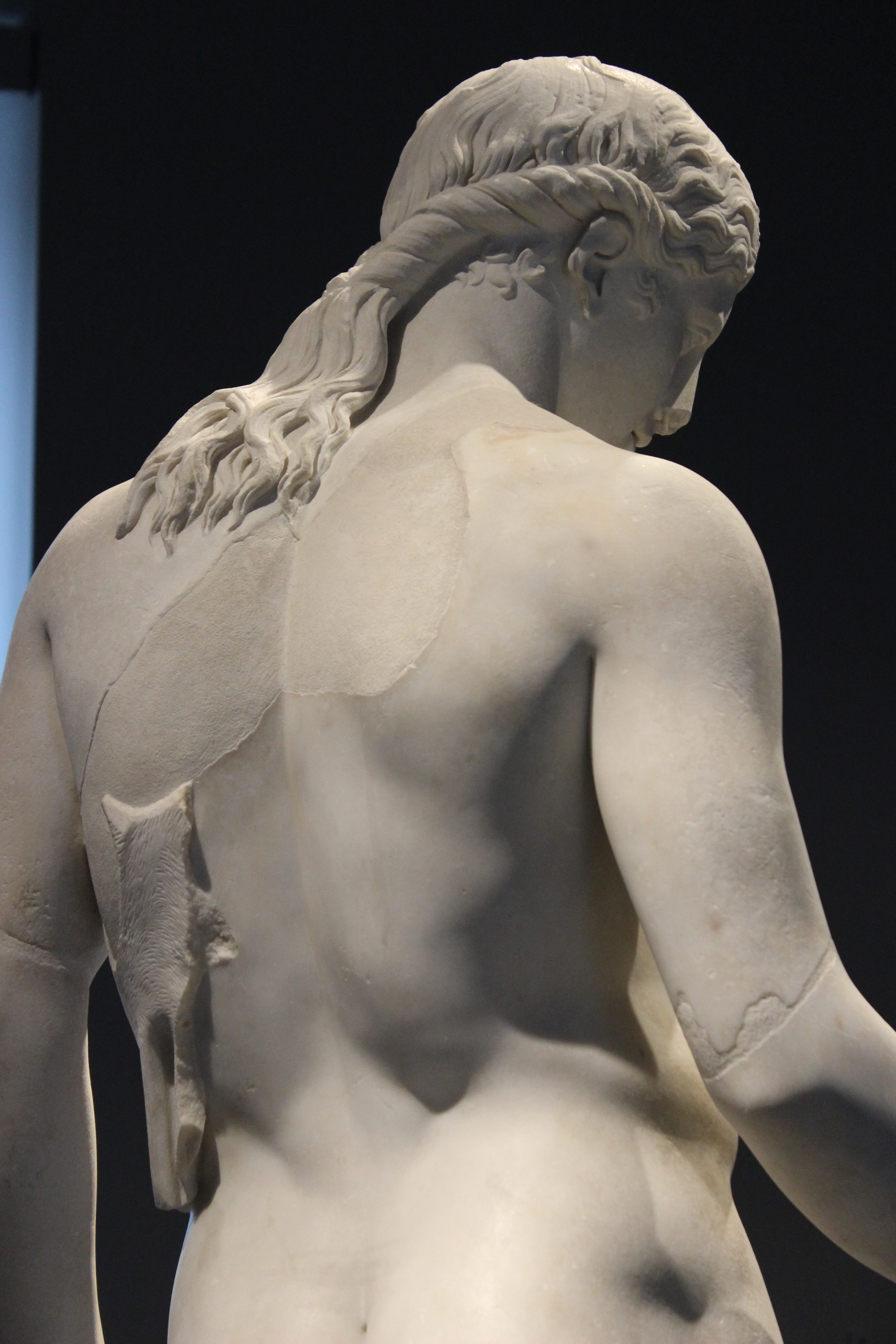
Dionysos. Villa d'Hadrien. IIe siècle EC. Palais Massimo des Thermes
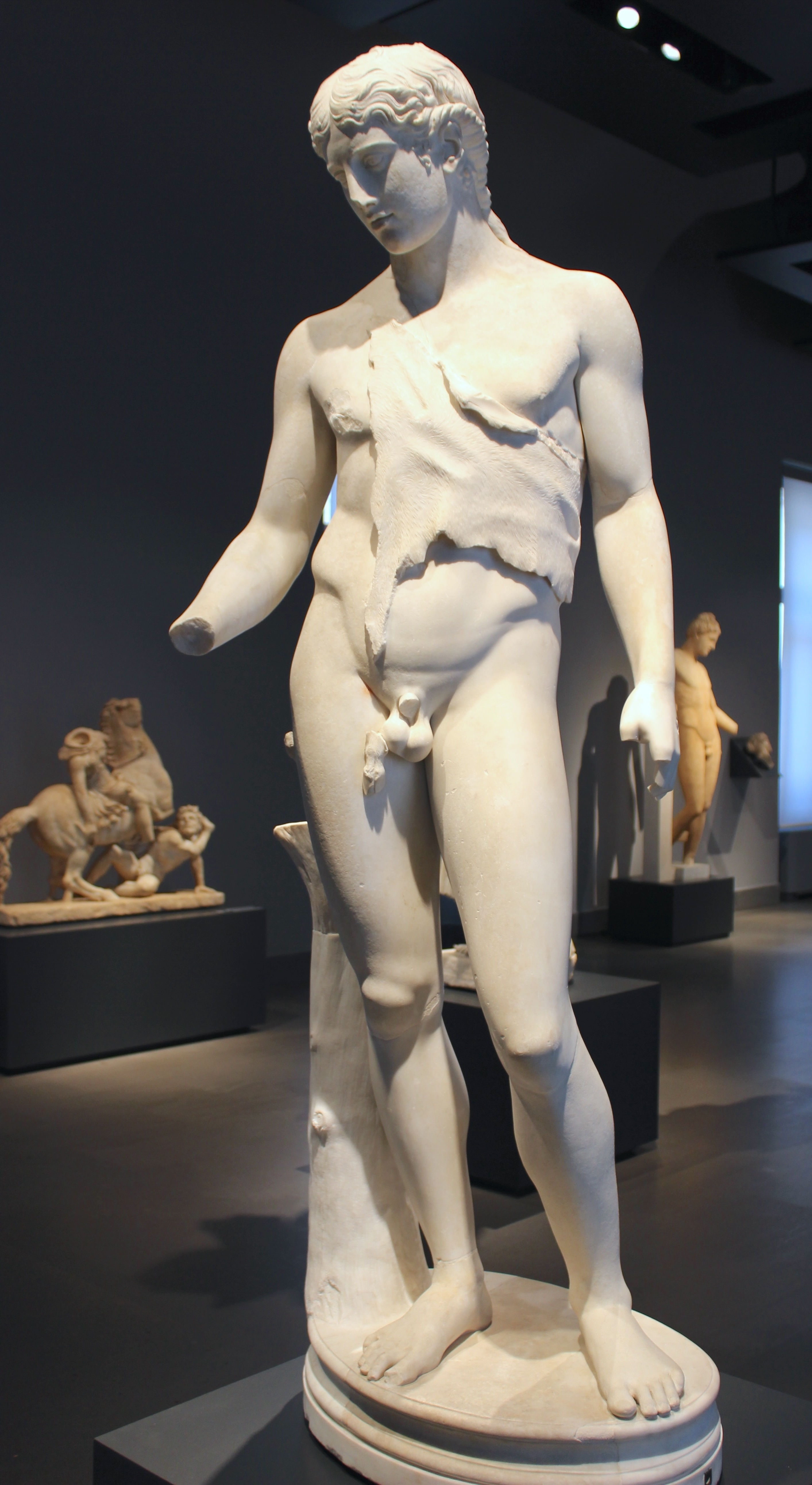
Dionysos. Villa d'Hadrien. IIe siècle EC. Palais Massimo des Thermes

Trouvées principalement dans les bains et les villas et rendues dans le style grec classique tardif, les statues d'Éros ne sont pas conformes aux valeurs traditionnelles romaines de la masculinité, mais, par contre, elles nous éclairent sur les valeurs grecques de l'élite romaine. La statue de Dionysos, Villa Adriana, réalisée au IIe siècle EC, est une création de l'époque d'Hadrien qui s'inspire, quant à elle, de la statuaire grecque du classicisme du « style libre » (450-430 AEC), celui de Polyclète. Elle est révélatrice de la passion de cet empereur romain pour la culture grecque de cette époque, six siècles auparavant.

## De grands collectionneurs
La Villa des Papyrus a conservé, sous les laves du Vésuve, la plus belle collection de toute l'Antiquité. La villa, avec vue sur la mer, a été élevée à la fin de la République par un membre de l'élite, Pison, consul de Rome ; sa fille ayant été la dernière épouse de César, il s'agissait d'un membre de l'élite  politique, mais passionné de philosophie épicurienne. Il avait fait construire cette villa sur un programme architectural pensé en référence au gymnase des Grecs (en particulier celui de Priène) et avec une vision épicurienne de la vie. Le grand péristyle qui entourait un long bassin, évoquerait ainsi le gymnase grec. La statue monumentale d'Athéna permettait, selon Gilles Sauron, de s'imaginer à Athènes, dans le Jardin d'Épicure. L'éruption du Vésuve a permis de préserver cette collection dans son intégralité, en tout cas telle qu'elle était au moment de l'éruption, un siècle après la fondation de la villa. On a donc pu retrouver la bibliothèque de la villa et des exemplaires, en cours de correction, des écrits du philosophe épicurien Philodème, à proximité du buste d'Épicure.

Quelques statues de la Villa des Papyrus, à Herculanum
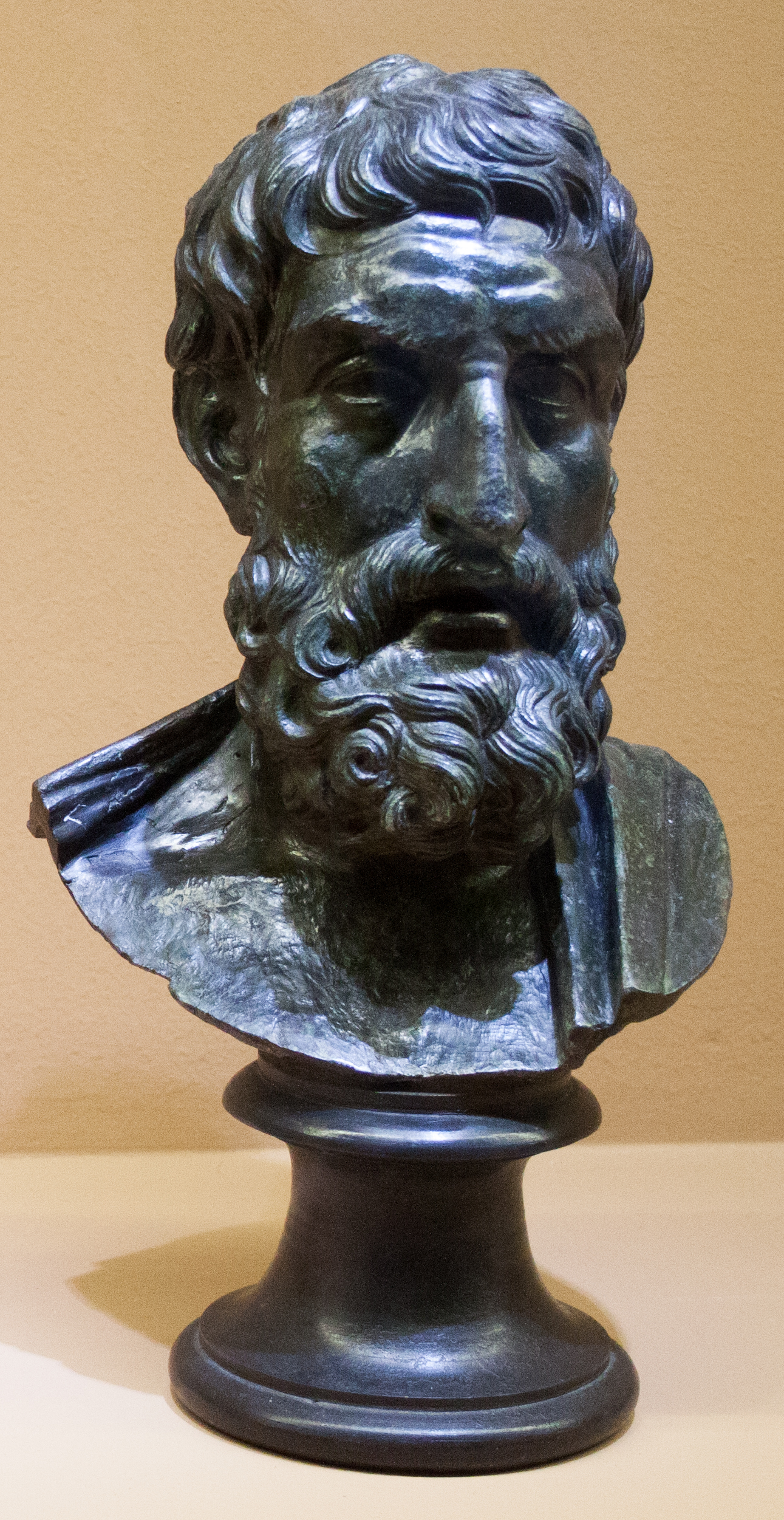
Épicure, bibliothèque de Pison et du philosophe épicurien Philodème.
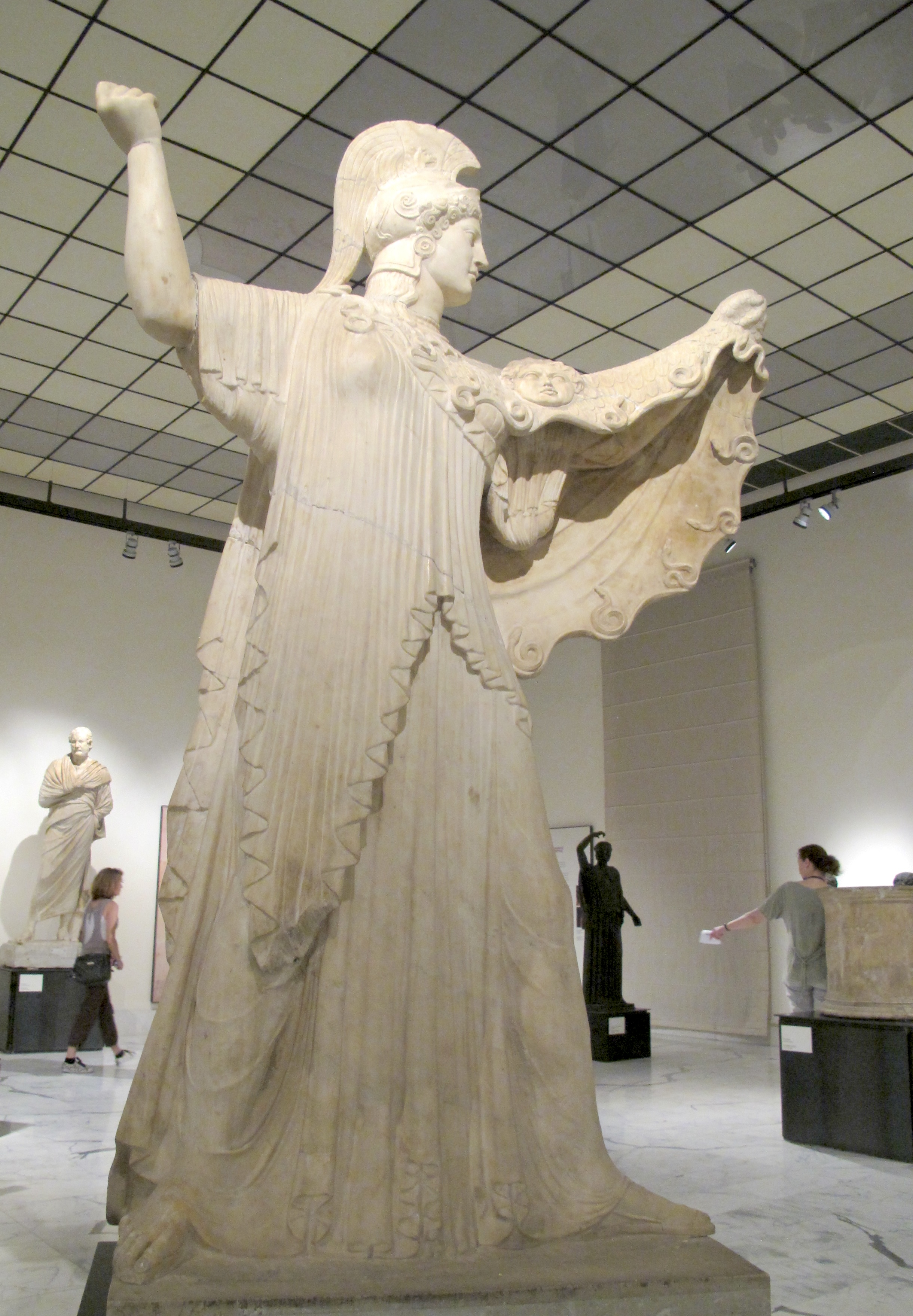
Athéna se trouvait entre deux colonnes dans le passage entre les deux péristyles. H. 2 m. Autrefois entièrement dorée.
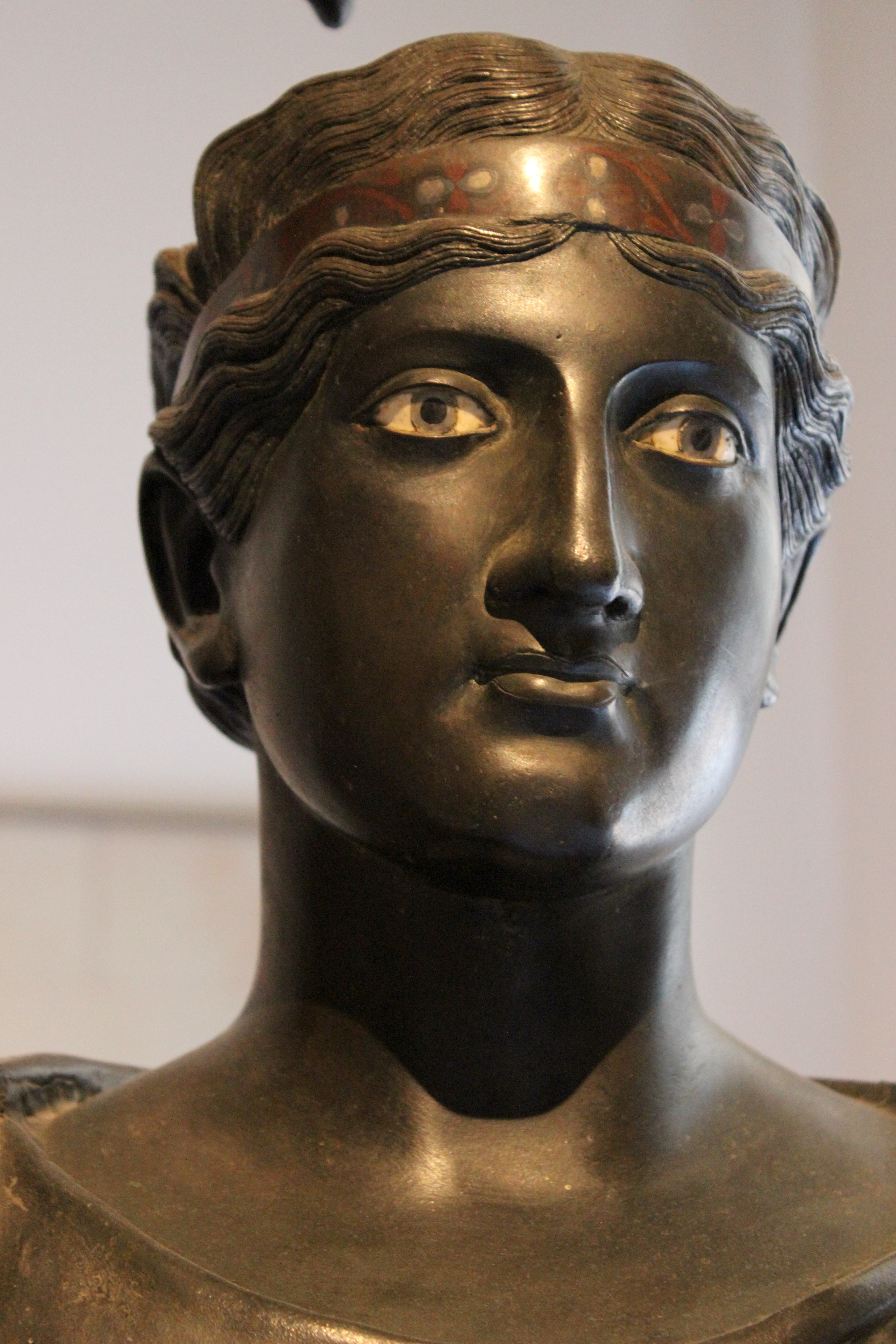
L'une des 5 péplophores (vêtues d'un péplos). Plusieurs semblent s'habiller. Celle-ci porte un bandeau dans les cheveux, composé de plusieurs métaux, choisis pour leurs couleurs.
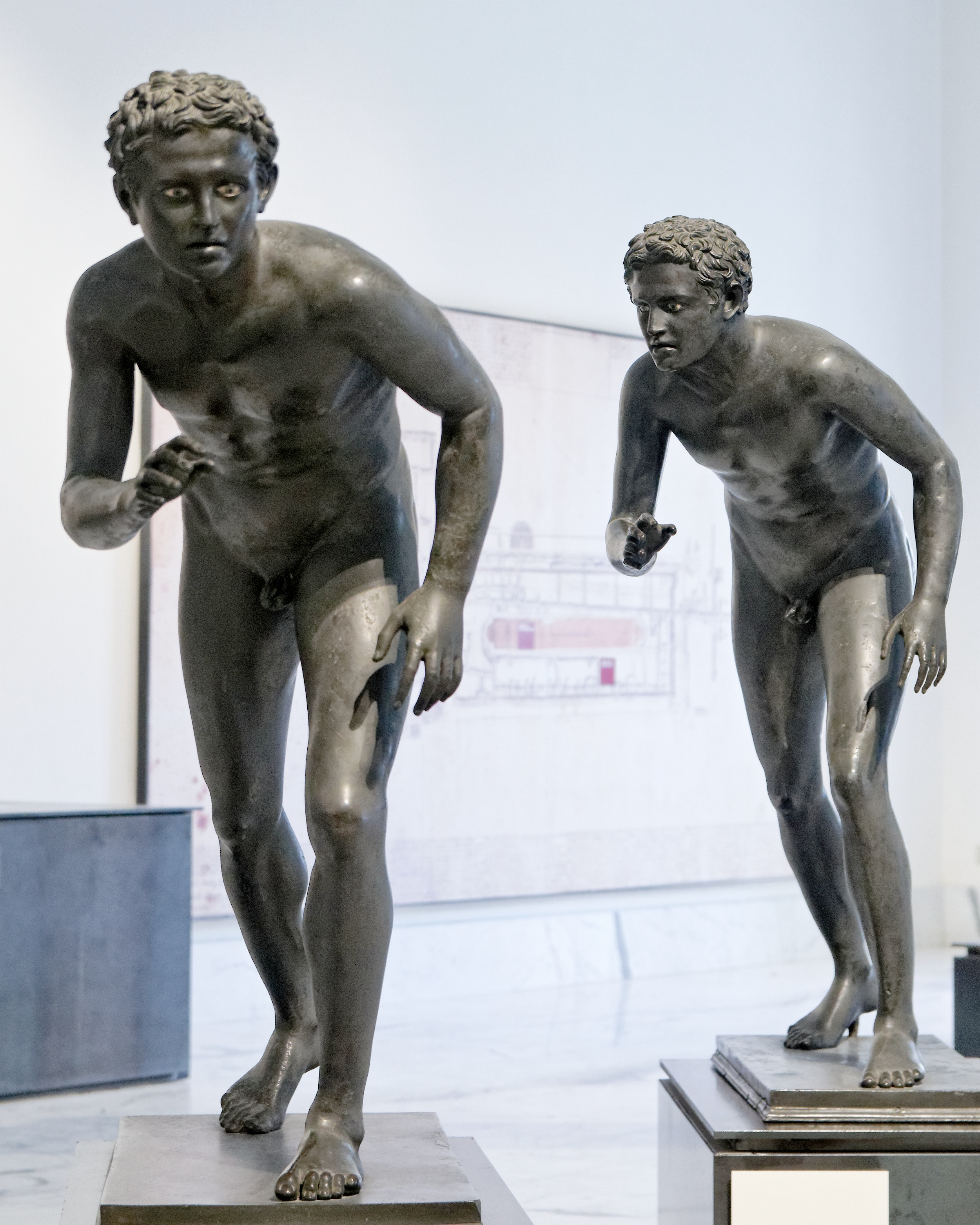
Éphèbes coureurs : le plan de la villa est celui d'un gymnase grec transposé en villa romaine, avec bibliothèque épicurienne.
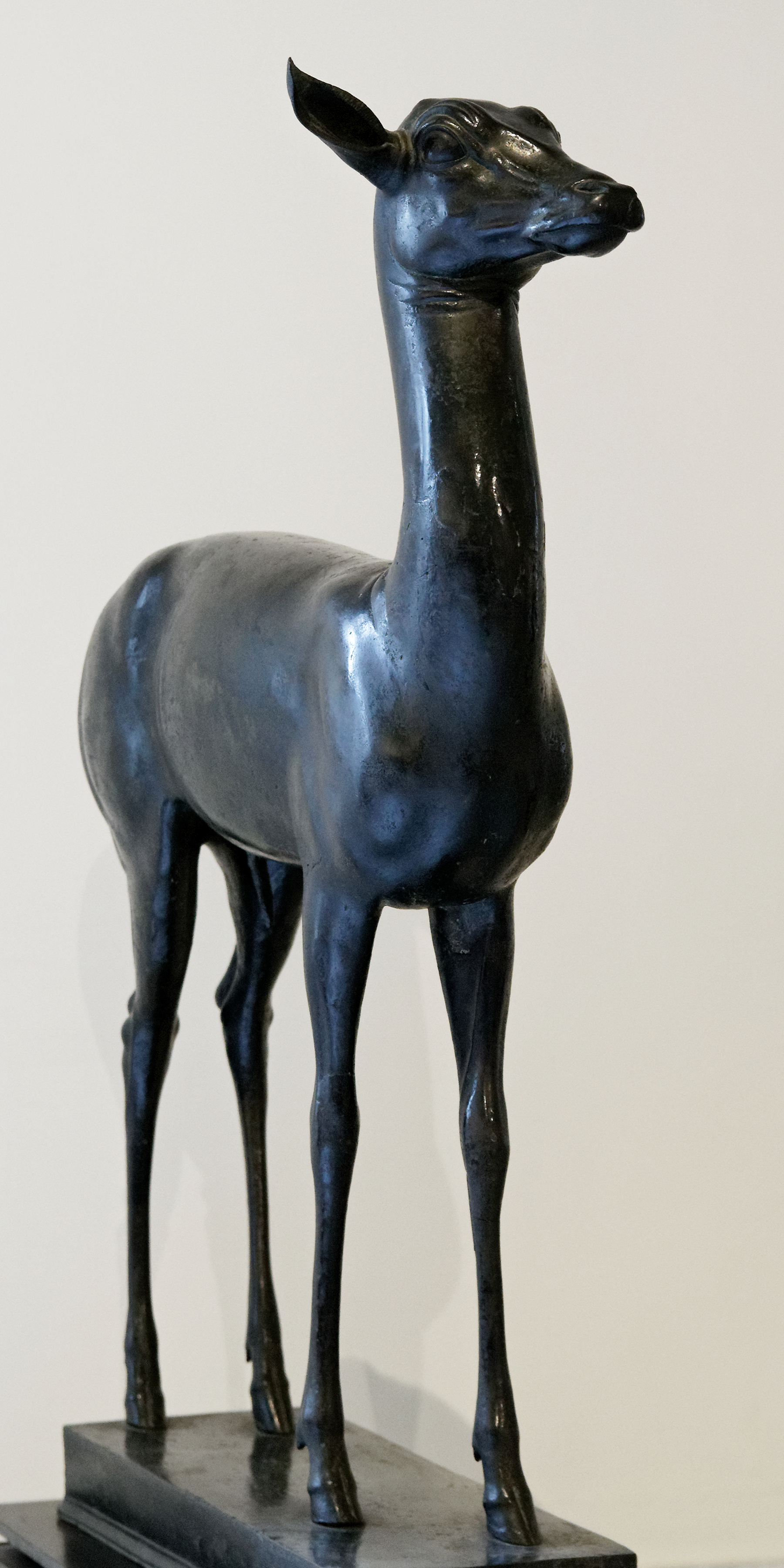
Daim. Bronze, Taille naturelle. Deux daims se trouvaient dans le parc avec Pan et la chèvre[N 36].

Les Éphèbes coureurs, ces sculptures installées dans le parc, n’ont pas de répliques connues ; elles ont donc été commanditées par le proprétaire, Pison, pour le décor du péristyle rectangulaire  de sa villa (au sud-ouest) : ils sont accompagnés d'un autre bronze, Hermès assis, et dans la galerie sud-est de ce péristyle de cinq péplophores ; enfin, autour du bassin de piliers hermaïques à têtes de marbre.,.
Les cinq péplophores en bronze, ne font pas que jouer avec leurs modèles : la sculpture grecque classique, en reprenant les Caryatides de l'Erechthéion. Chacune d'elles est aussi une variante de ses voisines. Or, une étude scientifique de ces différentes versions a montré qu'elles avaient été composées en utilisant un seul jeu de moules, des moules partiels, et complétées pour produire ces effets de mouvements suspendus.
Les répliques, grandes et petites, les adaptations, l'usage de tous les matériaux disponibles : toutes ces possibilités étaient au choix du commanditaire, souvent un riche collectionneur, comme le consul Pison.

## Sculpteurs et «copies» de sculptures dans l'espace romain
« Comme Rome pouvait s'approprier les meilleures œuvres et attirer les meilleurs artistes, Rome devenait le centre de la production artistique ; l'art romain devenant l'art tout court ».

### Sculpteurs

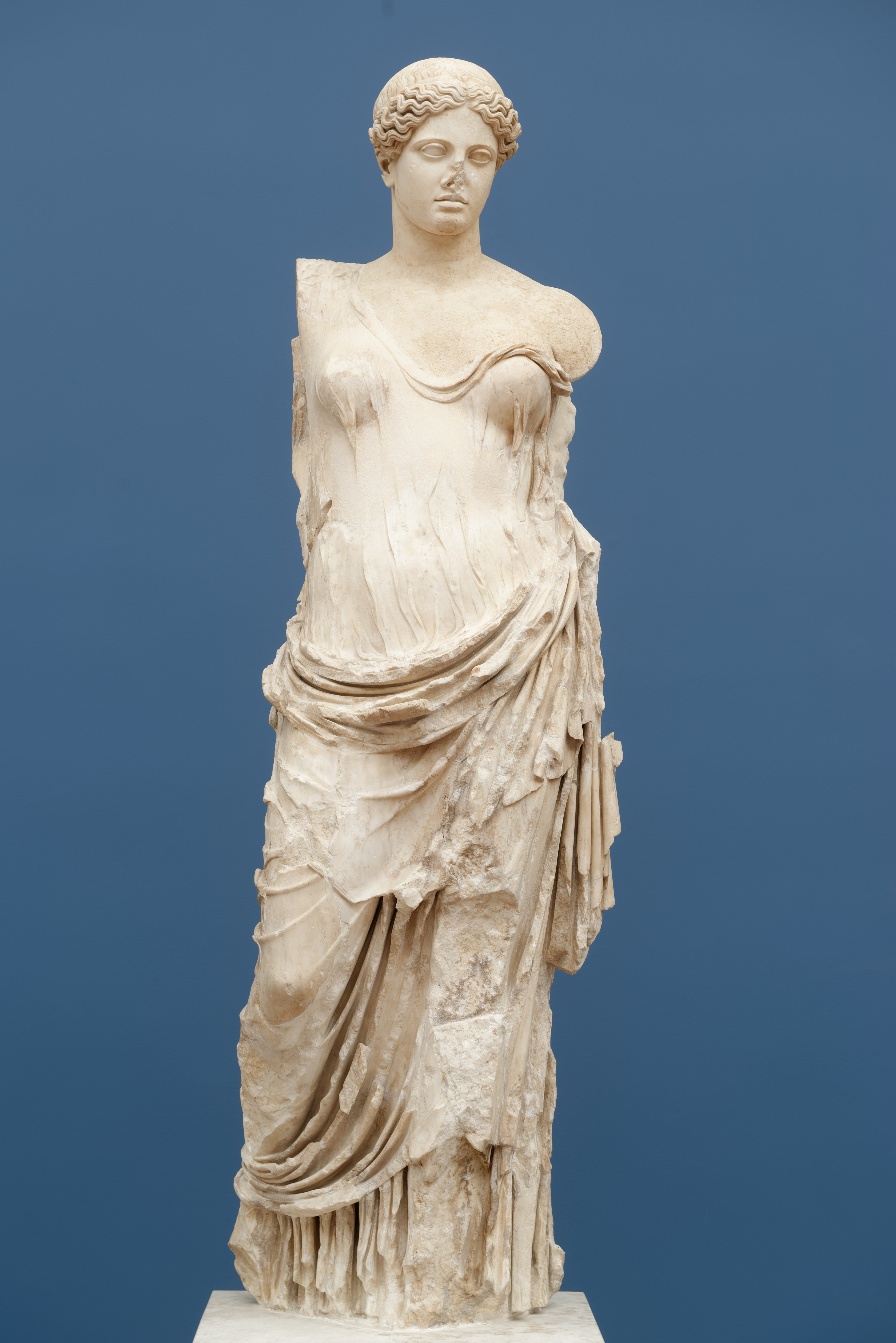
Statue dite « Héra Borghèse », en fait une Aphrodite. Provenance : Montecalvo, Italie centrale. Marbre. IIe siècle EC. Ny Carlsberg Glyptotek. Copie d'une sculpture du haut classicisme grec. Les variantes sur ce type peuvent présenter un aspect "complet", ce sont presque constamment des restaurations modernes qui complètent les fragments. Cette statue a été dé-restaurée récemment.

Premières histoires de l'art : En ce qui concerne les artistes dont le nom a été conservé, les premières anecdotes sur des artistes apparaissent dès le fameux Canon de Polyclète, au Ve siècle AEC. Il existe donc une littérature sur l'art avant que ne soit pensée une histoire de l'art. Cette littérature, rédigée par des peintres et des sculpteurs, s'adresse d'abord aux artistes, entre eux. Les traités rédigés par les artistes de l'Antiquité permettent à quelques-uns de se distinguer, un peu, des artisans ; un long processus est alors engagé qui aboutira, au XVIe siècle, à la Renaissance, avec les Académies d'art, à la distinction entre artisans et artistes. Toute cette littérature sur l'art, écrite dans l'Antiquité, est aujourd'hui quasiment perdue. À Rome, elle était connue au moins par des intermédiaires, comme Varron (Ier siècle AEC) a pu l'être pour Pline, les auteurs étant des savants, des historiens et des compilateurs, leurs textes étaient destinés à un public cultivé, hellénistique et romain.
Célébrité des sculpteurs grecs : les sculptures ne portent pas de signature, le plus souvent, et quand elles en portent il s'agit, généralement, de noms grecs. Une grande partie des œuvres mentionnées par Pline l’Ancien sont des œuvres d’artistes grecs, prises de guerre, recontextualisées à Rome, dans les espaces publics et privés, et des « copies ». Ainsi, le groupe du Laocoon, « copie » en marbre d'un original hellénistique en bronze, est aussi l'œuvre collective de plusieurs sculpteurs Rhodiens, connus pour être spécialisés dans la copie. Ils ont aussi réalisé pour l'empereur Tibère (r. 14-37 EC) l'ensemble de Sperlonga. Cet ensemble est organisé dans l'espace d'une grotte. Ce sont des « copies » en marbre d'après des originaux hellénistiques : les copistes étant Athénodore, Agésandros et Polydore, évoqués par Pline l'Ancien. Par ailleurs, une dynastie de sculpteurs travaillant à Aphrodisias : Polyclès, son frère Dionysos et son fils Timarchidès, étaient tous trois connus dans le monde romain, mais leur nom n'est pas rattaché à des sculptures conservées aujourd'hui.
Copistes : Cette activité spécialisée se pratique sur toute l'étendue de l'empire. Certains lieux étant plus favorables, soit par la présence de la matière première, soit à un carrefour routier (par exemple à 60 km. au sud-est de Tunis) ou à proximité d'un port, pour l'exportation.
Signature et reconnaissance : Si, dans la tradition grecque, il pouvait être fréquent de signer son œuvre, en tant que chef d'atelier, il semble que cette coutume n’ait pas été conservée à l'époque de l'Empire romain. Certaines sculptures ont bien été signées, mais cela est toujours resté un privilège. Enfin, la participation d'un peintre, pourtant souvent bien réelle, n'est quasiment jamais mentionnée.
Statut social du sculpteur : Dans l'Antiquité, le travail du sculpteur en tant que travail manuel n'est pas valorisé, pas plus que celui du peintre et de l'architecte. Alors que les grands artistes grecs des Ve et IVe siècles AEC appartenaient bien à une élite, il n'en est pas de même dans la culture romaine. Les artistes ne sont guère distincts des artisans, et même si leur statut s'améliore, il reste inférieur à celui d'autres hommes de savoir, que ce soit du point de vue de Cicéron, de Pline ou de Sénèque. Ainsi Sénèque et Pline déconsidèrent les artistes car leur travail, suivant le point de vue moral des Romains, participe uniquement à l'étalage du luxe.

### Copies romaines: Grèce ou Rome?

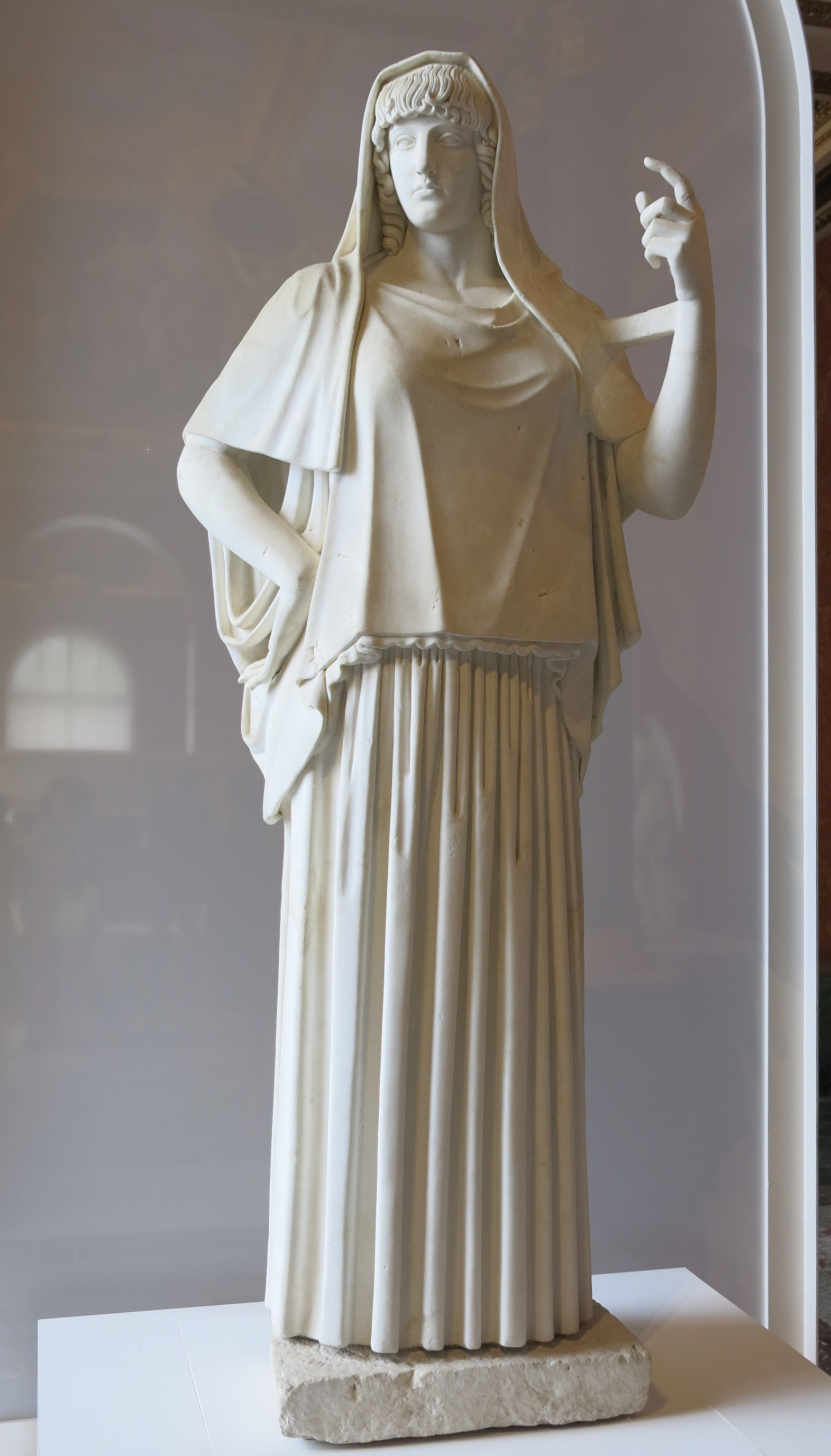
Hestia Giustiniani. Marbre blanc. H. 1,95 m. Copie vers 120-140 EC d'un original de 470-460 AEC. Musée Torlonia

Copies romaines : Dans de nombreux musées européens certains cartels des Départements des Antiquités grecques portent, dorénavant, la mention « copie romaine », précision qui n'apparaissait pas auparavant. Plusieurs musées allemands ont même été les premiers à replacer de telles œuvres dans leur contexte réel, c'est-à-dire au sein du Département des Antiquités romaines.
Originalité, imitation, émulation : La question de l'originalité ou de l'imitation, et bien souvent, la question de l'émulation sont à placer dans un ensemble de représentations plus large dans le monde romain. Il semble clair, aujourd'hui, que la recherche de l'« original » est vouée à l'échec. De toute évidence les types célèbres étaient l'objet de variations innombrables où l'émulation devait jouer fortement entre les ateliers et entre les chefs d'ateliers, sculpteurs plus ou moins renommés. La découverte de l'Apoxyomène de Croatie (daté du Ier siècle AEC), a révélé le fait que la statue était un type populaire et bien connu, aux nombreuses variantes, toutes des originaux, en bronze, en marbre, en basanite. Les statues populaires étaient reproduites grâce à des moulages et faisaient l'objet de nombreuses éditions. Comme l'expriment clairement Valérie Huet et Stéphanie Wyler : à l'époque romaine « les principes d’imitation, de citation et d’appropriation riment avec l’émulation et construisent Rome en tant qu’entité culturelle spécifique ».
Moulages : Bien que les artistes prétendent n’imiter personne, mais prendre pour modèle la nature, les uns connaissent les sculptures des autres et tous, rivalisent entre eux. Car à l'époque romaine un très grand nombre de sculptures grecques ayant été amenées en Campanie, et souvent à Rome, la demande de « copies » - de variantes - était d'autant plus aisée, mais aussi créative, que l'usage de moulages relevés sur les « originaux » était tout à fait permis. L'usage en venait des Grecs, eux-mêmes. C’est d’ailleurs le frère de Lysippe, Lysistratos, qui passe pour avoir fait des moulages : « C’est encore lui qui imagina d’exécuter des moulages à partir de statues ». Comme on ne procède que par élément - la tête, le bras gauche... - le réassemblage de ces éléments, ou avec d'autres, produits ou non par le sculpteur d'époque romaine, pouvait donner lieu à des variantes innombrables.
Du bronze au marbre : Par ailleurs, le passage d'un original en bronze à sa « copie » en marbre nécessitait l'adjonction d'un élément pour la stabilité. Ce n'était donc plus du tout une copie, au sens strict. Pour comprendre la stabilité du bronze d'une figure qui semble bouger, celle-ci pouvait reposer sur des pièces de bois qui traversaient les jambes jusqu'à l'intérieur de la base, comme cela a été prouvé pour les bronzes grecs de Riace - le bois s’étant conservé dans l’eau.
La sculpture en marbre a été préférée au bronze pour les copies car le bronze a toujours coûté bien plus cher que le marbre. En effet la matière première, le métal bronze, était plus cher que la pierre, simplement débitée en carrière et transportée. Mais, pour  le  bronze, il fallait payer aussi le travail du sculpteur qui produisait la forme à mouler par un modelage en argile et ensuite le travail du bronzier et de son équipe qui réalisaient le ou les moules, la coulée du métal, assemblaient les parties et exécutaient les finitions. Enfin, le goût romain pour un marbre parfaitement poli est totalement étranger aux usages en Grèce et dans le monde hellénistique. Les dites "copies" qui présentent ce poli du marbre sont ainsi révélatrices d'un aspect de la culture romaine et non de la culture grecque.
Entretien et destruction : Les bronzes, en Grèce comme à Rome, étaient reluisant comme l'or et soigneusement entretenus... jusqu'au jour où l'on décidait de les détruire. Mais les marbres, ou tout autre matériau sculpté, ont suivi le même destin.
La copie, un exercice romain : copie de texte, copie de peinture et, par extension, copie de sculpture (moins valorisée que les deux autres). La copie de textes, le terme « copie » stricto sensu ou non, peut servir de référence dans l'usage du vocabulaire en grec et en langue latine. Il apparaît, ainsi, que des nuances surgissent au sein de la littérature antique. Les auteurs, tels que Pline, Pausanias, Lucien... nous révèlent - pour ce qui concerne la peinture - qu'à côté de la copie, stricto sensu, les Romains appréciaient des imitations, permettant des séries et des références à un modèle connu : par exemple les copies de paysages de Studius, au cours de la première époque impériale , et d'autre part l'imitation pour le portrait de Campaspe en Vénus anadyomène.
« Ainsi ni le grec ni le latin ne semblent réserver un vocabulaire spécifique à la « copie » artistique, ni même établir une opposition de nature entre un tableau original et sa « copie » ». Et si l’on considère les peintures murales conservées elles sont souvent anonymes au moins à nos yeux : dans ce cas, il est souvent difficile de déterminer avec certitude si ces réutilisations de modèles empruntés au monde grec avaient pour vocation de « citer » une œuvre précise, un style géographique ou chronologique particulier, ou si elles illustrent simplement une tradition technique et artistique. Les collections peuvent ainsi accueillir, parmi des peintures originales sur bois qui sont menacées de pourriture, des « copies » qui  conservent plus ou moins l'esprit grec. Le collectionneur réalise ainsi sa collection sur le modèle d'Attale II de Pergame qui avait envoyé des peintres s’inspirer de modèles à Delphes, et de rapporter leurs imitations à Pergame. Dans cette opération les artistes y constituent aussi leur répertoire stylistique et iconographique ; les « copies » pouvant être adaptées à de nouveaux contextes et de nouveaux espaces. Le résultat pouvait s'écarter plus ou moins de leur modèle, et rivaliser entre peintres.

## Objets d'art
Du travail des bronziers, on a conservé une foule innombrable de sculptures de petite taille, souvent associées à des objets utilitaires. La ciste Ficoroni est, ainsi, un grand coffre à bijoux, à ustensiles pour le maquillage, broches, etc. Alors que l'inscription qu'elle porte proclame clairement que l'atelier des bronziers est situé à Rome, cette ciste témoigne, de manière exceptionnelle, de la qualité d'intégration par des bronziers romains de leurs modèles grecs. On peut y reconnaître, en effet, tout un univers culturel venu de Grèce. Ainsi sur la poignée: Dionysos entre deux satyres, et les ciselures de têtes de Méduse entre des palmettes, et  la « halte des Argonautes au pays des Bébryces ». Ces motifs participent à la formation des valeurs du jeune Romain, à l'entrée dans la vie adulte dans le cadre, ici, des alliances matrimoniales. Ce bronze - martelé (ciste) ; coulé (poignée, pieds) - peut être comparé à la Ciste Napoléon du Louvre et à la ciste de Lyon, étrusque du IIIe siècle AEC. « Il s'agit probablement d'un don de mariage qui sanctionne les échanges et les alliances entre les aristocraties du Latium et de Rome [...] C'est un précieux témoignage du développement d'un artisanat d'art à Rome, au moment où la cité étend progressivement son hégémonie sur la péninsule italienne. [Sur le plan artistique et culturel] la profonde intégration et réinterprétation du mythe grec s'y manifeste et prend appui sur une maîtrise parfaite du dessin grec classique ».
Quant aux techniques permettant la réalisation de verreries précieuses, « elles sont l'un des héritages les plus autonomes que l'art romain ait légués à la postérité ».

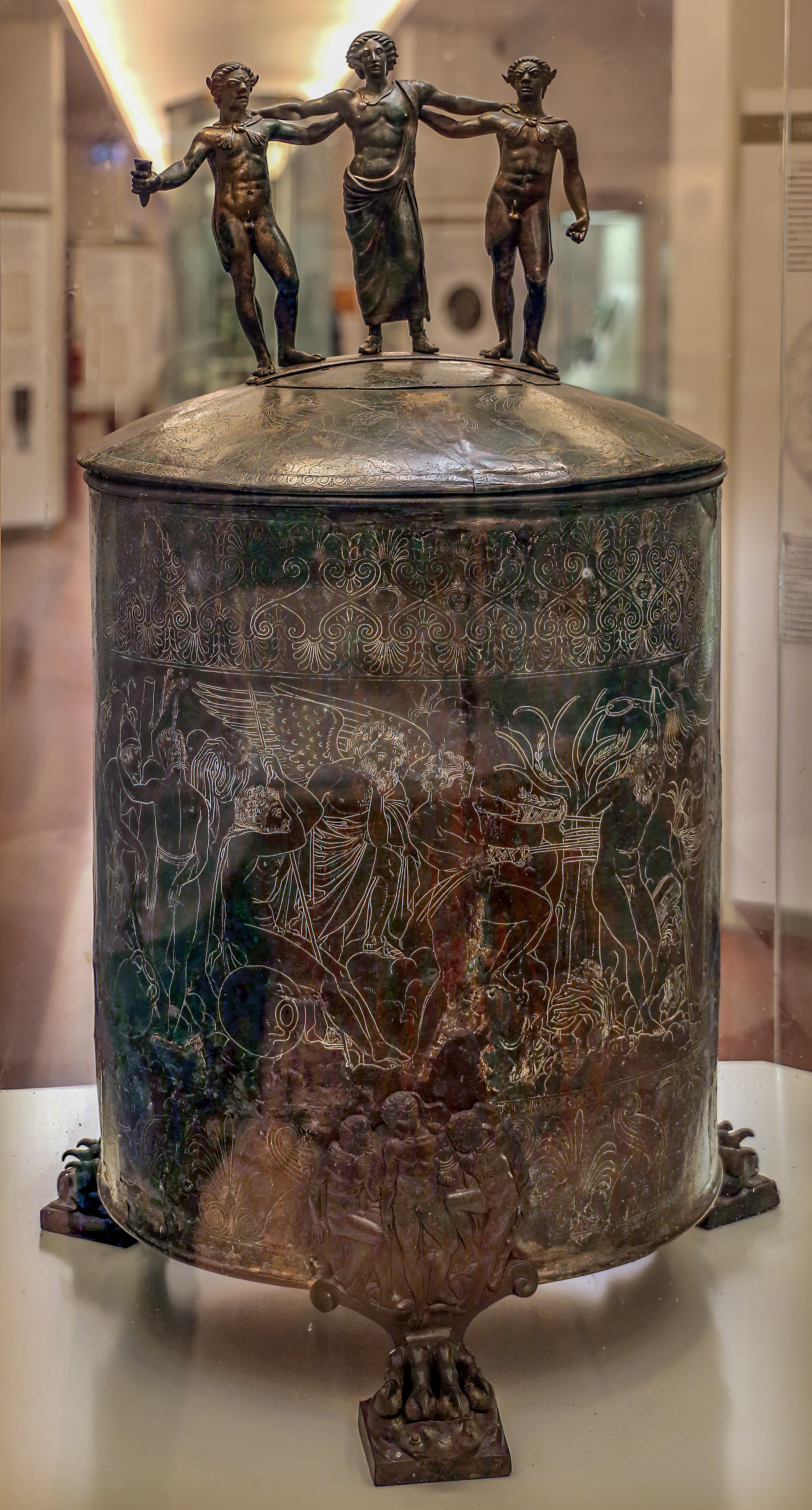
Ciste Ficoroni. Bronze produit à Rome, H. 77 cm. Villa Giulia 350-340 AEC.
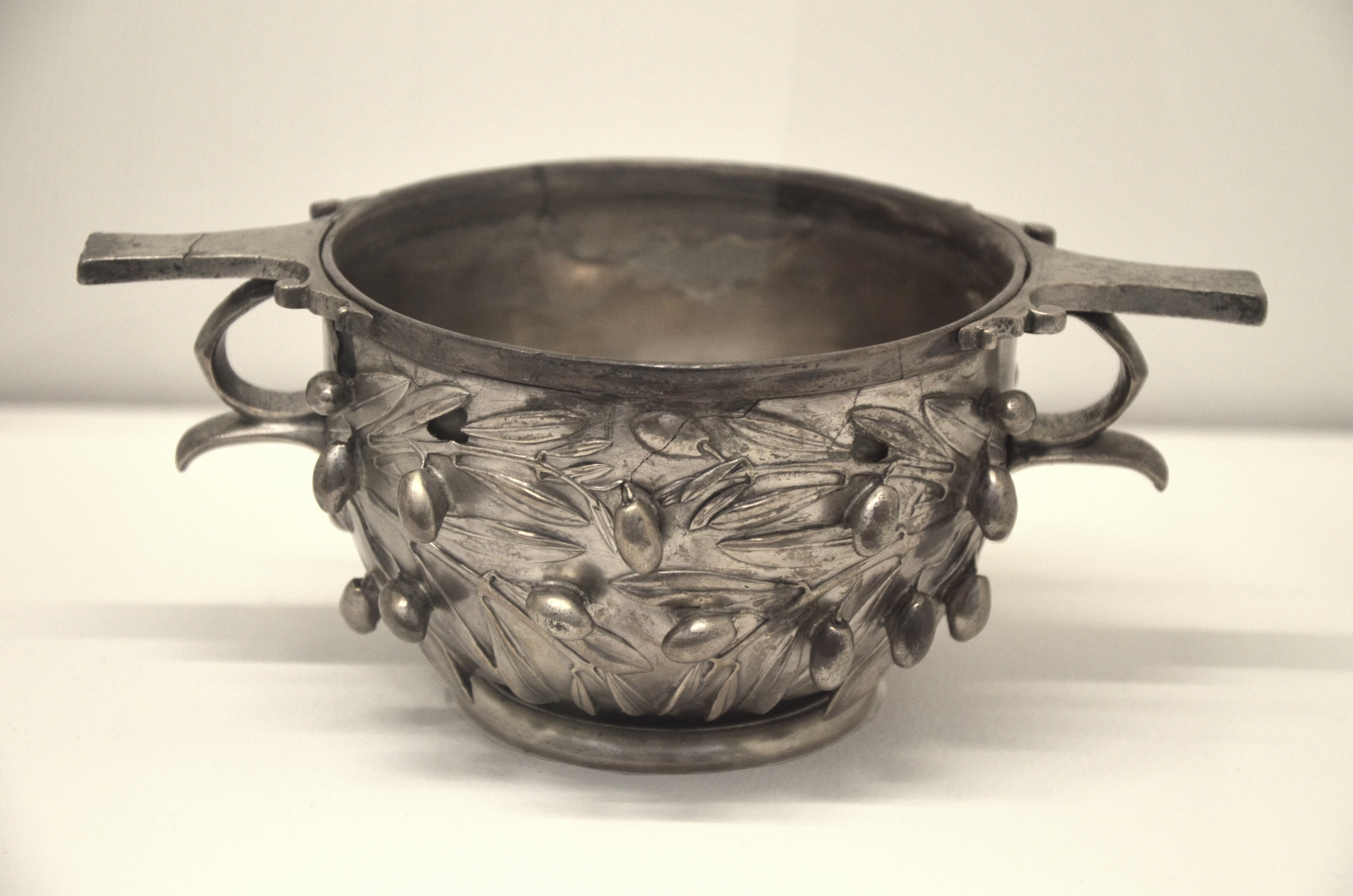
Coupe aux branches d'olivier. Trésor de Boscoreale. Argent, H. 8 cm. Louvre. Fin du Ier siècle AEC.
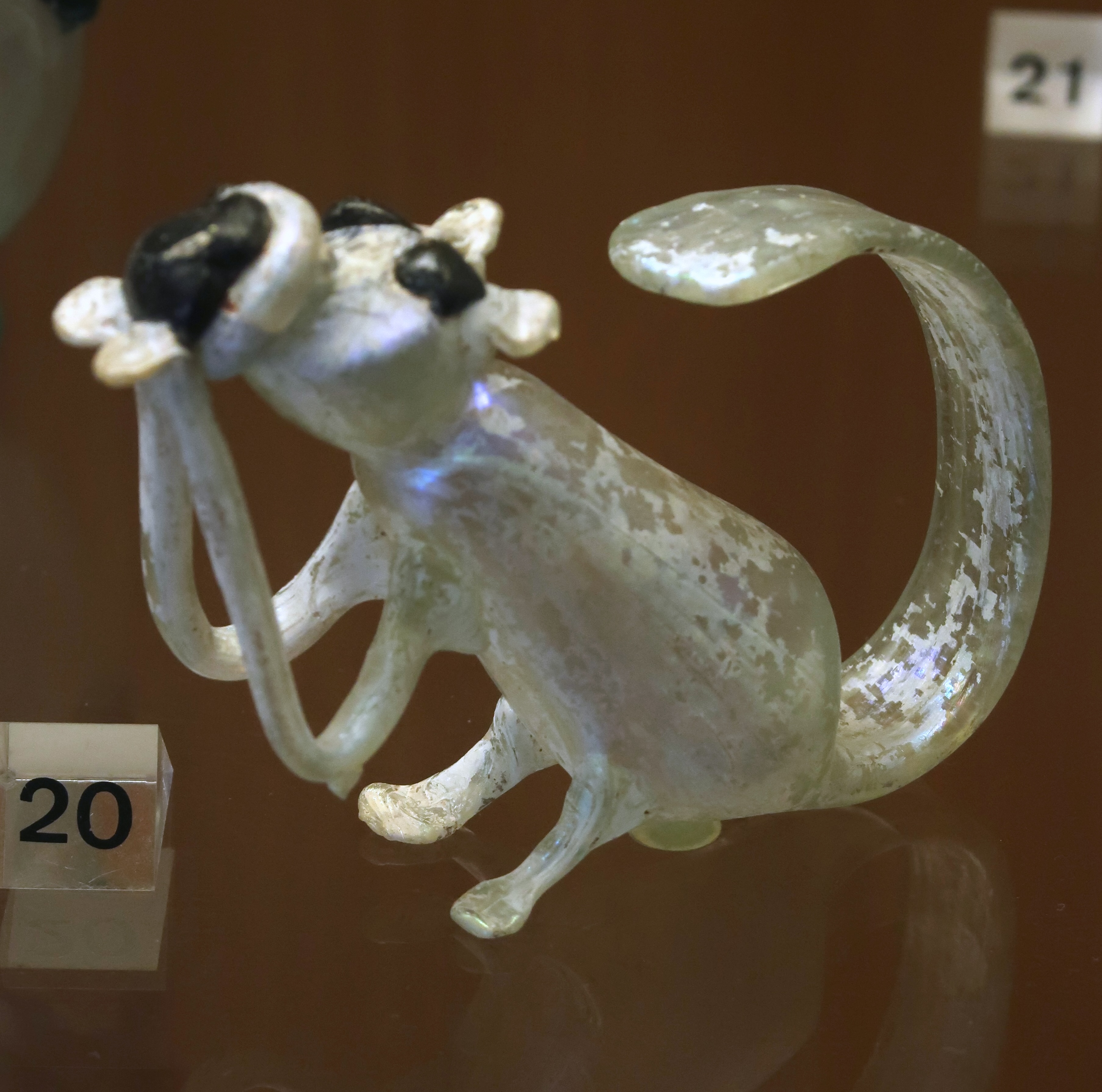
Chat ou écureuil. Verre blanc et verre bleu. L. 9,6 cm. Empire romain. Musée des Beaux-Arts de Lyon
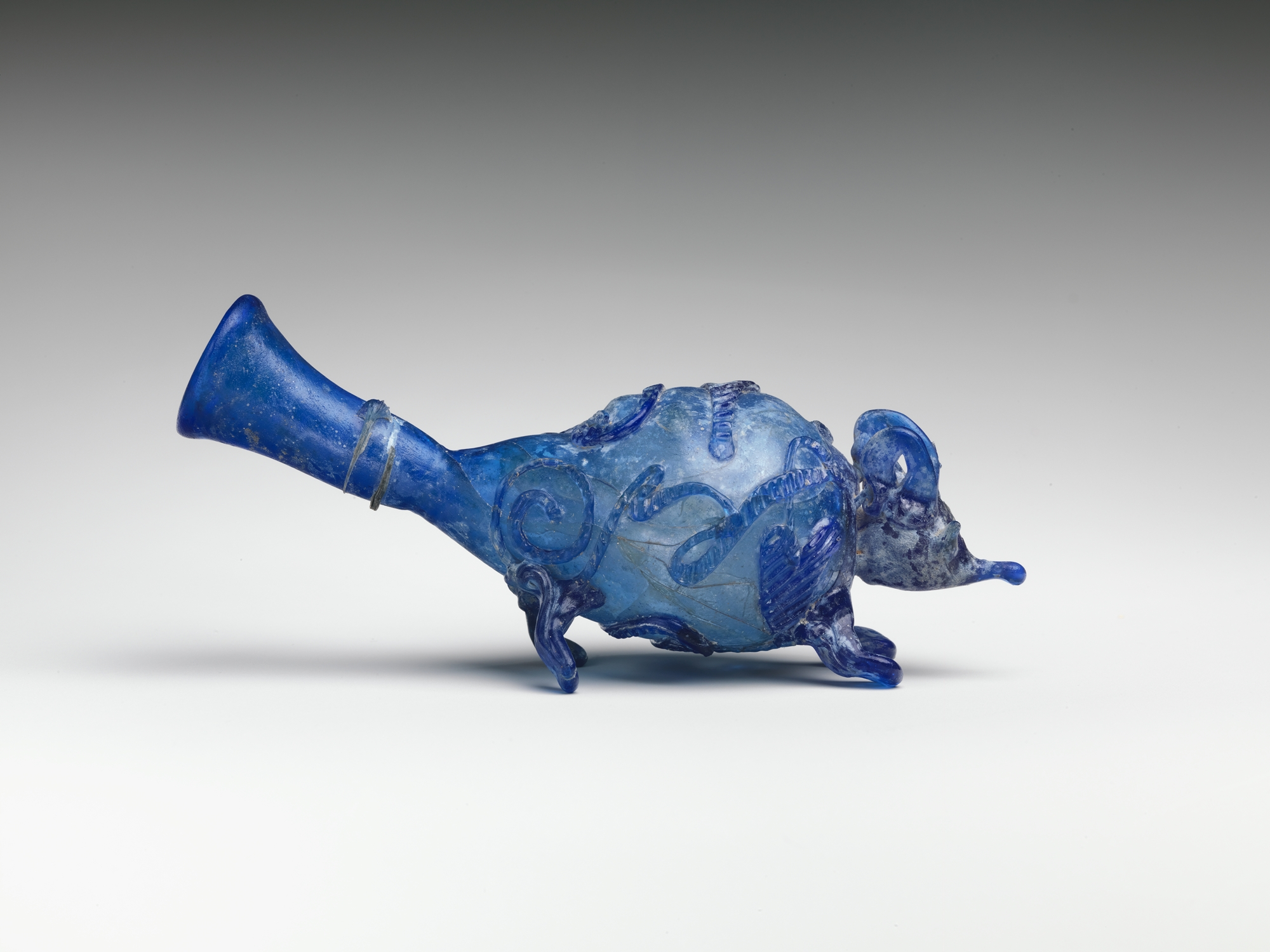
Souris. Flacon à serpentin, verre bleu, L. 14,6 cm. IIIe siècle EC. Met
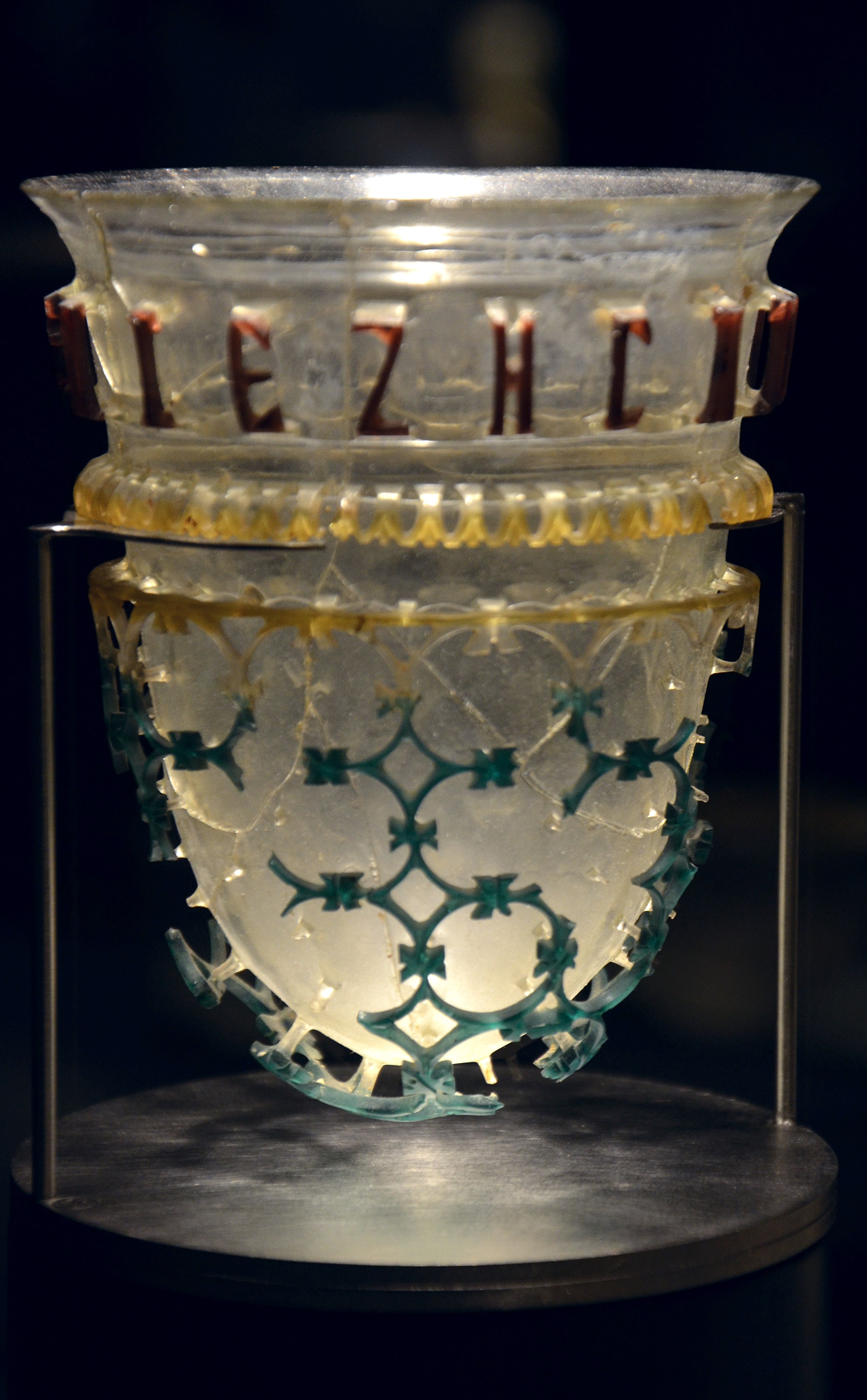
Le verre diatrète de Braunsfeld, du IVe siècle EC. Cologne, Musée romain-germanique[N 41]

### Matériaux divers
Il existe une foule de figurines en terre cuite, parfois peinte, que l'on découvre surtout en Égypte hellénistique et romaine. Bien plus exceptionnelles sont les figurines en verre qui se soient conservées. Les banquets romains ont aussi été l'occasion de faire réaliser des pièces de vaisselle prestigieuses, en métaux, en céramique ou en verre.

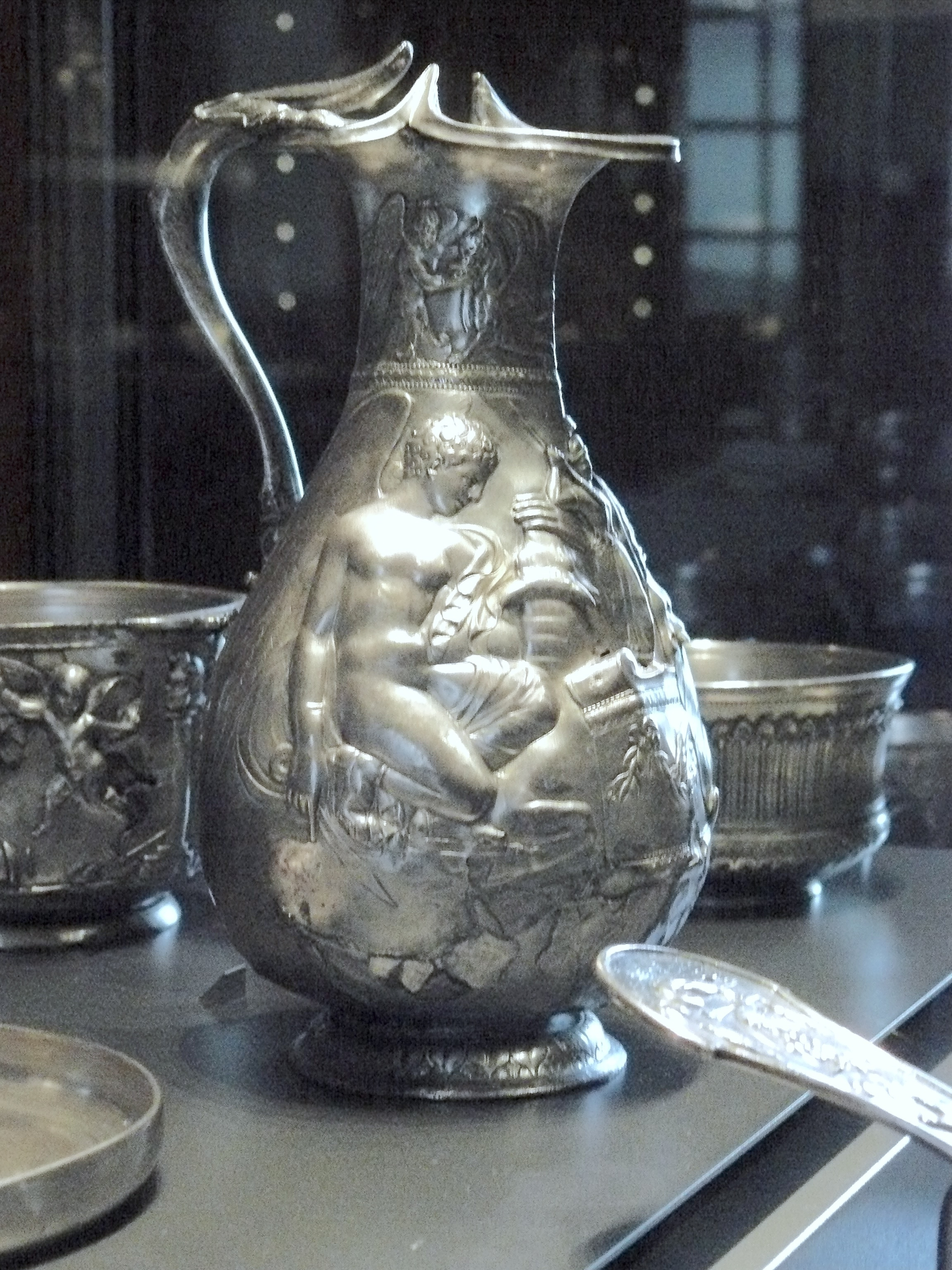
Œnochoé aux Victoires sacrifiant. Villa de la Pisanella, Boscoreale. Argent partiellement doré. H. 24 cm. 75-100 EC. Louvre
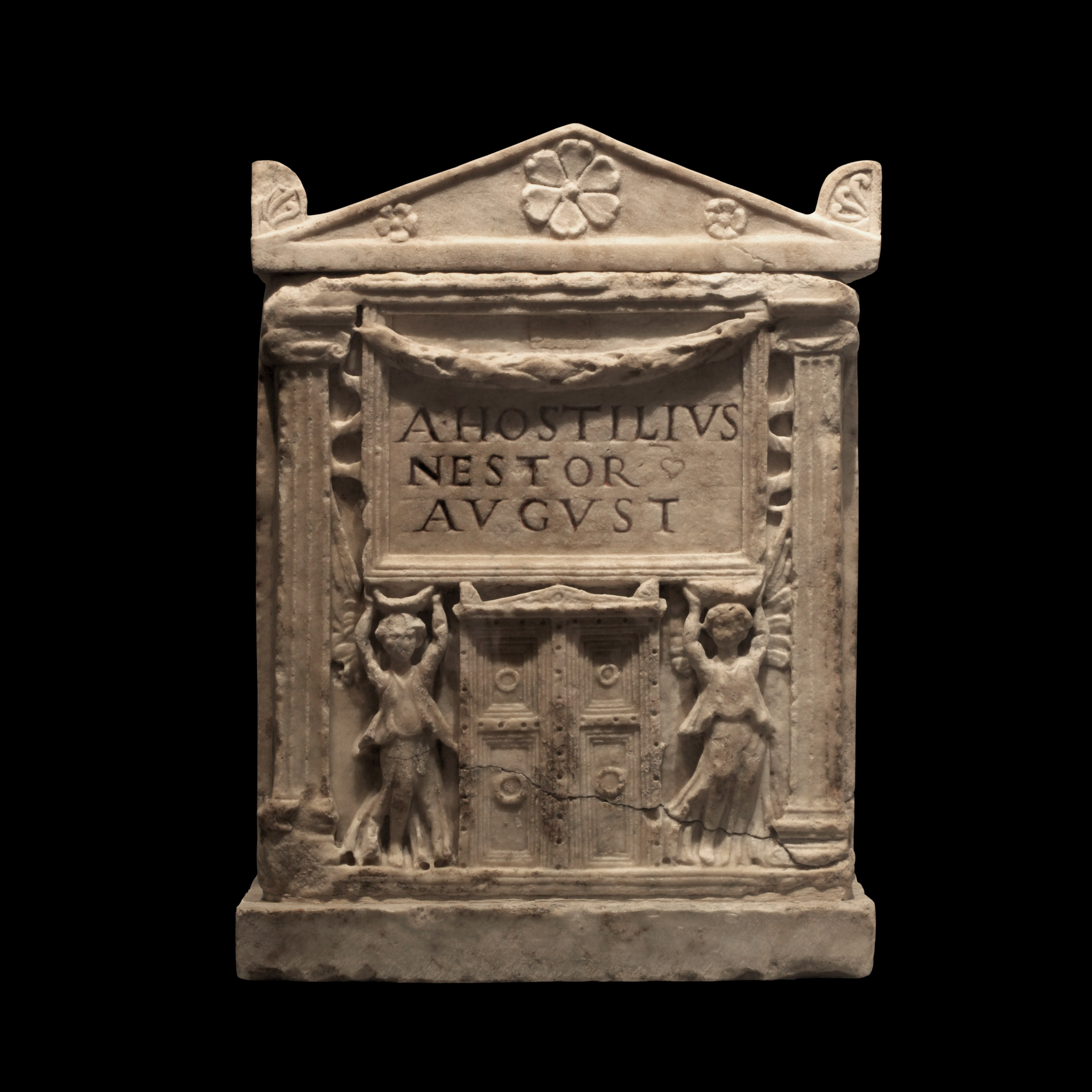
Urne cinéraire en forme de temple. Ier siècle EC. Marbre, H. 40 cm. Musée des Beaux-Arts de Lyon
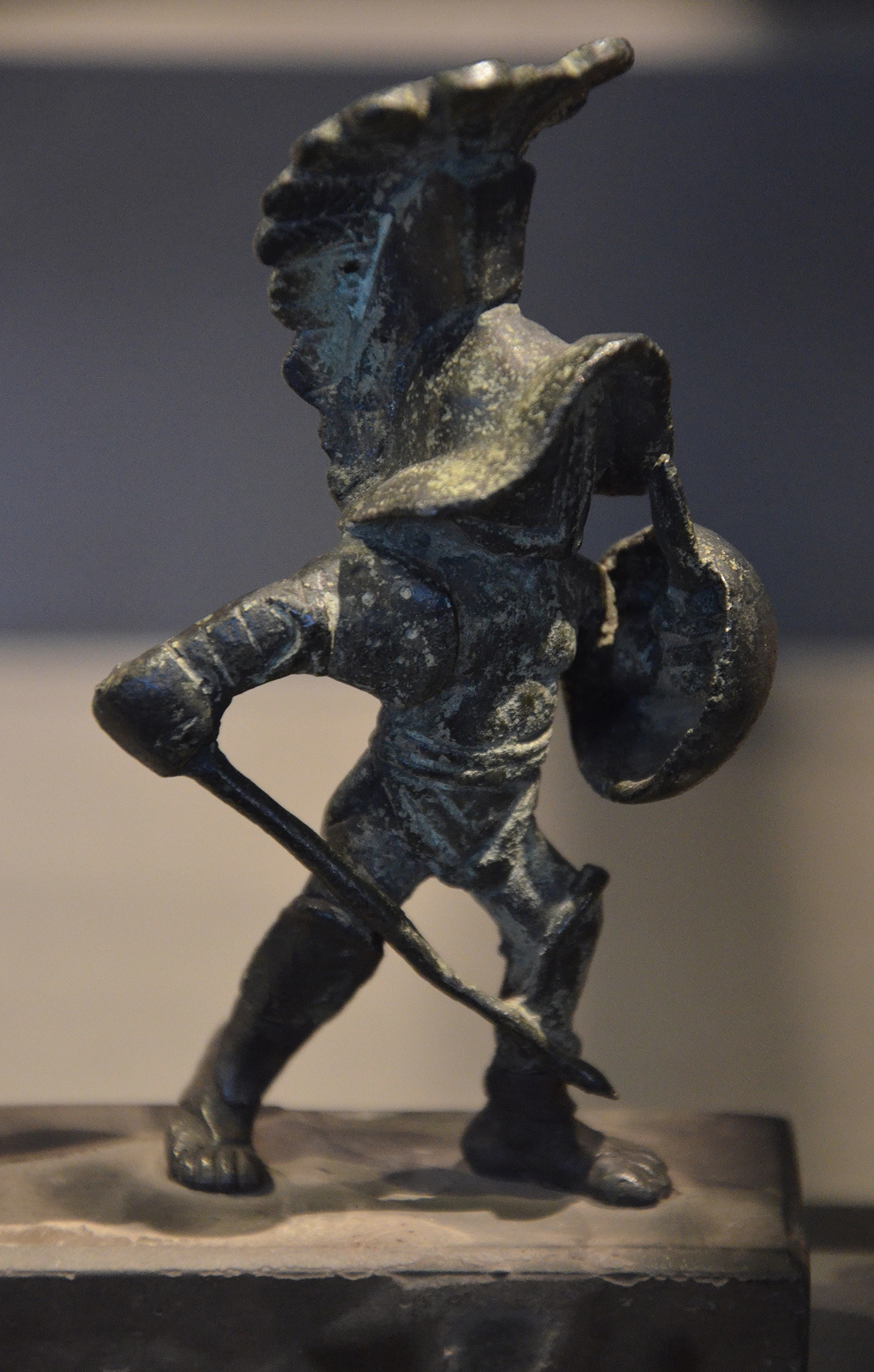
Statuette: gladiateur hoplite grec (hoplomaque), IIe siècle EC, Neues Museum
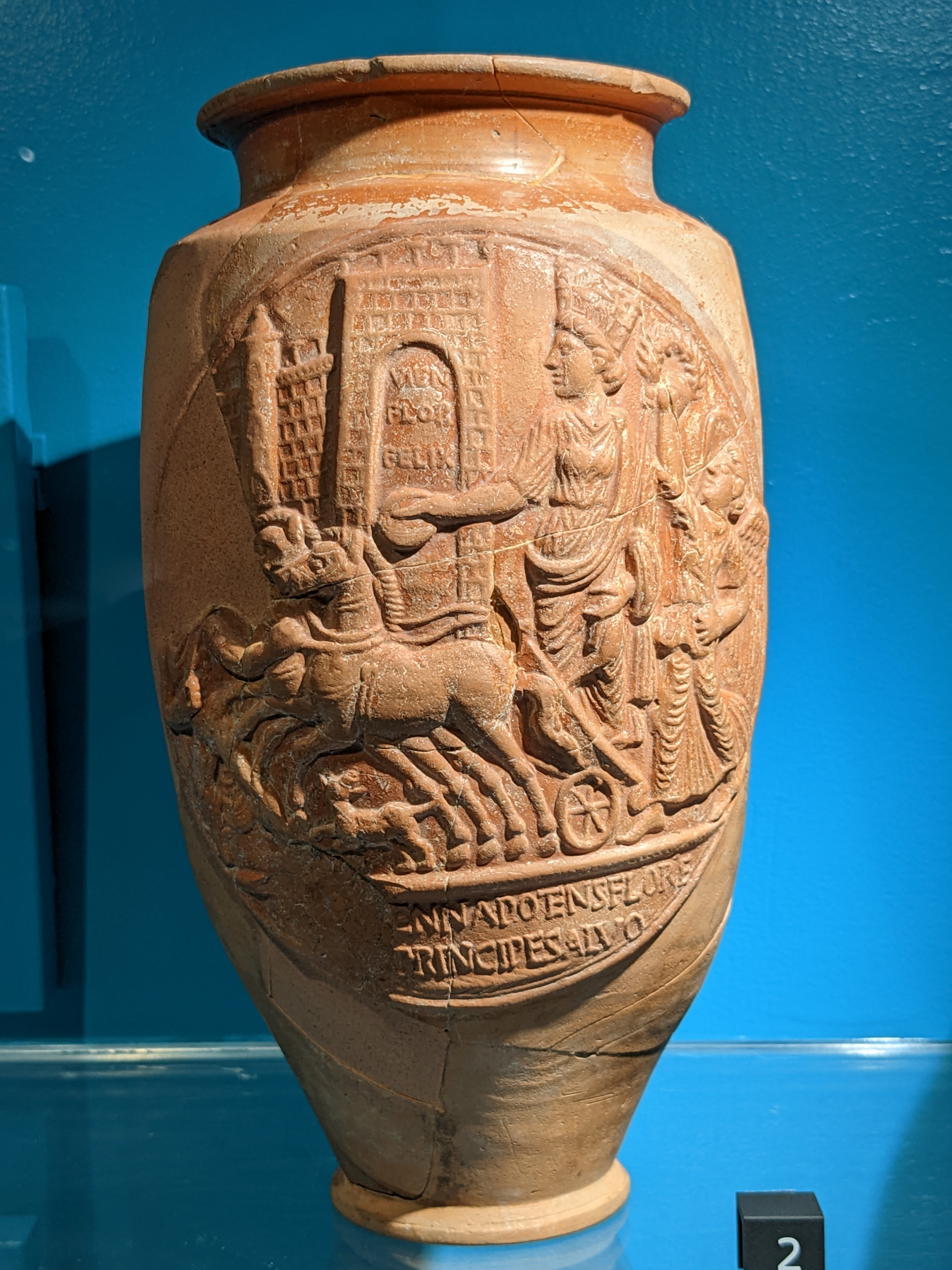
Triomphe de Vienne (déesse protectrice de la ville de Vienne). Céramique sigillée. IIe siècle EC. Lugdunum (musée)
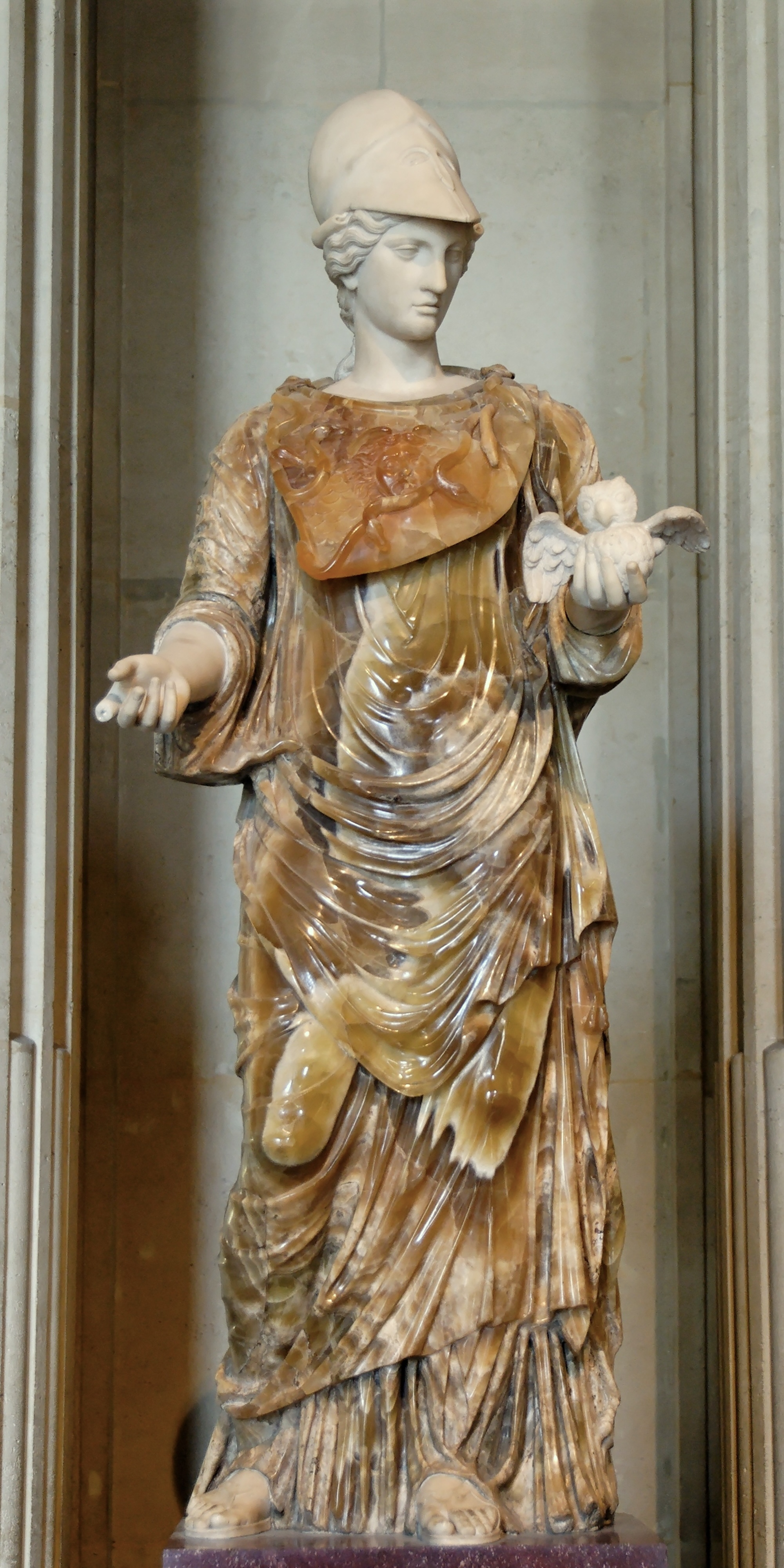
Minerve du type Héra Borghèse. Onyx doré, IIe siècle EC. et restaurations (marbre) du XVIIIe siècle[N 42]. Louvre

La majorité des œuvres antiques sculptées parvenues jusqu'à l'époque moderne sont en pierre. De ce fait, il est difficile d'évaluer la part originelle des sculptures en bronze, partiellement ou en totalité recouverts de métaux précieux (or, argent), dont la plupart ont été refondus pour récupérer le métal. À noter que certains bronzes ont été redorés, entièrement ou partiellement ; c'est le cas de l'Apollon à la lyre, probable statue de culte et production gallo-romaine du IIe siècle EC découvert à Lillebonne, et conservé au Louvre. Le bois a été utilisé mais ne s'est pas conservé ; cependant c'est dans la Tamise qu'une figure humaine en bois a été découverte, exceptionnelle. Elle date des premiers temps de l'implantation romaine en Grande-Bretagne, au tout début de notre ère. Enfin, le travail des orfèvres des débuts de l'empire jusqu'à l'Antiquité tardive conserve une très grande qualité pour des objets de luxe, souvent des cadeaux entre membres de l'élite. Ils reprennent la tradition du bas-relief au repoussé, gravé, ciselé : le « Plat d'Achille », fin du IVe siècle EC, au Musée de la BnF, offre une scène complexe, qui fusionne plusieurs moments de l'histoire d'Achille et Briséis. Ces nombreux personnages créent un bel effet de profondeur, où le traitement de la scène, l'architecture et son décor ainsi que les visages montrent des signes propres à l'Antiquité tardive.

Orfèvrerie romaine au Cabinet des médailles de la BnF et au British Museum
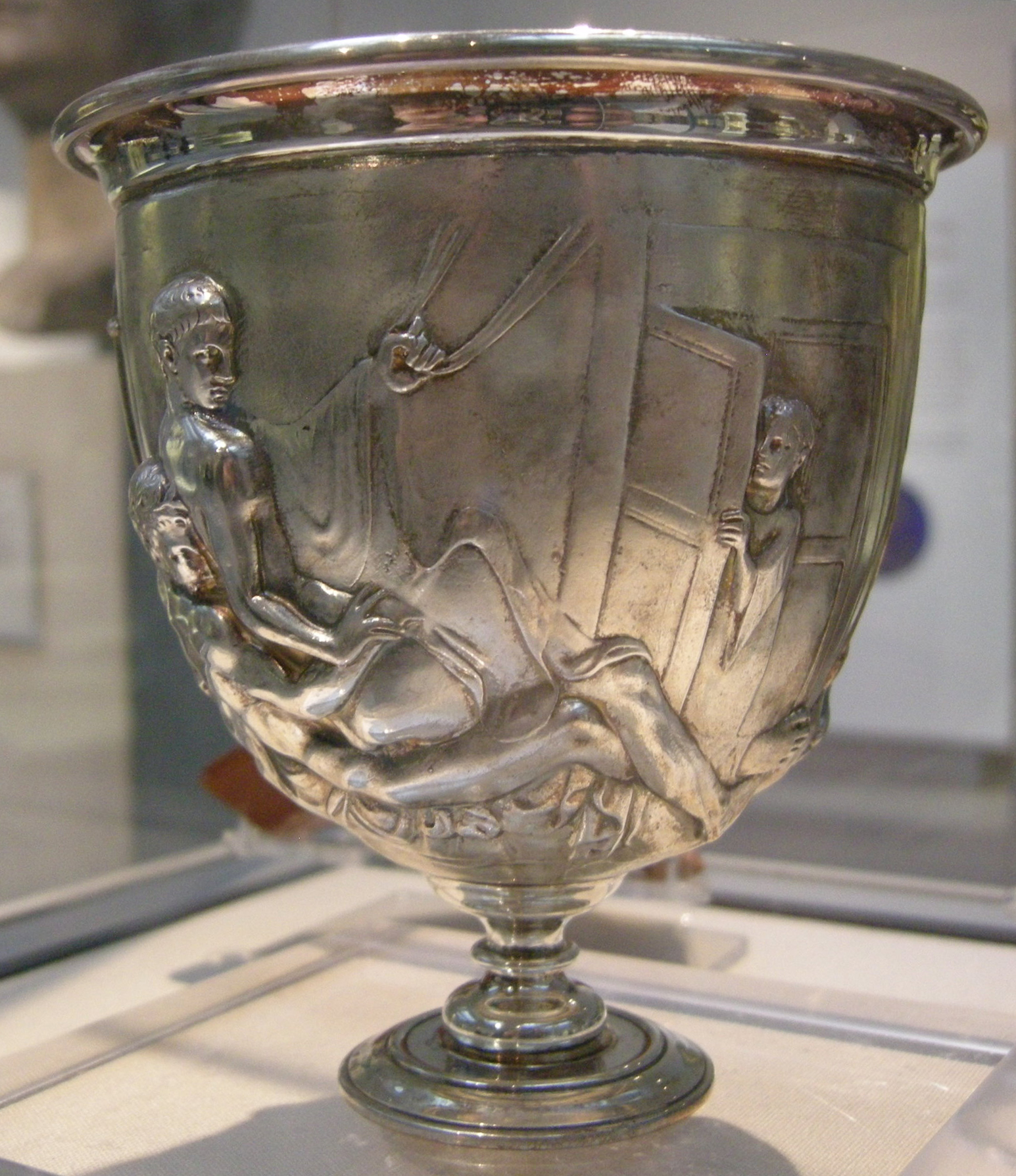
Scène d'homosexualité. Coupe Warren. Argent repoussé et ciselé. H. 11 cm. 5-15 EC. British Museum
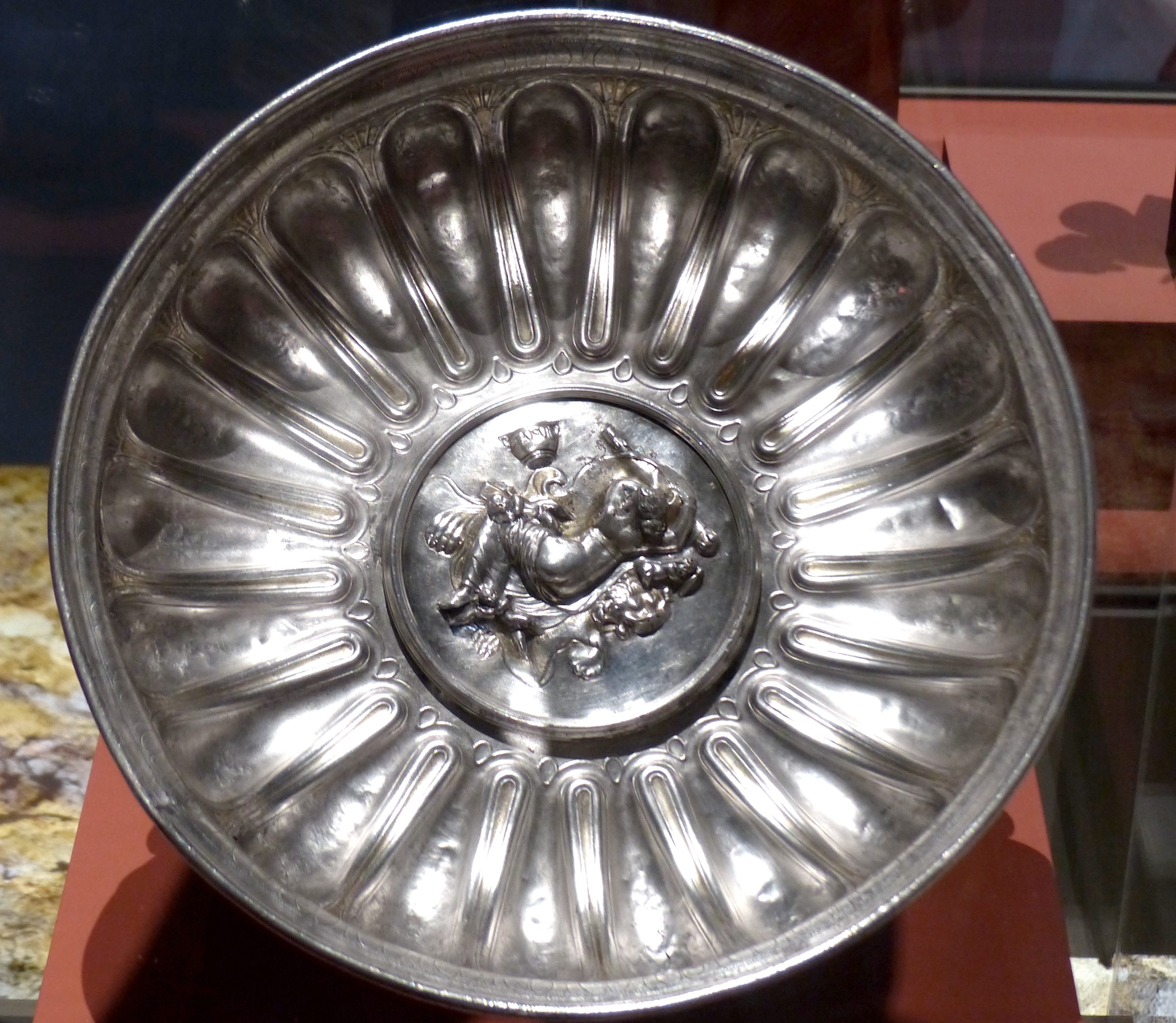
La reine de Lydie, Omphale, couchée sur une peau de lion qui recouvre l’arc et le carquois d’Hercule. Phiale, argent martelé, repoussé. Vers 50 EC[240].
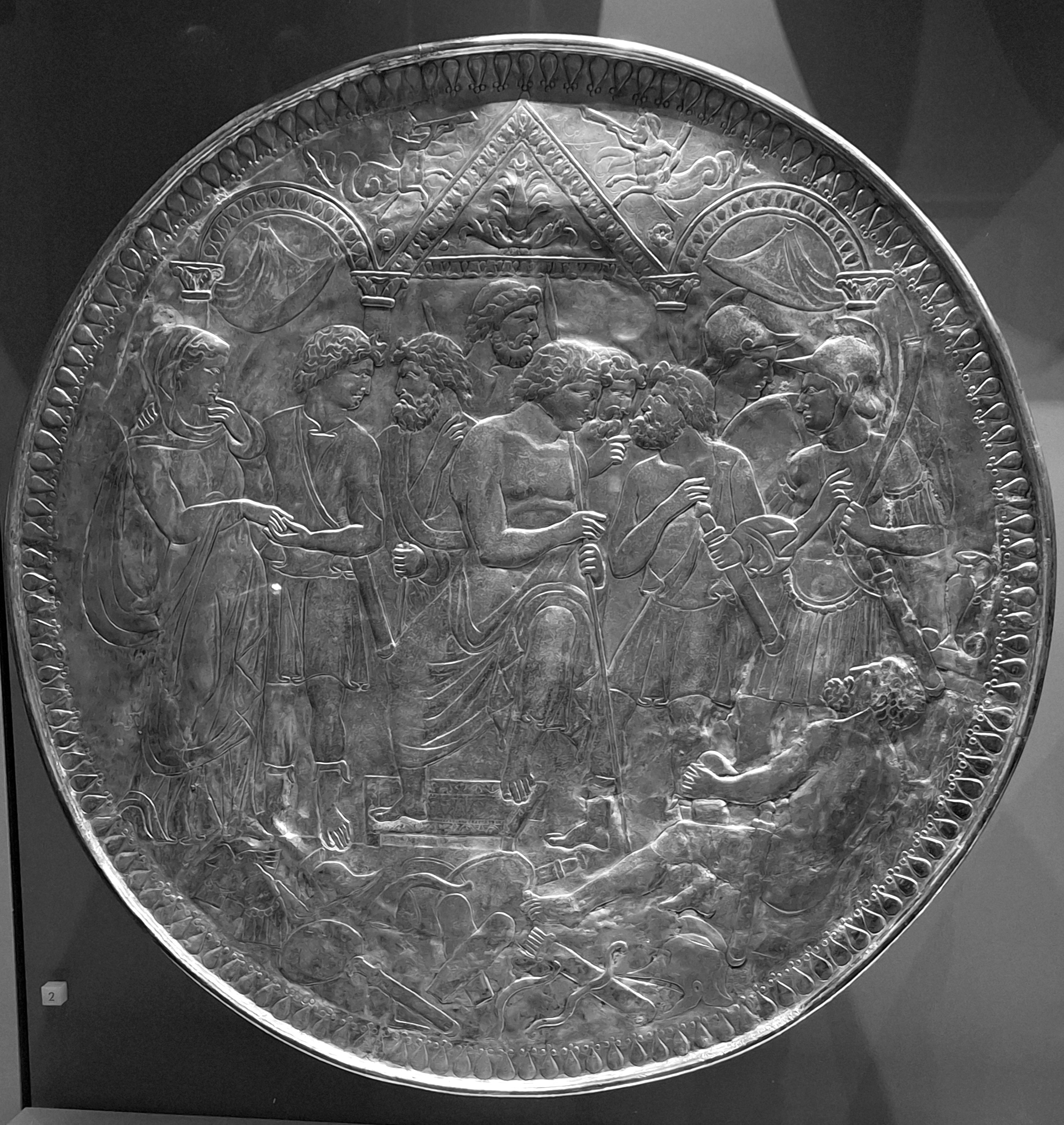
« Plat d'Achille ». Argent, Diam. 71 cm. Fin du IVe siècle EC. Trouvé dans le Rhône.

Aux tout débuts de la République, plusieurs commandes ont été faites, par des Romains, à des sculpteurs Étrusques et Grecs. Des coroplathes étrusques, qui travaillaient l'argile, la terre cuite, ont réalisé les décors de Caere (Cerveteri) et Véies, mais aussi celui du temple de Jupiter capitolin à Rome. L'usage de la terre cuite se prolonge jusqu'à la fin de l'Empire et même au-delà, mais on en conserve des multitudes sous la forme de statuettes et , bien sûr, pour des objets utilitaires souvent décorés par moulage ou estampage, comme les lampes à huile.

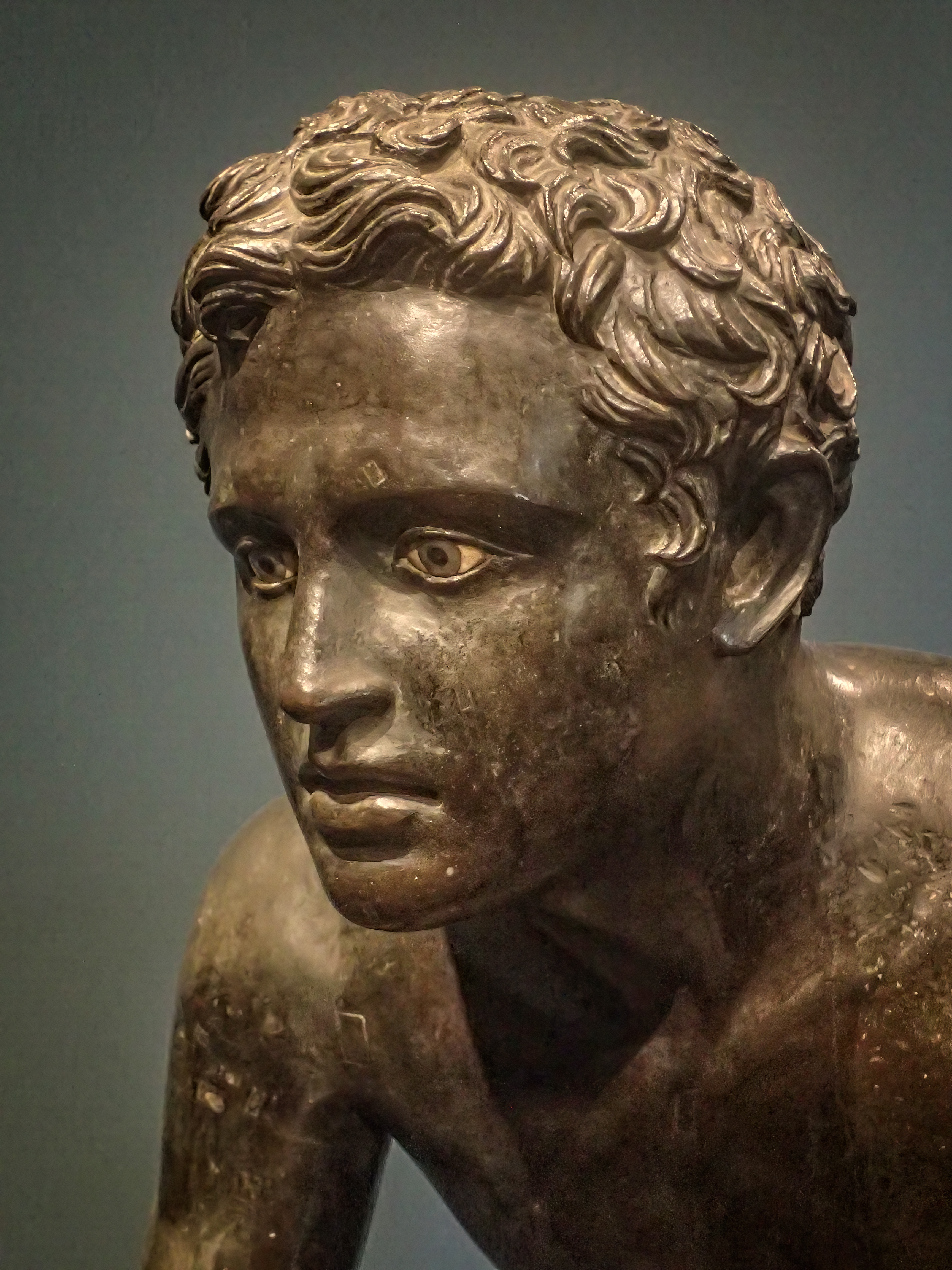
Coureur d'Herculanum. Globe oculaire, os et ivoire ; iris et pupilles, pierre grise, pierre noire. Ier siècle AEC
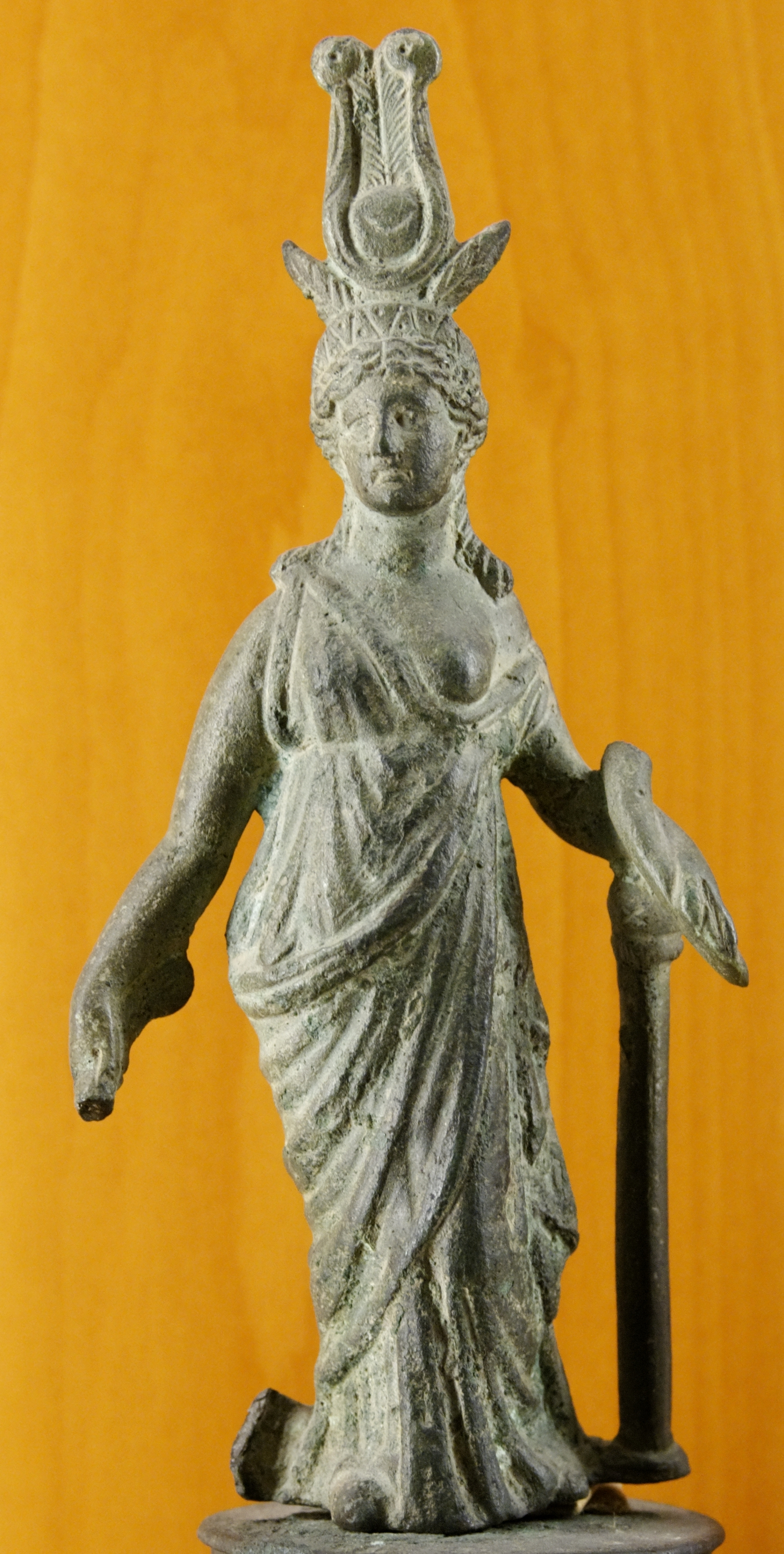
Isis-Fortuna. Figurine, bronze. Début du Ier siècle EC. Musée des Beaux-Arts de Lyon
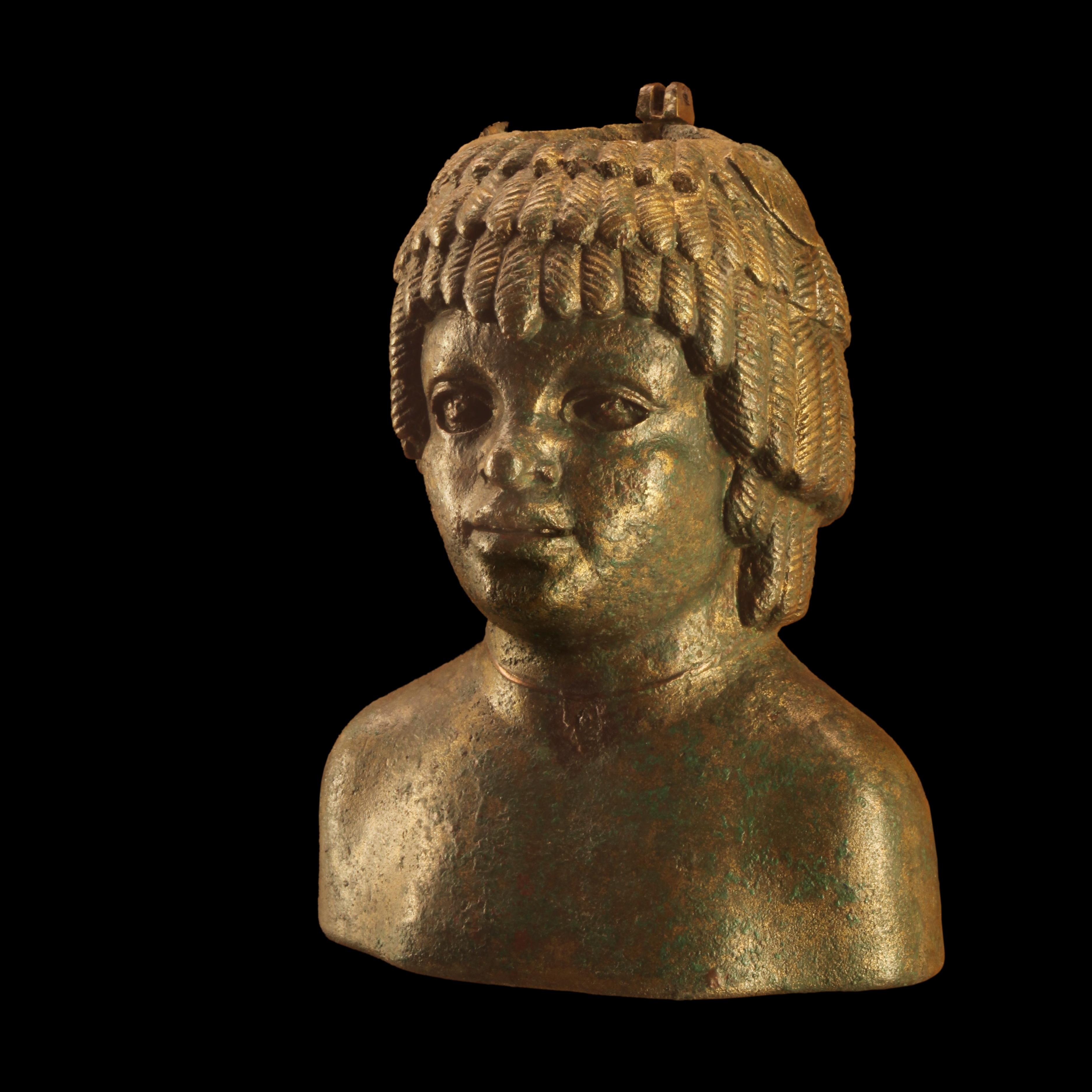
Vase plastique[N 43]: adolescent Nubien en buste. Bronze, H. 11,6 cm. IIe siècle EC. Musée des Beaux-Arts de Lyon
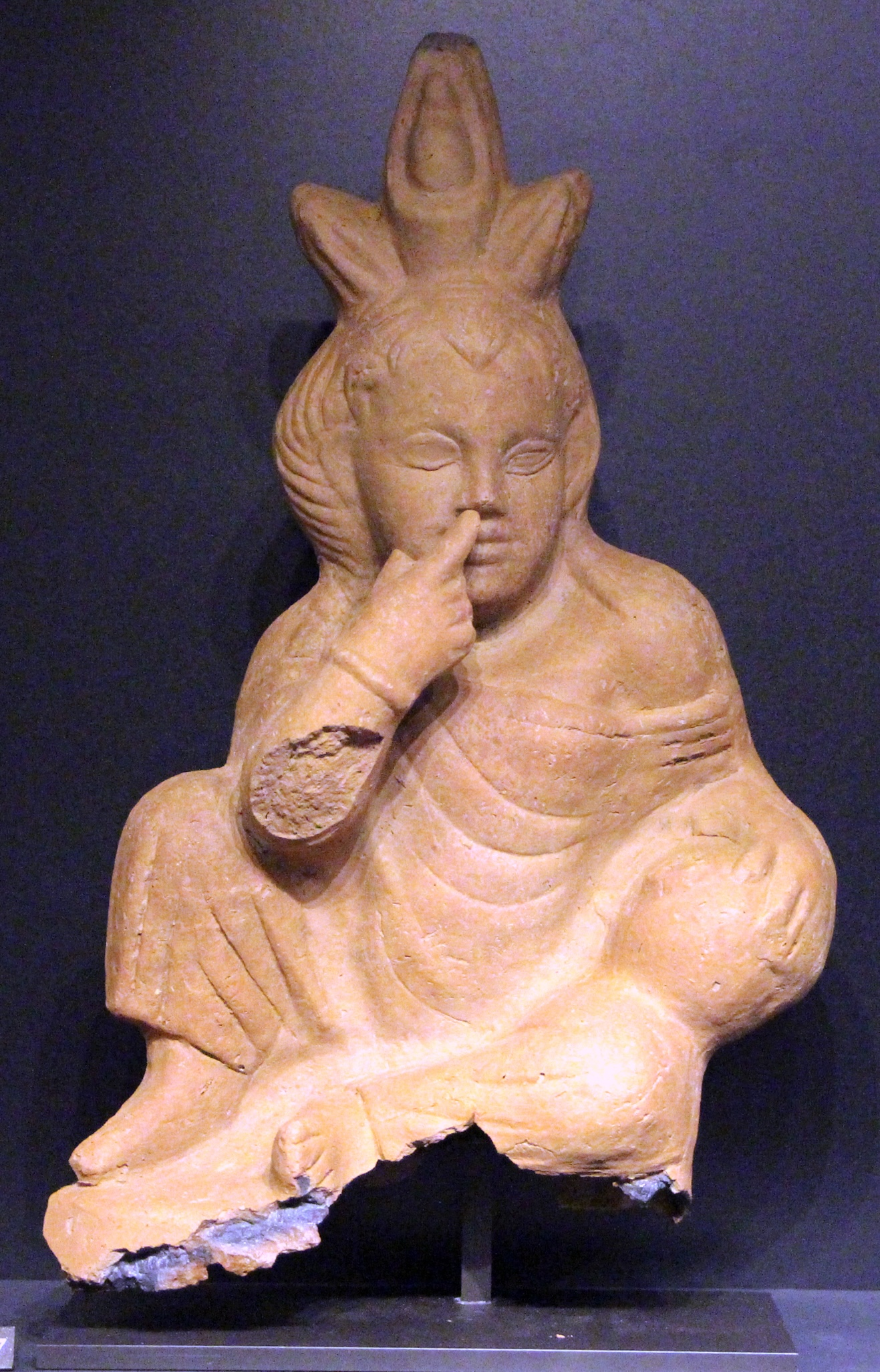
Harpocrate au pot ; Antinoé, Égypte : 100/299 AEC. (époque romaine). Moulage. Terre cuite, H. 32 cm. Louvre
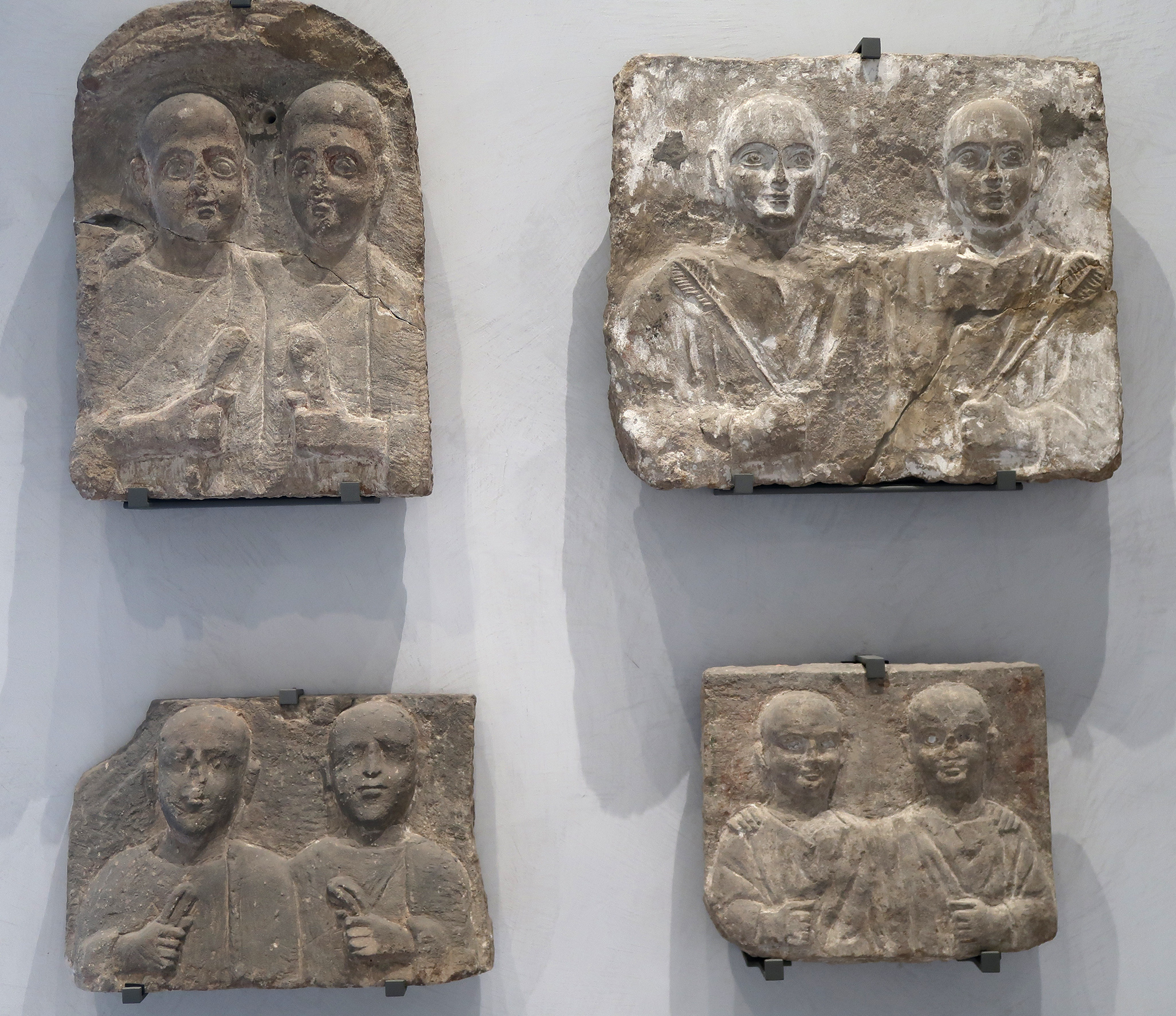
Quatre stèles de membres d'une confrérie funéraire. Coptos. Calcaire autrefois polychrome, IIe / IIIe siècle EC. Musée des Beaux-Arts de Lyon

En bronze ou en terre cuite, la sculpture figurative ou décorative est bien souvent présente dans des objets utilitaires : chaise, balance, lampe à huile, etc..

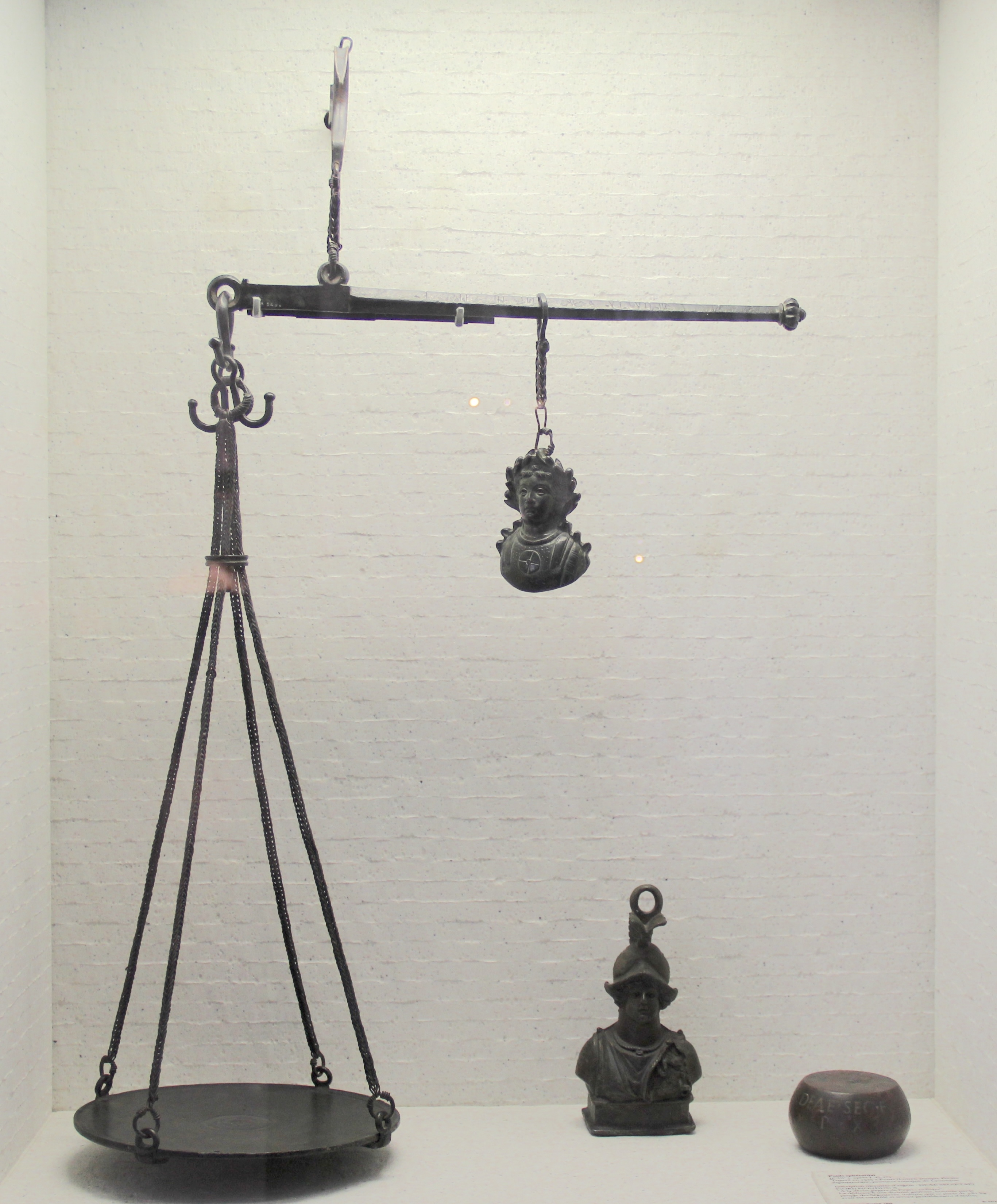
Balance romaine, avant 79 EC. Bronze. Curseur de la balance: buste (empereur ?, couronne : feuille de laurier, lemnisque [ruban attaché à la couronne], cuirasse). Louvre

Sur une sculpture en bronze, les sculpteurs antiques pouvaient employer le cuivre, et parfois bien plus, pour des détails. Ils apportaient, en effet, des touches de couleur sur le bronze qui avait, alors, quasiment l'apparence de l'or : des alliages de bronze de cuivre et d'étain offraient, à s'y méprendre, l'aspect de l'or (comme sur le cratère de Derveni, hellénistique) ; on utilisait le cuivre rouge pour les lèvres et les pointes des seins dès la première moitié du Ve siècle AEC ; les dents pouvaient être plaquées d'argent et les yeux étaient composés d'une mosaïque des matériaux colorés. La couleur dans la sculpture romaine sur pierre se manifeste aujourd'hui encore, dans une certaine mesure, par l'utilisation de marbres colorés, mais le marbre blanc pouvait être peint aussi. La sculpture hellénistique avait accentué le recours à des éléments assemblés, mais dans un même matériau : le marbre blanc, même s'il était peint. Dans la Rome impériale, Pline l'Ancien n'est pas le seul à déplorer cet usage des marbres colorés et des couleurs vives, voire criardes, en remplacement des nuances de la peinture sur marbre dans le monde grec.
Après la conquête de la Grèce, les empereurs, les riches commanditaires Romains ont fait appel à des sculpteurs de Grèce et d'Italie du Sud, La Grande-Grèce. Les premiers matériaux utilisés par la sculpture à Rome sont ainsi la terre cuite et le bronze. Cependant, les artistes tirent rapidement parti d'un matériau très facilement accessible dans la région, le tuf calcaire ou travertin. À partir du IIe siècle AEC, les sculpteurs Romains commencent à utiliser des pierres venues de Grèce, principalement le marbre du Pentélique et le marbre de Paros. À l'époque de Jules César, l'ouverture des carrières de marbre de Luna (actuelle Carrare) bouleverse les habitudes des artistes : désormais, la majorité des statues et des monuments de la cité de Rome seront réalisés dans ce matériau : le marbre de Carrare. Les œuvres plus modestes réalisées dans les provinces utilisent généralement des ressources locales.
La liste des marbres antiques est très longue et leurs couleurs et aspects innombrables, en fonction des carrières, donc des sites géologiques, sur tout le bassin méditerranéen et dans tout l'Empire romain. Cette liste rassemble des roches que les gens de l'Antiquité considéraient comme similaires en raison de leur aptitude à être taillées et polies. Cependant il faut considérer que la plupart des têtes antiques restaurées à l'époque moderne ont été placées sur des bustes drapés aux couleurs rutilantes, mais modernes. Des pierres de couleur surgissent sur les chantiers de fouilles, comme éléments importants du décor architectural romain..

Marbres antiques. Musée Lugdunum
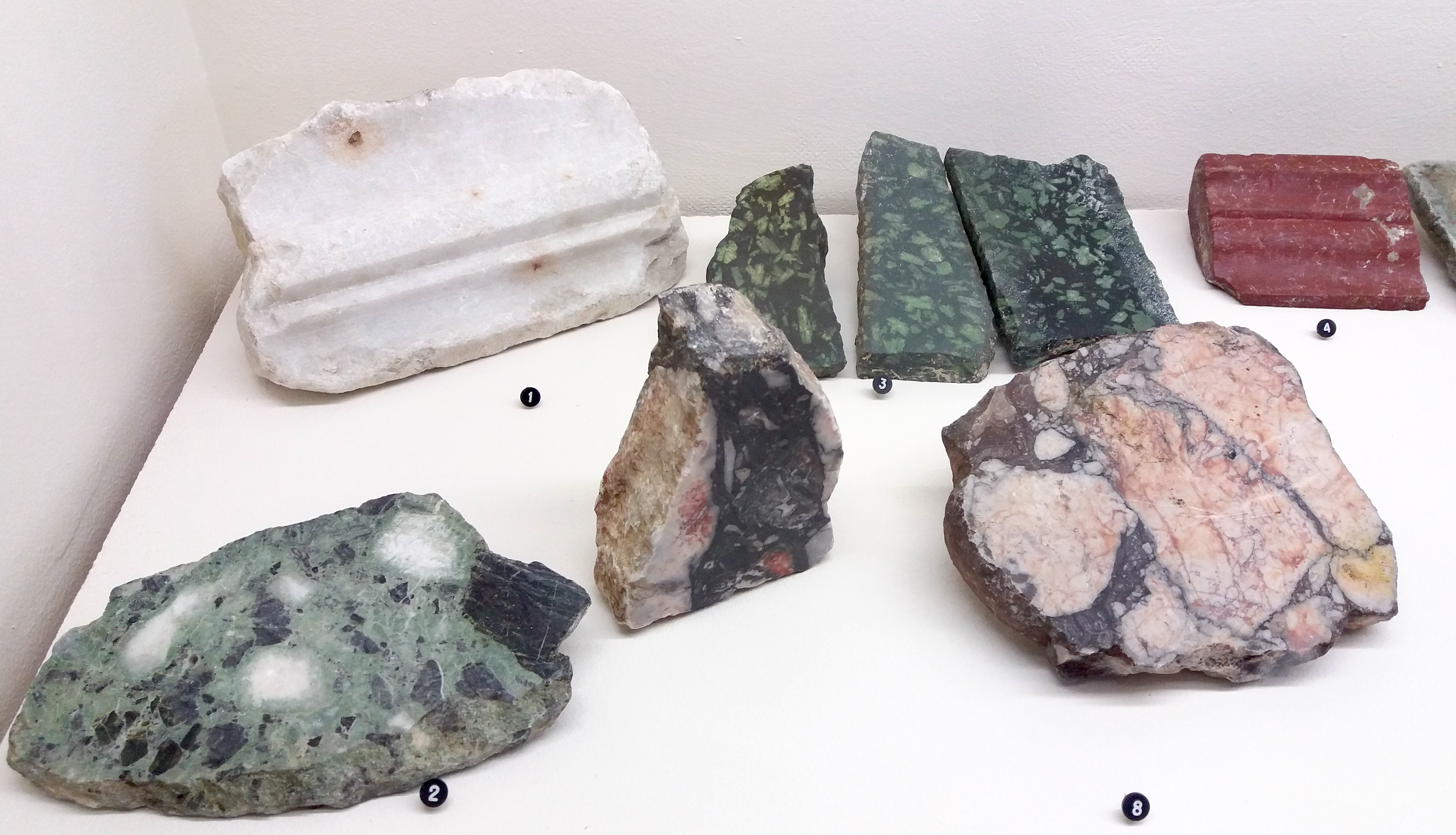
Marbre blanc de Carrare (Luni, Italie) (1) ; marbre vert antique (Thessalie, Grèce) (2) ; porphyre vert (Sparte, Grèce) (3) ; marbre rouge antique (cap Matapan, Tenare, Grèce) (4) ; marbre africano (Téos, Turquie) (8).
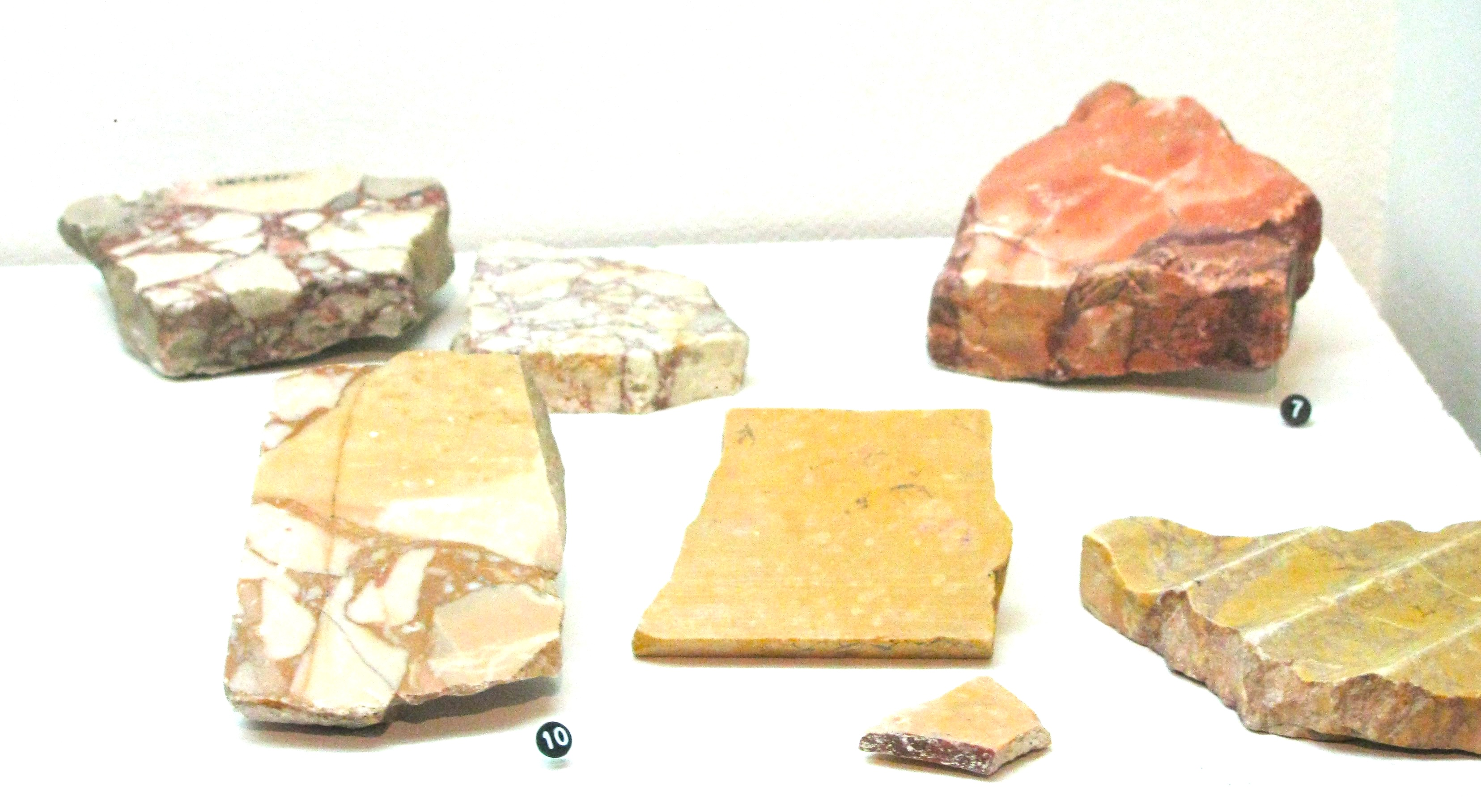
(10) marbre jaune antique de Chemtou ; arrière plan : à gauche, Brèche de Skýros (Grèce), à droite, (7) marbre portasanta de Chios (Grèce)

Le goût pour les pierres de couleur, comme le granit gris ou le porphyre, le marbre jaune antique de Chemtou (Tunisie) qui fournit aussi du marbre noir et du grès jaune, se développe sous les Flaviens, dès la fin du Ier siècle EC, pour la sculpture ou pour le décor architectural. La basanite vient d'Égypte, sur la route de Coptos ; c'est une roche noire, très dure et lorsqu'elle est parfaitement polie par les Romains qui joue avec la lumière, faisant alterner le noir et le clair, lumineux. La malachite est évoquée par Pline l'Ancien.
Par ailleurs, contrairement à ce que pensaient les premiers archéologues, les statues grecques et romaines, étaient polychromes, qu'elles aient été essentiellement en bronze ou en marbre. Le marbre blanc pouvait être peint. L'assemblage de plusieurs éléments d'une sculpture en marbre avait été mis au point par les sculpteurs hellénistiques, mais les Romains ont appliqué le procédé à des roches colorées (marbre de couleur et porphyre par exemple) ; c'était un signe prestigieux, pour son propriétaire, en raison du coût élevé des matériaux d'importation. Quant à l'usage grec de plusieurs métaux avec le bronze, il s'est poursuivi à l'époque romaine.
La sculpture de pierres semi-précieuses, des gemmes, permet d'introduire plusieurs couleurs, présentant des strates de couleurs contrastées comme un camée en onyx. Les camées antiques sont rares mais ils subsistent, dont, en France le Grand Camée de France et Amphitrite assise sur un taureau dans les flots, tous deux au Cabinet des médailles. D'autres pierres de couleur permettent de jouer avec une seule couleur, adaptée au sujet sculpté, comme une pierre jaspée, bleue et rare, en guise de fond pour l'envol de Pégase.

Lampes à huile à décor estampé.
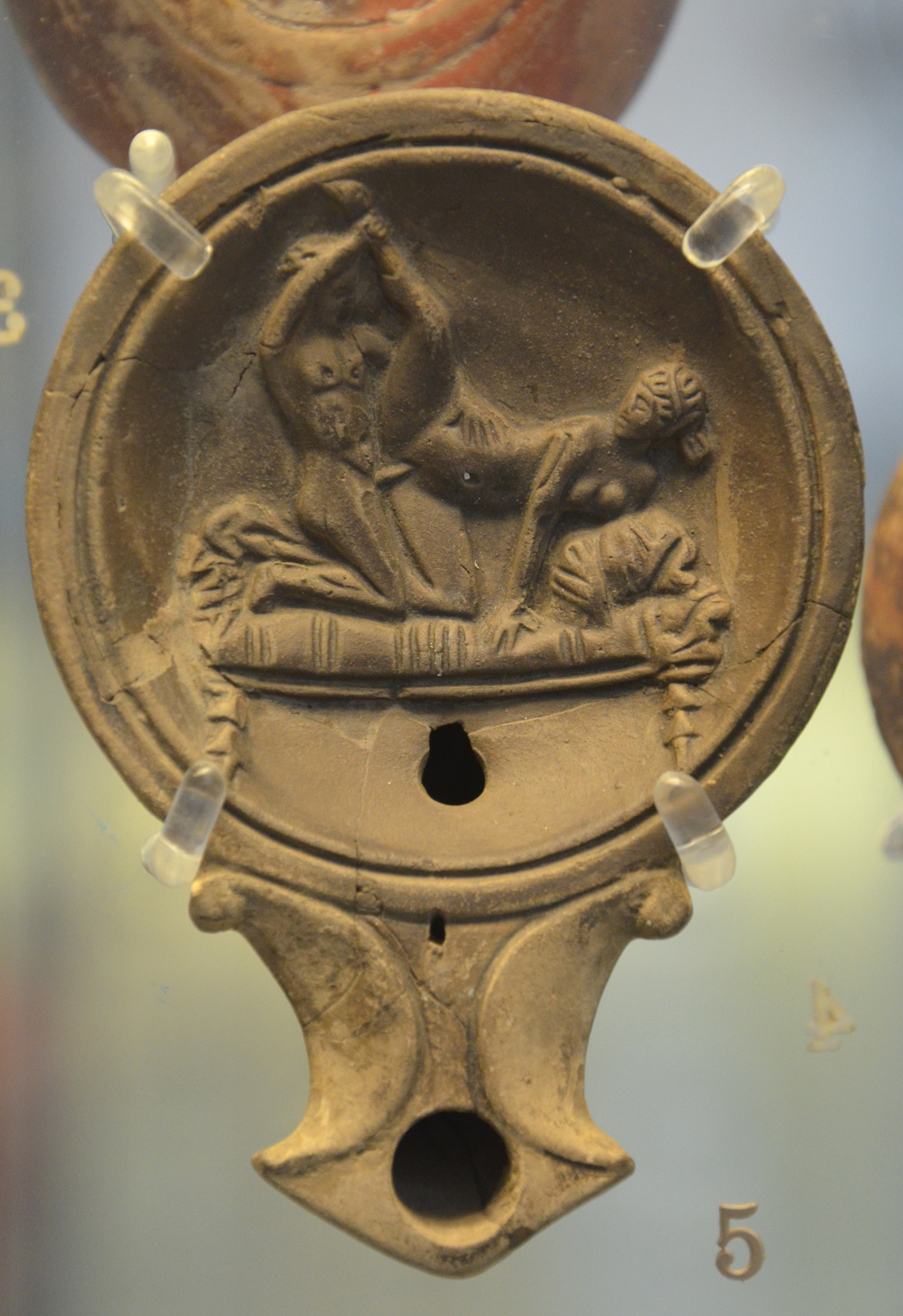
Lampe à huile en terre cuite à motif estampé. Scène d'hétérosexualité. Vers 10-30 EC. British Museum
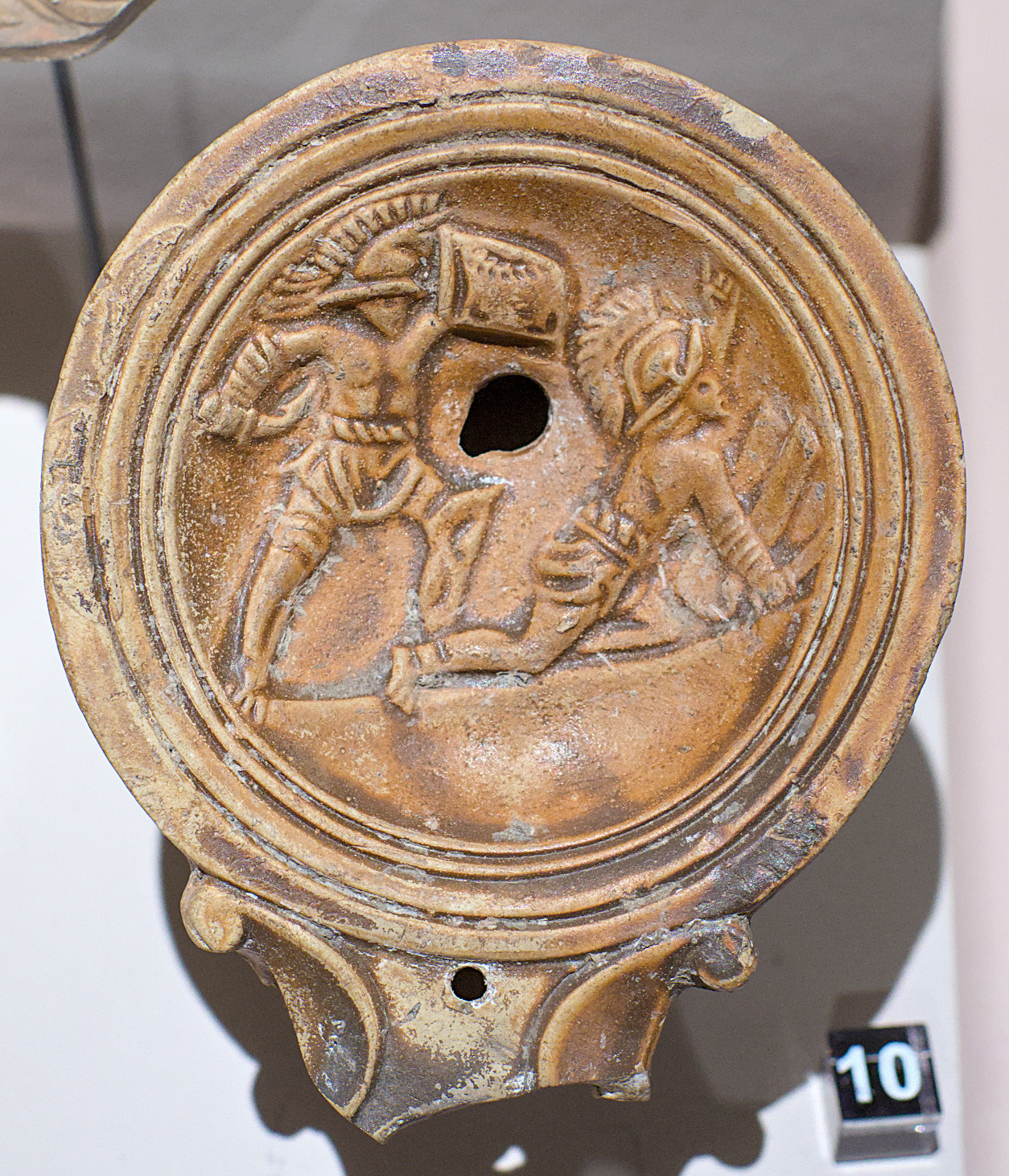
Lampe à huile. Fin de combat de gladiateurs. IIe – IIIe siècle EC. Musée Lugdunum, Lyon[N 45].
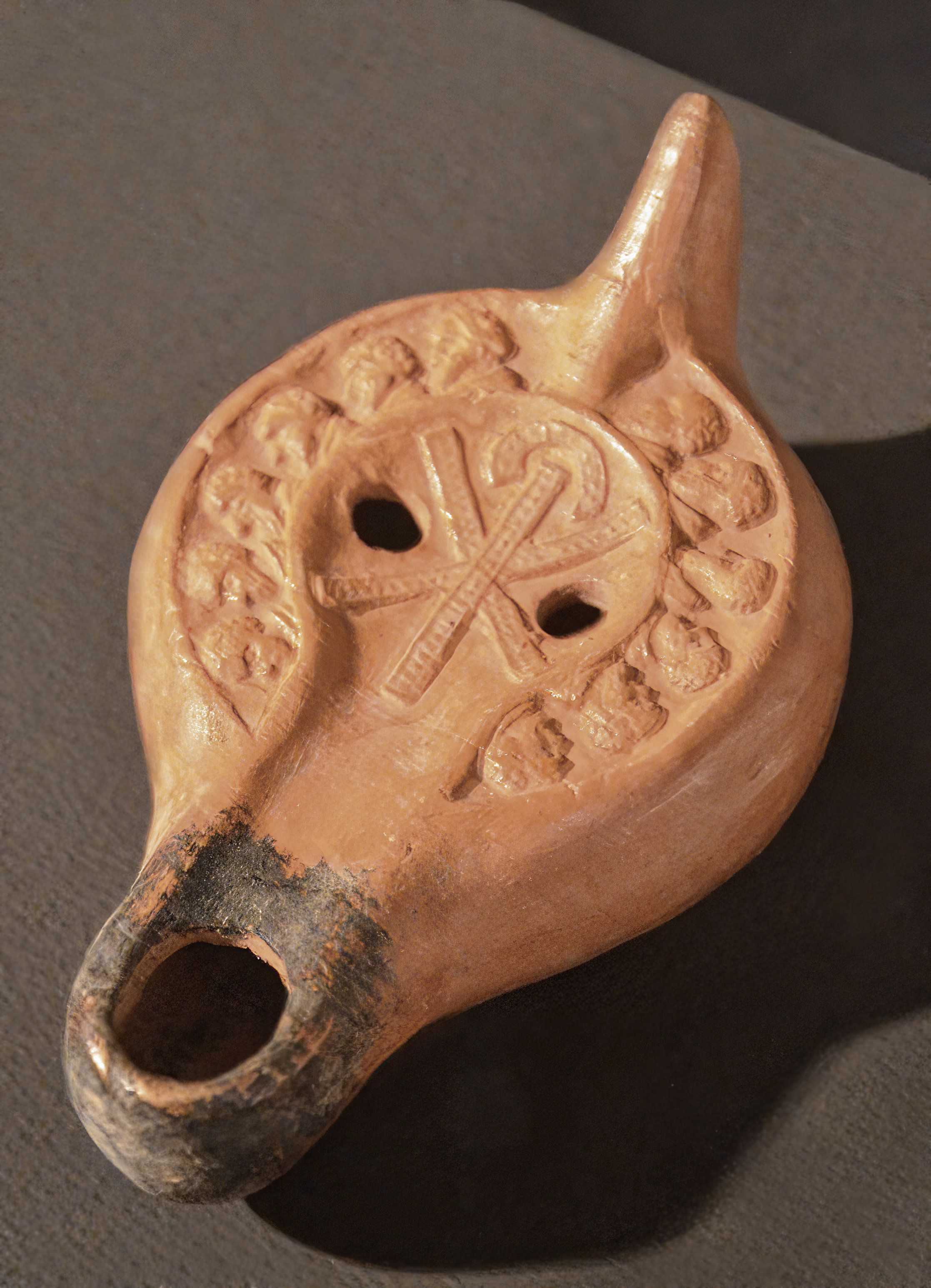
Lampe à décor paléochrétien (Douze Apôtres et  Chrisme ?). IVe siècle EC. Carnuntum, Pannonie

Les petits reliefs doivent parfois s'inscrire sur des formats contraignants qui en orientent la composition. Les lampes à huiles romaines reçoivent souvent un médaillon estampé. Pour leurs motifs, très variés - jeux du cirque ou jeux sexuels, divinités, portraits... - chaque fois la scène parvient à s'inscrire dans le format circulaire, avec plus ou moins de bonheur.
La production de monnaie romaine suit les tendances stylistiques du temps, au plus près du pouvoir et de l'image qu'il souhaite faire circuler dans l'empire et au-delà.

Faibles reliefs : pierres dures, métaux estampés, ivoires.
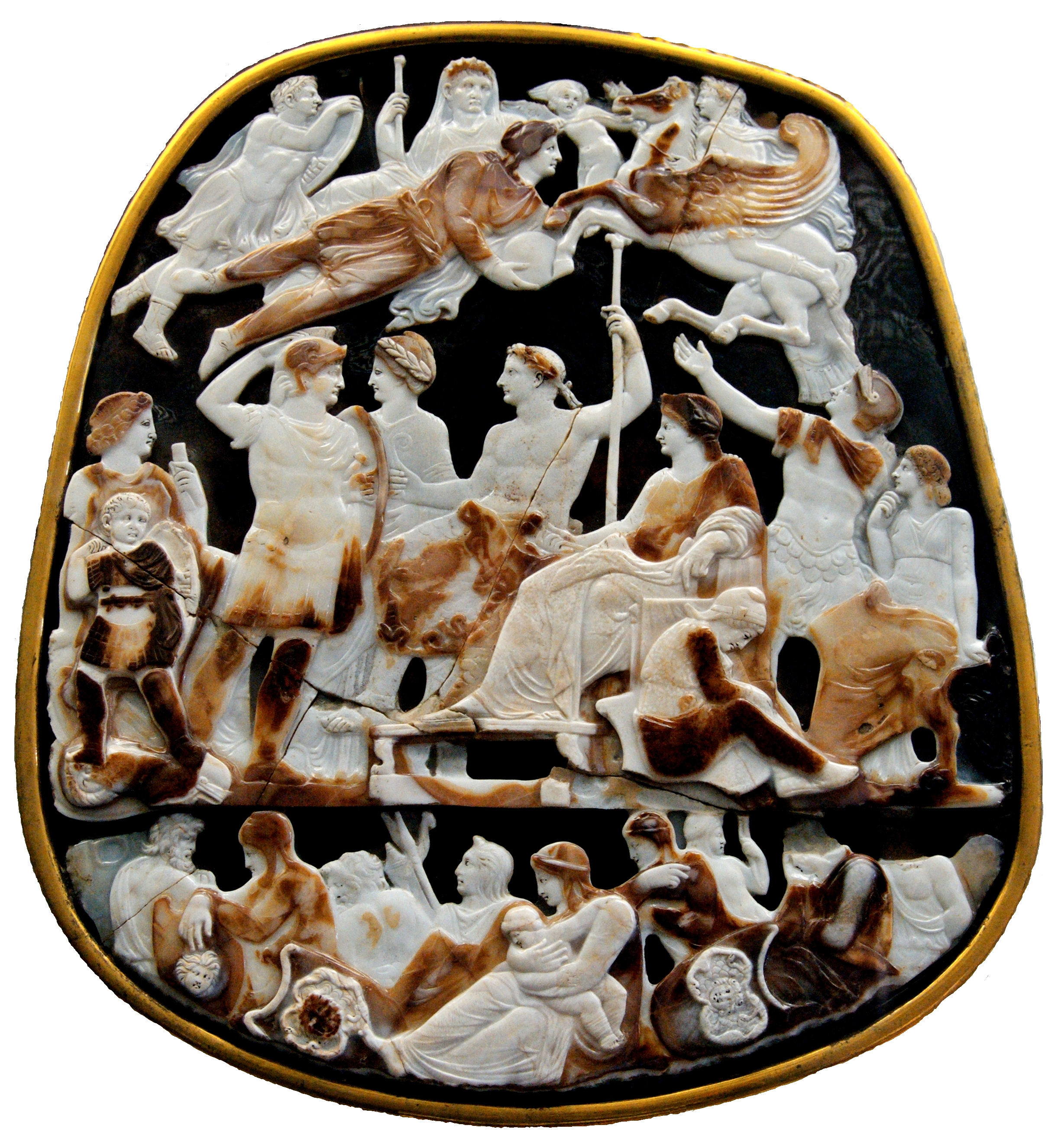
Grand Camée de France. Sardoine à cinq couches. H. 32 cm ; L. 26,5 cm. Commandé en 20 EC (?). Cabinet des médailles[251].
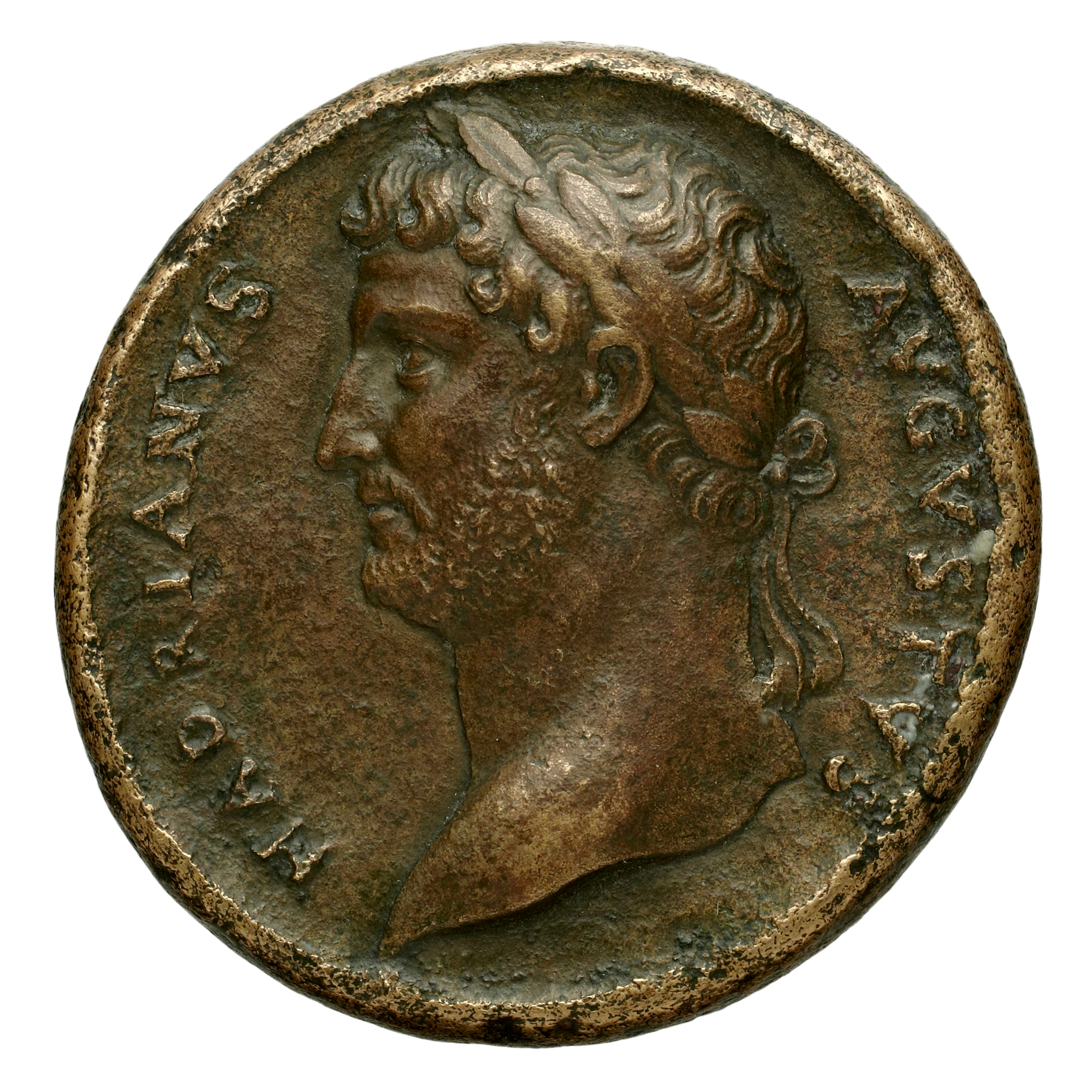
Médaillon[N 46] d'Hadrien (r. 117-138), face vers la gauche. Bronze, D. 38 mm. Rome, 125-132 EC. BNF
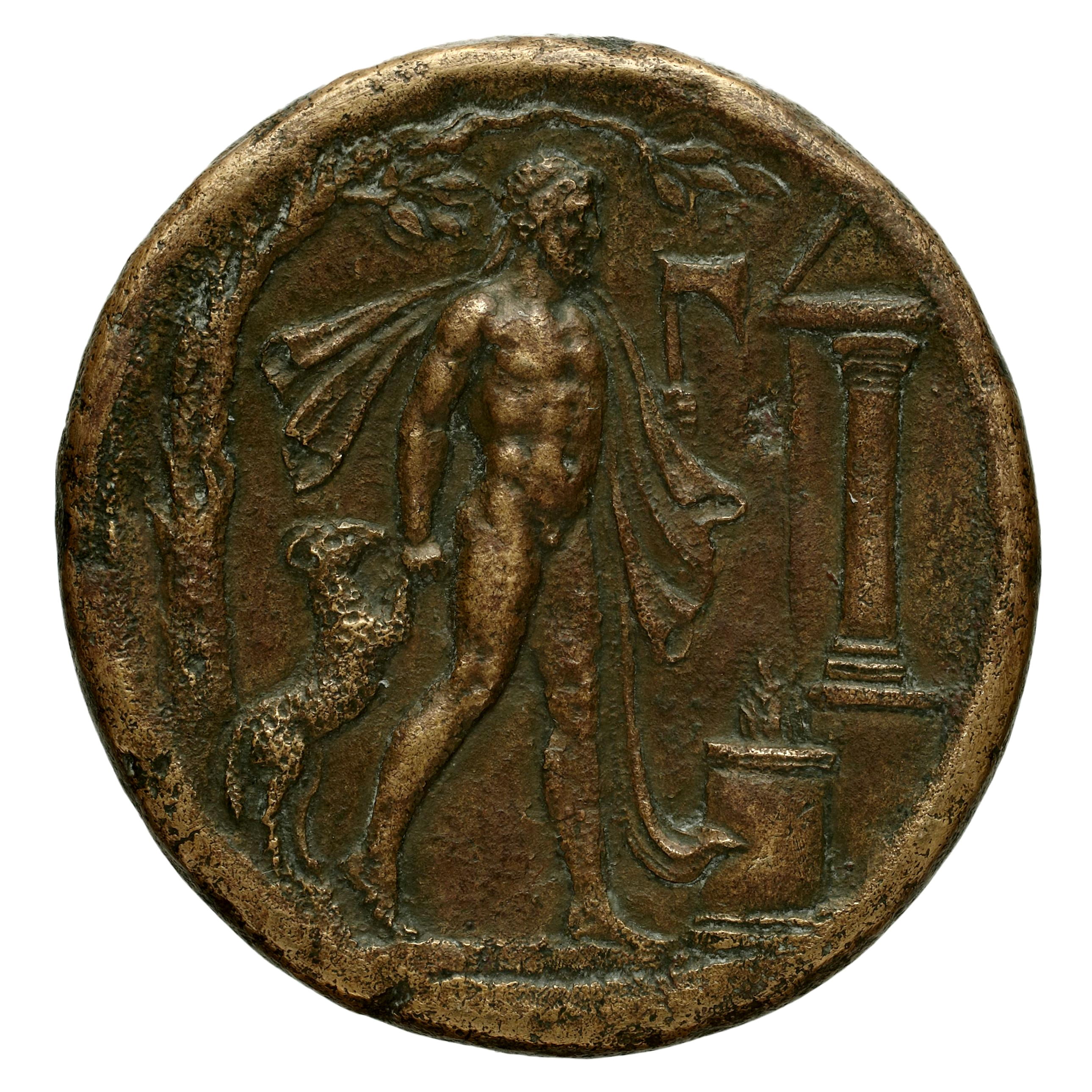
Revers. À gauche, un arbre ; Sylvanus traîne un bélier de la main droite et vers la droite. Il tient le pedum[252] de la gauche ; à droite, un temple et un autel allumé.
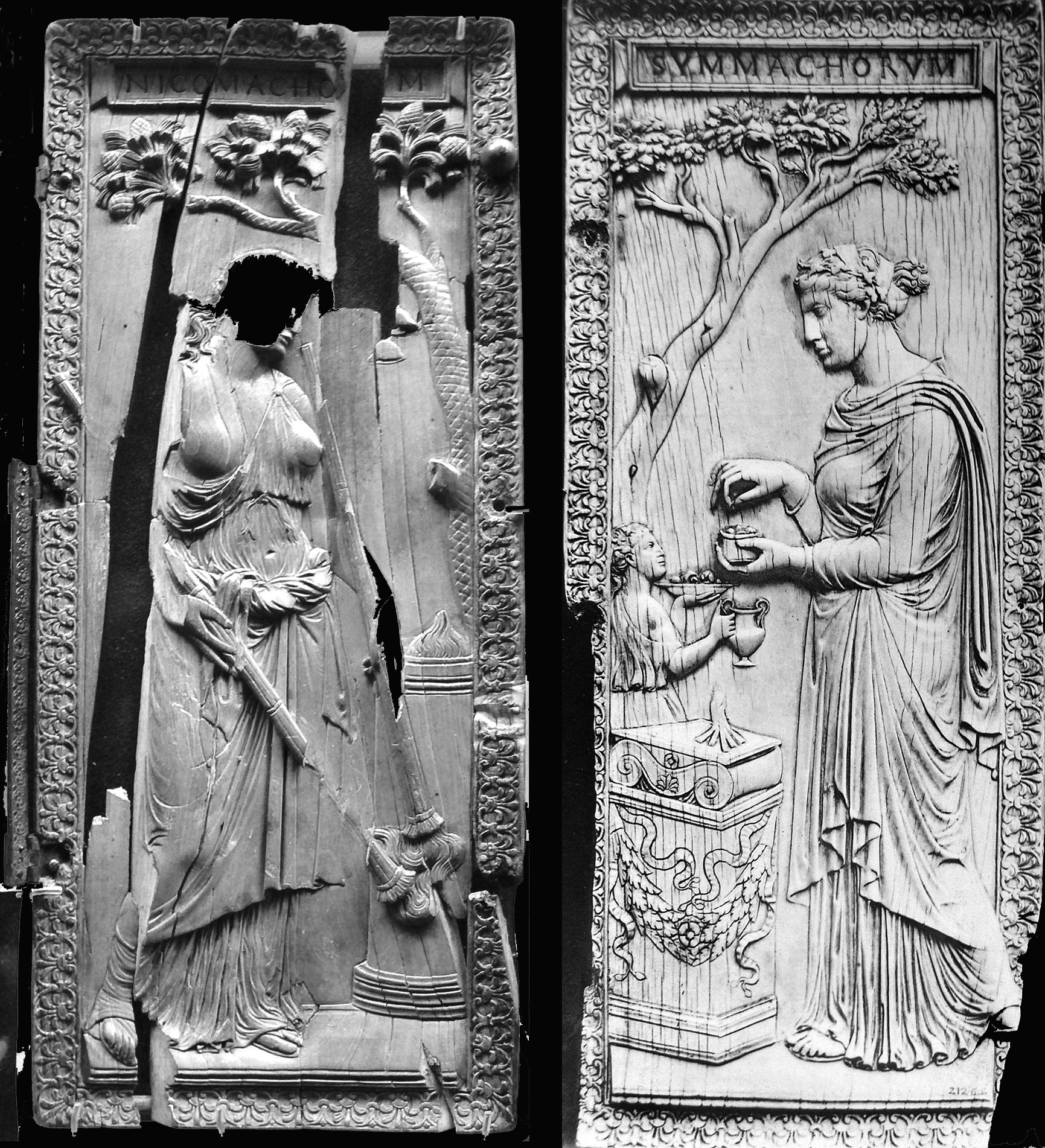
Diptyque des Nicomaque et des Symmaque. Ivoire, H. 30 cm. Fin IVe début Ve siècle EC. British Museum
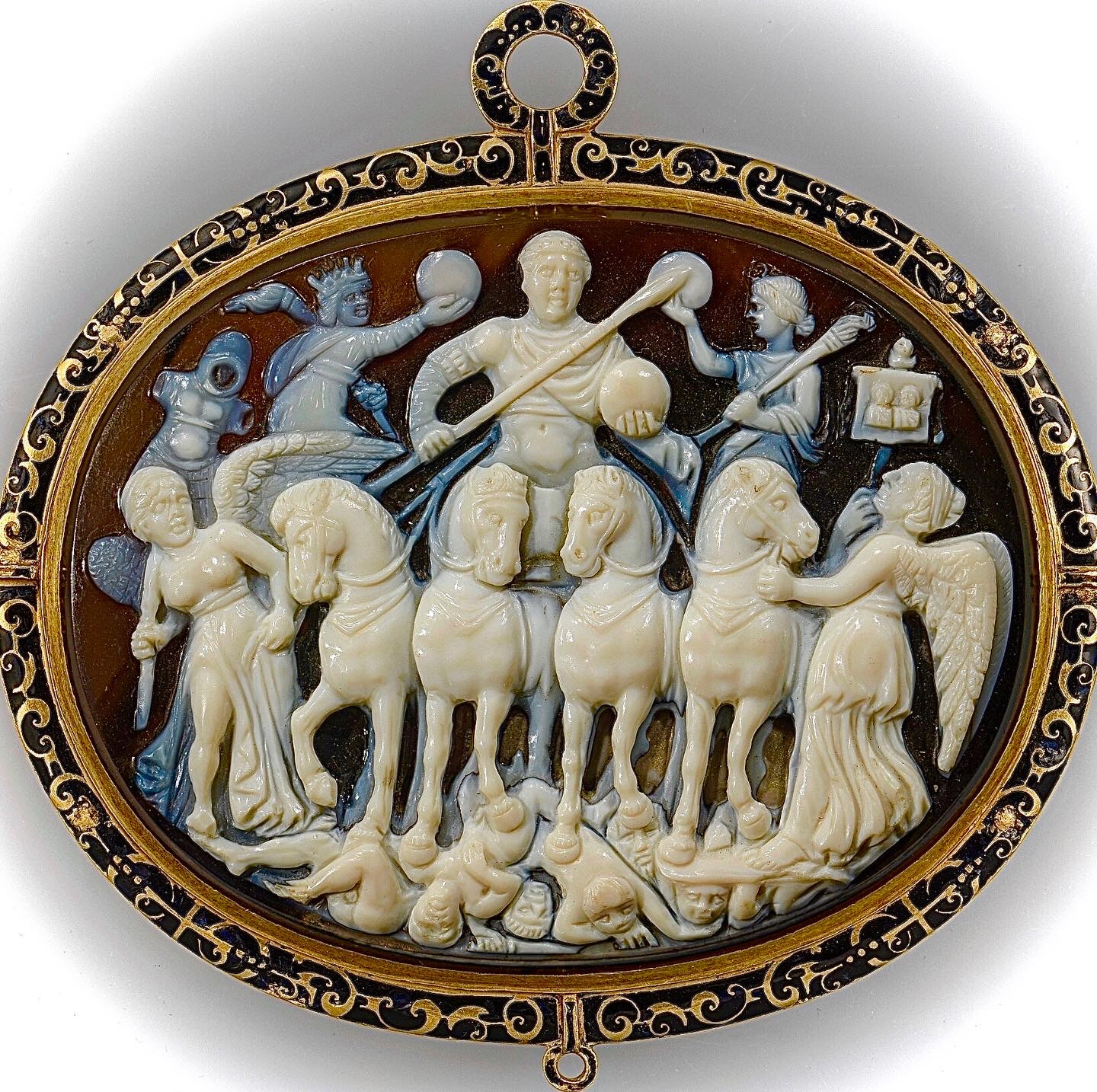
Camée : Triomphe de Licinius (r. 308-324)[N 47]. Sardonyx, L. 8,3 cm. Vers 308 EC. BnF, Cabinet des Médailles.

## Postérité
Le langage figuratif de la sculpture romaine s'impose pendant des siècles comme une source essentielle de l'art occidental.

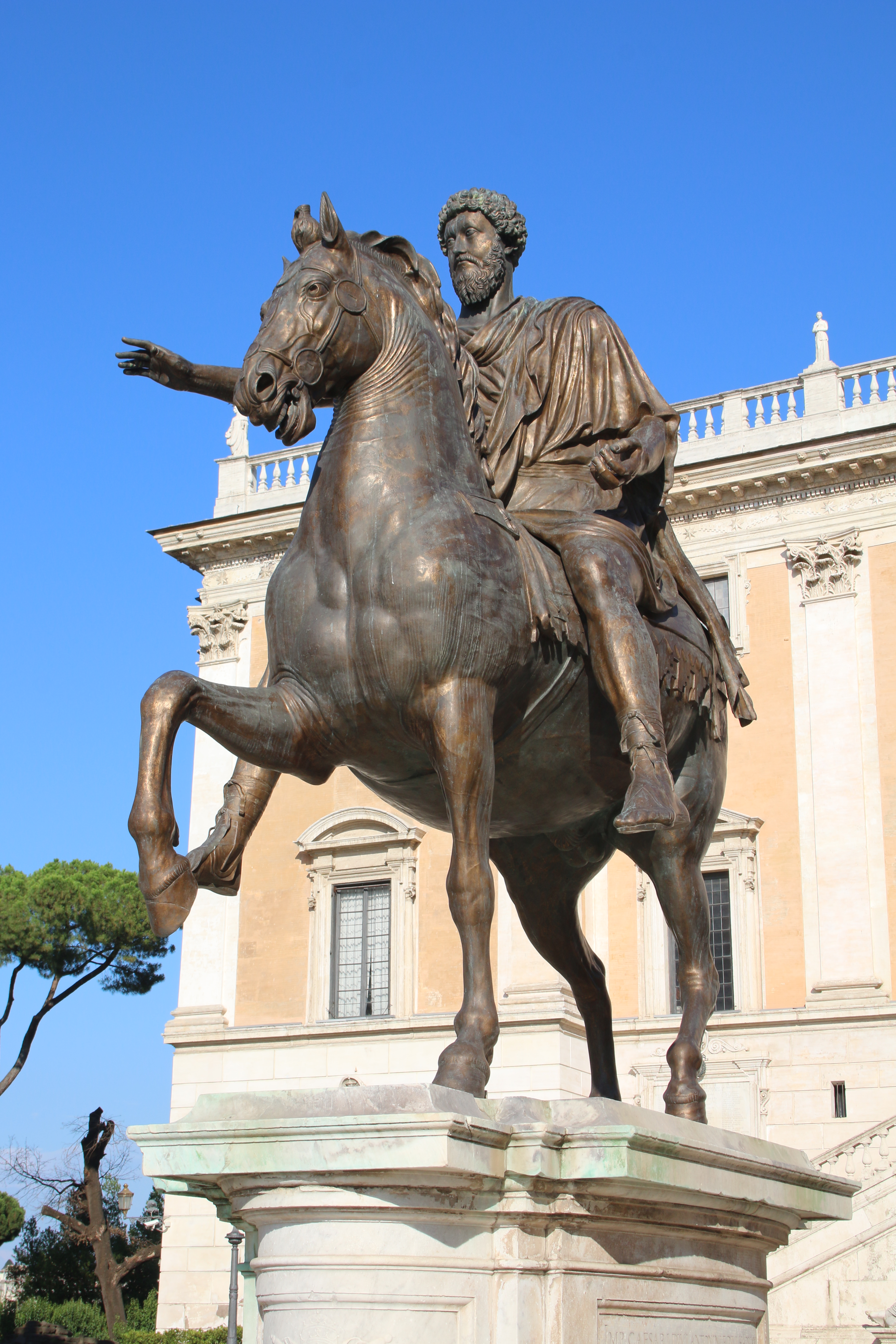
Copie moderne de la statue équestre de Marc Aurèle sur la place du Capitole à Rome, devant le Palais des Conservateurs transformé en musée et qui conserve l'original du IIe siècle EC.

Par exemple, le type de la statue équestre de l’empereur Marc-Aurèle a servi de modèle pendant des 
siècles après l’époque romaine. Au Moyen Âge, Charlemagne s’est fait représenter comme un empereur romain, avec le buste droit et le regard portant au loin dans sa statuette équestre dite de Charlemagne, datée du IXe siècle. Aux Temps Modernes également, la statue de Marc-Aurèle inspira de nouvelles représentations comme la statue équestre de Louis XIV, à Lyon, inaugurée en 1825 sous Charles X.

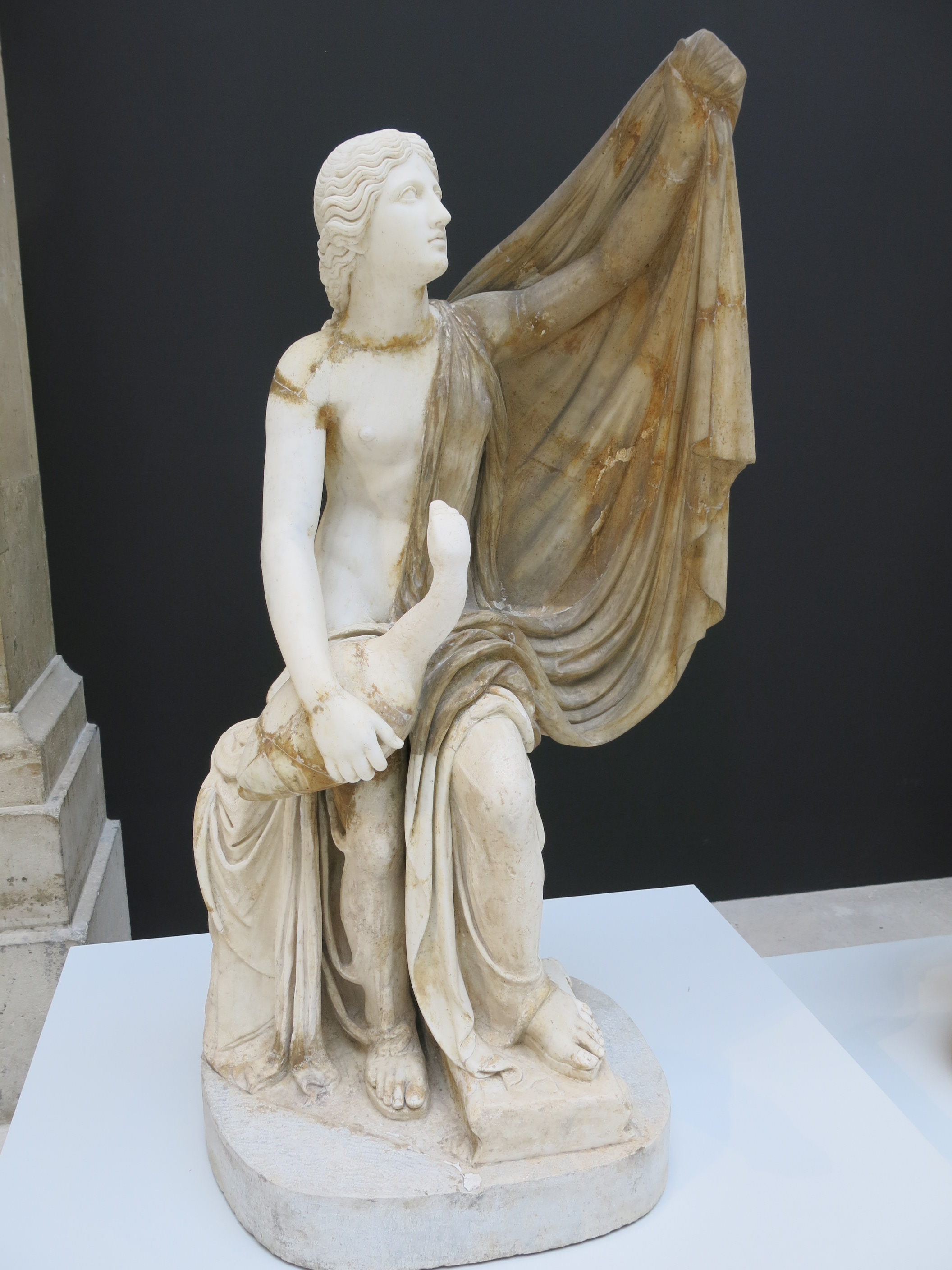
Léda et le cygne (Torlonia). H 1.62 m. De Portus : fouilles du palais impérial en 1864. Groupe statuaire installé dans un jardin impérial (?)

Du XVIe au début XIXe siècle, un immense travail des restaurateurs consistait à réaliser de superbes assemblages : des fragments d'origines diverses mais compatibles ont été ainsi rapprochés, rabotés, etc. et les surfaces abrasées, ces fragments complétés par des éléments modernes taillés pour l'occasion, afin de réaliser de nouvelles compositions proches de tels modèles. Concernant ces modèles romains, comme a pu le voir, il s'agissait de "copies", plus précisément de variations sur des prototypes antérieurs dérivés, eux-mêmes de modèles plus anciens, "originaux" (sachant que dans les ateliers grecs de l'époque classique la copie et les variantes étaient pratiqués aussi). Les assemblages modernes d'après des fragments antiques et modernes étaient recouverts d'une patine colorée, ce qui permettait de masquer l'aspect disparate de ces sculptures, dans le goût de l'époque. L'exposition, en 2024, des sculptures restaurées ou non de la collection Torlonia a été l'occasion de revenir sur l'origine complexe de ces très nombreuses sculptures composites,. Il en est de même pour le Pseudo Brutus, complété par une toge à la Renaissance ou Le Bon Pasteur, largement remanié au fil du temps, ou la statue d'Hercule avec leonté, pastiche de la collection Torlonia.
Au XVIIIe siècle, la redécouverte d'Herculanum et Pompéi va relancer l'intérêt pour l'art romain. La mode du portrait "à l'Antique" prend une certaine ampleur dans le milieu aristocratique européen. Le portrait du baron Philipp von Stosch par Edmé Bouchardon créé en 1722-1731, lors du second voyage de l'artiste à Rome, et c'est le premier buste néoclassique. Dans ce mouvement où l'étude du portrait romain est à l'honneur, Jean-Antoine Houdon rentré d'Italie en 1768, a gagné une immense renommée en trouvant de nouvelles solutions, dans la suite de l'art romain, pour faire vivre le regard par l'incise des yeux. Lui aussi, il mit en valeur le petit point brillant sur la pupille - parfois partiellement cachée sous la paupière - et l'iris plus ou moins fortement creusé de multiples manières afin d'accentuer la profondeur et jusqu'à la couleur du regard.
Au milieu du XIXe siècle, le Second Empire, qui s'écroule lors de la guerre contre la Prusse, favorise la proclamation de la Troisième République. C'est dans ce contexte que Courbet suggère, dans une lettre au gouvernement de la Défense nationale, de déboulonner la colonne Vendôme. Il avance comme argument l'absence de qualité artistique de cette copie de la Colonne Trajane commandée par Napoléon Ier. Celle-ci fut jetée à terre lors de la Commune de Paris, le 16 mai 1871, et Courbet condamné, dû peindre d'innombrables toiles jusqu'à sa mort pour rembourser l'État français. Selon Julie Bawin, 2024, ce que veut Courbet et avec lui les mouvements décolonialistes d'aujourd'hui c'est retirer l'aura de l'œuvre et son pouvoir d'autorité et de fascination. Légitimation de l'autorité et fascination étant probablement dans le projet de l'empereur Trajan lorsqu'il fit réaliser sa colonne et projet auquel Napoléon Ier était manifestement sensible.
Une anecdote montre l'intérêt que les modernes ont eu pour la sculpture romaine : le masque de momie en stuc peint et verre de l'Égypte romaine, au Louvre, a été offert comme cadeau de Matisse à Marquet. On y retrouve, en effet, les volumes simples, la couleur en aplat, les yeux géométrisés qui participent des études du visage pour Matisse. Cela témoigne de l'intérêt qu'il partageait avec d'autres peintres d'avant-garde.
Au XXIe siècle une question se pose avec insistance : tous nos concepts, comme les termes d'« art », ou d'« esthétique » étant hérités de la pensée du monde occidental au XVIIIe siècle, comment réviser l'appréciation esthétique actuelle des sculptures romaines, comme de tout l'art gréco-romain, sachant qu'un tel monde avait de toutes autres représentations, une culture complètement différente de la nôtre ?